# Раджпутський живопис

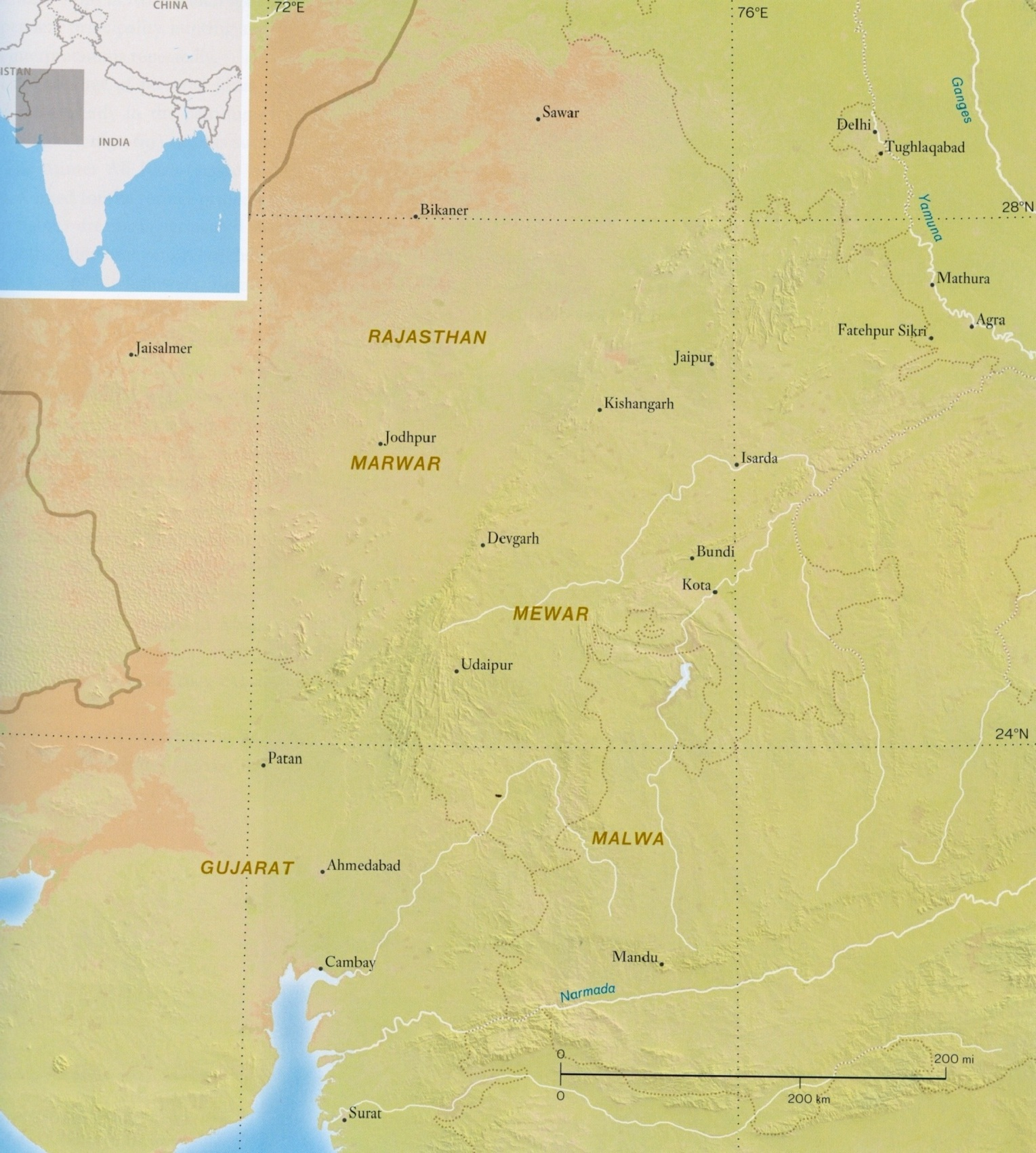
Основні центри раджпутського живопису.

Раджпутський живопис (також «живопис раджпутів», «раджпутська мініатюра», іноді «Раджастханський живопис», «Раджастханська мініатюра») — живопис, що процвітав в Індії при дворах раджпутських князів в XVI—XIX століттях.

## Вступ

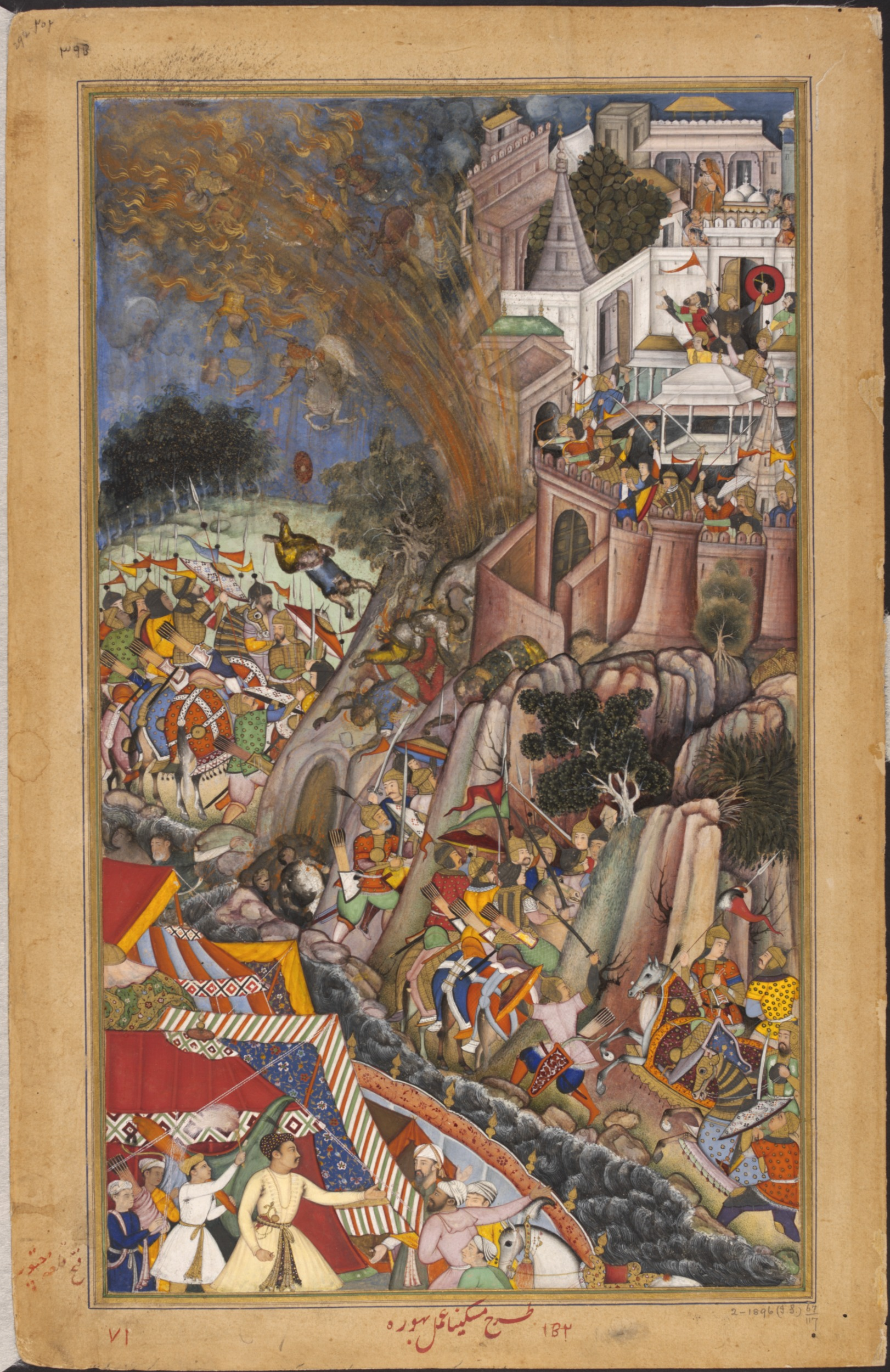
Міскін. Облога фортеці Чіттор 1567 р. Могольська мініатюра з «Акбарнаме». 1590-95, Музей Вікторії і Альберта, Лондон.

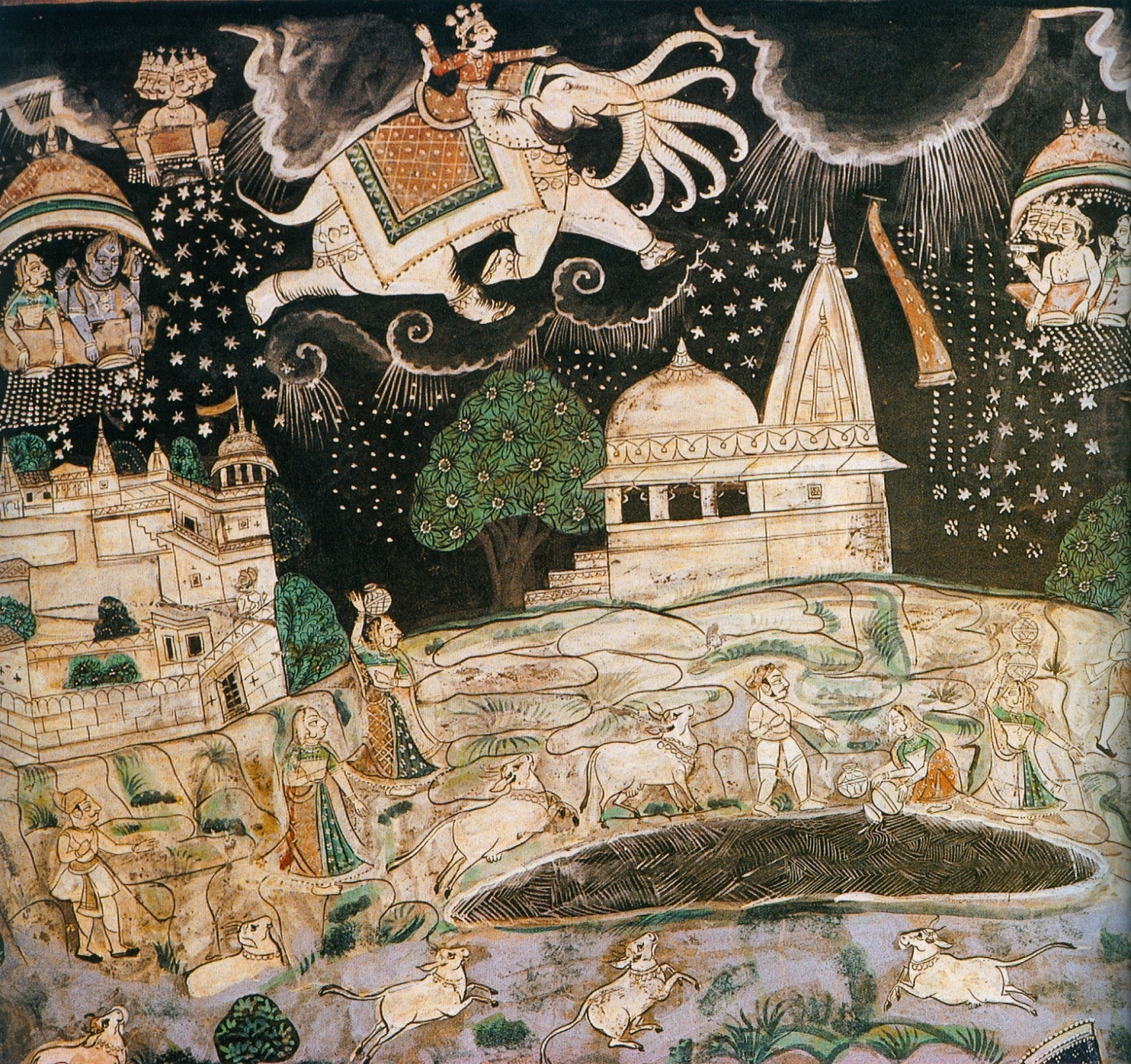
Весілля Рами і Сіти. Розпис стіни палацу Бунді, 18ст.

Раджпути належать до касти воїнів і зводять своє походження до Рами — героя стародавнього епосу «Рамаяна». Їх героїзм на полях битв увічнений в поемах, а масові самогубства їхніх жінок (джаугар) з метою уникнути наруги ворогом, були зведені в ранг священних. Ніхто точно не знає, яке їх походження (вчені вважають, що вони з'явилися в результаті змішування парфянських, сакських, гунських і кушанських племен). Уже в ранньому середньовіччі, незабаром після падіння імперії Гуптів і царства Харші (647 р.) вони правили більшою частиною північної Індії, створивши безліч невеликих князівств, на чолі яких стояли вожді 36 основних кланів.
В X столітті в північну Індію хлинули мусульманські завойовники. Раджпути не змогли надати їм належного опору, оскільки єдність цього народу була підірвана міжусобними конфліктами. Але й завойовники не змогли їх ісламізувати, в раджпутських князівствах здебільшого збереглися споконвічно індійські релігії — джайнізм та індуїзм.
 
Раджпутский живопис веде своє походження від джайнської традиції книжкової мініатюри, але найбільший розквіт пережила під впливом могольского живопису. Відносини раджпутів з моголами були складними і часом суперечливими. Коли в XVI столітті в північну Індію вторглися війська могольского імператора Бабура, глава найсильнішого раджпутського князівства Мевар — Рана Санграм Сінґх спробував організувати опір, але в битві при Кхануа біля Агри в 1527 році зазнав поразки і незабаром помер від ран. Підкорення Мевара було необхідно моголам у зв'язку з тим, що це князівство перебувало на шляху з Делі в багату приморську провінцію Гуджарат, через яку йшов потік пілігримів в Мекку. Могольські імператори не залишали думки взяти цю вигідну територію під свій контроль, тому онук імператора Бабура — Акбар в 1567-68 роках провів в Раджастані спустошливу військову кампанію і захопив меварську столицю — фортецю Чіттор. Князь Мевара Удай Сінгх втік з міста і згодом заснував нову столицю — Удайпур. Ці події сильно деморалізували правителів інших, дрібніших раджпутських князівств. Джайпур, Біканер, Джодхпур і Джайсалмер стали васалами моголів.
 
Не всі раджпутські князі були залучені в військове протистояння з моголами. Першим раджпутським правителем, який створив прецедент матримоніального альянсу з моголами був Раджа Бхарама, глава клану Каччава з Амбера (Джайпур), який в 1562 році запропонував свою дочку імператору Акбару в дружини. Згодом й інші раджпутські князі наслідували його приклад. Завдяки цьому деякі з них увійшли в імператорську еліту як генерали й високопоставлені чиновники, служачи вірою і правдою під час військових кампаній моголів у Бенгалії, Біхарі, Декані і Афганістані. В результаті тривалого перебування при Могольському столичному дворі вони перейняли місцеві смаки, засвоїли придворний етикет і звичку до розкішного одягу. Ці нові звички поширилися і на таку делікатну область, як покровительство живопису.
Основною формою раджпутського живопису є мініатюра, яка створювалася придворними художниками в майстернях при дворах раджпутських князів. Однак, в Індії здавна існувала традиція не тільки мініатюрного живопису, а й розпису стін ритуальними картинами і орнаментами, які носили магічно-охоронний характер. Пізніше оселі стали прикрашатися яскравими картинами на вільні і традиційні сюжети. Деякі зразки раджпутського стінопису XVIII—XIX століть дійшли до наших днів. Здебільшого вони схожі на збільшені раджпутські мініатюри.
В раджпутських князівствах у великій пошані була книжкова культура. Книги в той час були рукописними і дуже дорогими, вони були важливим предметом розкоші і престижу, а також предметом воєнної здобичі. Тематика книг була найрізноманітнішою: від кулінарних книг та книг з ведення домашнього господарства до посібників з військового мистецтва, ліричних віршів і древніх епосів. Ілюстровані манускрипти становили важливу частину приданого нареченої, подібними книгами багаті сім'ї обмінювалися як весільними дарами.

## Матеріали та інструменти
Раджпутська мініатюра писалася на папері. Паперове виробництво в мусульманських країнах було перейнято у китайців з VIII століття. Одним з найкращих центрів з виробництва паперу був Самарканд. В Індії папір робився з бамбукових, джутових, шовкових волокон і текстильного дрантя. Технологія виробництва паперу в Індії в кустарних умовах не могла бути чітко стандартизована, тому вона була різної якості, її товщина і текстура бували різною.
Художники використовували натуральні фарби, які діляться на дві категорії — які не потребують додаткової обробки, такі як крейда (білий), сурик червоний, охра (відтінки жовтого), оксиди і сульфати міді (зелений), ультрамарин і ляпіс-лазурит (синій) — достатні було їх добре розтерти і промити у воді — пігмент був готовий. До іншої категорії належать фарби, що вимагали хімічної обробки — свинцеві білила (шляхом вимочування свинцю в оцтовій кислоті), вугільний чорний (добувався шляхом випалювання дерева), кіновар, яку готували з ртуті і сірки, синій пігмент добувався з рослини індиго, кармін, червоний органічний барвник, добувався з кошенілі (особливих комах) і т. д. При необхідності фарби змішували, домагаючись потрібного відтінку. Для обробки мініатюр також широко використовувалося золото і срібло. Для міцного закріплення фарби на папері в неї додавали різні рослинні смоли (камеді) та млечні соки рослин.
Технологія створення мініатюри була така. Папір спочатку розгладжують кам'яним бруском. Потім пензлем і чорнилом наносився попередній малюнок (зазвичай коричневою фарбою), який покривався тонким шаром білил, щоб закріпити і зробити його майже непомітним в готовій картині. Після цього накладалися фарби. Їх наносили шарами, кожен з яких полірувався і розтирався (для цього мініатюру клали на гладку поверхню зображенням вниз і розтирали бруском м'якого полірувального каменю).
В цілому технологія виробництва мініатюр і робота раджпутських майстерень були організовані за перським зразком. Оскільки багато раджпутськіх князівств були невеликими, ці майстерні по числу персоналу не могли зрівнятися з кітабхане перських шахів і могольських імператорів (хоча, у деяких князів число художників досягало декількох десятків). Набір робіт в них був стандартним: як повсякденна рутинна процедура згадується правка і ремонт мініатюр; зі збережених даних, під керівництвом головного майстра (устад) в раджпутських майстернях робилися також копії оригінальних творів.

## Тематичний репертуар

### Крішна-ліла

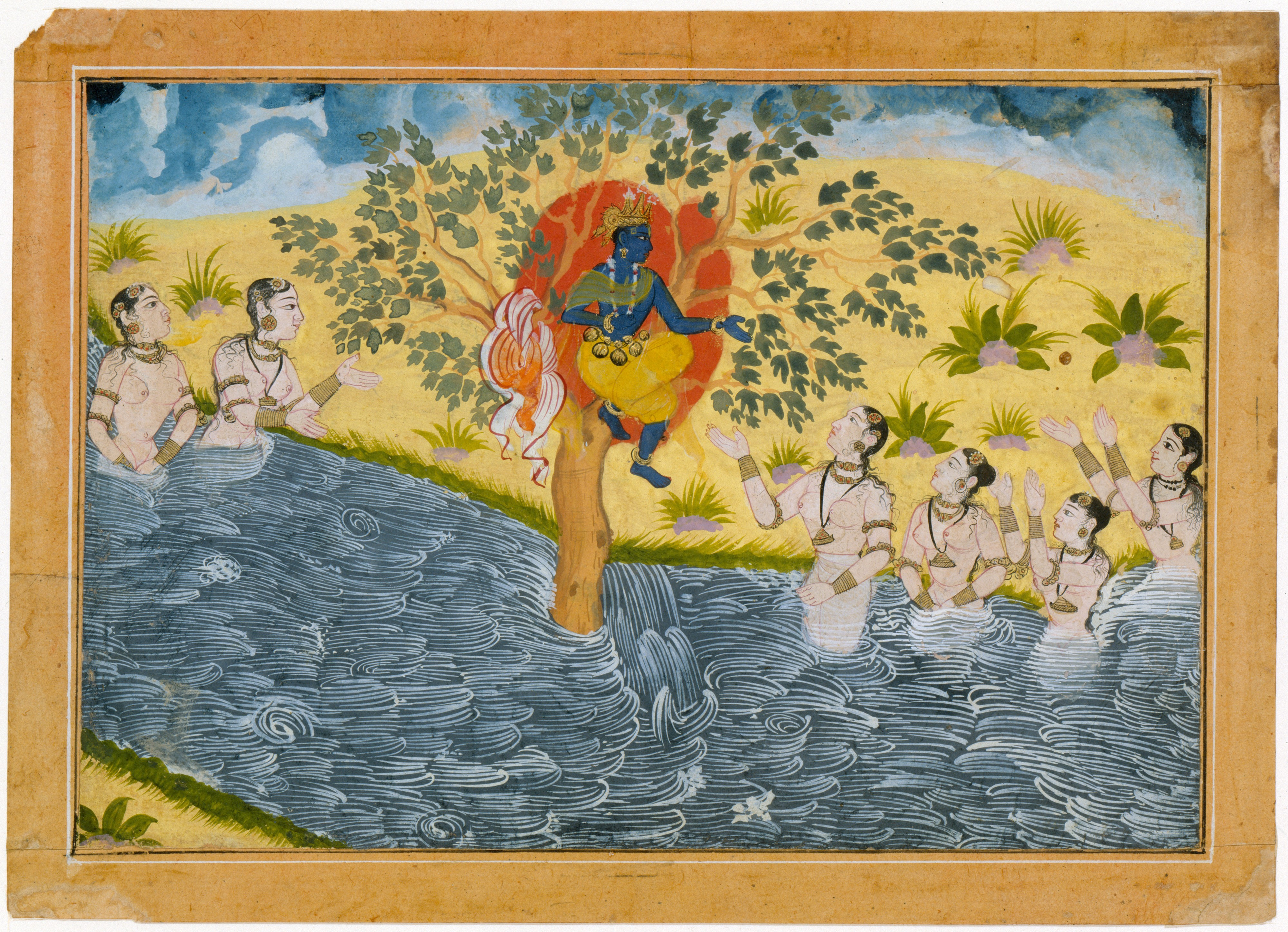
Гопі благають Крішну повернути їм одяг. Лист з Бгагавата Пурані, 1610, Музей Метрополітен, Нью-Йорк

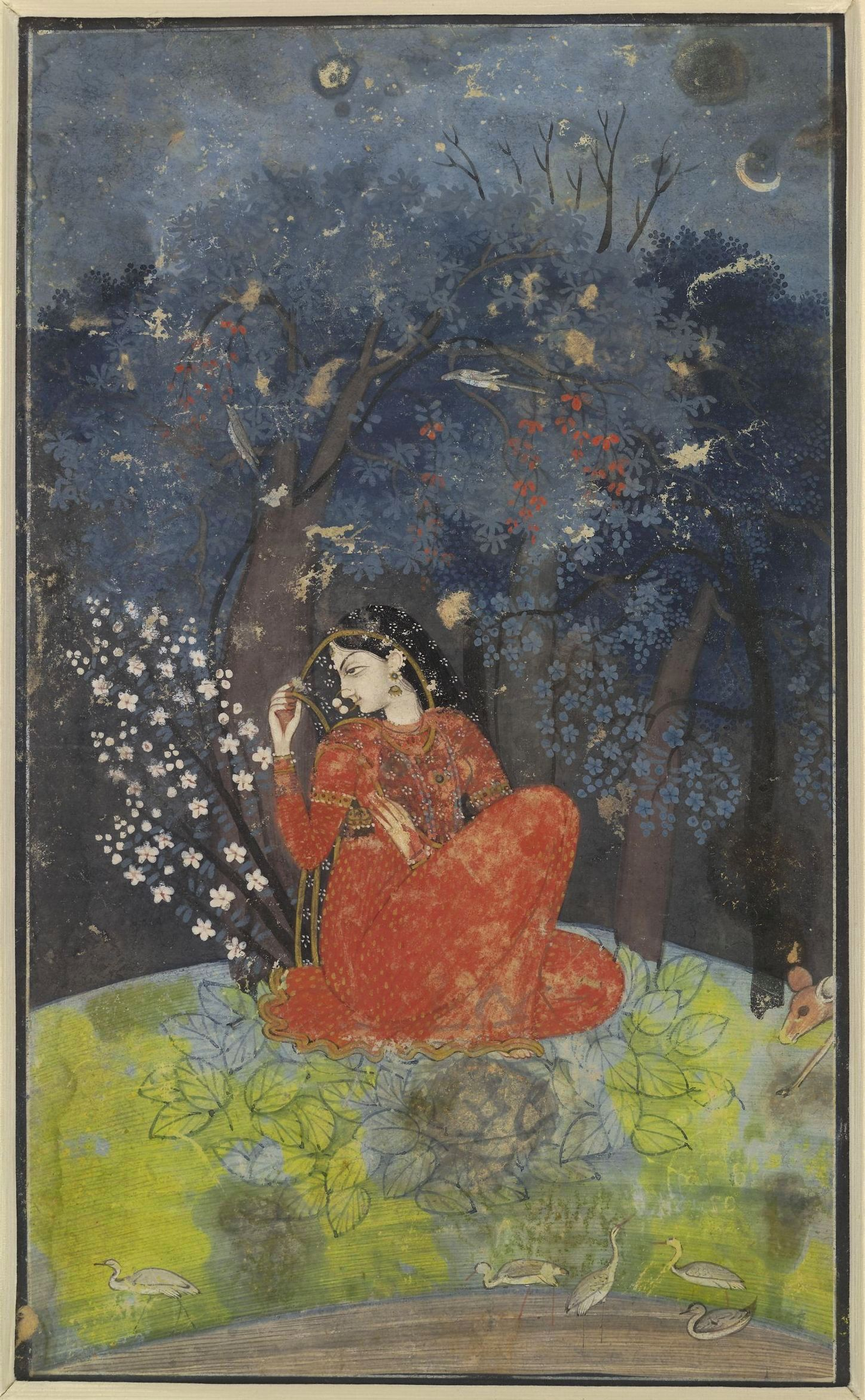
Уткантхіта Наіка. 1775-80, Британський музей, Лондон

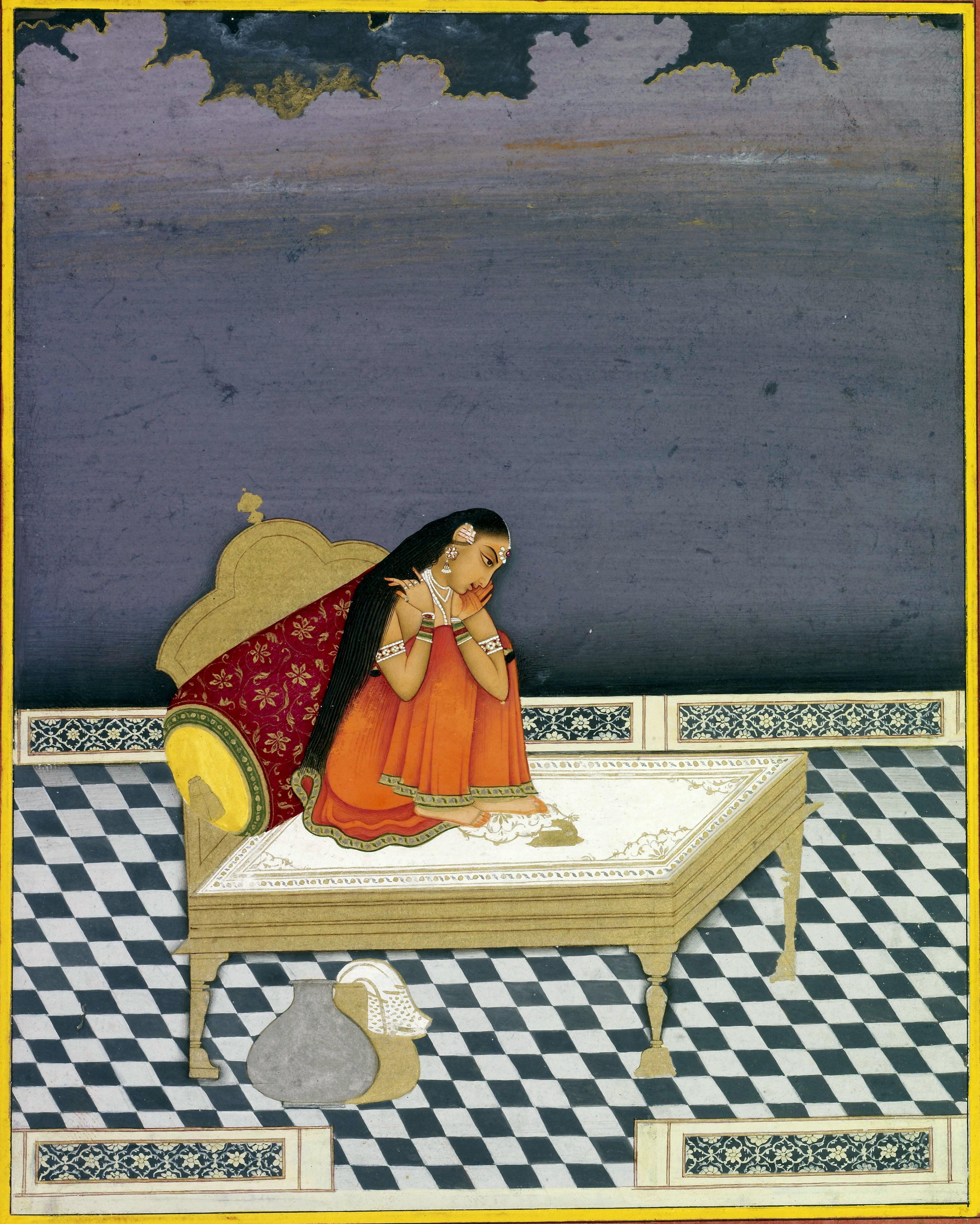
Віпралабха Наіка. Джайпур, бл. 1800 р.,Британський музей, Лондон

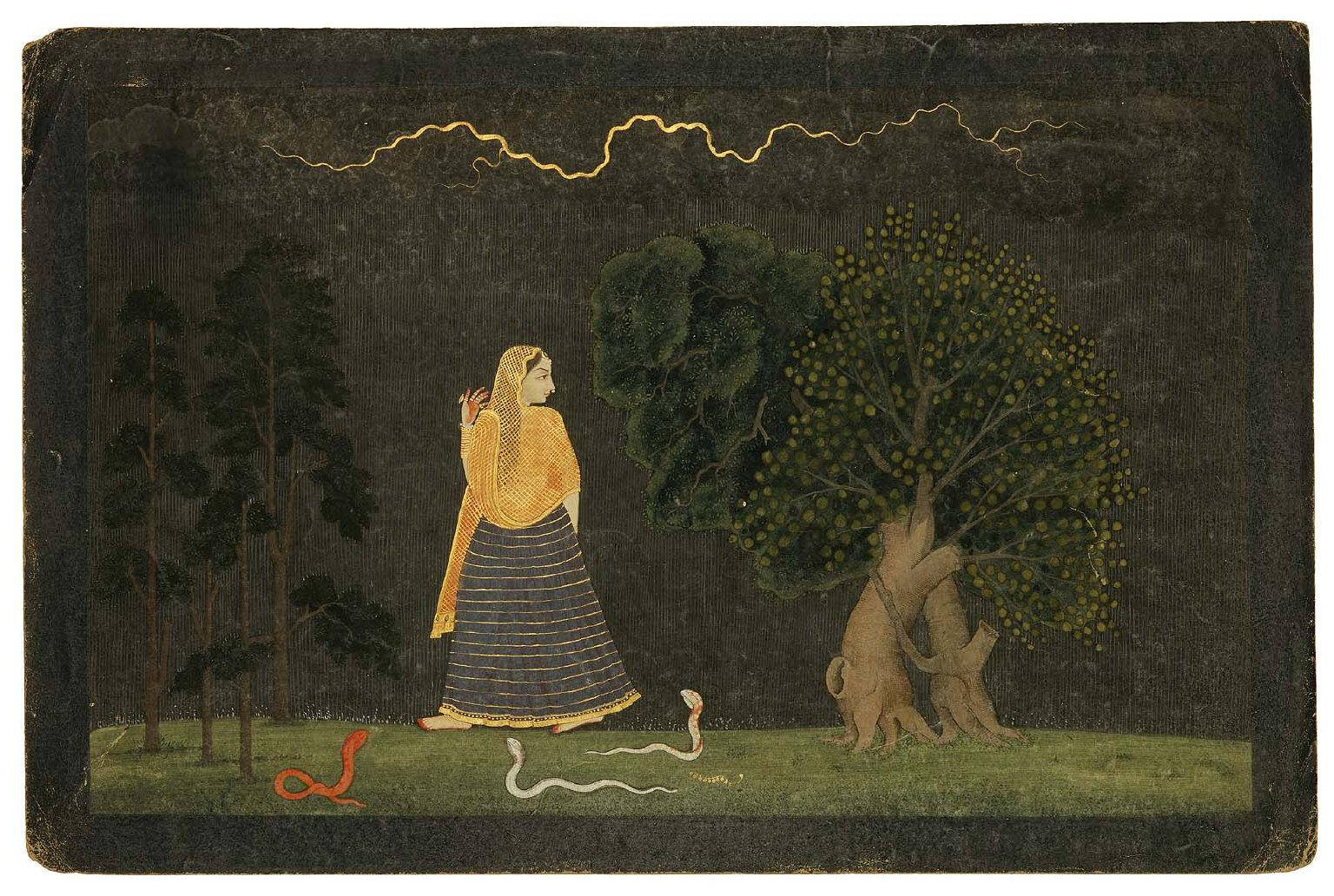
Абхісарика Наіка. кін. 18 ст, Бостон, музей витончених мистецтв.

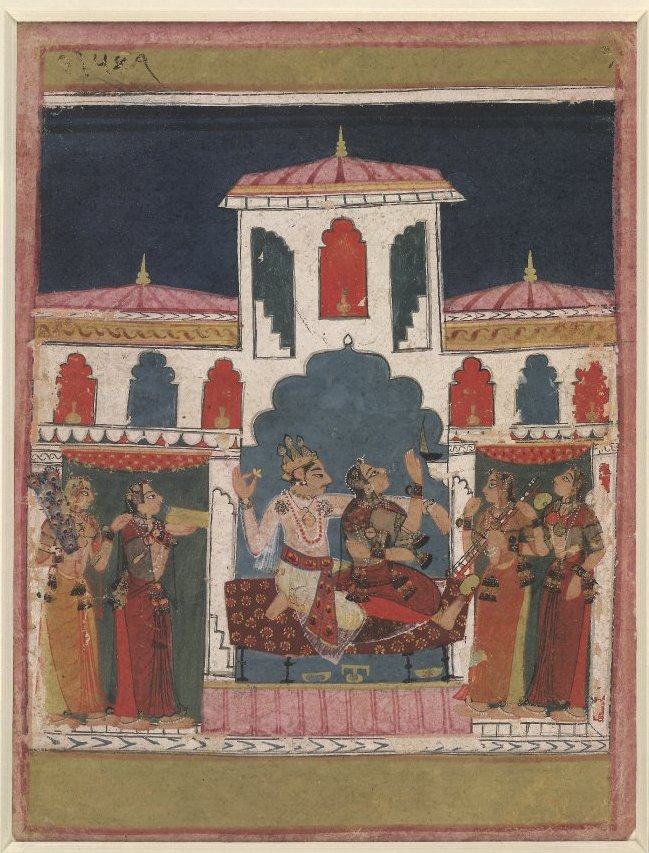
Рага Діпак. Мальва. бл. 1650 р. Британський музей, Лондон

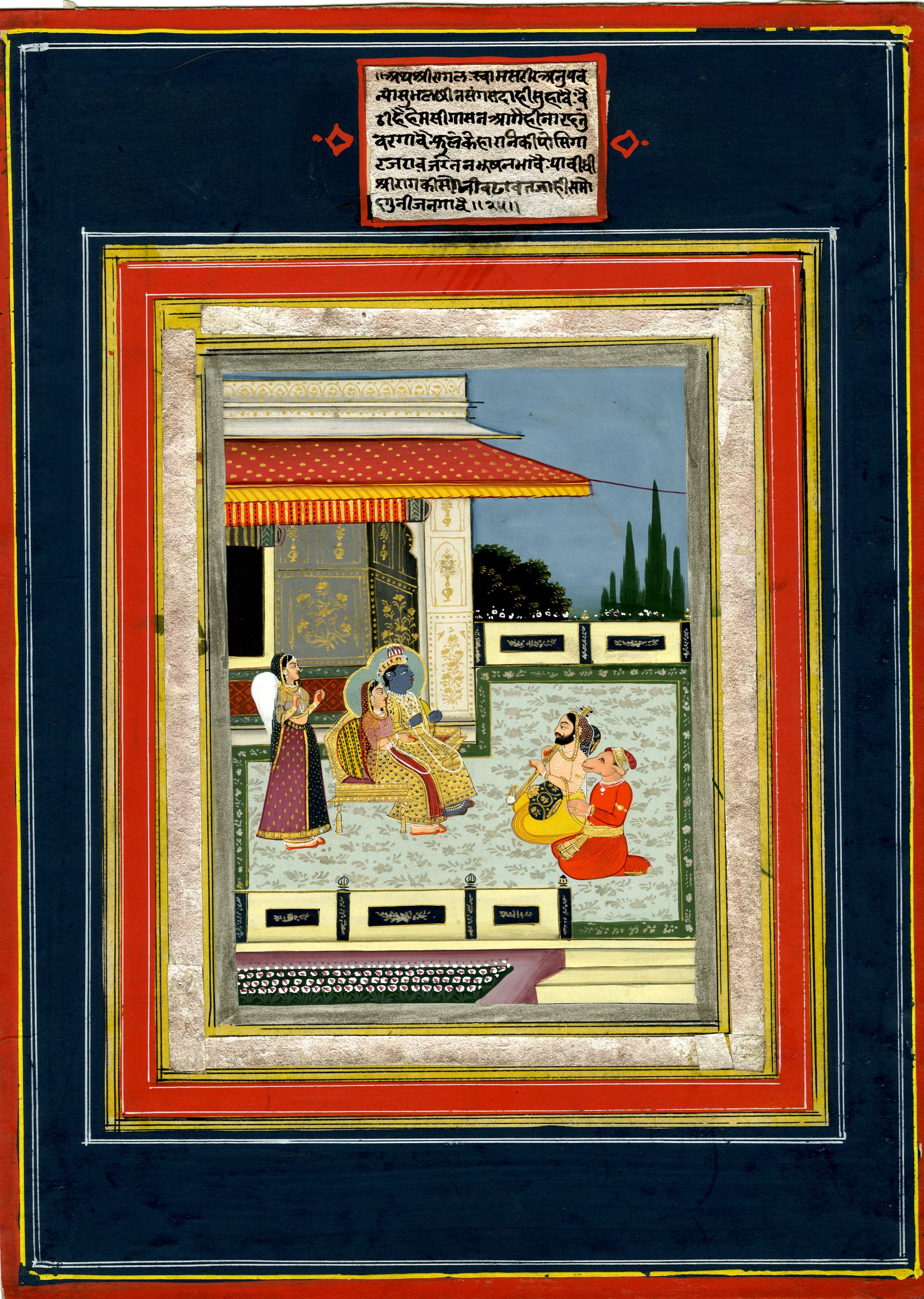
Рага Шрі. Раджастхан, 1790—1810, Британський музей

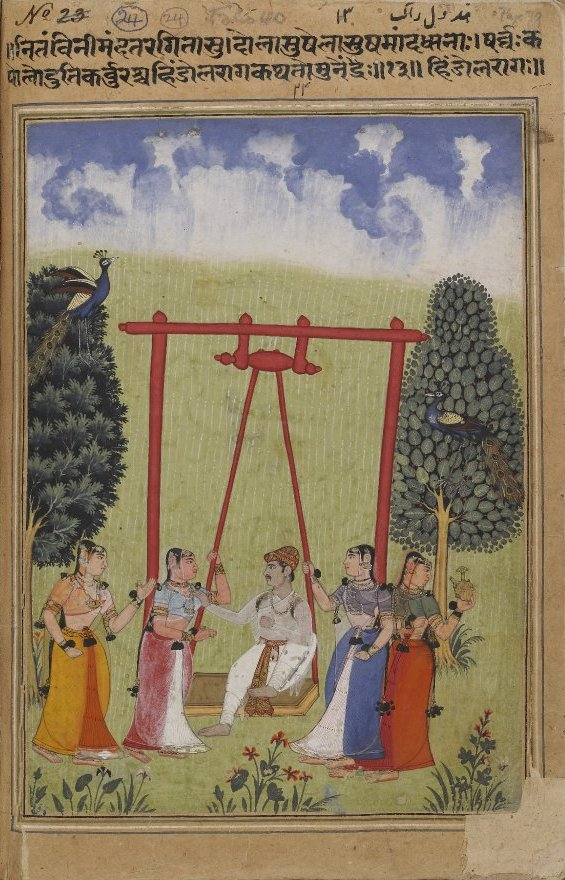
Рага Хіндол. Амбер, бл. 1610 р., Британський музей, Лондон

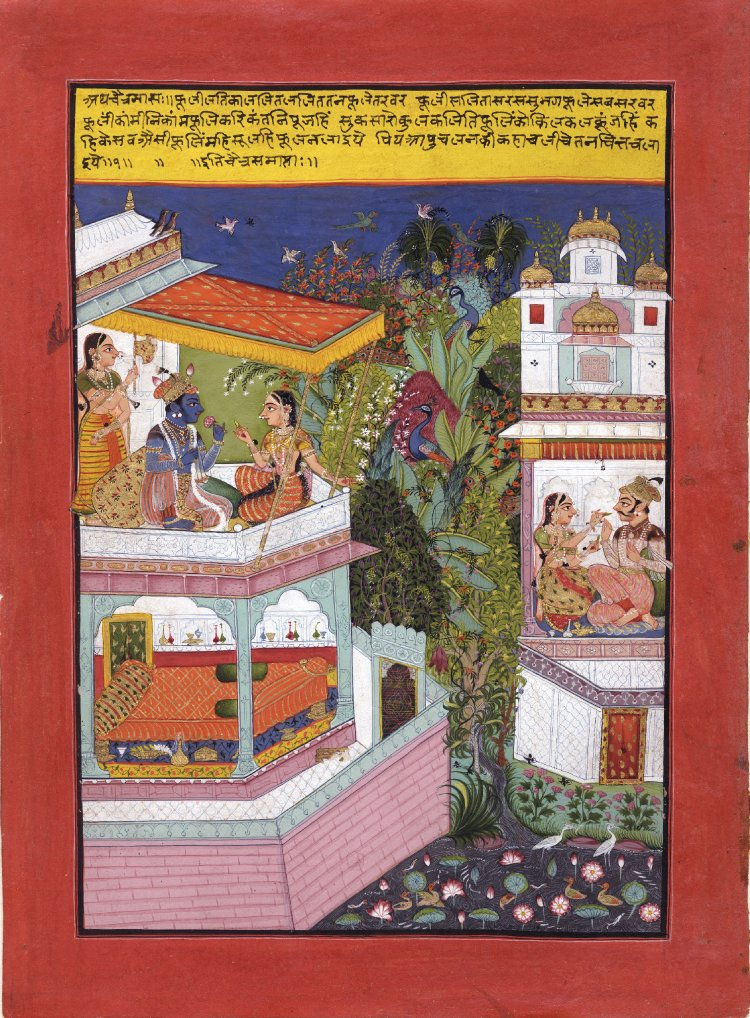
Місяць Чайт (березень-квітень). Барахмаса, Бунді, бл. 1675—1700, Британський музей.

Джерелом натхнення для раджпутських художників служила релігійна і світська література. Дуже часто використовувалися сюжети з індійських пуран (зборів древніх сказань) — прославлених епосів «Махабхарата» і «Рамаяна».
У середньовічній Індії велику роль зіграла книга «Бхагават пурана», яка послужила основою для становлення потужного культу бога Вішну — вішнуїзму. У книзі містяться легенди, що прославляють Вішну у вигляді його інкарнації — бога Крішни. Перша частина Десятої книги «Бхагават пурана» присвячена його дитячим витівкам і любовним історіям. Інший твір, «Расапанча дхьяя», саме й надає міфу про Крішну абсолютно іншого звучання, описуючи танці та любовні ігри Крішни — «владики осінніх лун». Низку цих божественних любовних ігор, флірт і пов'язані з цим затії Крішни позначають словом «ліла». Сюжети з «Крішна-ліли» були улюбленими темами для раджпутських художників починаючи з XVI століття.
З часом легенди та історії навколо Крішни розросталися, він став головною фігурою культу Бхакті. У північній Індії культ Бхакті отримав потужний імпульс завдяки поетичним гімнам Валлабхачарьі, Чайтан'ї, Джаядеви і Мірабаї — поетів, які в підсумку визнані вішнуїтськими святими. Важливими поетичними творами, присвяченими божественній любові Крішни, є «Гіта Говінда» Джаядеви, «Сурсагар» сліпого поета Сурдаса, «Сатсаі» поета Біхарі, «Матірама» Расараджі і «Расікапрія» Кешавдаса. Фігура Крішни стала домінуючою не тільки в літературі, а й в інших видах мистецтва. Він став головним героєм раджпутського живопису, особливо в Меварі, Джодхпурі, Кішангарху, Джайпурі, Бунді і Кота художники із задоволенням ілюстрували поеми, присвячені йому.

### Наяк і Наіка
Іншим сюжетним джерелом служили шринагара — санскритські поетичні тексти, що прийняли в середньовічний період дещо манірний вигляд, але дуже популярні. В Шринагара фігурують однотипні герої і героїні, а вірші описують всю можливу різноманітність їх любовних переживань і емоційних станів. Ананда Кумарасвамі, з книг якого, виданих на початку XX століття, почалося академічне вивчення раджпутського живопису, зазначав: «Якщо китайці краще за всіх навчили нас розумінню суті природи, висловивши це в пейзажах „гори-води“, то індійське мистецтво, щонайменше, може навчити нас, як уникнути неправильного розуміння природи бажання… того, що суть насолоди не може бути брудною…».
В Індії існує своєрідна теорія любовних взаємин, в рамках якої символічна любовна пара Наіка і Наяк опиняються в безлічі різних положень і любовних станів. Ця пара у всіх творах називається однаково, причому акцентується жіночий образ, який має безліч різних відтінків — ретельно класифікованих. На цю вічну тему створено безліч літературних творів. Найраніша класифікація жіночих типів відома з трактату «Натья-шастра» (II ст. до н. е. — II ст. н. е.) Найвідоміші і найбільш часто ілюстровані книги на цю тему: «Раса Манджарі» («Букет радості») — написана на санскриті Бхану Даттою в XV столітті, і «Расікапріє» («Керівництво для цінителів») — написана в 1591 році на хінді Кешавдасом, придворним поетом Раджі Індерджіта, правителя раджпутського князівства в Орчхе, який в знак визнання таланту подарував йому в дар двадцять одне село. Цього поета вважають в Індії батьком-засновником літератури шрінагара (любовної лірики).
Як фундамент своєї поеми автор «Расікапрії» використовує любовні переживання Крішни, Радхі і пастушок-гопі, причому робить особливий акцент на зображенні Крішни як «божественного коханця». Пара Наяк-Наіка в «Расікапріє» має і символічний сенс: Радха і Крішна розглядаються як ідеальна пара закоханих, а їх любовний зв'язок символізує зв'язок душі і Бога. Опис любові Радхі і Крішни в «Расікапрії» фундаментально відрізняється від того, як ці взаємини представлені в більш пізніх поемах, написаних Тулсідасом, Сурдасом, Мірабаі і Чайтаньєю.
Книга «Расікапрія» користується великою популярністю у раджпутів. Автор виділяє в ній близько 360 типів жінок залежно від фізіології, віку, поведінки, темпераменту. Вони входять в чотири різні групи залежно від конституції і вдачі:
- Падміні — прекрасна Наіка, ніжна як лотос, розумна, весела і негнівлива, ставна, любить чисту і красивий одяг.
- Чхітріні — (граціозна і ставна). Природа обдарувала її різними достоїнствами. Вона любить танці, музику і поезію. Обожнює духи і портрет свого коханого.
- Санкіні — володіє запальним характером і спритним розумом. У неї пишне волосся, вона любить червоний одяг і в запалі може боляче уїсти словом. Рішуча і безсоромна.
- Хастіні — груба і масивна. У неї огрядний тулуб, жирне обличчя, товсті ноги і нижня губа, широкі брови; говорить грубим і злісним голосом.

Автор ділить героїнь на різні вікові категорії: до 16 років — Бала, до 30 років — Таруні, до 55 років — Праудха і старше 55 — Вріддха. Проведена також класифікація за часом і місцем побачення: на святі, в лісі, в порожньому дворі, в ставку, вночі. Все це на картинах зображується символічно, так, що все всім зрозуміло — в жестах, в деталях обстановки, всім виглядом героїні тощо.
Особливо часто в живописі зображуються вісім основних типів Наіки; це:
- Свадхінапатіка Наіка — молода дружина, чий чоловік абсолютно їй підкорений і виконує будь-які бажання (на картині він миє їй ноги або фарбує їй нігті на ногах);
- Уткантхіта Наіка — мріє про зустріч з коханим або чоловіком;
- Васакасадджа Наіка — чекає повернення чоловіка або коханого додому з походу або подорожі, вся святкова і з приготовленою постіллю;
- Абхісандхіта Наіка — залишилася «сама по собі», одна через сварку: спочатку вона відштовхувала свого чоловіка або коханого, коли він намагався її втішити, і розкаюється в цьому тепер, коли вже пізно;
- Кхандіта Наіка — якій зрадили (її чоловік або коханий провів ніч з іншою жінкою, і вона гірко йому дорікає, коли він повернувся вранці з квіточкою в руці для неї);
- Прошітапатіка Наіка — чий чоловік або коханий поїхав далеко;
- Випралабха Наіка — розчарована героїня, яка марно прочекала коханого всю ніч;
- Абхісарика Наіка — імпульсивна і рішуча, яка йде шукати коханого навіть в темну, грозову ніч або через дикий ліс.

Рідше зображуються чотири основних типи Наяк. Це:
- Анукула (щирий і відданий) — щедрий на добрі, ласкаві слова, діяльний і розумний, любить свою дружину і не захоплюється іншими жінками.
- Дакшіна — той, який любить всіх жінок, включаючи свою дружину (або дружин).
- Сатха — брехливий і фальшивий. Він говорить ласкаві слова, тоді як сам думає про іншу і не боїться гріха.
- Дхрішта — той, хто не боїться зловживати своєю силою проти жінки, може бити її, і ніколи не визнає, що не правий.

### Рагамала
Двома іншими тісно пов'язаними темами мініатюр були «Рагамала» і «Барахмаса». Рагамала перекладається як «Гірлянда раг». Рага — складне поняття класичної індійської науки про музику. У узагальненому вигляді, рага — особлива мелодія, яка виконується в певний час і за певним приводом, створює певний настрій (який називається «раса») або викликає в уяві слухача той чи інший образ. У зв'язку з цими особливостями число раг дуже велике. Кожна рага створює свій естетичний настрій. В Індії музика здавна використовувалася як фон для речитативного виконання гімнів і віршів — до, під час і після читання. Тому певні раги пов'язані з образами певних індуїстських богів, у зв'язку з чим вони цінуються і як засоби, що викликають настроєність на тему медитації, і як своєрідні молитви без слів, звернені до певних богам — буквально «божественні звуки». Ці мелодичні типи, як вважають в Індії, можуть бути чоловічого (рага) і жіночого (рагіні) роду, що пов'язано, з одного боку, з їх музичним строєм і ладом, а з іншого — зі звучанням і впливом на слухача. З часом ці настрої в індійської естетиці стали зв'язуватися з настроями та очікуваннями люблячих сердець і паралельно з поняттями любовної науки і лірики. Три стадії любові: зустріч поглядів, спілкування, і розлука ілюструються за допомогою раг. Взаємовідносини Наіки і Наяка також успішно ілюструють раги. Для розкриття гами почуттів в серії ілюстрацій до раг добре підійшли образи пристрасно закоханих і Крішни і Радхи. З цією тематикою пов'язана еротична мальовнича мініатюра.
Створення раги міфи приписують Махадеві (Шиві) і його дружині Парваті, а винахід рагіні богу Брахмі. У Шиви було п'ять голів, кожна з яких породила свою рагу; шосту рагу, за переказами, створила його дружина Парваті — так з'явилася рагамала, тобто гірлянда раг. Найраніша рагамала називається Нарадья-Сікса, її вигадав Нарада бл. V століття н. е. Музично-теоретична концепція раги вперше з'являється в «Брхаддеші» — творі санскритського автора Матангі, який був написаний між V і VII століттями н. е. В VIII столітті була створена Рага-Сагара (приписується двом авторам — Нараде і Даттіле), а між IX і XIII століттями «Сангіті-Ратна-Мала», яку склав Маммата. У розвитку раги важливу роль зіграв суфійський поет і музикант Амір Хосроу Дехлеві, найбільший знавець індійської і перської музики. Перебуваючи при дворі делійського султана Алауддіна Хільджі (1296—1316) він склав кілька нових раг і винайшов сітар. Не менш важливим було творчість Тансу — придворного музиканта могольского імператора Акбара (1556—1605). Він склав серію нових раг, які стали широко відомі як «Рагамала Тансена».
Санскритські автори у своїх творах створили і розвинули чудову іконографію раг і рагамали, описуючи їх художньою мовою. Подібні описи можна знайти в творі Сарангадеви «Сангіта-Ратнакара» (1210-47 рр.). Пізніше в 1440 році Нарада склав вірші, що описують шість основних раг і 30 рагіні, які увійшли до його книги «Панчама-Сара-Самхіта». Подібні описи раг приводять Рана Кумбха Карна Махімедра в 1450 році («сангіта-мімамса», «Сангітасара») і Мешкарна в 1509 році («Рагамала Мешкарни»). Ґрунтуючись на цих описах, раджпутські художники стали створювати серії мініатюр із зображенням рагамали, створюючи візуальний ряд до віршів та музики.
Кількість варіацій раг величезна — теоретично можливо виконати до 3500 варіацій раг. Але основні шість раг, які називають Рагапатніс або Рагапутнас, зазвичай мають від 84 до 108 варіацій. Шість основних раг, це:
1. Рага Бхайрав, яку вважають главою всіх раг. Згідно з традицією, ця рага вийшла з горла бога Шиви, коли він випив отруту. Боги співали цю рагу до світанку, щоб повернути його до життя. Рага Бхайрав передає ритмічний образ Шиви у формі божества Бхайрави. «Дружинами» цієї раги (тобто її «рагіні») вважаються Бхайраві, Мадху-Мадхаві, Бангали, Варари і Саіндхаві.
2. Рага Малкаунс. Ця глибока за змістом рага виконується вночі і відноситься до самих мелодично багатих. Згідно з традицією, Рага Малкаунс географічно пов'язана з Малвою (Центральна Індія), але індуси вірять, що вона вийшла з горла бога Вішну. Її багата, глибока мелодія виконується в нічні години з 12.00 до 4.00 ранку. Головний настрій (раса) раги — вираз любові у формі насолоди. Її Рагіні: Тоді, Гаурі, Гунакалі, Кукубха і Кхамбхаваті.
3. Рага Діпак буквально означає «мелодія ламп» або «мелодія світла». Згідно книги «Сахіта-Сангіта-Нірупама» (1550 р.) ця рага вийшла з очей Сонця. Вона виконується навесні в темний час доби. Її головний настрій (раса) — вираз любовного єднання. Рагіні, які до неї відносяться: Кедарі, Канада, Деси, Камоді і Нат.
4. Рага Шрі. Ця рага здавна асоціюється з багатим урожаєм і богинею Шрі або Лакшмі, але в більш пізні часи її стали вважати рагою царів і виконувати при царських дворах. Вона призначена для виконання на світанку, але також виконується під час зимових дощів. Основний настрій раги — любовне розчарування. Як візуальний аналог художники зазвичай зображували царя і царицю на троні, що слухають музику. Її Рагіні: Мару, Васанта, Малшрі, Асаварі і Бенгал.
5. Рага Хіндол. «Хіндол» означає «гойдалки». Мелодія раги асоціюється зі Святом гойдалок, який буває на місяць Шраван, і з святом Джулан-Ятра Крішни (Свято гойдалок Крішни в священному місті Натхадваре). Зазвичай її виконують в ранкові години (з 8.00 до 12.00 дня). Згідно древнім текстам Раге Хіндол належать п'ять «дружин» — Лаліта, Рам-Калі, Патманджарі, Десакх і Вілавал.
6. Рага Мегх. Ця рага асоціюється з сезоном дощів («Мегха» означає «хмара»). Її основний настрій (раса) — незадоволена любовна туга (віпраламбха шрінагара) і спрага любовної єдності. Спочатку рага персоніфікувалася у вигляді божества з сірувато-синьою шкірою і з чотирма руками, але пізніше стала виражатися у вигляді бога Крішни. У мистецтві вона також стала відображатися як героїчна постать — символ любові і радості. Мелодія раги виконується пізно вночі. У неї п'ять Рагіні: Малларе, Бхупалі, Десакарі, Гуджрі і Танка.

Стандартна мальовнича серія «Рагамали» складається з 36 картин, що описують різні стани відносин між чоловіком і жінкою — залежно і під впливом часу дня (світанок або захід), сезонів року (весна або мусон), і кожний настрій і є «рага» або «рагіні», яка художньо обігрується в живописі так само, як в музиці або поезії. Рагамала пов'язана з містичним напрямком релігійної практики — бгакті, при якій шанувальник, прихильник божества шукає душевного і навіть фізичного контакту з божеством, неначебто божество було такою же людиною, як він сам. Особливості поведінки при цьому бувають не дуже цнотливими, за що багато раджпутів ганять цю культову практику.

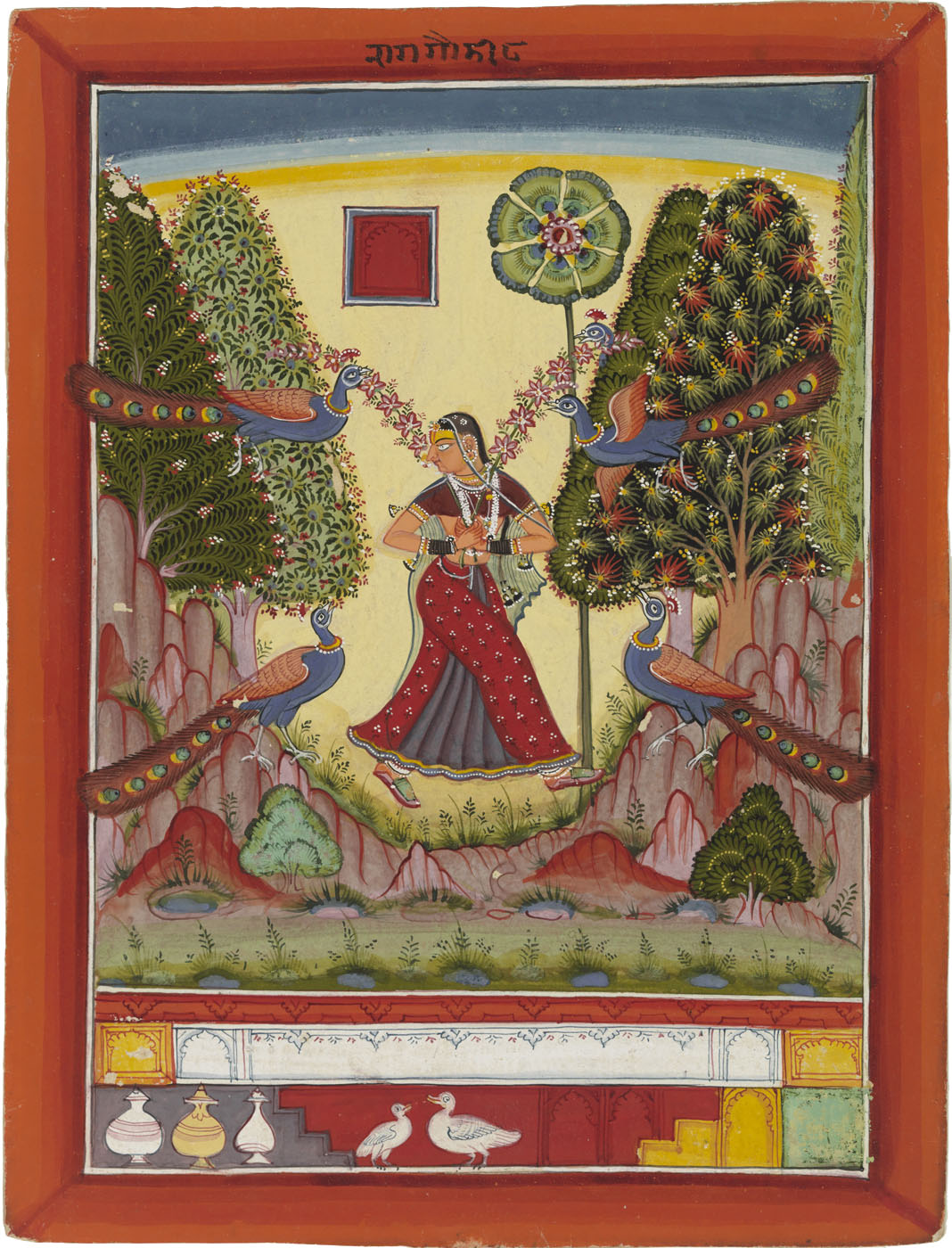
Гаурі Рагіні. Сірохі, Раджатсхан,бл. 1610, Британський музей
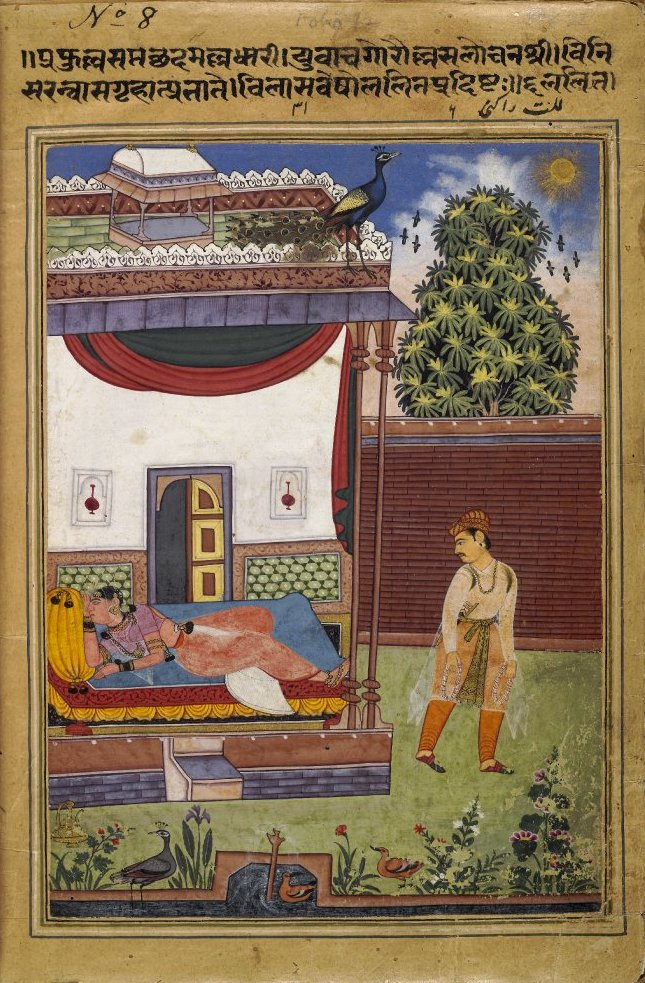
Лаліта Рагіні. Амбер, 1610 р., Британський музей
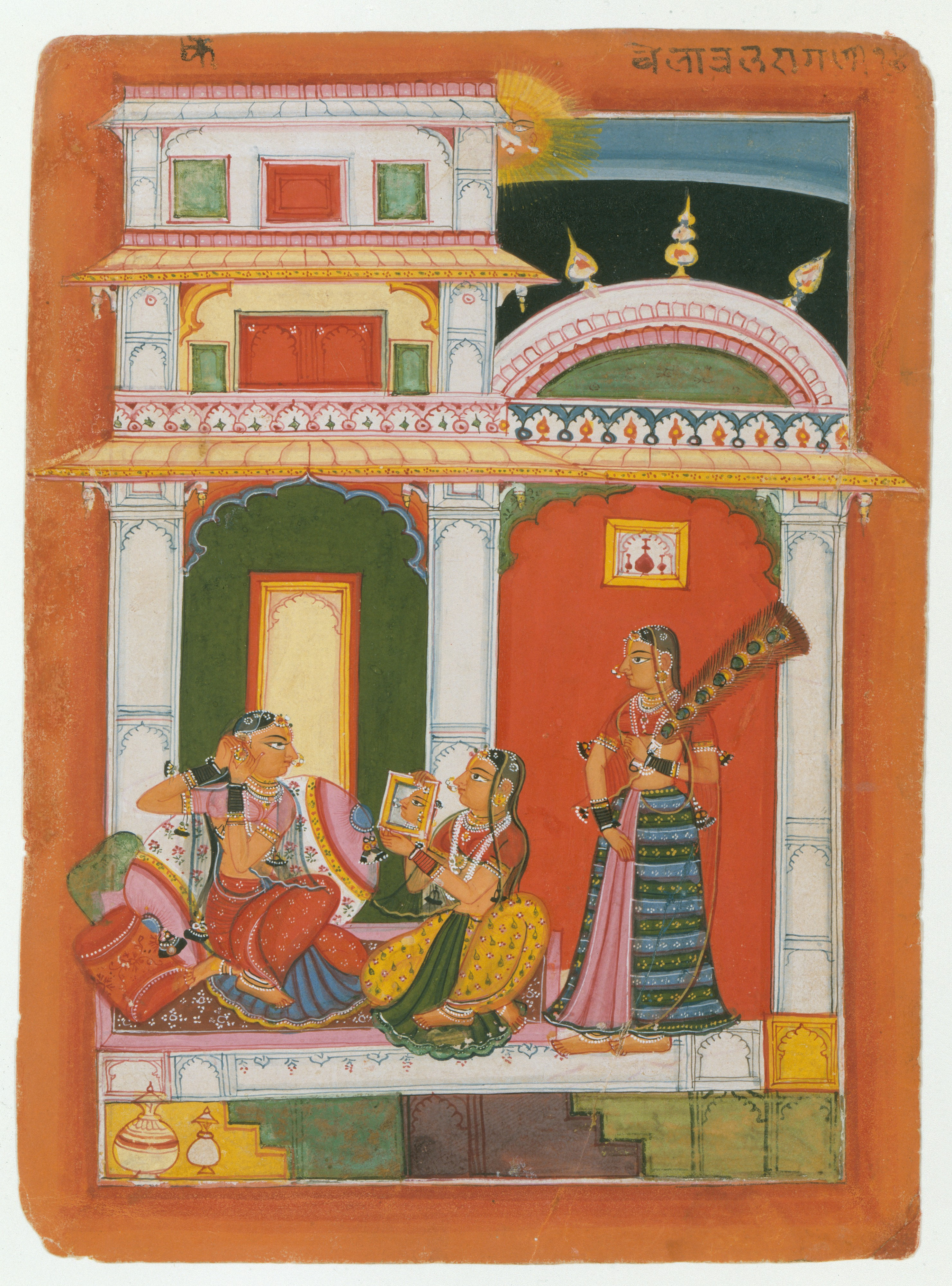
Вілавал Рагіні. бл. 1680 р., Музей Метрополітен. Нью-Йорк
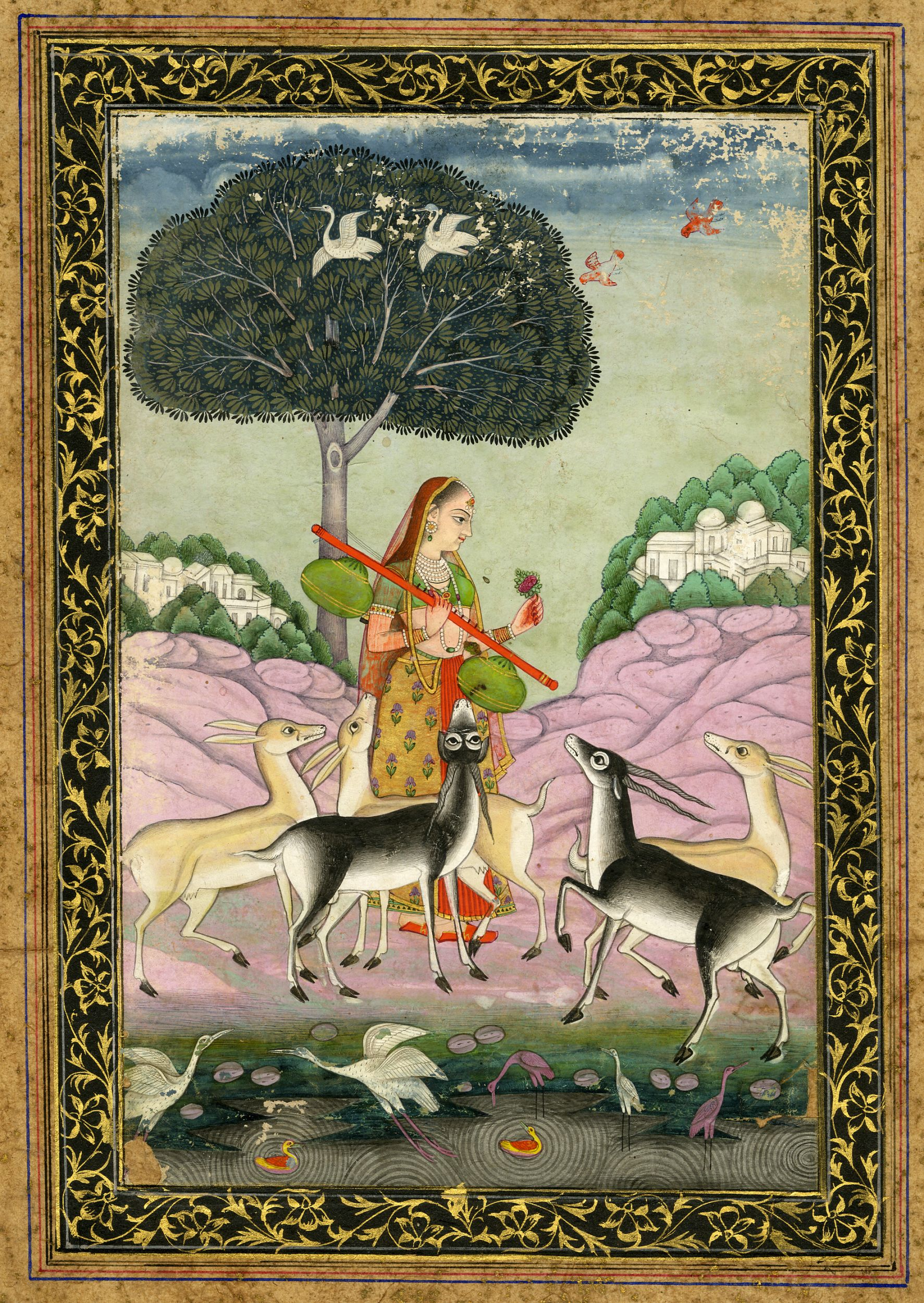
Тоді Рагіні. Джайпур, бл. 1750 р., Британський музей.
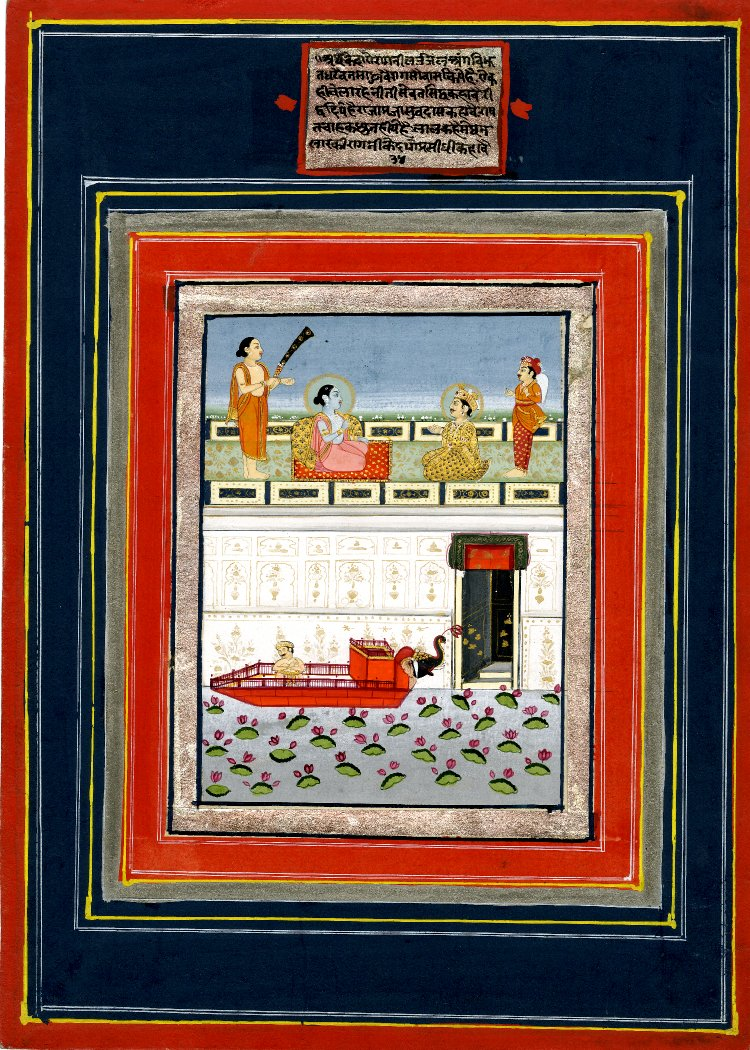
Кедарі Рагіні. Раджастхан, 1790-1810, Британський музей.
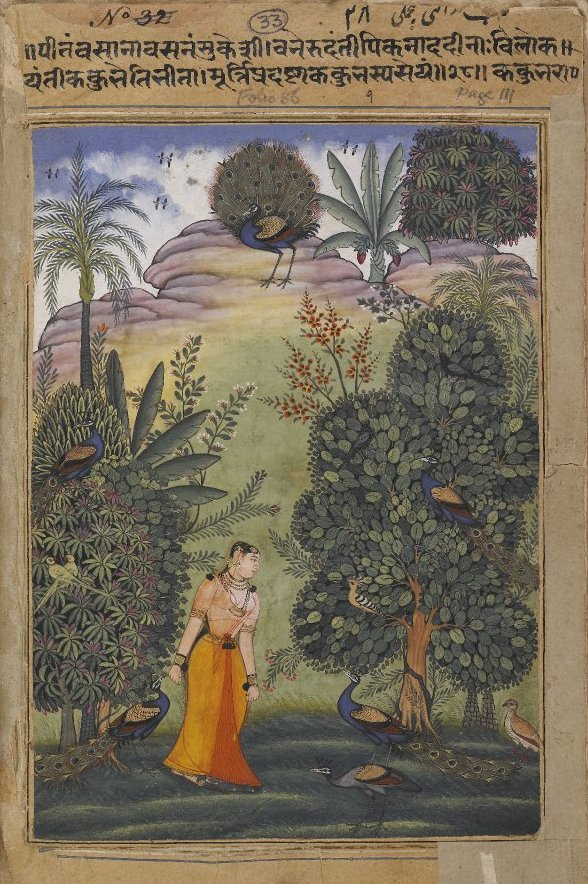
Кукубха Рагіні. Джайпур, 1610 р., Британський музей, Лондон

### Барахмаса та інші теми
Ілюстрації на тему Барахмаса (дванадцять місяців, тобто сезони) також виконувалися серіями. Вчення про сезони пов'язано з сільськогосподарським календарем. У той же час індійці переконані, що ритм сезонів — це ритм життя. Сезонна поезія та пісні на цю тему, дуже популярні у жінок, присвячені кожному місяцю року. Пісні співаються, коли настає час. Ймовірно, раніше в цьому полягала особлива магічна практика, але жінки, цілком ймовірно, сприймають їх як звичайні сумні пісні про кохання і розлуку.
Індійський календар був темою багатьох поетичних творів. Барахмаса має фольклорне походження, але вже прославлений поет Калідаса (IV—V ст. н. е.), що писав в епоху Гуптів на санскриті, в своєму творі «Ріту Самхара» використовує цю фольклорну поезію. В XV столітті святий і поет, перший мудрець сикхізму Гуру Нанак (1469—1538) склав і виспівував свою Барахмасу. Слідом за ним Гуру Арджуна (1581—1606) склав вірші «Барахмаса», які увійшли в священну книгу сикхів «Гуру Грантх Сахіб», відому своїми містичним благаннями.
У середньовічній Індії про красу різних пір року писали кілька поетів: Сенапаті, Датта, Дев, Говінда, Анандрам, Нетрам і Кашірама. Проте найпопулярнішим став твір Кешавдаса (1555—1617), знаменитого поета при дворі Раджі Індерджіта в Орчхе, який присвятив Барахмасі частину віршів в десятому розділі книги «Кавіпрія». Він надав сезонним пісням Барахмасі особливий, новий сенс. Дух його пісень пронизує біль розлуки, і надія на швидку зустріч з коханим, яка приборкає цю біль.
В піснях співається про те, чому кожен місяць виявляється самим відповідним якраз для любові і чому саме зараз треба бути разом, не розлучатися. Місяць Чайт — все розквітає в природі і не треба витрачати сили і увагу ні на що, крім любові; Байсакх — все в природі повниться ароматом квітів, буйством фарб, дзижчанням бджіл і у всьому цьому чується пристрасний заклик до любові; Джетх — земля і небо, і повітря між ними перетворилися на одну велику розжарену кулю, і тільки будинок — прохолодний і ласкавий притулок; Ашадх — нещадне безжалісне літо, навіть птахи не покидають гнізд, не покидай і ти наш будинок. В місяцях Шраван і Бхадон дощі зрошують висохлу землю, безперервно виблискує блискавка, і навіть ліани міцніше обіймають молоді дерева, вдень темно як уночі, і вдома краще за все, не залишай мене тепер; Ашвін і Картік — в природі панує сяюча осінь, лотоси в цвіту, небо прояснилося, вночі світить місяць, і нам так добре поруч; Адхан — ночі вже прохолодні; у місяці Пуш приходить зима, дні короткі, а ночі довгі, і це час кохання; Магха — боязкі перші кроки весни, нові надії у серці; Пхальгун — місяць, в якому починається буйне цвітіння природи, не покидай мене в це веселий і радісний час. Ці настрої і заклики жіночого серця ілюструються в раджпутському живописі найчастіше сюжетами з життя Рами і Сіти під час вигнання в лісах, коли вони просто неба на тлі природи присвячують одне одному весь свій час.
Раджпутські майстри створювали серії мініатюр також на тему «Дашаватара», в яких зображувалися десять аватар бога Вішну. Вони писали мініатюри і на теми «Деві Махатм'я» — Прославлення Великої Богині. Багато її діянь, що включали боротьбу з силами зла, зображувалися з безліччю вражаючих деталей. Ілюструвалися багато творів місцевих поетів, як правило, релігійного змісту.
Всі ці традиційні сюжети стали основними для живописних шкіл Мевара, Бунді, Кота, Кішангарха і особливо для шкіл гірського району Пахарі. Однак з другої половини XVIII століття вони були потіснені темами, пов'язаними з життям і дозвіллям раджпутських князів; деякі художники були настільки близькі зі своїм правителем, що їхні твори стали схожі на документальну хроніку життя патронів. Особливо популярними були зображення князівського полювання, яка в ті часи була сумішшю спорту і державного ритуалу, а також пестять око сцени за участю красунь з княжих гаремів — «занана». Велику роль відігравало мистецтво портрету.

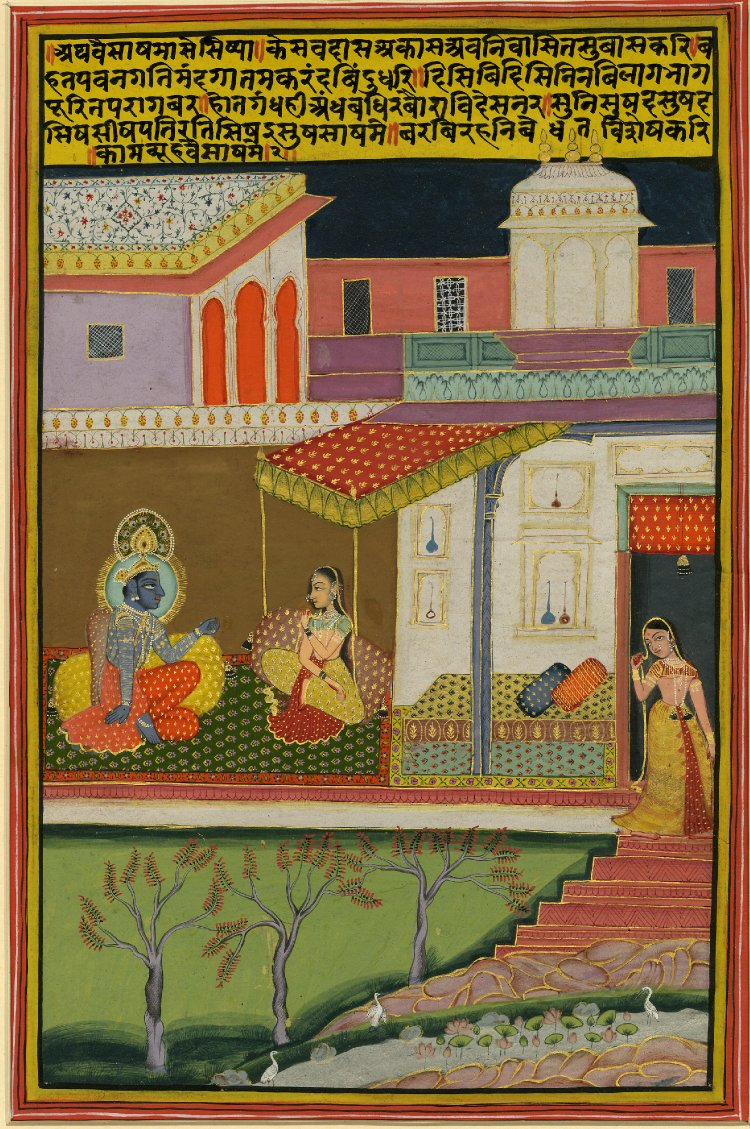
Місяць Байсакх (квітень-травень), Барахмаса, Джайпур,бл. 1800, Британський музей
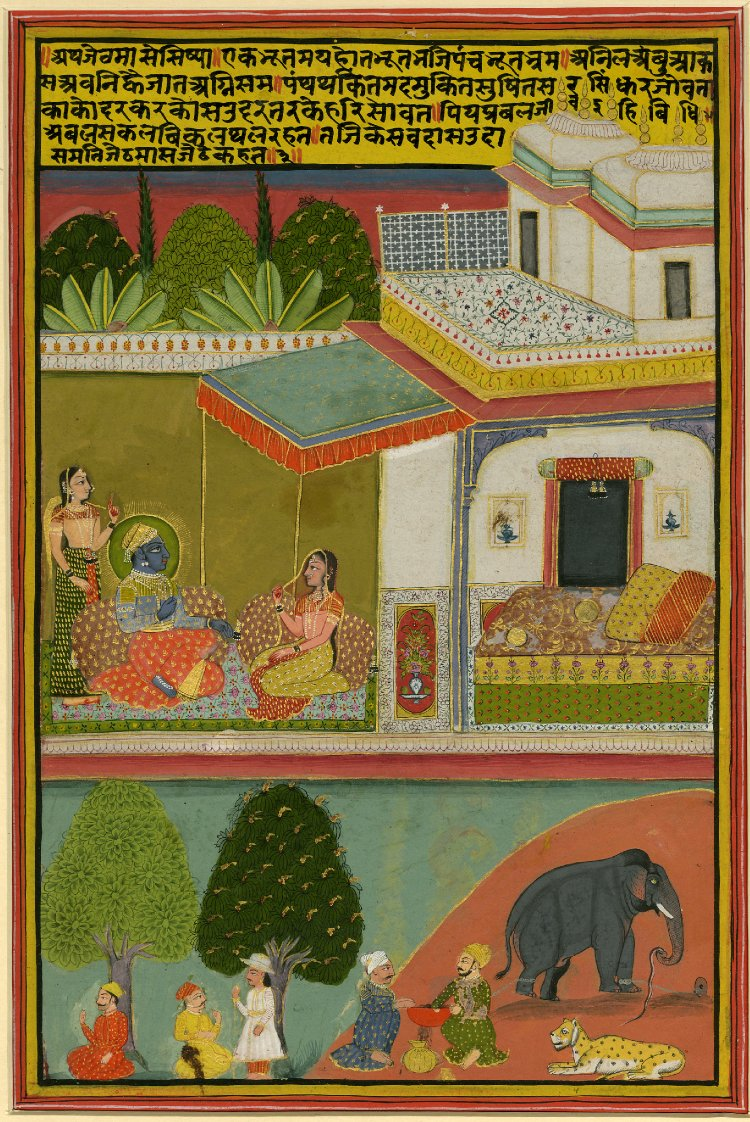
Місяць Джетх (травень-червень), Барахмаса, Джайпур,бл. 1800, Британський музей
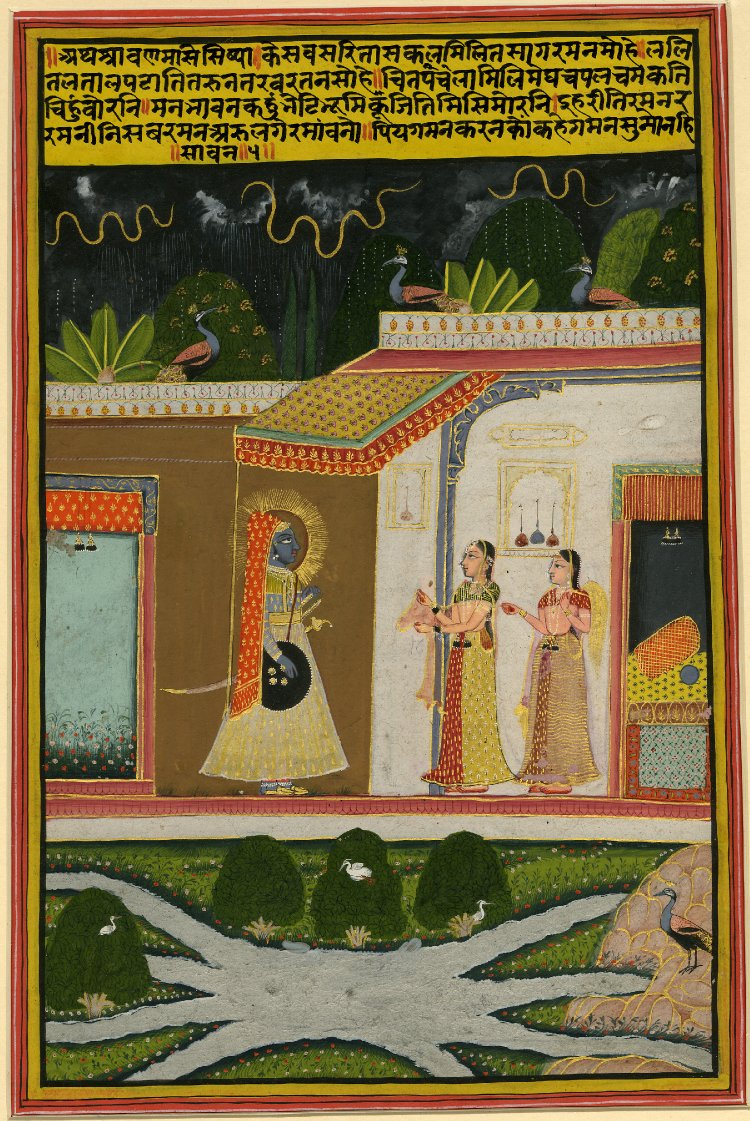
Місяць Шраван (липень-серпень), Барахмаса, Джайпур,бл. 1800, Британський музей
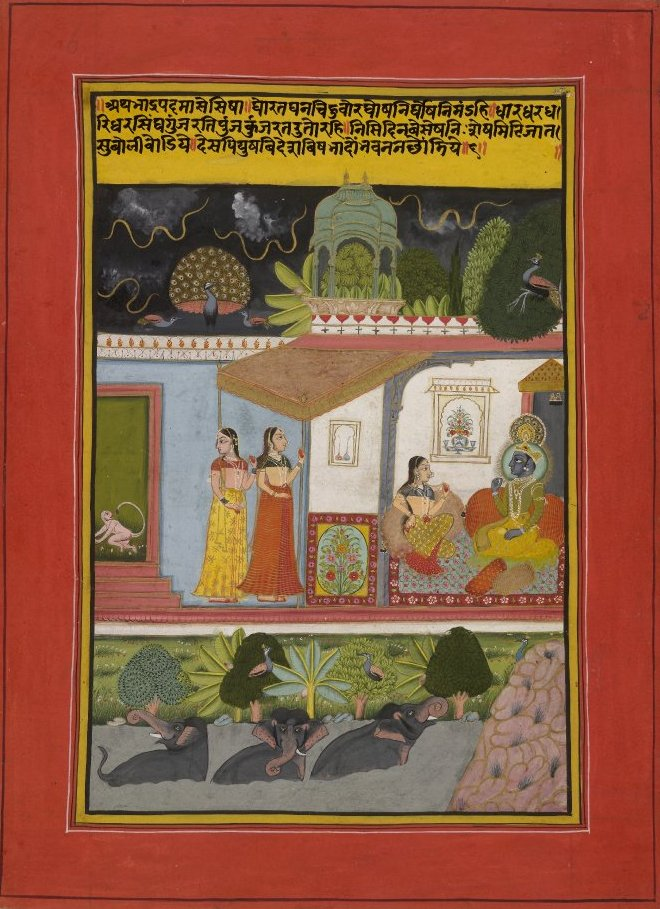
Місяць Бхадон (серпень-вересень), Барахмаса, Джайпур,бл. 1800, Британський музей
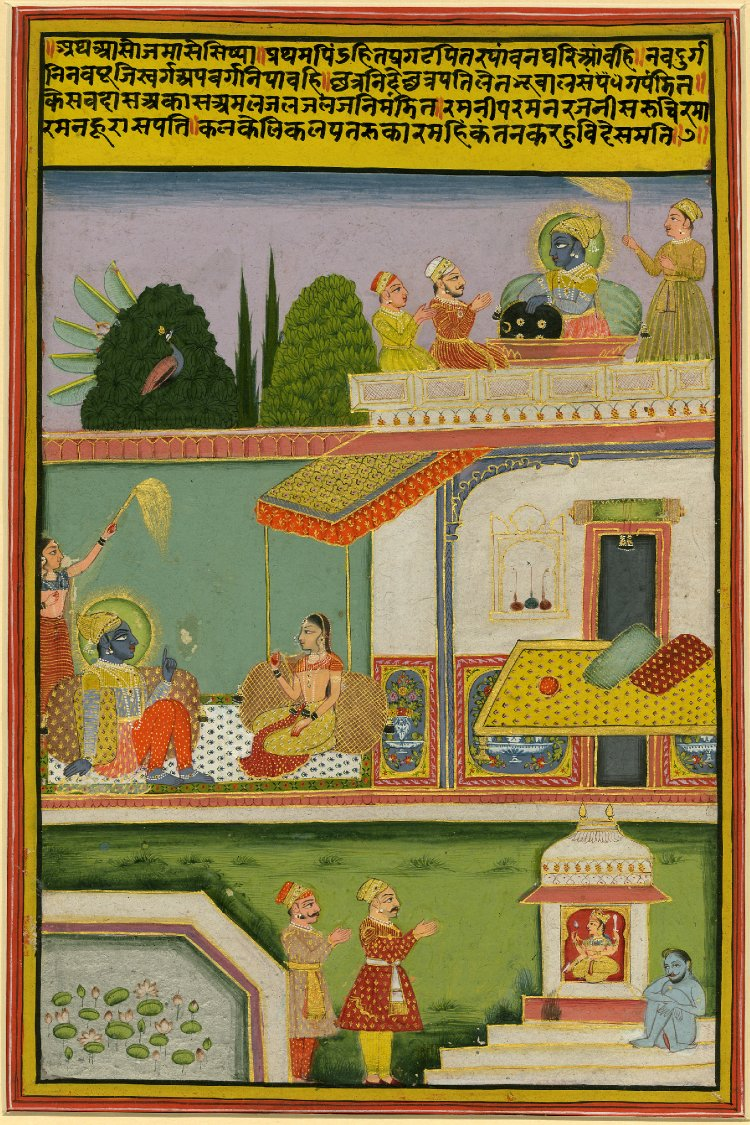
Місяць Ашвін (вересень-жовтень), Барахмаса, Джайпур,бл. 1800, Британський музей
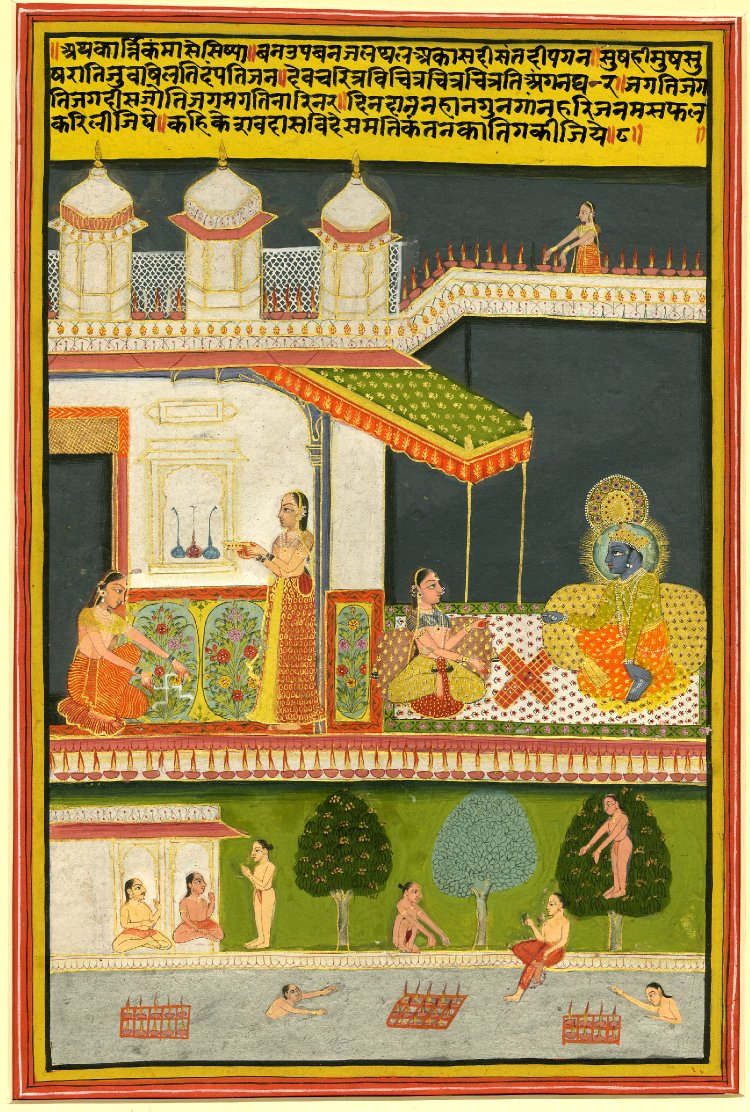
Місяць Картік (жовтень-листопад), Барахмаса, Джайпур,бл. 1800, Британський музей
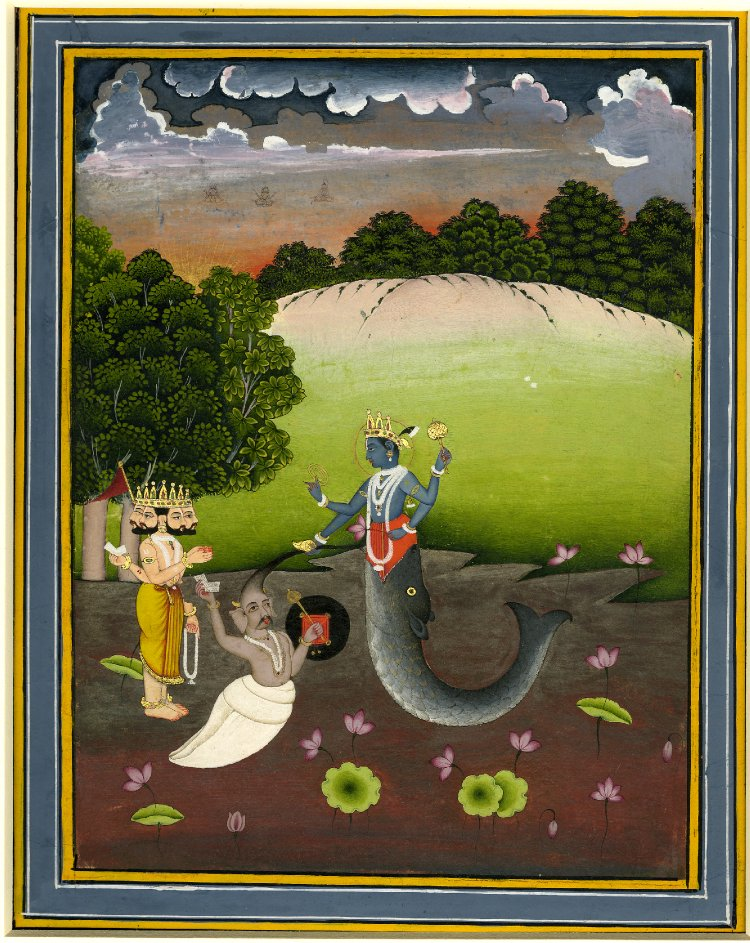
Вішну у вигляді Матсьї, Дашаватара, Джайпур,бл. 1800, Британський музей
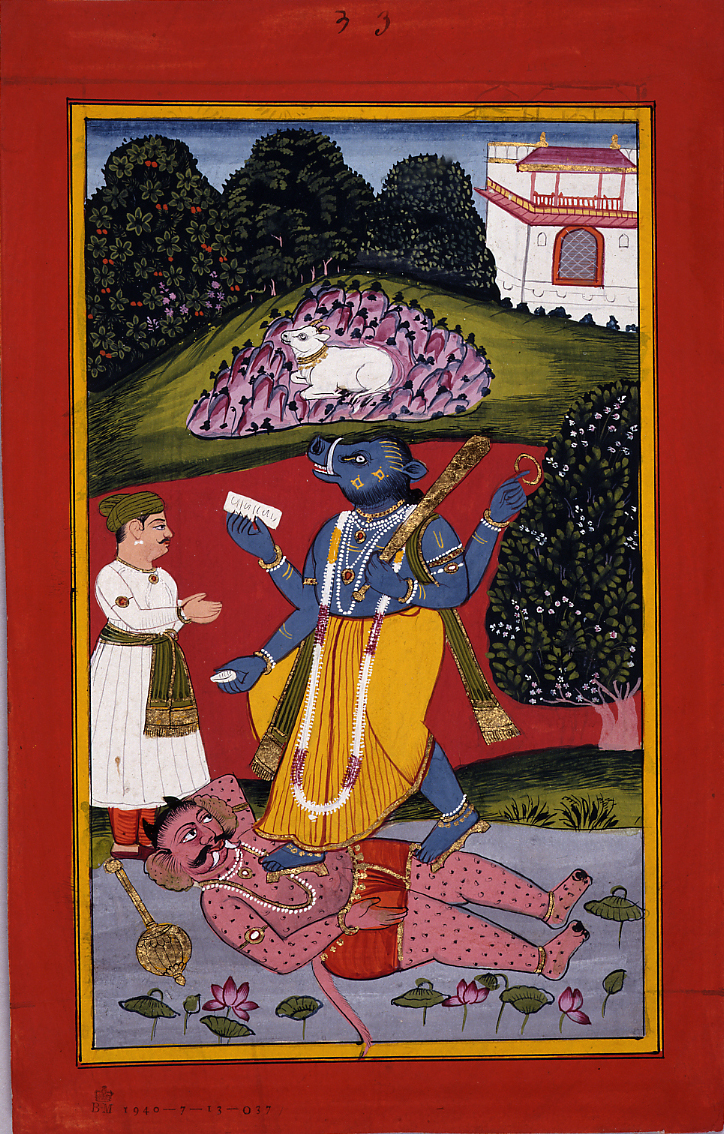
Вішну у вигляді Варахі, Дашаватара, Джайпур,бл. 1800, Британський музей

## Історія

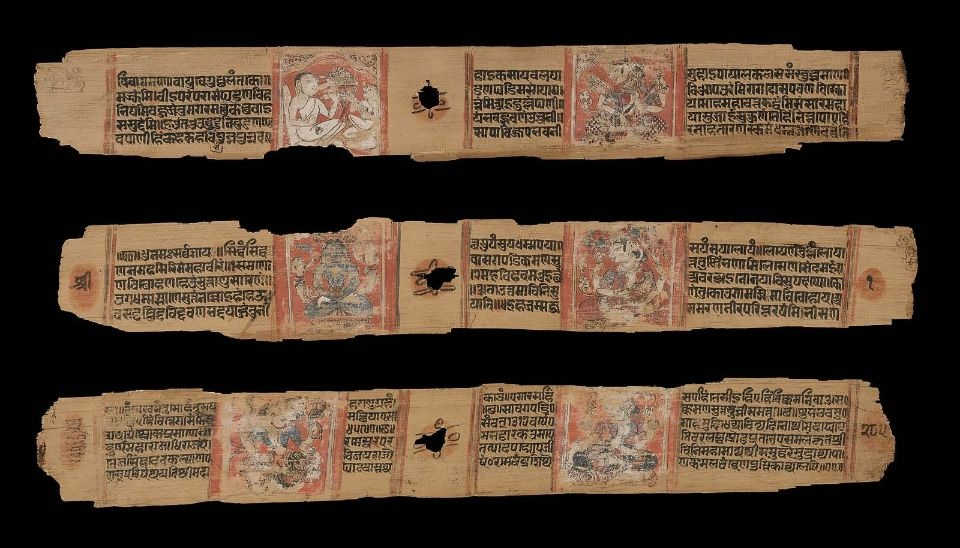
Шравака-пратікрамана-сутра. Ранній манускрипт на пальмових листках. 1260 р., Бостон, Музей витончених мистецтв.

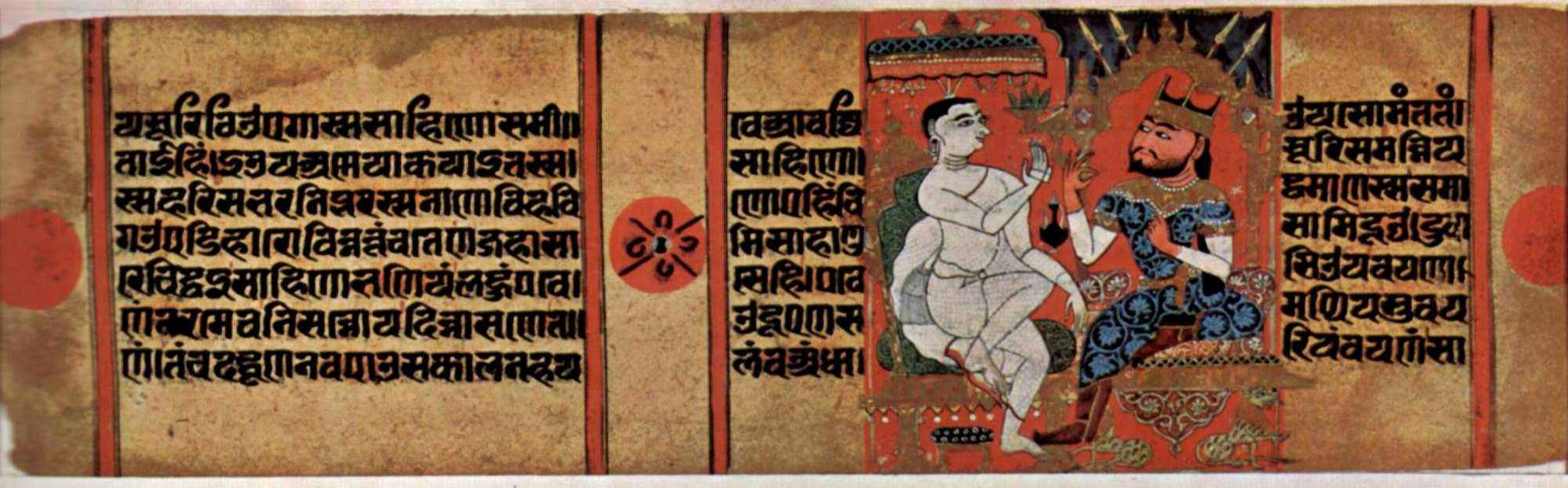
Калака і цар саків. Калакачар'якатха, бл. 1411 р., Мумбаї, Музей принца Уельського.

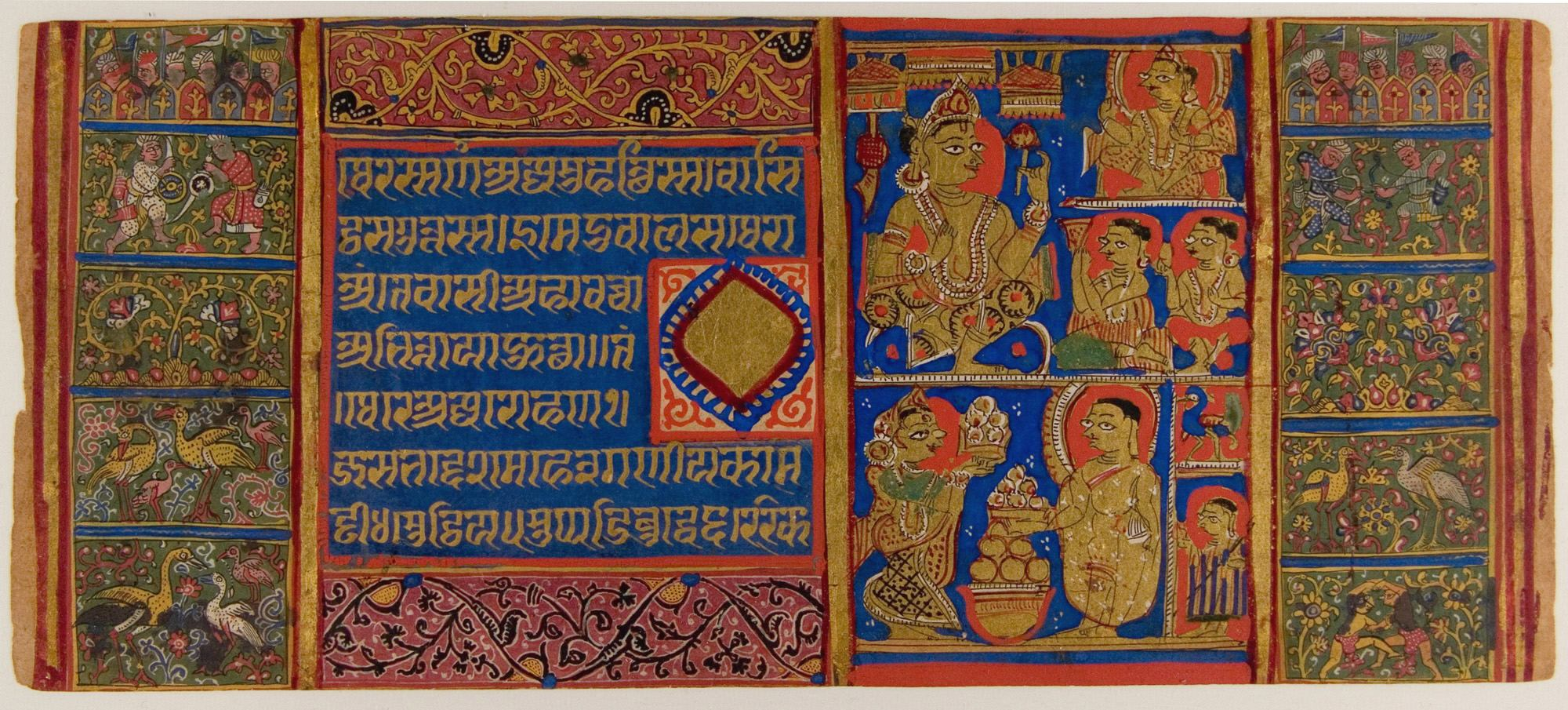
Зустріч монаха біля воріт залу коронацій. Кальпасутра. бл. 1475 р., Музей Рітберг, Цюрих.

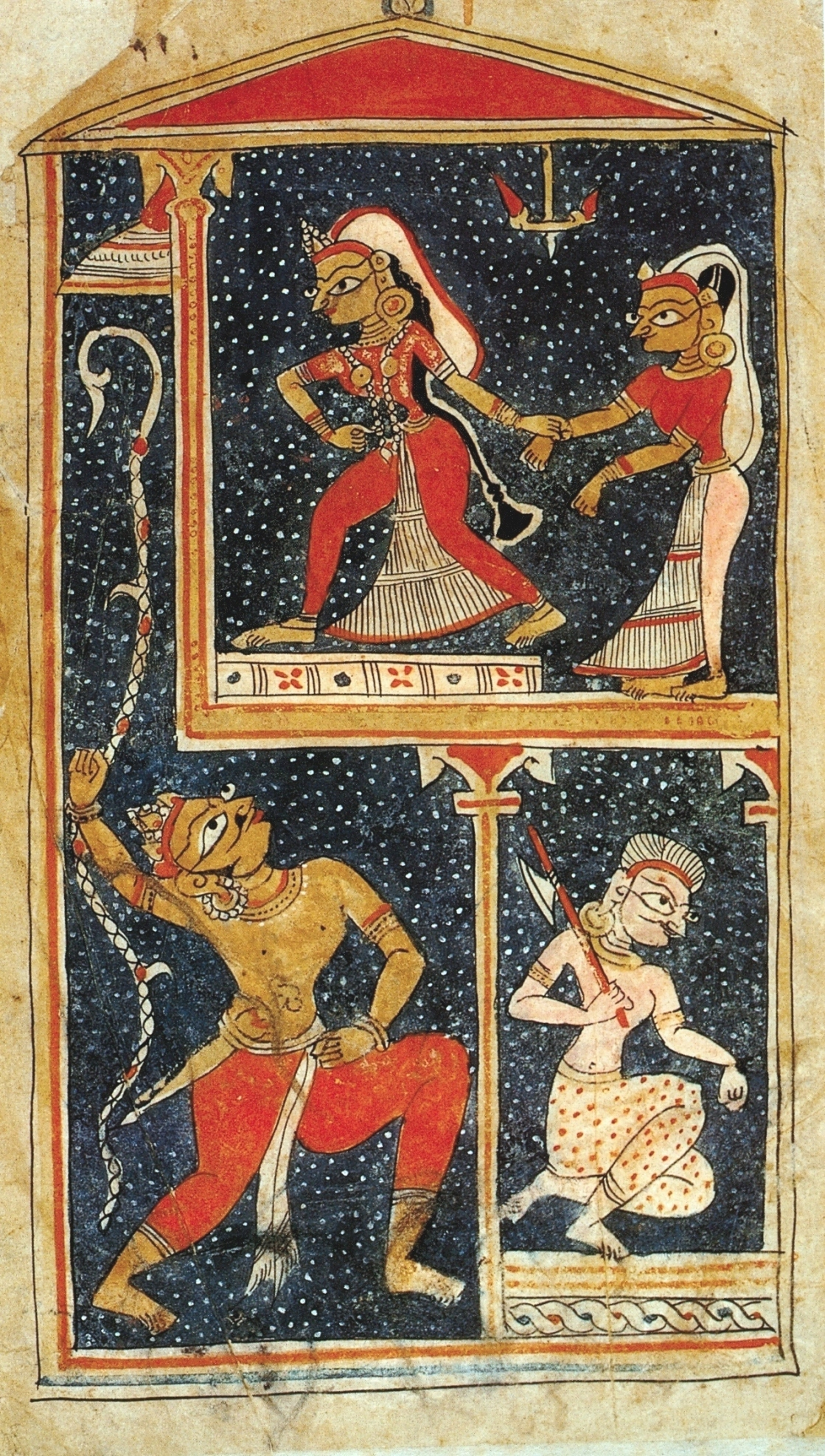
Втеча Чанди. «Чандаяна» Мулли Дауда. 1450-75 рр., Бхарат Кала Бхаван, Індуїстський університет, Бенарес, Варанасі.

Історія виробництва книг в Раджастані простежується з XI століття (більш древні артефакти не збереглися). У середньовічній Індії існували дві основні мальовничі традиції книжкової мініатюри — східна і західна. Східна традиція розвивалася за часів правління династії Пала (800—1200) і була пов'язана з ілюструванням буддійських текстів. Західна традиція мала поширення в районі Гуджарату і Раджастана і була пов'язана з джайнськими релігійними творами. Вона розвивалася з XI по XVI століття всупереч всім іконоборським заходам мусульманських завойовників. Перші джайнські книги (XI—XII ст.) Робилися з пальмового листя, і в цьому відношенні дуже схожі на ранні буддійські книги зі східної Індії. Найраніший датований манускрипт на листках пальми, що містить ілюстрації — шраваків-пратікрамана сутра — чурні Віджаясімхі, написаний Камалчандрой в Мевар, зберігається в Бостоні, Музей образотворчих мистецтв (1260).
З XIV століття для виготовлення книг став використовуватися папір; найраніша джайнська паперова ілюстрована книга — шветамбарська «Калакачарьякатха», створена в 1366 році в Йогініпурі (Делі). До наших днів дійшло досить багато паперових джайнських книг, і буквально кілька не джайнських текстів. Серед джайнських найпоширенішими були «Кальпасутра» (Книга ритуалів) — канонічний текст, в якому містяться біографії чотирьох найвидатніших джин, правила ритуалів і чернечих взаємин, і «Калакачарьякатха» (Історія Вчителя Калакі); вони багаторазово копіювалися в XV столітті. Причому, замовниками копій були здебільшого не правителі, а купці, для яких замовлення копії священного тексту вважався справою богоугодною. Ці книги копіювалися не в придворних майстернях, а ченцями в храмових бібліотеках (Шастра бхандарас). Ілюстрації в священних джайнських книгах носили канонічний характер, тому вони практично не були схильні до художньої еволюції. Основні тони, які застосовувалися для мініатюр — ультрамарин (ляпіс-лазурит), темно-червоний пігмент, срібло і золото.
У другій половині XV — початку XVI століття у районі Делі-Агра ілюструвались найрізноманітніші тексти. В першу чергу це були епоси «Рамаяна» і «Бхагават Гіта», але також і «Лаур Чанда» (Чандаяна) — поема про любов, написана Муллою Даудом для шеф-міністра Фіроз Шах Туглука в Делі в 1377 або 1378, в якій прекрасна служниця Чанда закохується в Лауріка. Мініатюри до цієї книги, створені приблизно в 1450-75 рр. (Бхарат Кала Бхаван, Індуїстський університет, Бенарес, Варанасі), спираючись на попередню джайнську традицію, розвивали її далі, ускладнюючи сцени більш докладними архітектурними лаштунками. Цю тенденцію продовжують мініатюри книги «Мрігавата» — повісті про любов, магію, фантазії і надприродне, яку написав в 1503 році Шейх Кутбан для правителя династії Шарки (бл. 1525, Бхарат Кала Бхаван, Індуїстський університет, Бенарес, Варанасі). Ілюстрації до кількох розшитих і розпроданих частинами версій індуїстського епосу «Бхагават пурана», створені в 1520-1540-х роках, відрізняються вже більш складною колористичною гамою, а в сценах битв сповнені динаміки.
Ранній стиль раджпутського живопису пов'язаний з князівством Мальва і представлений найстарішою (сер. XVI ст.) серією мініатюр на тему Рагамала, в яких дія розгортається на тлі архітектурних споруд, характерних для Делійського султанату. Схожу архітектуру можна бачити в мініатюрах «Чаурапанчасікі» («П'ятдесят строф про вкрадену любов», бл. 1550, Колекція Мета, Ахмедабад) — твори кашмірського поета Більхани, написані на санскриті в кінці XI століття. Особливості вісімнадцяти мініатюр цього манускрипту стали якимось камертоном для визначення цілої низки стилістично близьких творів, які для зручності позначають «група Чаурапанчасікі». Для її стилю характерні: площинність зображень, обмежений набір фарб, накладених локальними плямами з ясними кордонами; профілі, пози і жести персонажів окреслені гострою, незграбною лінією; композиції розбиті на невеликі фрагменти, фон кожного з яких створює окрему колірну площину. Це основні характеристики споконвічно індійського живописного стилю, який мав продовження в мініатюрах першого відомого меварского художника Насіруддіна, який працював при дворі в Удайпурі наприкінці XVI — поч. XVII століть.

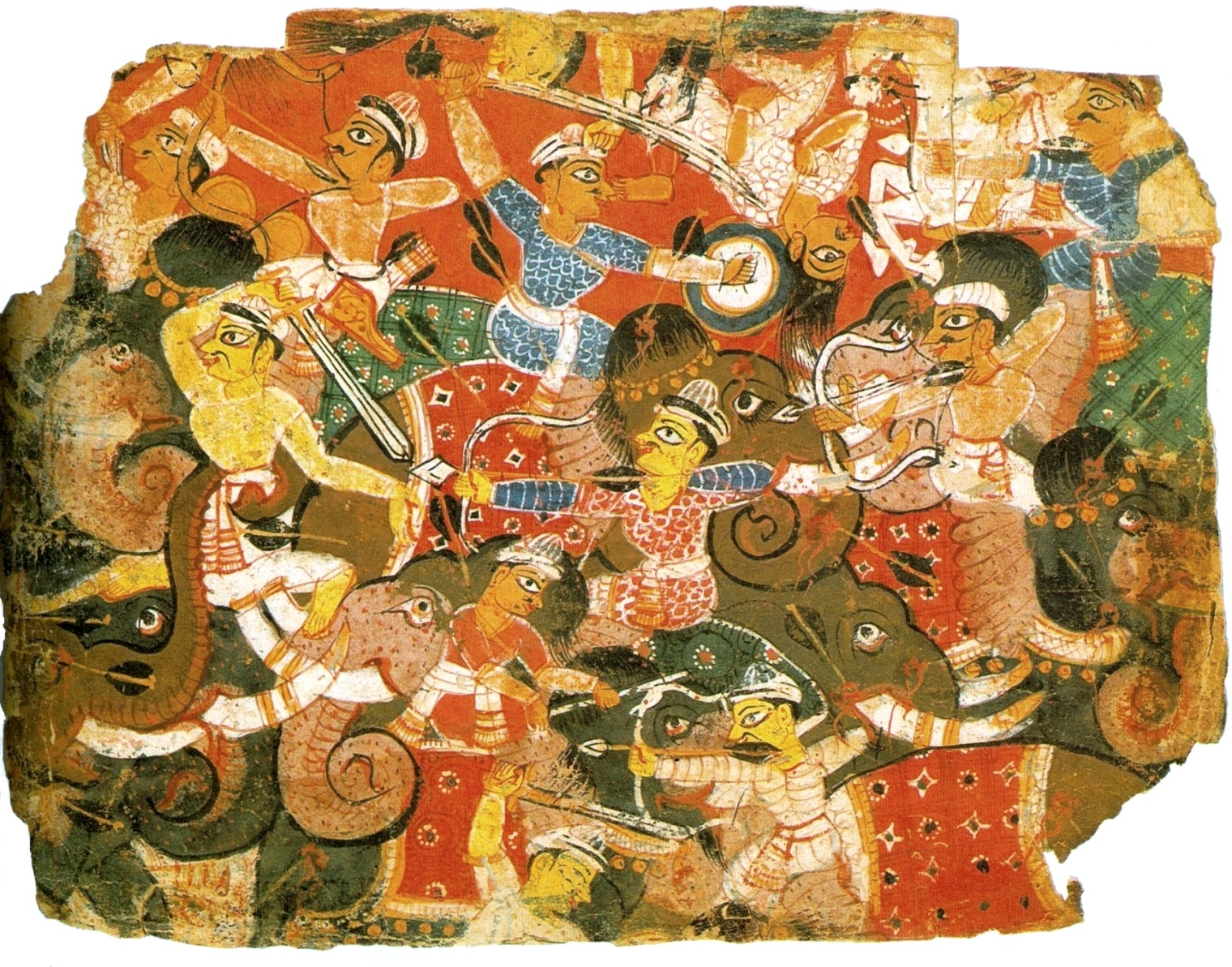
Сцена битви. Бгагавата пурана. Центральна Індія. 1520-1540 рр., Колекція Кронос, Нью-Йорк.
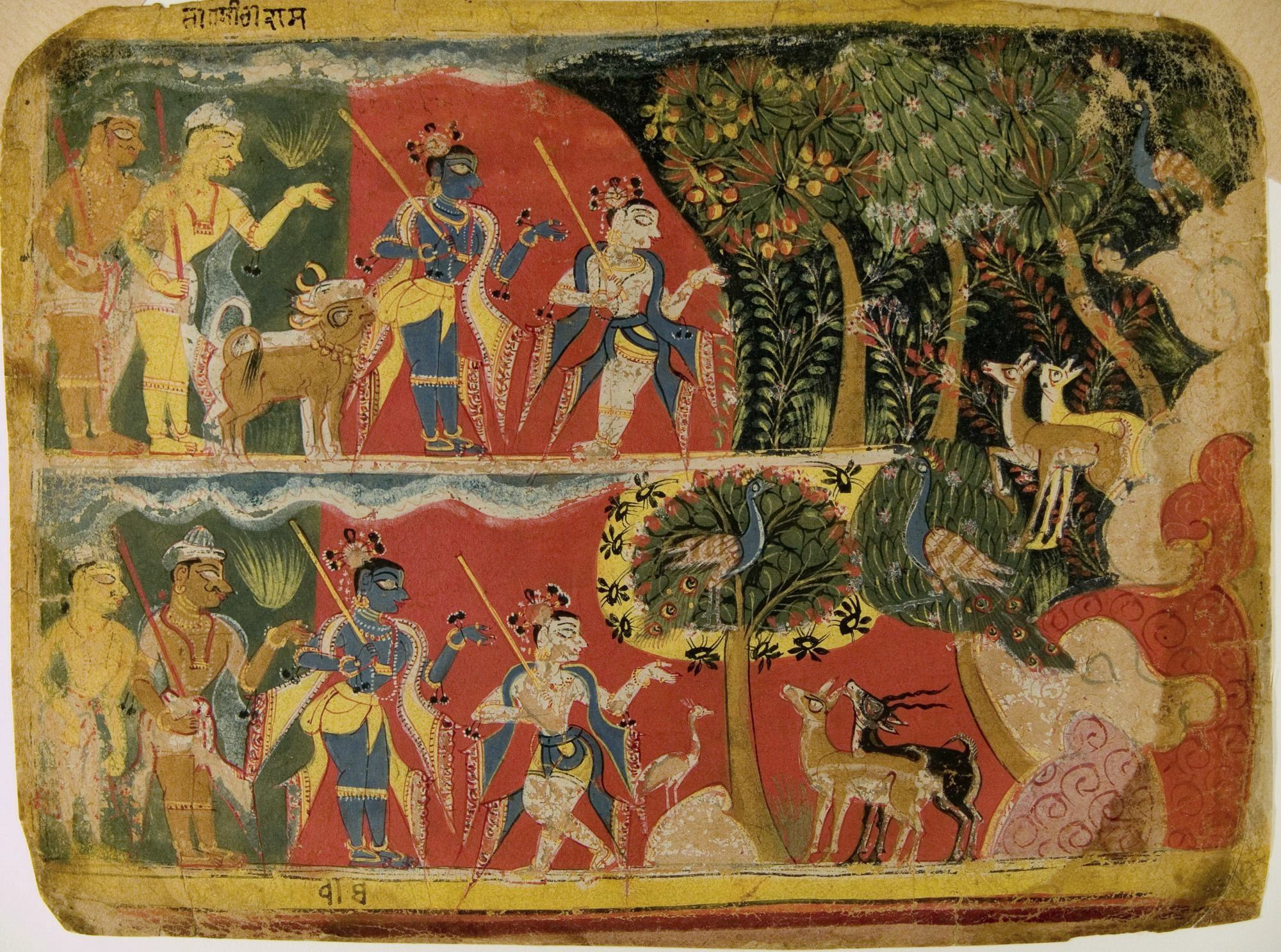
Крішна і Баларама пасуть худобу. "Бхагават пурана" 1520-40 рр., Музей Рітберг, Цюрих.
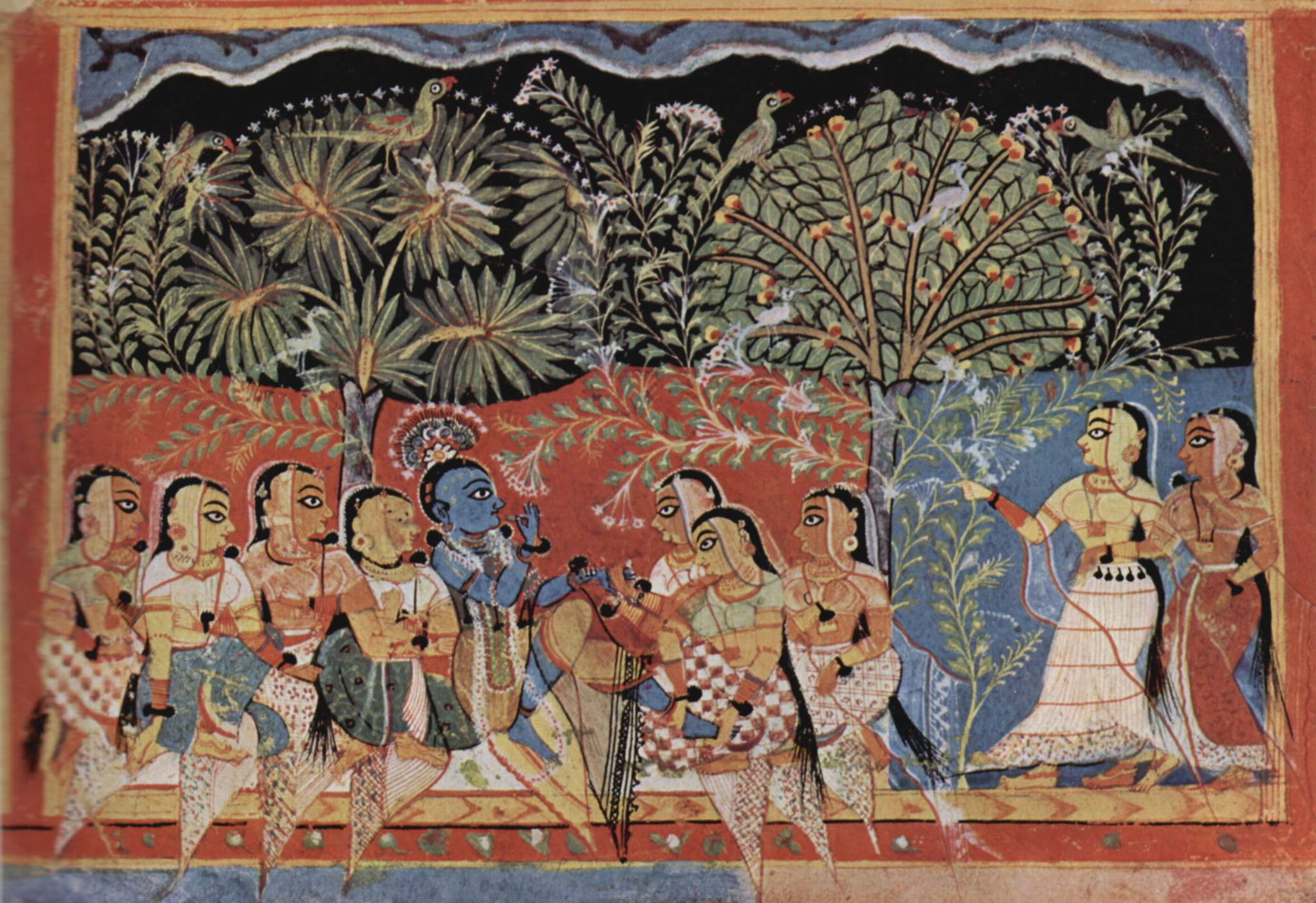
Крішна і гопі. "Гіта Говінда" Джаядева, Мевар, бл. 1550, Мумбаї, Музей принца Уельського.
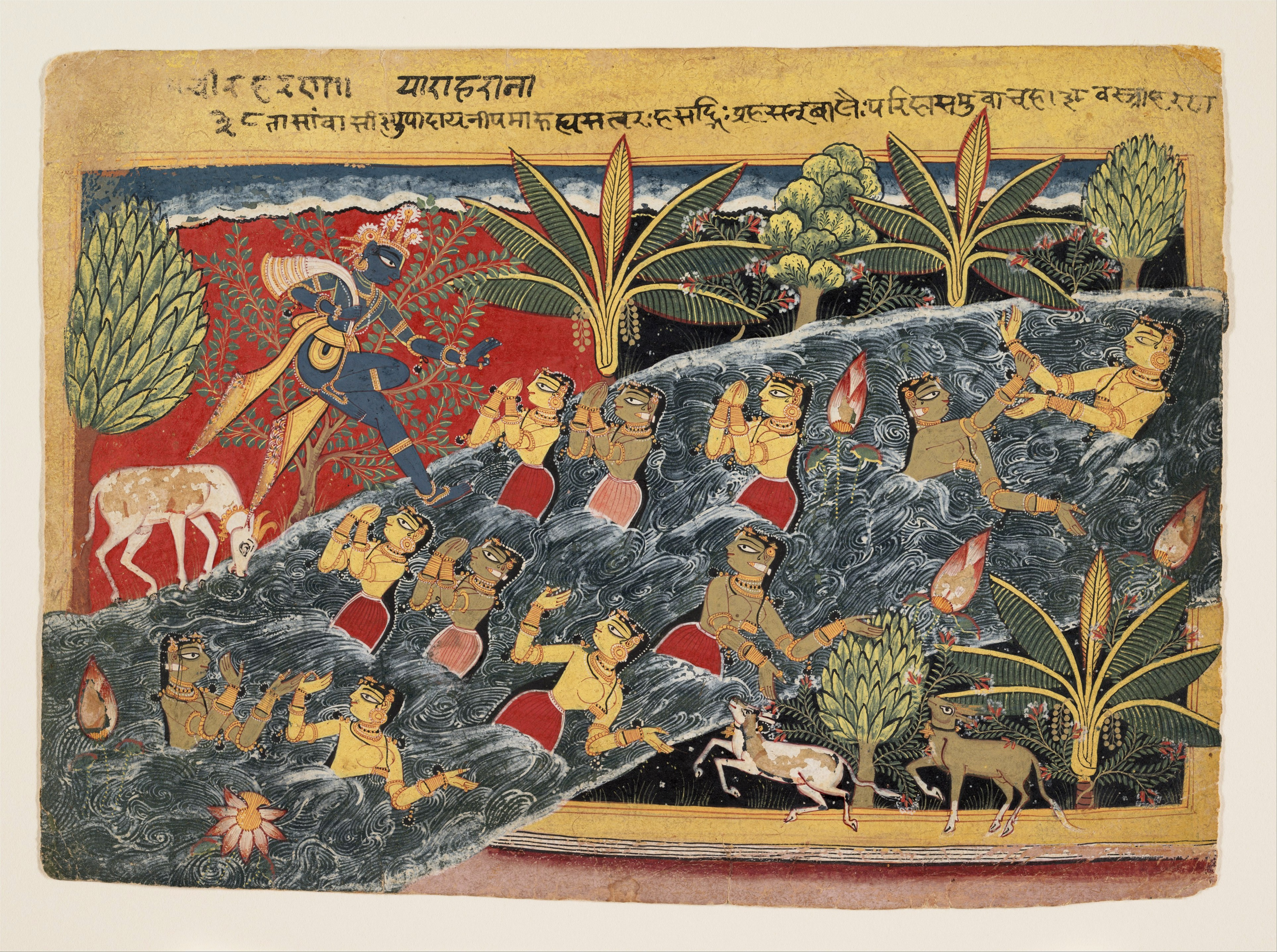
Гопі благають Крішну повернути одяг. "Бхагават пурана" з Ісарди. 1560-65 рр., Музей Метрополітен, Нью-Йорк.
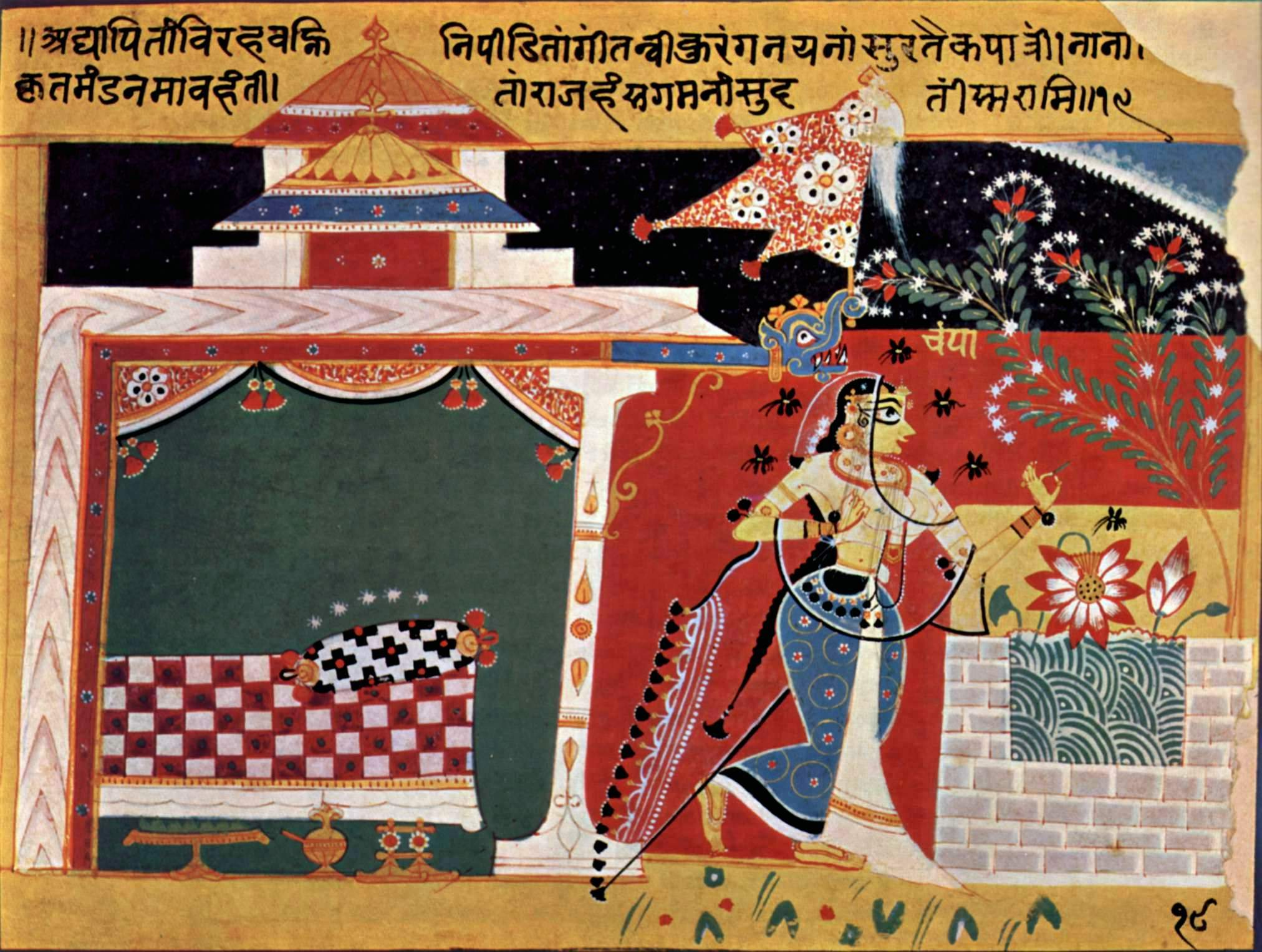
Чампаваті, згорає від туги. "Чаурапанчасіка" Більхау, Колекція Мета, Ахмедабад.
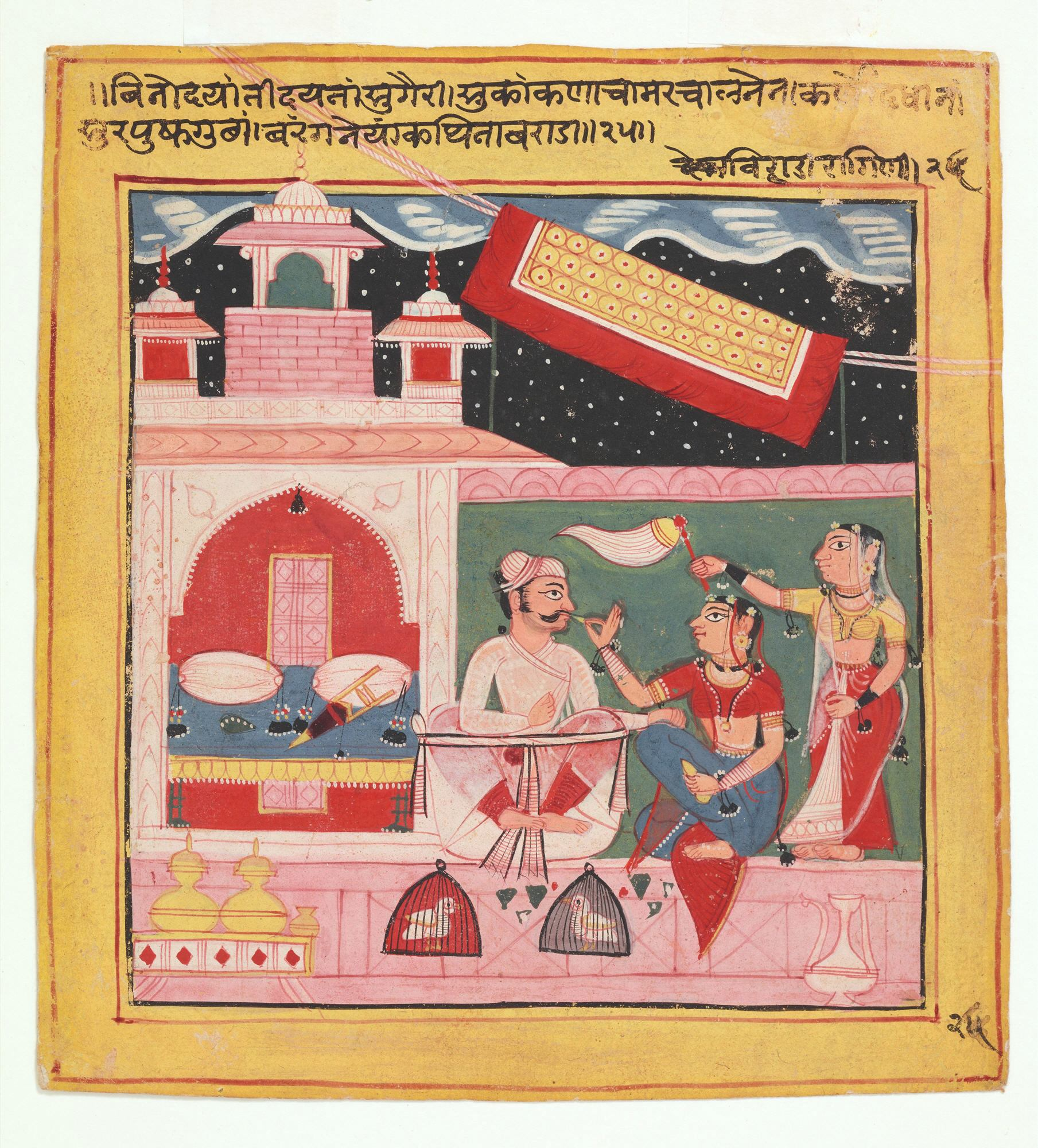
Насіруддін. Варата Рагін. "Рагамала" з Чаванда. 1605 р., Музей Рітберг, Цюрих.

Між кінцем XVI і XIX століттями в різних князівствах Раджастана одночасно існувало відразу кілька живописних шкіл. Будучи спадкоємцями різних традицій, вони демонстрували широкий спектр виразних засобів. Самими важливими центрами живопису були Мевар, Бунді, Кота, Джайпур і Кішангарх в східному Раджастані, і Джодхпур і Біканер в західному. Зі зростанням моці моголів, вплив їх культури все більш позначався на розвитку місцевих раджпутських художніх стилів. Більшою мірою це вплив відбився на стилістиці живопису Біканера, Джодхпура і Джайпуру, оскільки правителі цих князівств були культурно і політично тісніше пов'язані з моголами, менше на живописі Мевар, Бунді і Кота.
Княжі двори Раджастана не були такими багатими, як двір могольского імператора, тому раджпутські майстерні здебільшого були скромними, з невеликою кількістю художників. Як правило, при конкретному князі працювало якесь сімейство художників, яке передавало секрети майстерності з покоління в покоління. В Біканері, наприклад, було два таких художніх клани. Подібна організація виробництва мініатюр полегшила сучасним дослідникам задачу по визначенню характерних рис кожної «творчої династії».
Художники досить часто переїжджали від одного раджпутского двору до іншого, сприяючи змішанню мальовничих стилів різних центрів Раджастана. Живописці були раджпутами, оскільки вони були ремісниками, а не воїнами. Серед них були й індуси, і мусульмани, багато з них надходили на службу до раджпутського князя з імперської кітабхане моголів. Імена авторів більшості ранніх творів залишилися невідомими. На деяких великоформатних мініатюрах XVIII—XIX століть, створених в Удайпурі і Кота, поряд з іменами зображених персон стоять і імена авторів, як правило, надписані службовцями канцелярії. Кілька архівних згадок, виявлених пізніше, містять цінну інформацію щодо статусу художників, їх походження та особливостей заступництва живопису з боку князів. Там також містяться відомості про склад і цінах використовуваних в майстернях матеріалів і згадуються найбільш видатні картини, створені в їх стінах. Незважаючи на те, що твори живопису створювалися в придворних майстернях і, по суті, були мистецтвом аристократичним, дослідники відзначають їх тісний зв'язок з народним мистецтвом раджпутів.
З середини XIX століття конкуренцію раджпутському живопису стали складати європейський олійний живопис, а потім і фотографія. Правителі Джайпуру і Алвара заснували у себе фотохане (фотостудії), для портретів та увічнення важливих подій, а раджпутські художники стали вдаватися до копіювання фотографій і зразків живопису олією в пошуках нових сюжетів і художніх рішень. У період британського панування влада раджпутських князів поступово зменшувалася, і коли Індія в 1947 році здобула незалежність, раджпути втратили останні залишки своєї влади.

## Живопис основних центрів

### Живопис Мевар

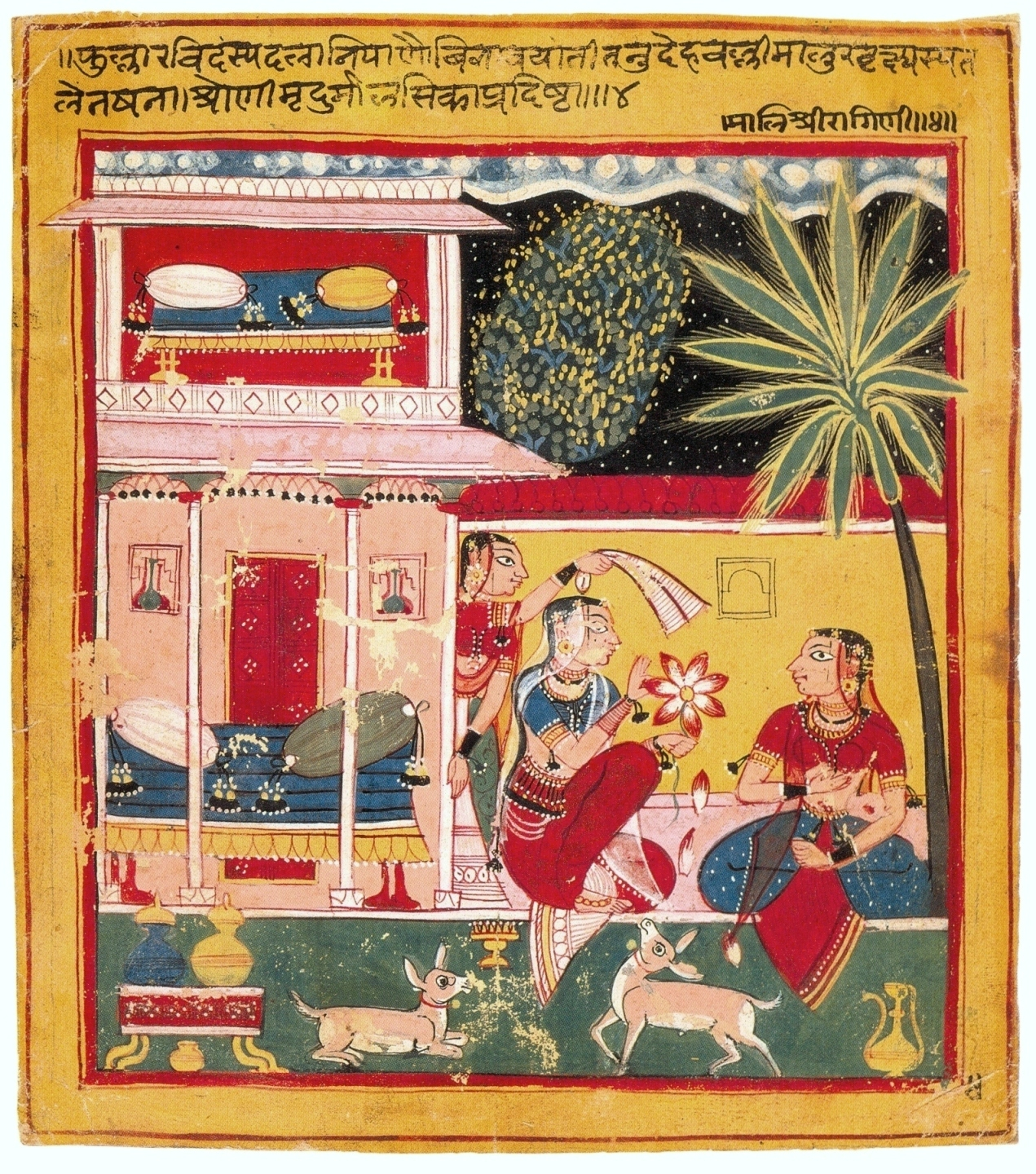
Насіруддін. Малашрі Рагін. Лист із серії «Рагамала з Чаванда». датований — 1605 р. Музей мистецтв округу Лос-Анджелес.

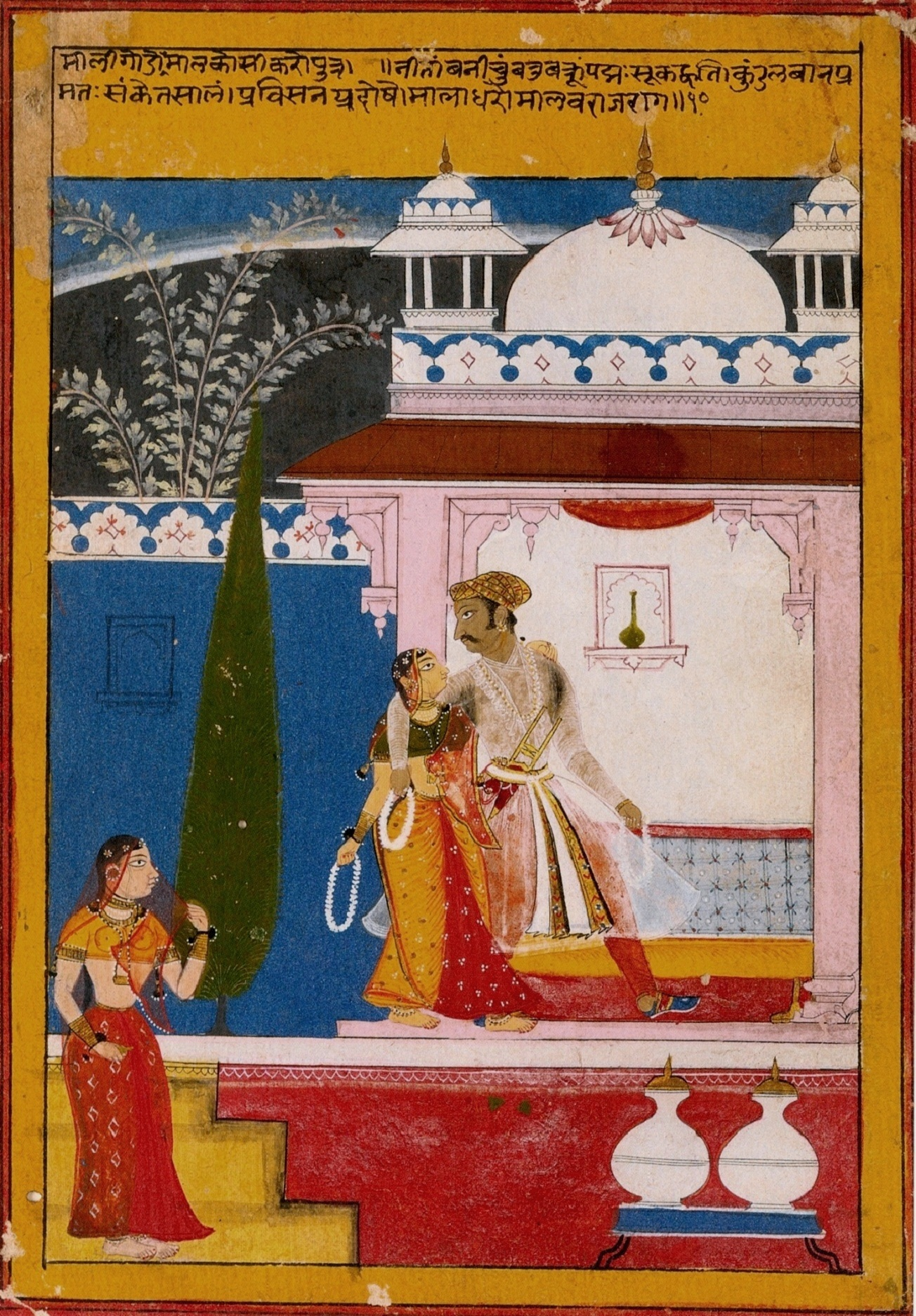
Сахібдін. Малаві Рагін. Лист із серії «Рагамала» датований — 1628, Приватне зібрання, Нью-Йорк.

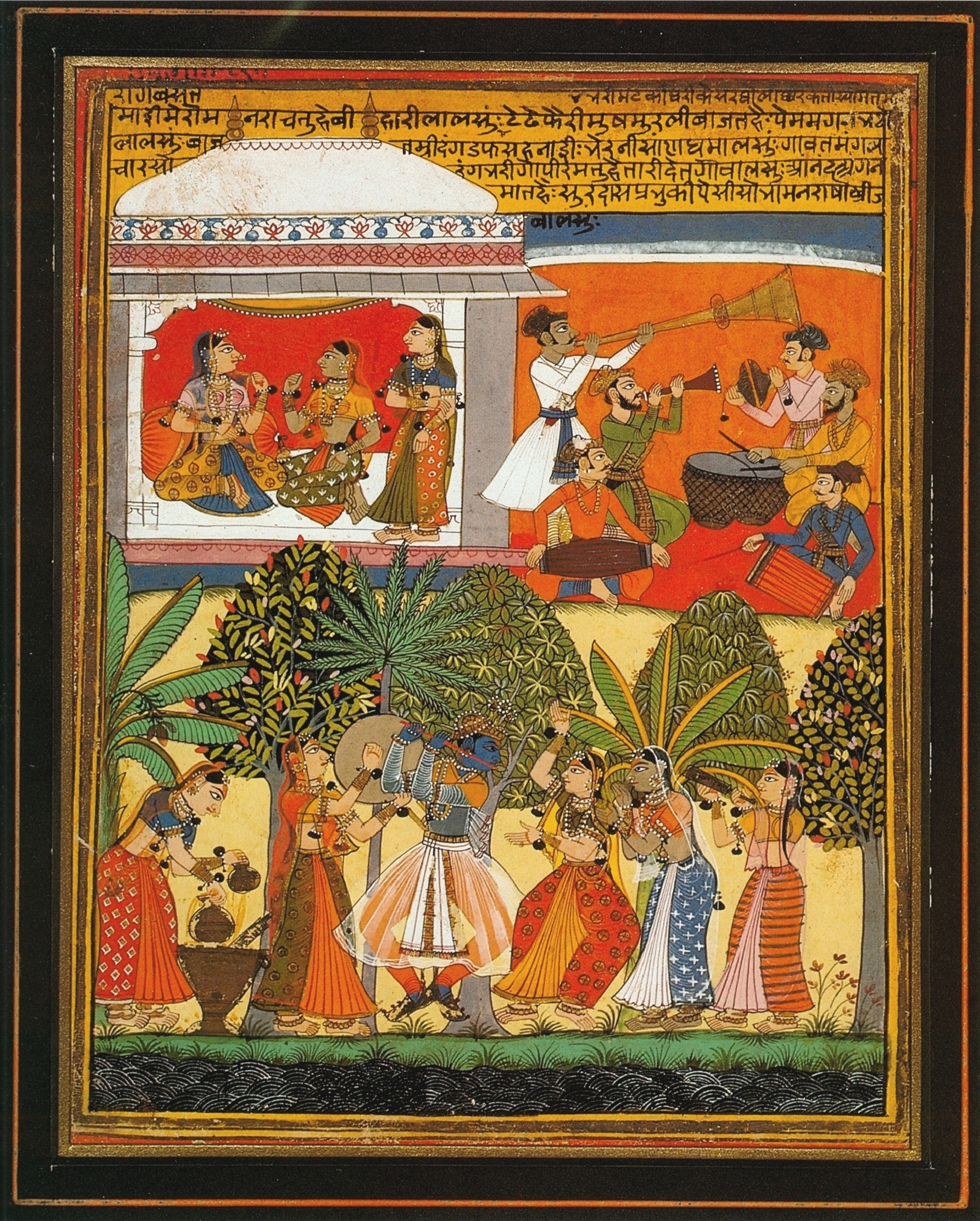
Танець Крішни. Лист з манускрипту «Сур Сагар» Сурдас. сер. XVII ст. Збори Гопі Крішна Канора, Патна.

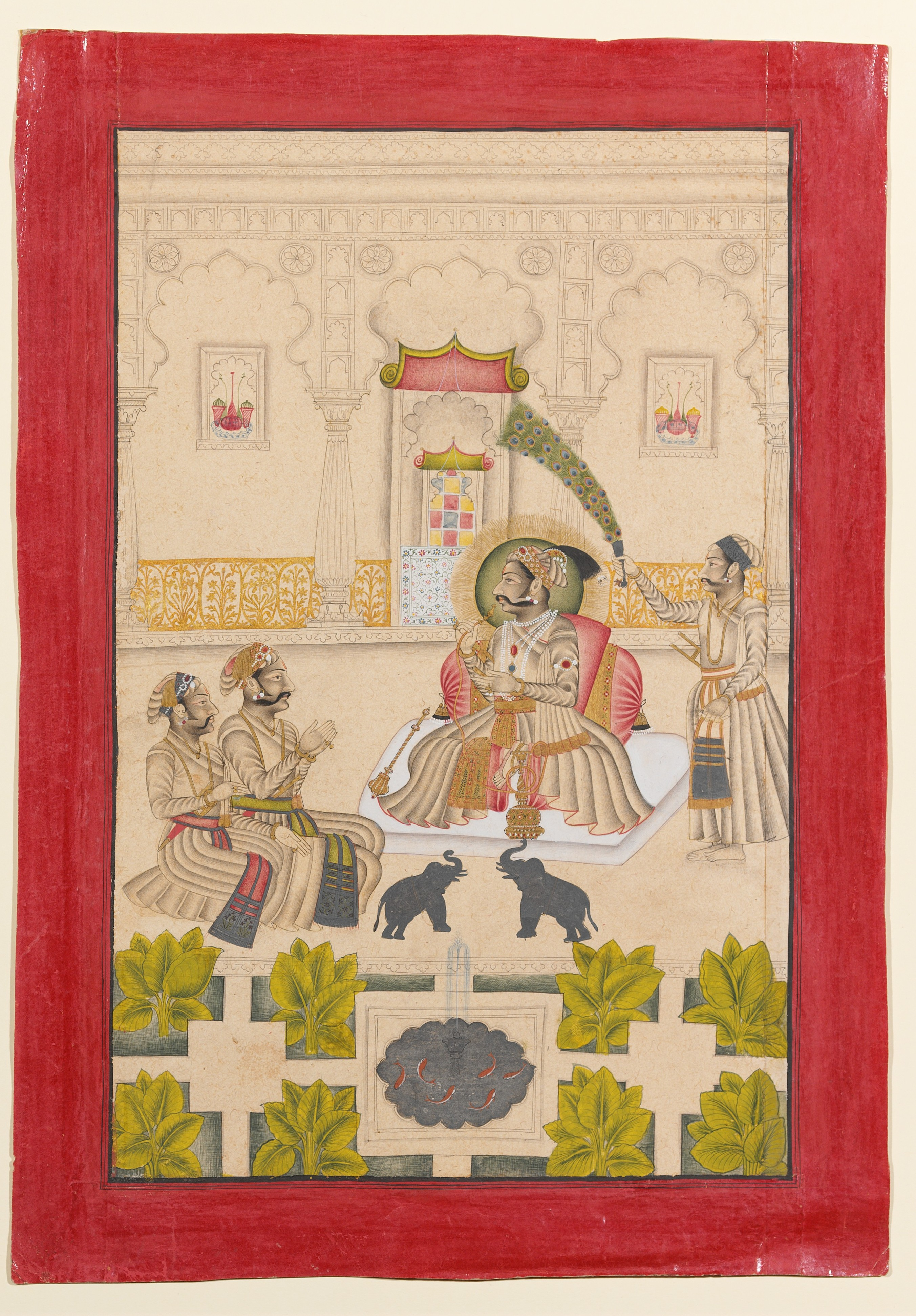
Майстер штриха. Махарані Амар Сінгху II показують двох срібних слоників. 1705, Музей Метрополітен, Нью-Йорк.

#### Удайпур
Правителі Мевар зводили свій родовід до «Великого клану сонця» і носили титул «Рана», що підкреслює їх велич. Титул «Рана» не має точного визначення і зазвичай перекладається як «князь». Крім цього князі Мевар додавали до свого імені епітет «Сінгх», що означає «лев».
Спадкоємці, які воювали проти моголів Рани Санграма Сінгха, не визнавали владу могольских імператорів до 1615 року. Тільки під час правління імператора Джахангіра князь Махарай Амар Сінгх (1597—1620) скорився моголам, а його син Карна Сінгх (1620-28) був тепло прийнятий імператором і його сином принцом Хуррамом в могольскій столиці. Принц Хуррам (майбутній імператор Шах Джахан) вручив Карна Сінгху дари, серед яких були коні, прикрашені дорогоцінними каменями кинджали, хілат (дороге почесне вбрання) і перлинні чотки. В свій час всі меварські князівські архіви та колекції загинули у вогні при руйнуванні Чіттора могольським імператором Акбаром (1567г). Правителі Мевар прагнули відновити той культурний багаж, який пасував їх сану і положенню. Зближення з моголами спричинило пожвавлення в культурному житті Мевар.
Самим раннім прикладом меварского стилю є мініатюри із серії «Рагамала», створені в 1605 році в Чаванді, фортеці, яка була тимчасовою столицею, художником Насіруддіном. Цей майстер починав кар'єру в могольскій кітабхані, і, коли отримав там живописні навички, перебрався потім до меварського двору, ставши, по суті, творцем основних ознак меварського стилю. Мініатюри «Рагамали» демонструють прекрасну суміш домогольского стилю «Чаурапанчасікі» і спрощеного варіанту популярних могольських зразків. Профілі осіб стали м'якше, однак іконографія мініатюр в цілому зберігає динамізм традиційного індійського живопису. Архітектура в них скоріше схожа на частину орнаменту, ніж на реальні предмети, а пейзаж лише злегка позначений.
Махарай Карна Сінгх, який правив в 1620-28 роках, широко відкрив двері могольському культурному впливу, а його син Махарай Джагат Сінгх I (1628—1652) був покровителем живопису; при ньому розвиток книжкової мініатюри значно пожвавився. Працював у той час придворний художник Сахібдін (відомий в 1628—1655 рр.), так само як і Насіруддін, досконало володів могольським стилем. В основному він писав картини для Джагат Сінгха I, який запросив його в свою майстерню, але кілька років продовжував працювати і для його наступника Радж Сінгха I (1652—1680). У своїх ранніх мініатюрах із серії «Рагамала» (1628 р.), створених в Удайпурі, майстер застосовує композиційні елементи, що сильно нагадують «Рагамалу» створену в Чаванді в 1605 році, але більше уваги приділяє деталям. Ці твори проливають світло на деякі особливості меварського живопису часів Сахібдіна. Серед них: спосіб розподілу композиції на окремі сцени, висока точка огляду, неодмінно по діагоналі річка з позначенням водяних потоків і різноманітність стилізованих дерев. Яскраві відтінки жовтого, помаранчевого і червоного продовжують колористичну традицію «Чаурапанчасікі» і джайнського живопису. Найбільшим проектом майстерні під керівництвом Сахібдіна було створення в 1650-х роках ілюстрацій для семитомної версії епосу «Рамаяна» (Британська бібліотека, Лондон).
Могольський імператор Аурангзеб (1658—1707), який сповідував ортодоксальну форму ісламу, проводив іконоборську політику, і в цих обставинах меварський князь Радж Сінгх I (1652-80), який прагнув зберегти свою древню релігію, став символом індійського культурного опору. Саме в його правління в 1671 році був врятований знаменитий образ Шрі Натхджі (статуя Крішни з чорного граніту) — він був переправлений з Матхури в Натхадвару, і перетворив це місто на релігійний центр особливої секти вішнуїзму, заснованої Валлабхачарією. Надалі місто прославилося своїми розписними храмовими завісами «пічхаваї».
В період правління Радж Сінгха I (1652-80) і Джай Сінгха (1680—1698) під явним впливом школи Бунді з'явилися перші портрети правителів і перші зображення придворного життя. Художники стали безсторонніми реєстраторами, як офіційних світських заходів двору, так і розпещених задоволень, яким віддавалися правителі в своїх апартаментах. Унікальною особливістю стало збільшення формату картин-мініатюр. Всі ці новації були збережені і згодом.

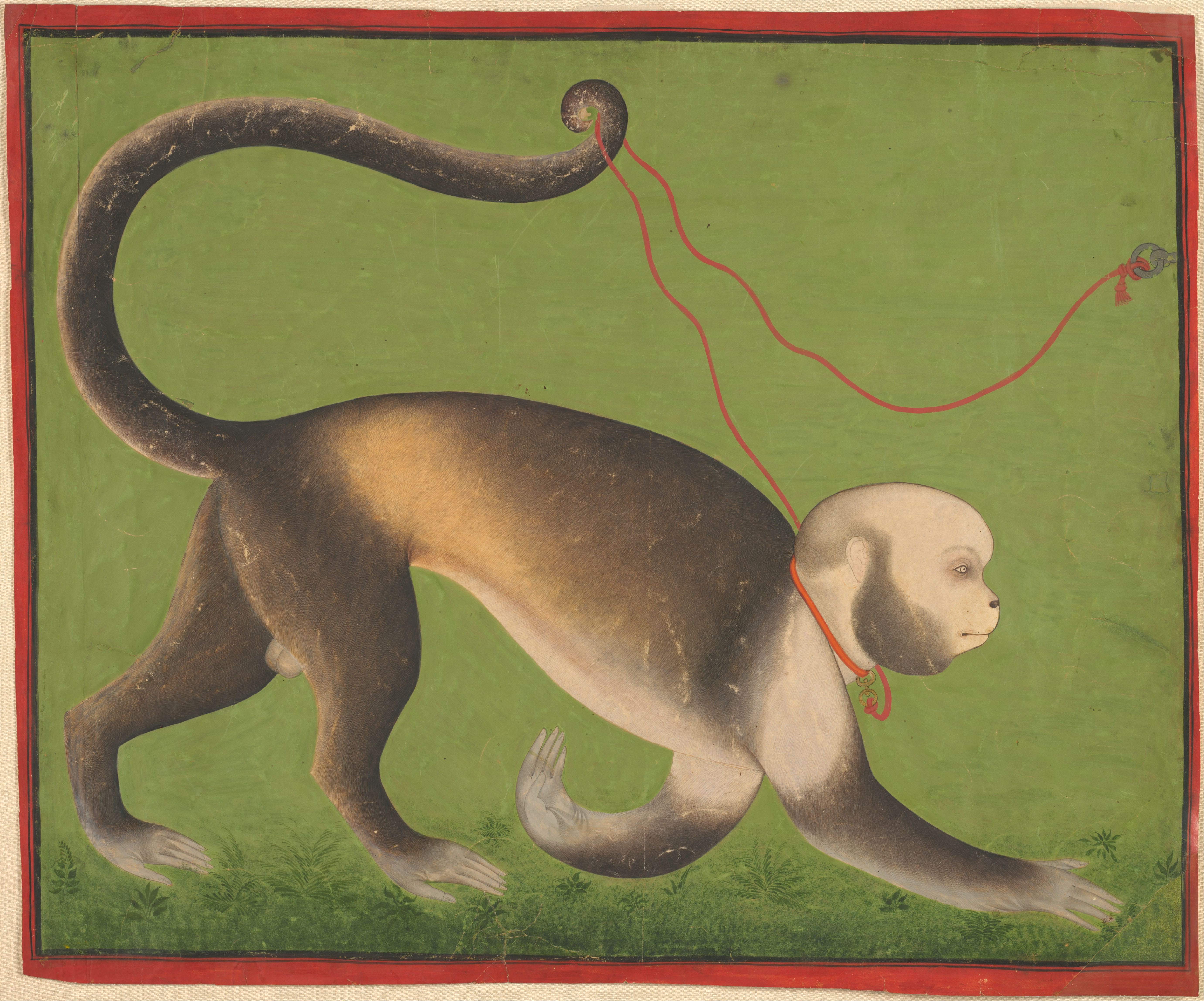
Майстер штриха. Південноамериканська мавпочка. бл. 1700 р., Інститут мистецтва, Чикаго.
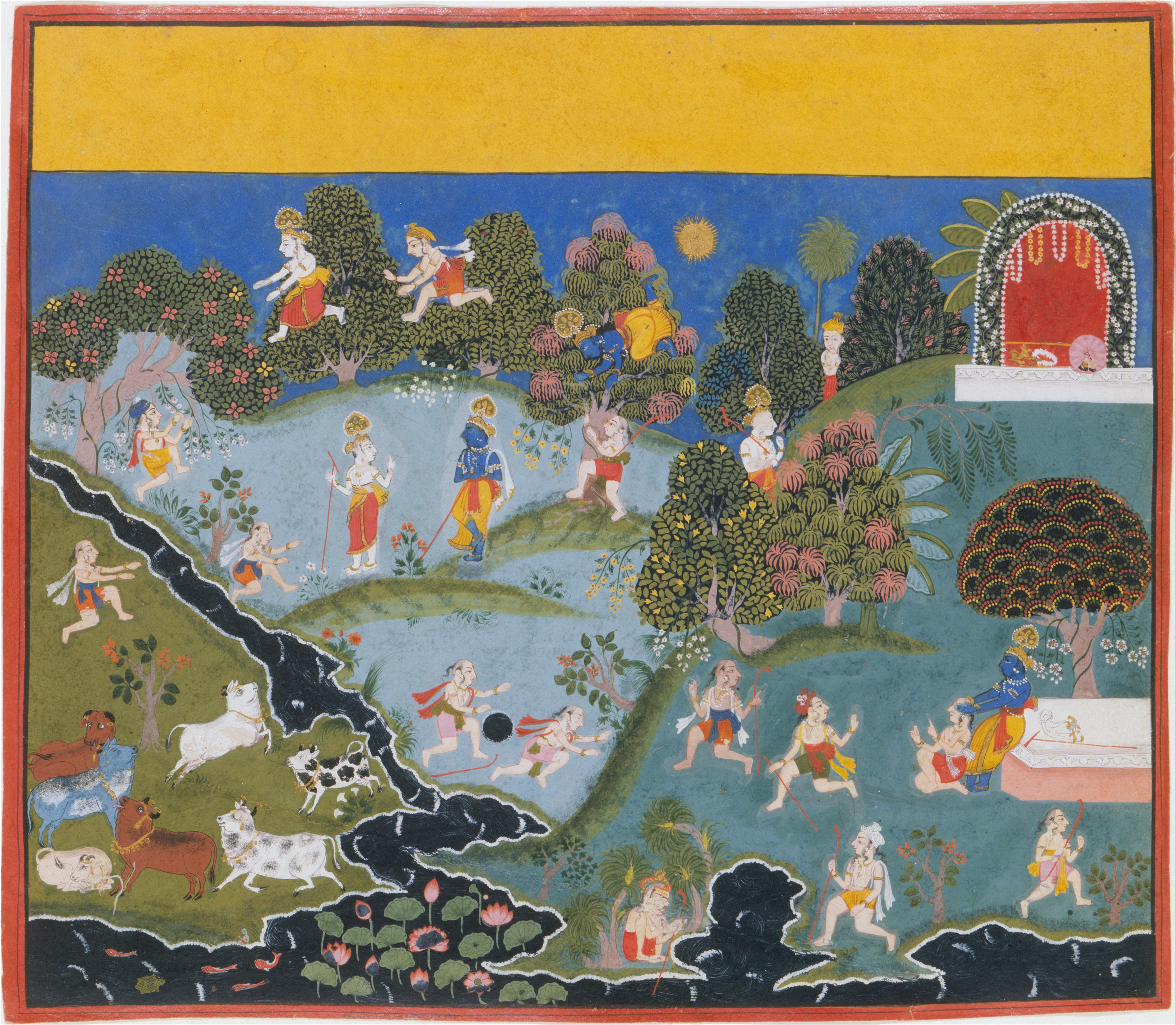
Обман сліпця. Сторінка з "Бхагават пурани". 1715-20 рр., Музей Метрополітен, Нью-Йорк
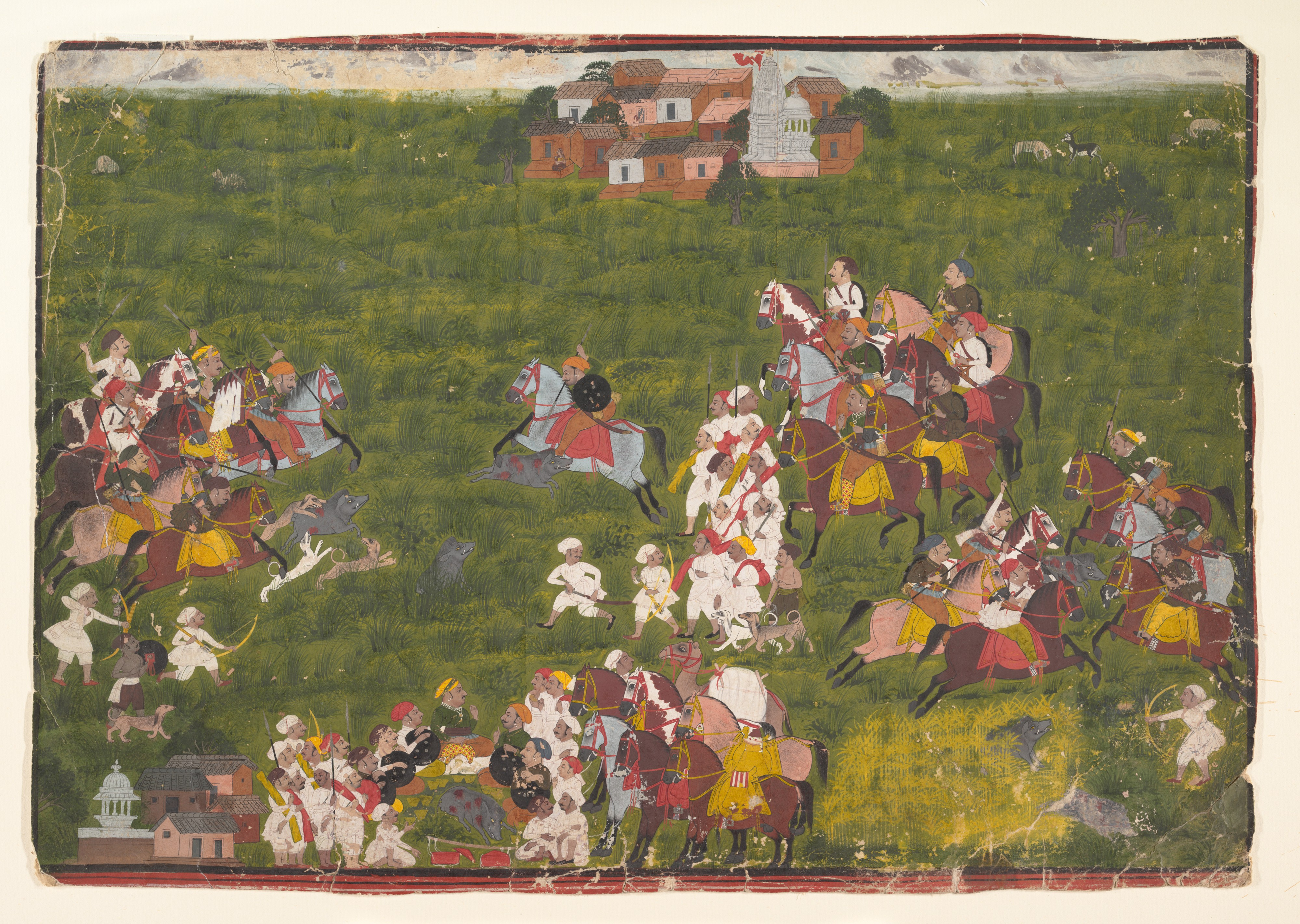
Махарай Санграм Сінгх II полює на кабанів. Мевар, 1725, Музей Метрополітен, Нью-Йорк.
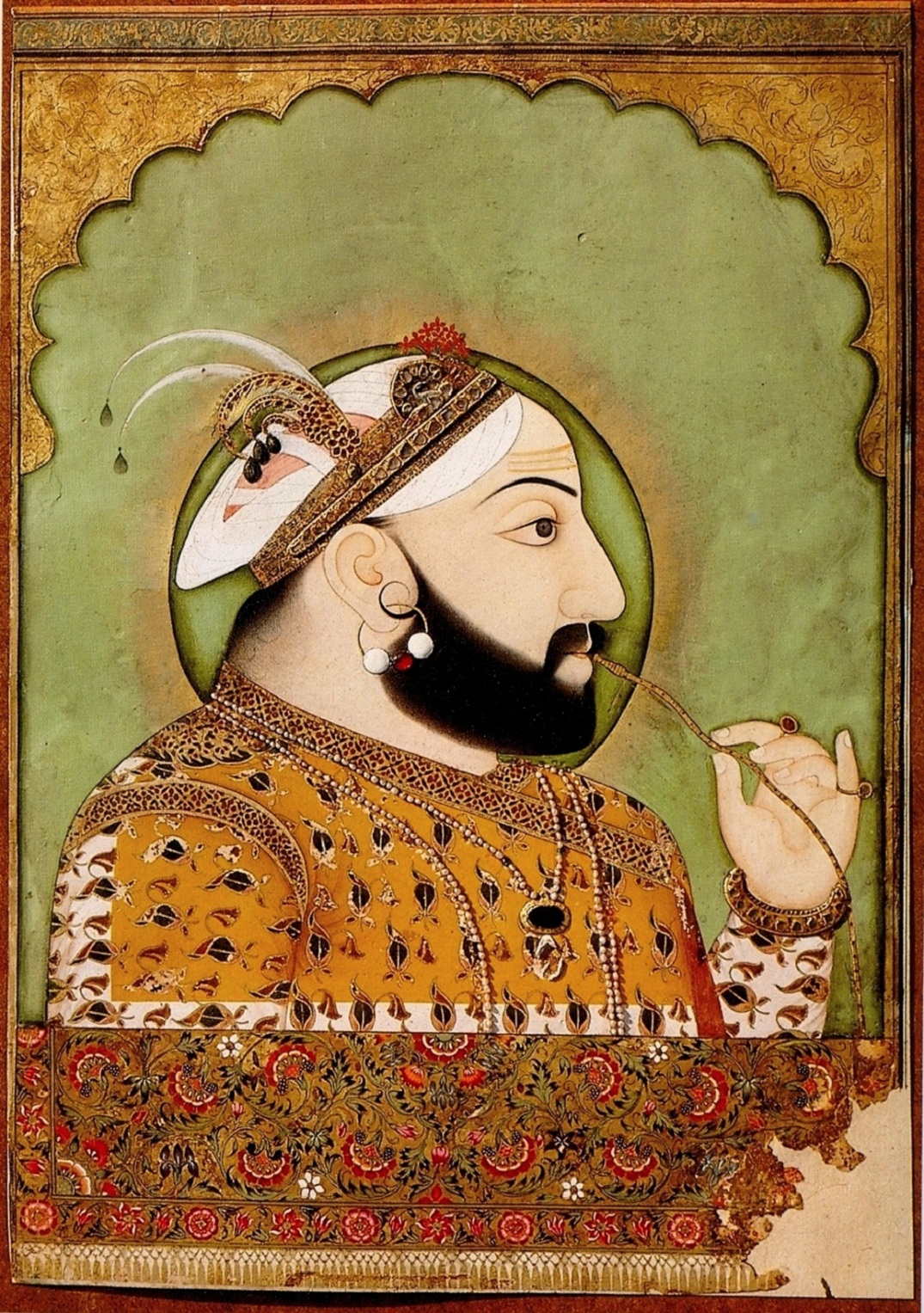
Портрет Санграм Сінгха II. Удайпур, 1725-35 рр. У портреті застосовані дорогоцінні камені і перли. Колекція Гопі Крішна Канора, Патна.
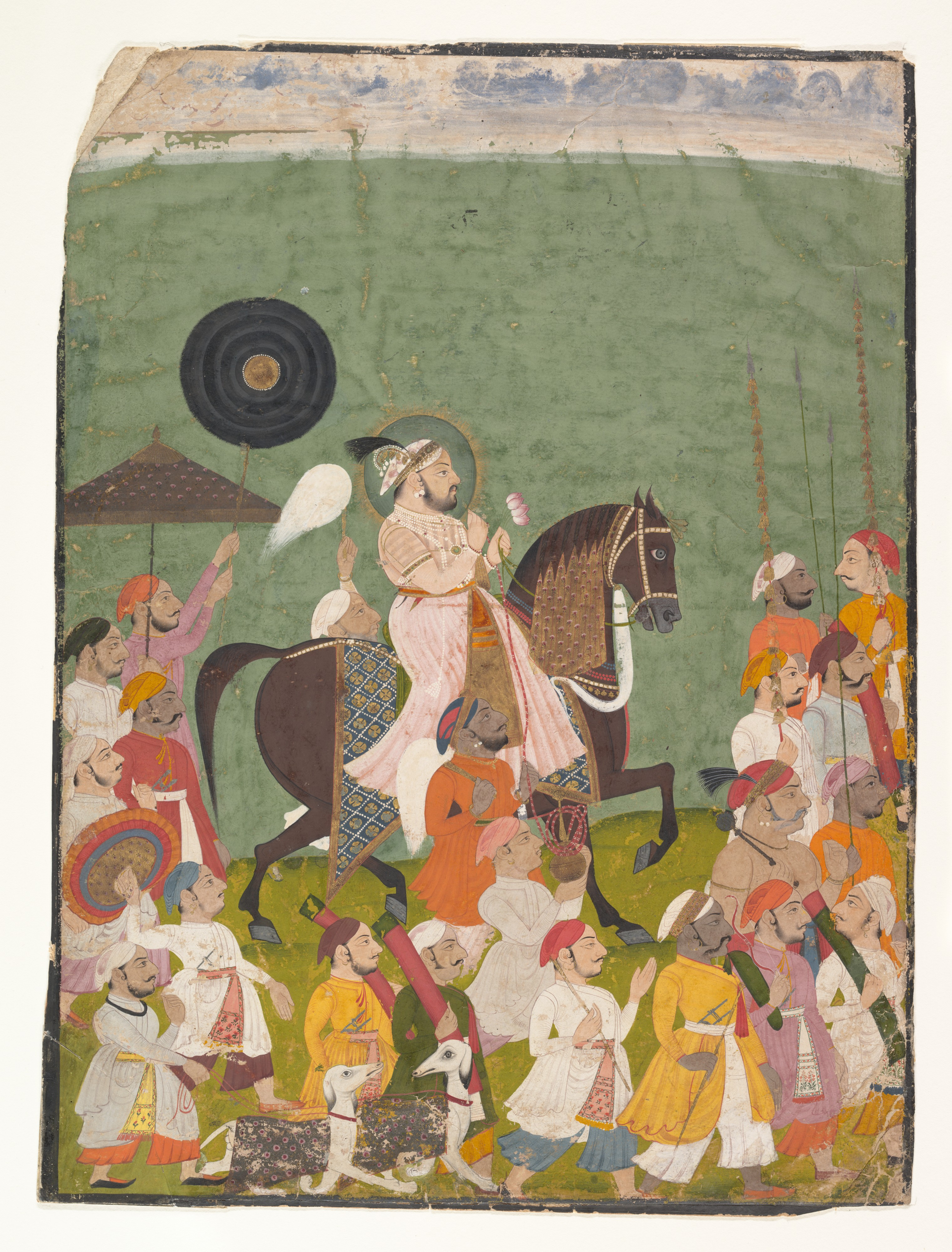
Процесія Джагат Сінгха II. Мевар, 1745 р., Музей Метрополітен, Нью-Йорк
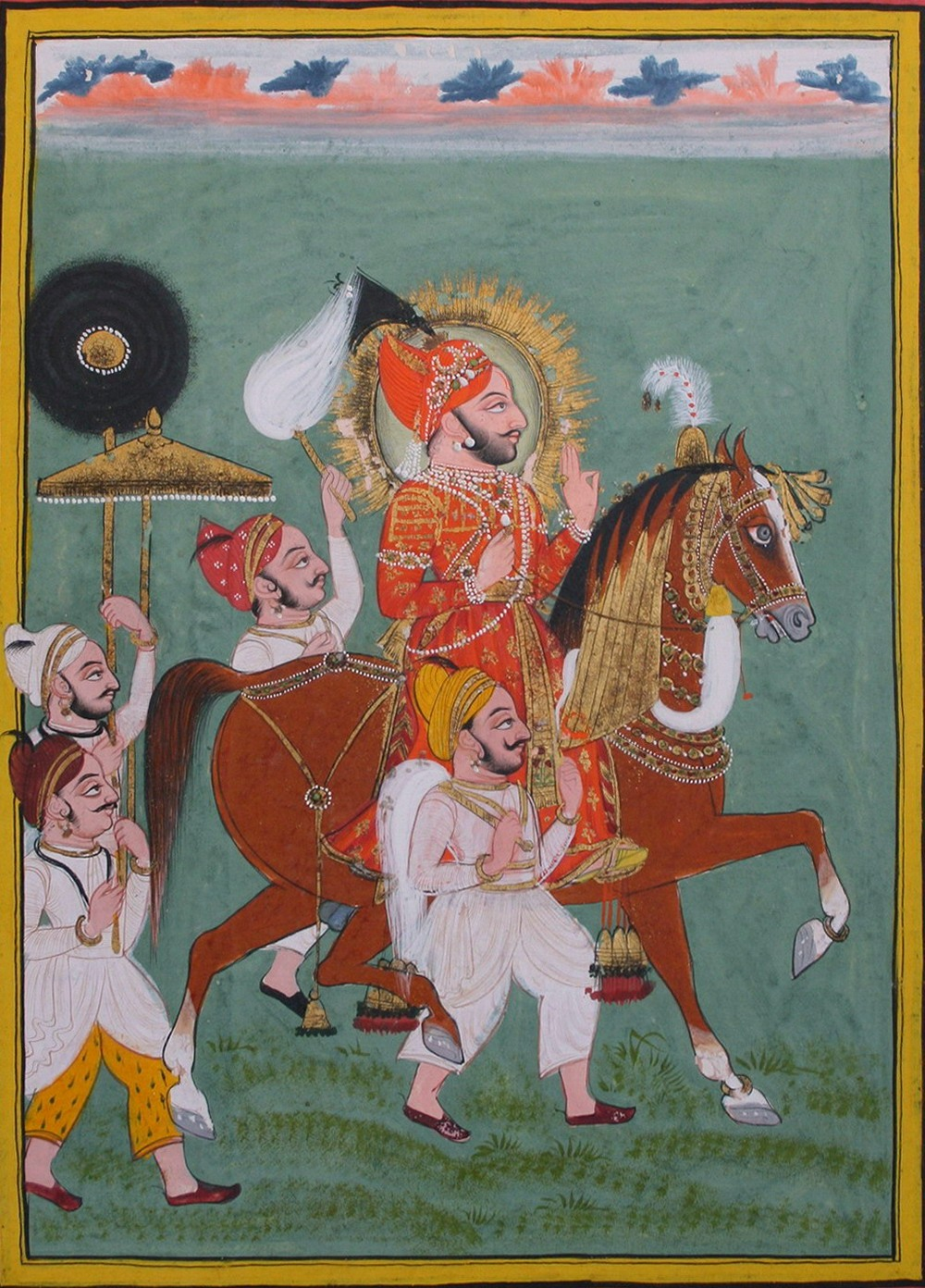
Кінний портрет Арі Сінгха. Мевар, 1770, Приватне зібрання.

В цілому до кінця XVII століття художники ілюстрували переважно релігійні манускрипти і дотримувалися мальовничої формули, створеної Сахібдіном. У правління Амар Сінгха II (1698—1710) і Санграма Сінгха II (1710-34) меварський живопис знайшов нове дихання. Її тематика перестала обмежуватися міфологією і поезією. Важливу роль в оновленні грав анонімний художник, охрещений вченими «Майстром штриха», який протягом приблизно 30 років працював при дворі і створював мініатюри в техніці «нім-калам» (грізайль) з легким підфарбовуванням, явно навіяним могольським стилем. Поряд з придворними сценами в живопису з'явилися сцени полювання, фестивалів і свят, а також царських відвідувань святих-самітників. На деяких великоформатних картинах, створених для Санграма Сінгха II (1710-34) палацова архітектура використана як театральні лаштунки, на тлі яких розгортається відбувається. Ці великі, панорамного охоплення композиції зазвичай густо заселені персонажами. Однак досить скоро мініатюри втратили «виключно документальний характер» і в період правління Джагат Сінгха II (1734-51) занурилися в атмосферу ескапістських веселощів (ймовірно, не без впливу з боку художників з майстерні могольского імператора Мухаммад Шаха). Написи на картинах свідчать, що над великими композиціями працювали разом 2-3 художника; серед творчих дуетів, що трудилися над цими творами, можна прочитати імена Нага і Пьяру, Сукха і Сьяджі, Кесу Рама і Бхопа.
Під час непопулярного правління Арі Сінгха (1761-73), який відрізнявся поганою вдачею, привів князівство до економічного занепаду і, зрештою, був убитий на полюванні, багато талановитих живописців покинули двір і перебралися на північ, в Деогарх. Так вчинили, наприклад, художник Багті і його сини Чокха і Кавала, грали помітну роль у мистецькому житті столиці Мевару — Удайпура.
Поступовий занепад школи Мевар почався приблизно з середини XVIII століття. Найяскравіше він висловився в численних стереотипних портретах з одноманітними плоскими фонами і в великоформатних мисливських сценах. Особливо механічними виглядають ті, що були створені для Махарани Джаван Сінгха (1828-38). На них досить детально прописані фігури вставлені в оточення з невідповідною перспективою. Деякі з пишних мисливських сцен відбуваються на тлі вигаданої місцевості — їх завершували в майстерні, покладаючись більш на спогади, ніж на замальовки, зроблені безпосередньо на місцевості. Прагнення зобразити кілька окремих епізодів в рамках однієї картини втілювалося в безладному і безсистемному викладі. Архітектурні елементи втратили свою колишню просторову глибину.

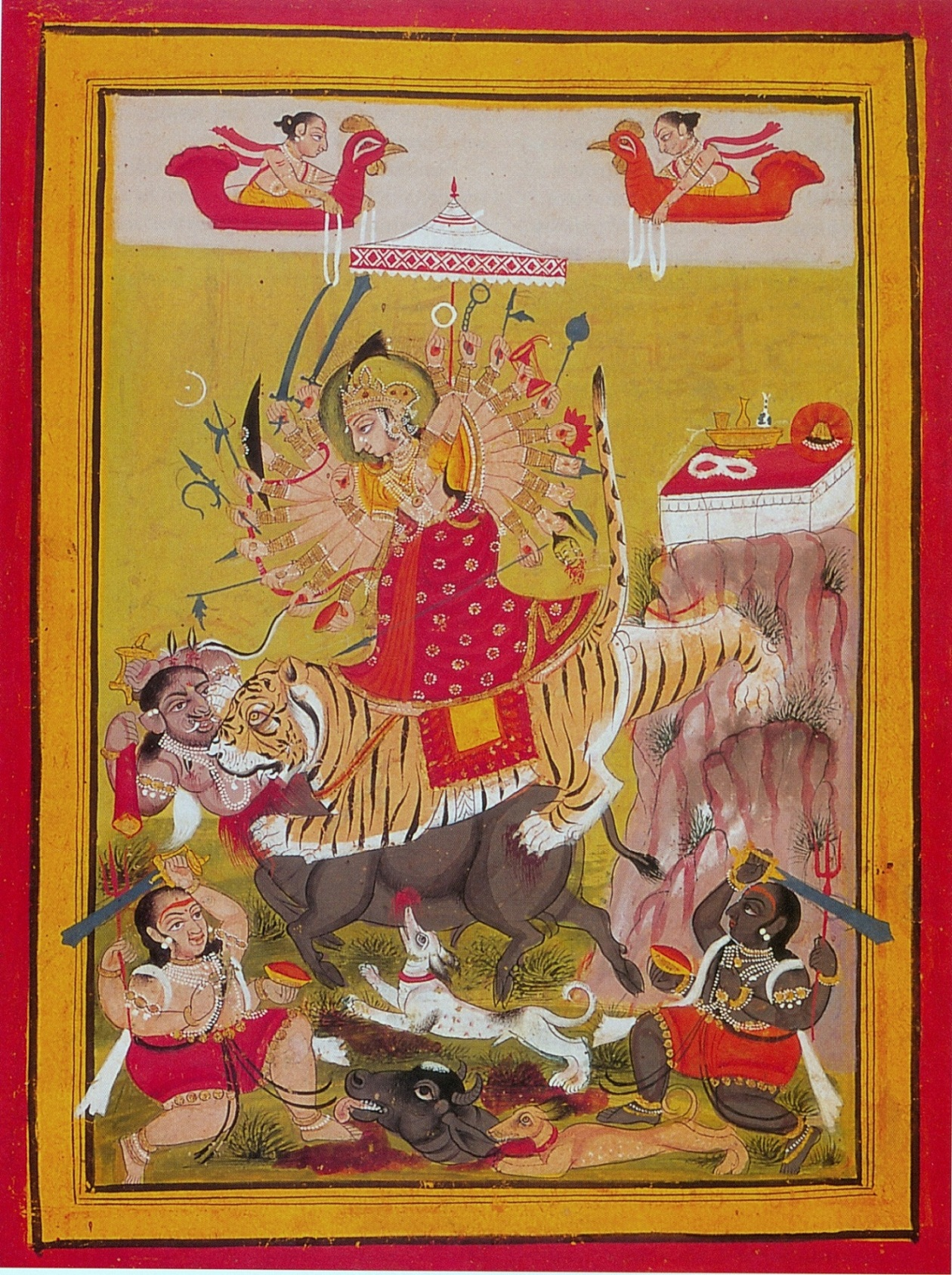
Богиня Дурга вбиває бика-демона. бл. 1750, Збори Баклівала.
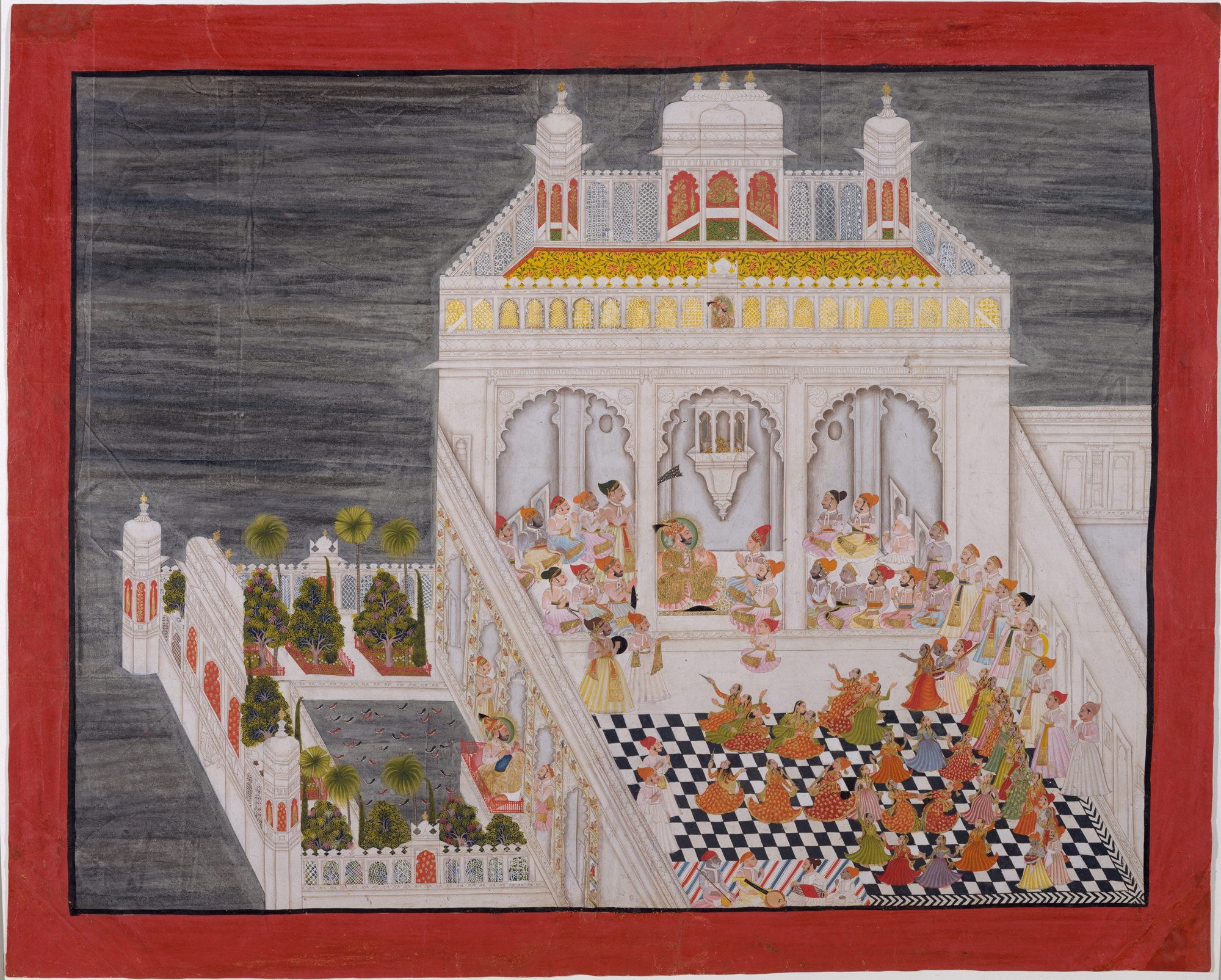
Кесу Рам, Бхопа і Натхо. Арі Сінгх з придворними дивиться виставу у водному палаці. 1767, Музей Метрополітен, Нью-Йорк
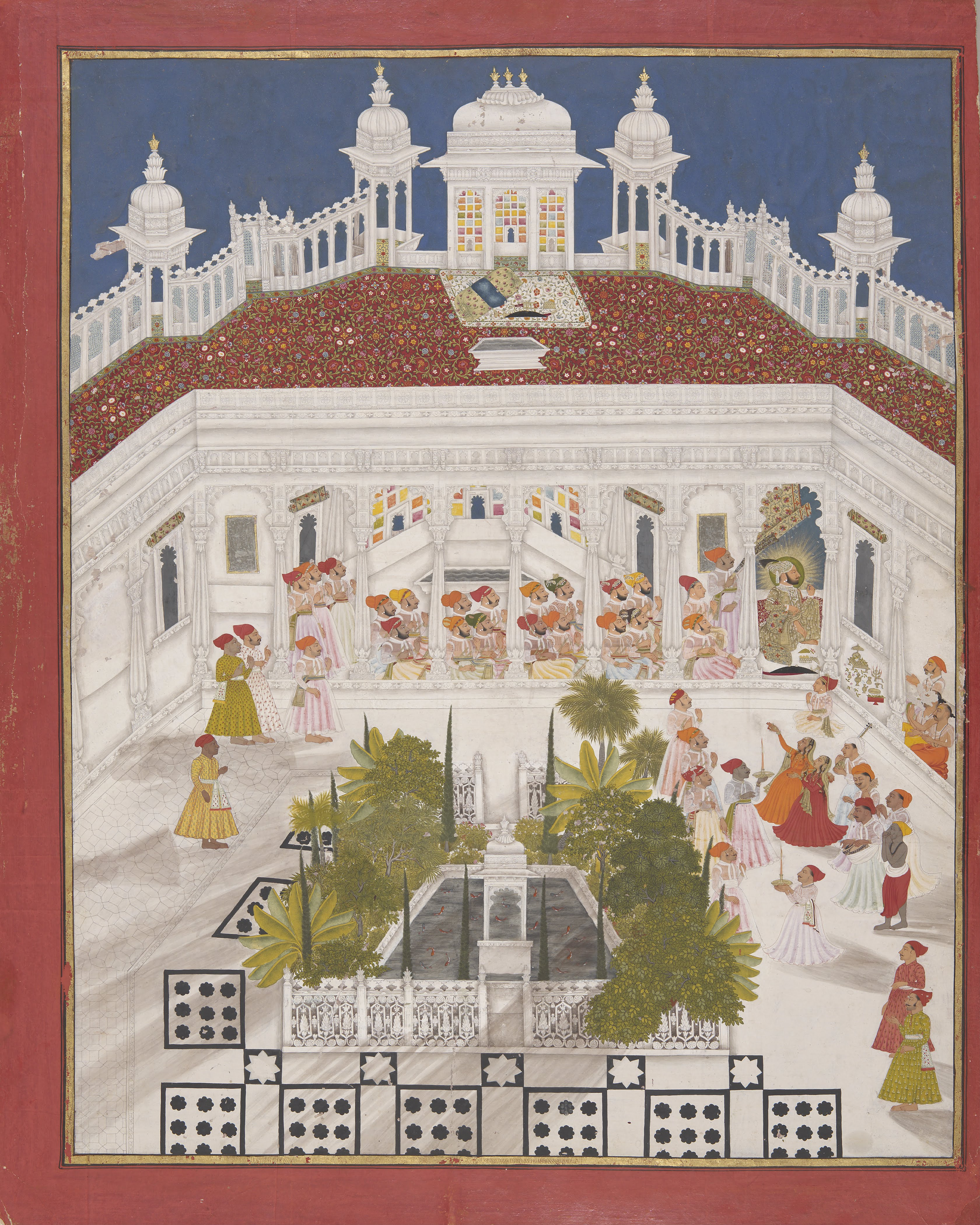
Арі Сінгх проводить ритуал поклоніння лінгама в палаці. 1765 р., Галерея Саклера, Вашингтон.
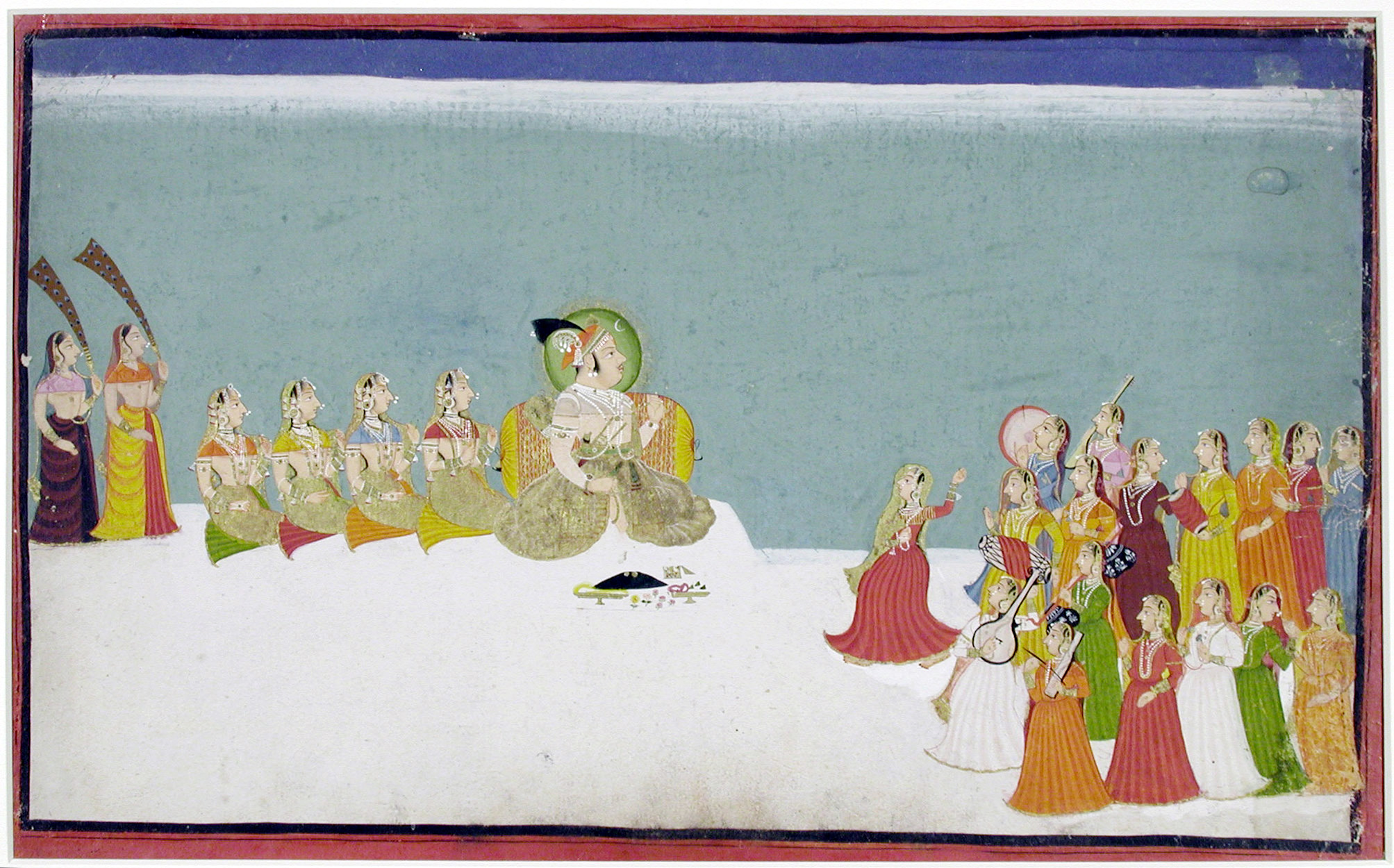
Радж Сінгх дивиться виставу. 1774, Музей мистецтва Сан Дієго.
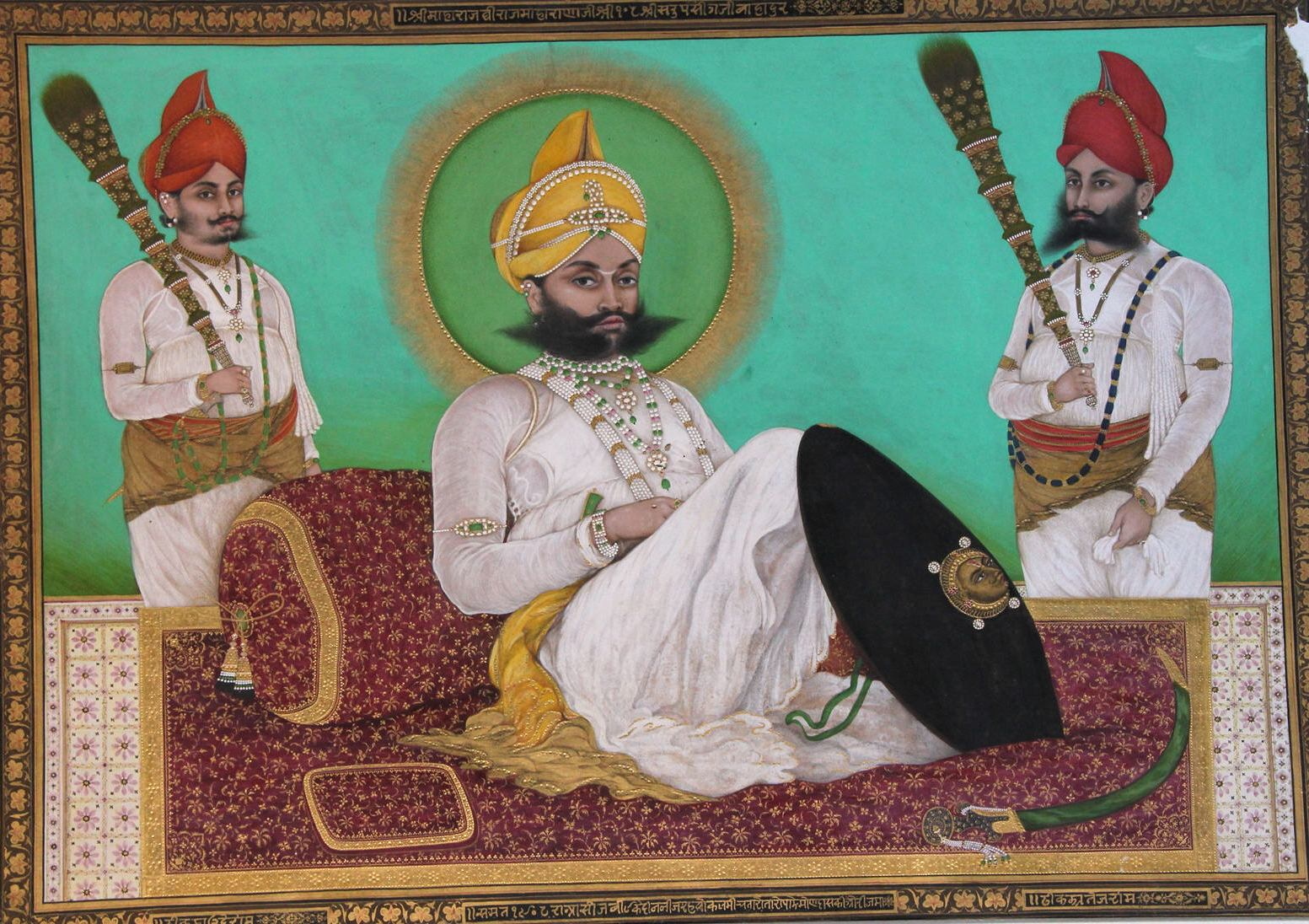
Тара. Портрет Саруп Сінгха, 1851 р., Музей палацу в Удайпурі.
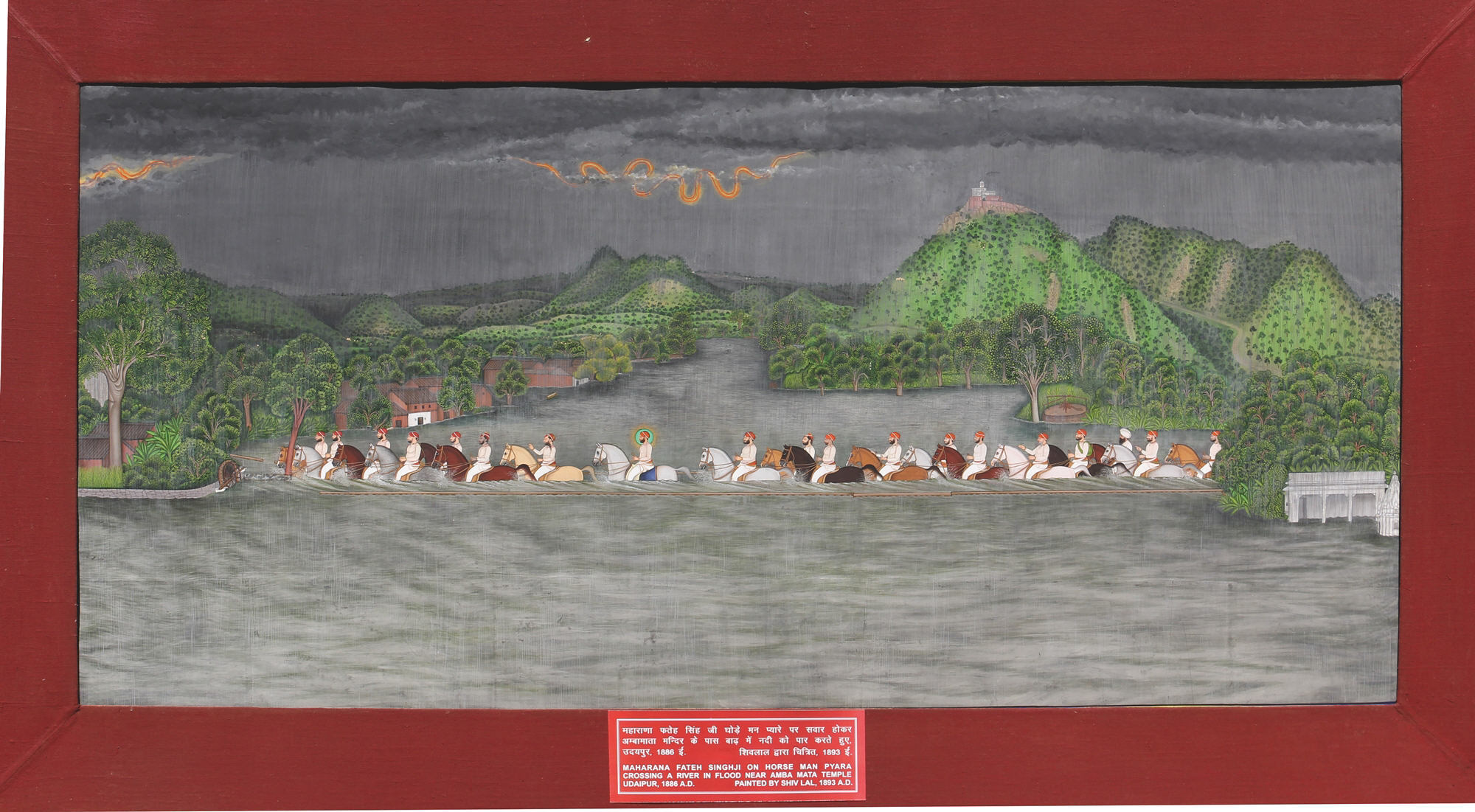
Шівалал. Фатех Сінгх переправляється через річку під час повені на полювання. 1893 р., Музей палацу в Удайпурі.

З середини XIX століття меварскі художники потрапили під вплив європейських прийомів, зокрема, зображення більш широких видів і більш жізнеподобних портретів. При дворі Саруп Сінгха (1842-61) працював художник Тара, що створював портрети правителя і зображав також офіціозні та святкові сцени. Двоє його синів — Шівалал і Моханлал трудилися при Саджан Сінгхе (1874-84) і Фатех Сінгхе (1884—1930) і створювали фотографії та твори, навіяні зразками олійного живопису.

#### Інші центри

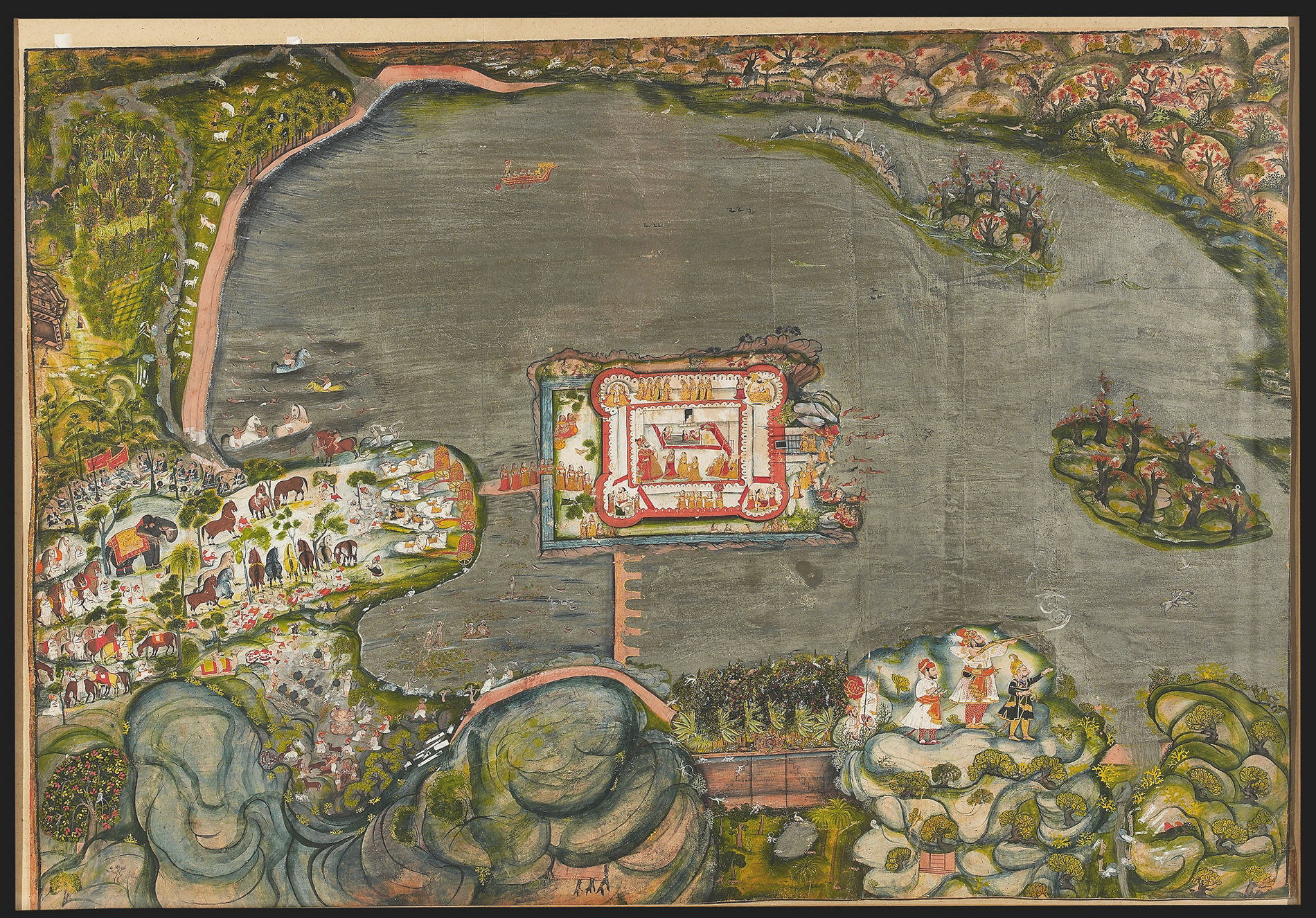
Багта. Озерний палац Равати Гокул Даса II. Деогарх, 1806 р., Музей Ашмолеан, Оксфорд.

Окрім столиці Мевар — Удайпур, в князівстві існували два інші відносно самостійні мистецькі центри, живопис яких визначають як «меварські суб-стилі». Один з них — Натхадвара, місто, яке перетворилося на великий крішнаїтський релігійний центр після того, як в 1671 року туди була перевезена знаменита статуя Шрі Натхджі. Слідом за цим у Натхадвару потягнулися й художники. Живописці, що присвятили свою творчість релігії, створювали численні мініатюри на тему подвигів Крішни, що мали успіх у паломників, що відвідували і розписували храмові завіси «пічхаваї», які використовувалися в храмі Шрі Натхджі та інших крішнаїтських храмах (вони вивішуються позаду статуї Шрі Натхджі). «Пічхаваї» виготовляються з бавовни, мають досить великі розміри і розписуються, як правило, декількома художниками. Традиція їх виробництва існує до цих пір.
В мініатюрах, створених в Натхадварі, відбивалися не тільки сюжети з життя Крішни, але і різні ритуали, і свята, пов'язані з культом цього бога. Розквіт місцевої школи припадає на XVIII століття, і пов'язаний з іменами таких майстрів, як Бхагаваті, Нарайан, Чатурбхудж, Рам Линга, Удай Рам і Шрі Рам Сандра Баба, який приїхав в Натхадвару з Удайпура і оновив місцевий живопис. В XIX—XX століттях живопис в Натхадварі комерціалізувався, стандартизувався, і, по суті, втратив стимул до розвитку. У такому вигляді він існує до сих пір.
Іншим центром був Деогарх (Девгарх), місто, закладене в 1670 році Равата (тобто васалом меварського махарани — великого князя) Дваркадасом (до нього це було невелике поселення). Незважаючи на меварське коріння місцевої художньої традиції в ній відчувається вплив живопису сусіднього князівства — Марвара. Місцева княжна в 1728 році вийшла заміж за Махарао Мадхо Сінгха з Джайпуру, тому в живописі Деогарха простежуються Джайпурські елементи. Розквіт школи Деогарха припадає на другу пол. XVIII — поч. XIX століття, і пов'язаний з художниками, що покинули столицю Мевар — Удайпур в період невдалого правління князя Арі Сінгха (1761-73). Серед перших майстрів, які виїхали в Деогарх, був Багті, який створював мініатюри для Равата Джасванта Сінгха (1737-76), Равата Рагхо Даса (1776-86) і Равата Гокул Даса II (1786—1821). Його старший син Кавала, ймовірно виїхав до Деогарху в той же час. Молодший син, художник Чокха, покинув удайпурський двір в 1811 році і працював при дворі Равата Гокул Даса II. У свою чергу, син Чокхі — художник Байджнатх, працював в Деогарху у Равати Нахар Сінгха I (1821-47) і його спадкоємця Гокул Даса III. Ці майстри створювали мініатюри на найрізноманітніші теми, серед яких домінували події, пов'язані з життям правителів Деогарха: сцени полювання, дарбар (князівські прийоми), свята Холі, портрети і т. д. Особливо багато мініатюр дійшло від періоду правління Равата Гокул Даса II (1786—1821), щедрого мецената і хороброго воїна, який є ніби центральною фігурою епохи розквіту місцевої школи. У палаці Деогарха збереглися залишки фресок, створених місцевими майстрами.

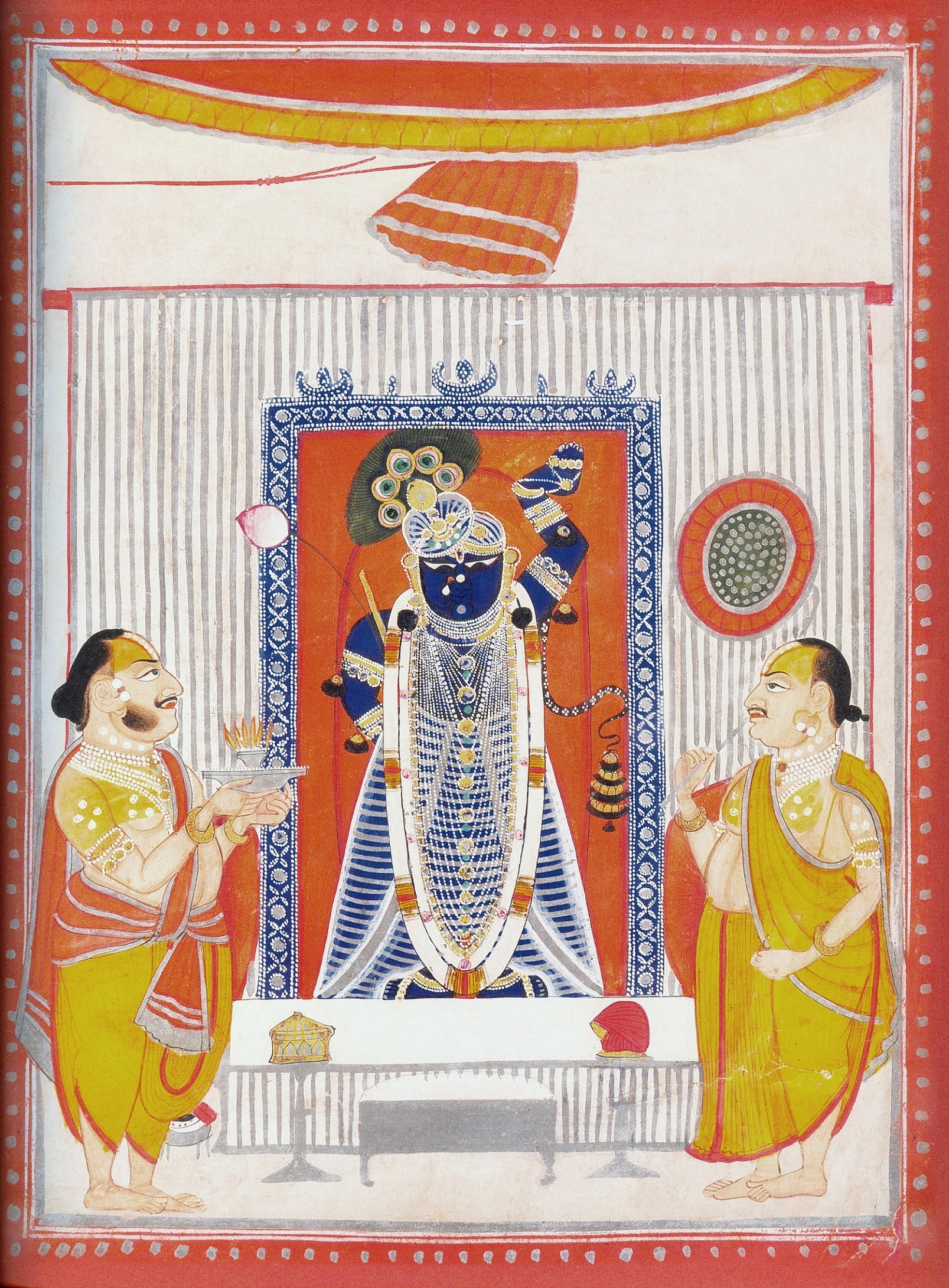
Шрі Натхджі і два жерця. Натхадвара, бл. 1800, Національний музей, Делі.
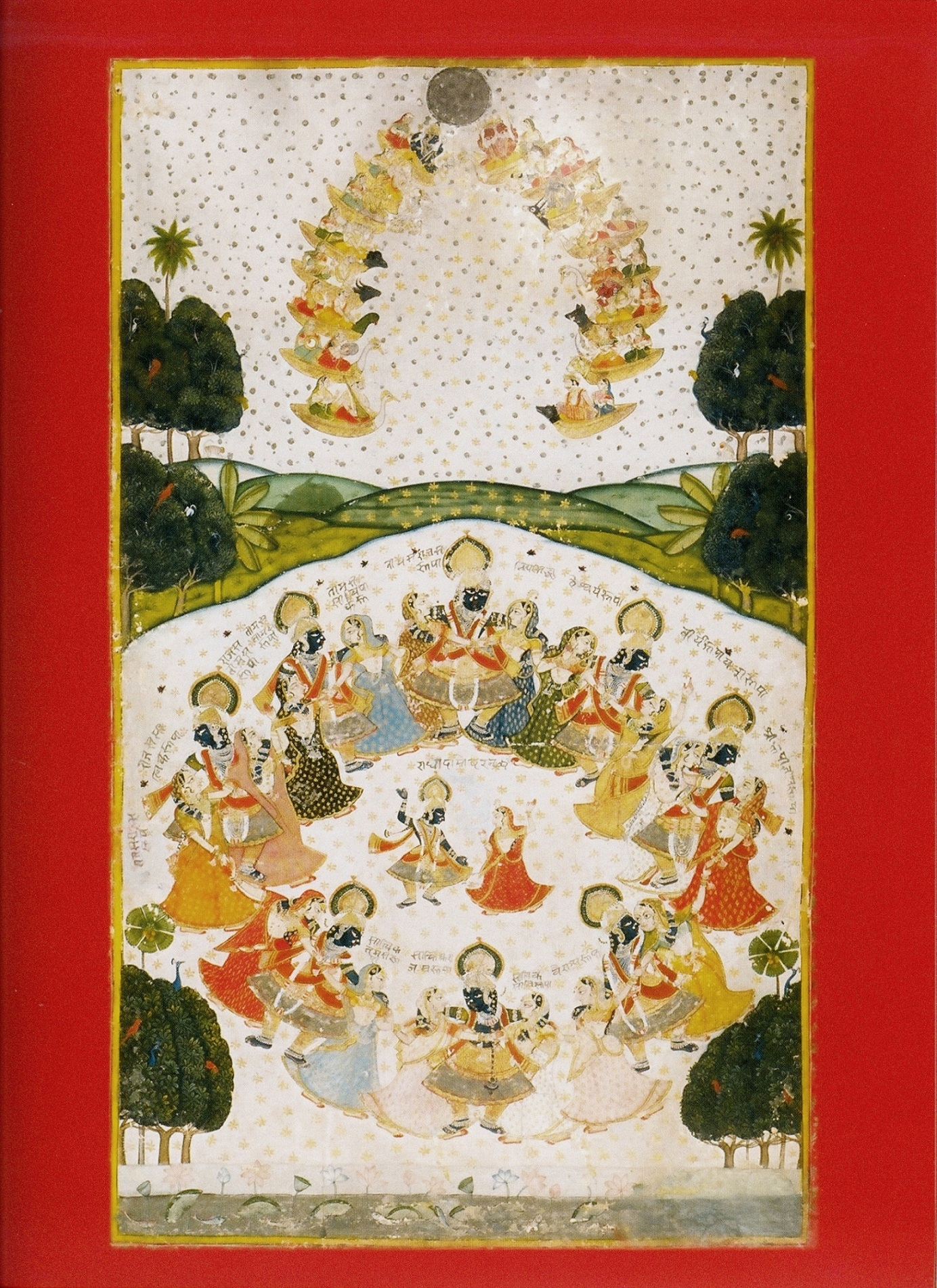
Раса - космічний танець Крішни. Натхадвара, бл. 1800, Національний музей, Делі.
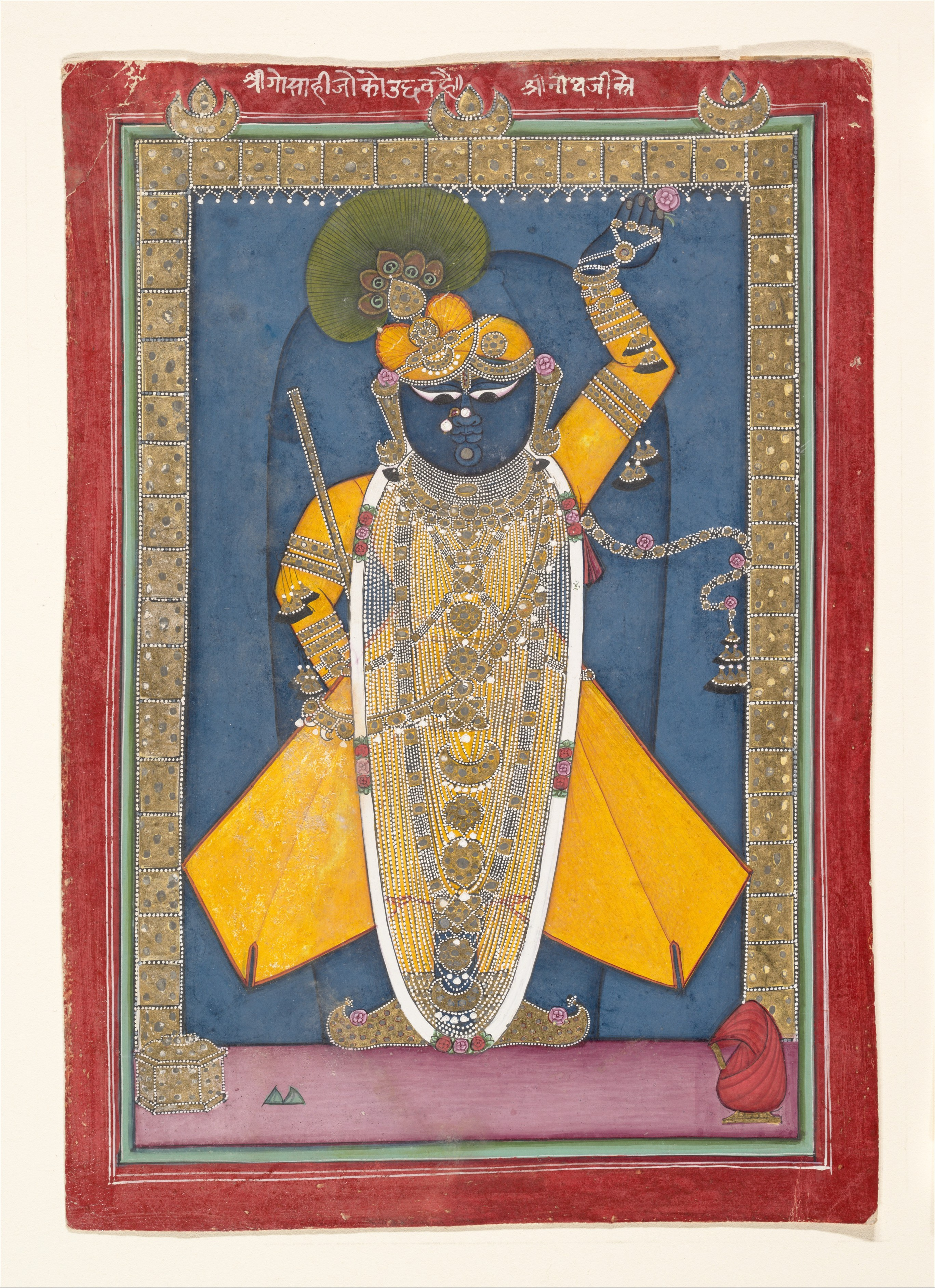
Шрі Натхджі. бл. 1840, Натхадвара, Музей Метрополітен, Нью-Йорк
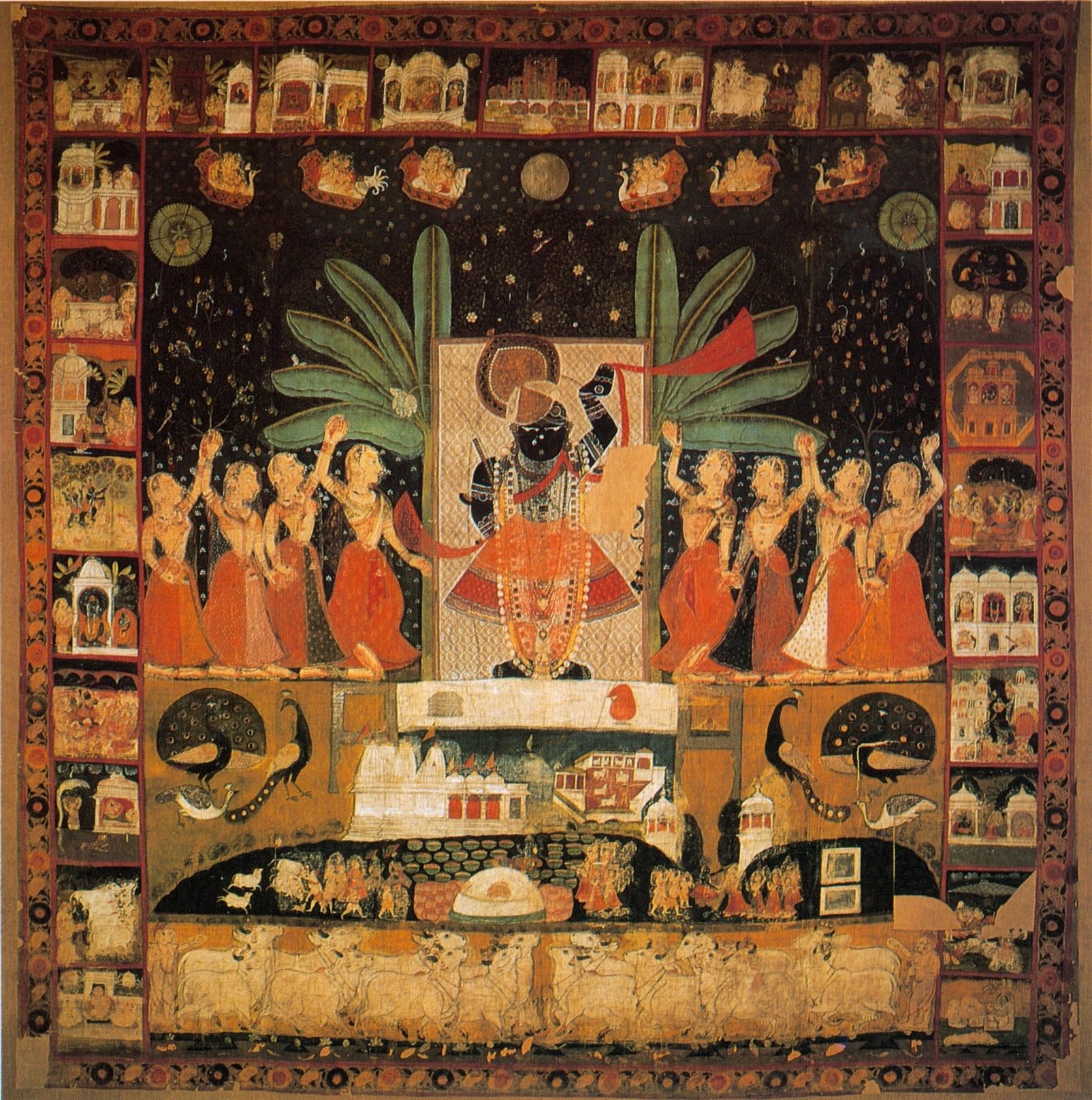
Крішна (Шрі Натхджі) і танцюючі гопи. Пічхаваі з храму Натхадварі. XIX ст., Держ. музеї, Берлін.
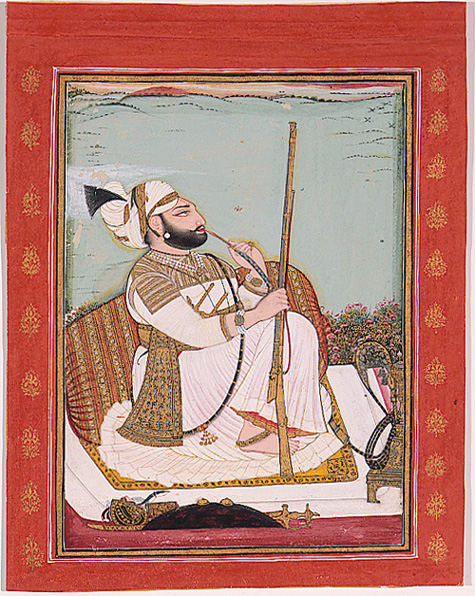
Багта. Рават Гокул Дас II. Деогарх, 1807 р., Музей мистецтва Сан Дієго.
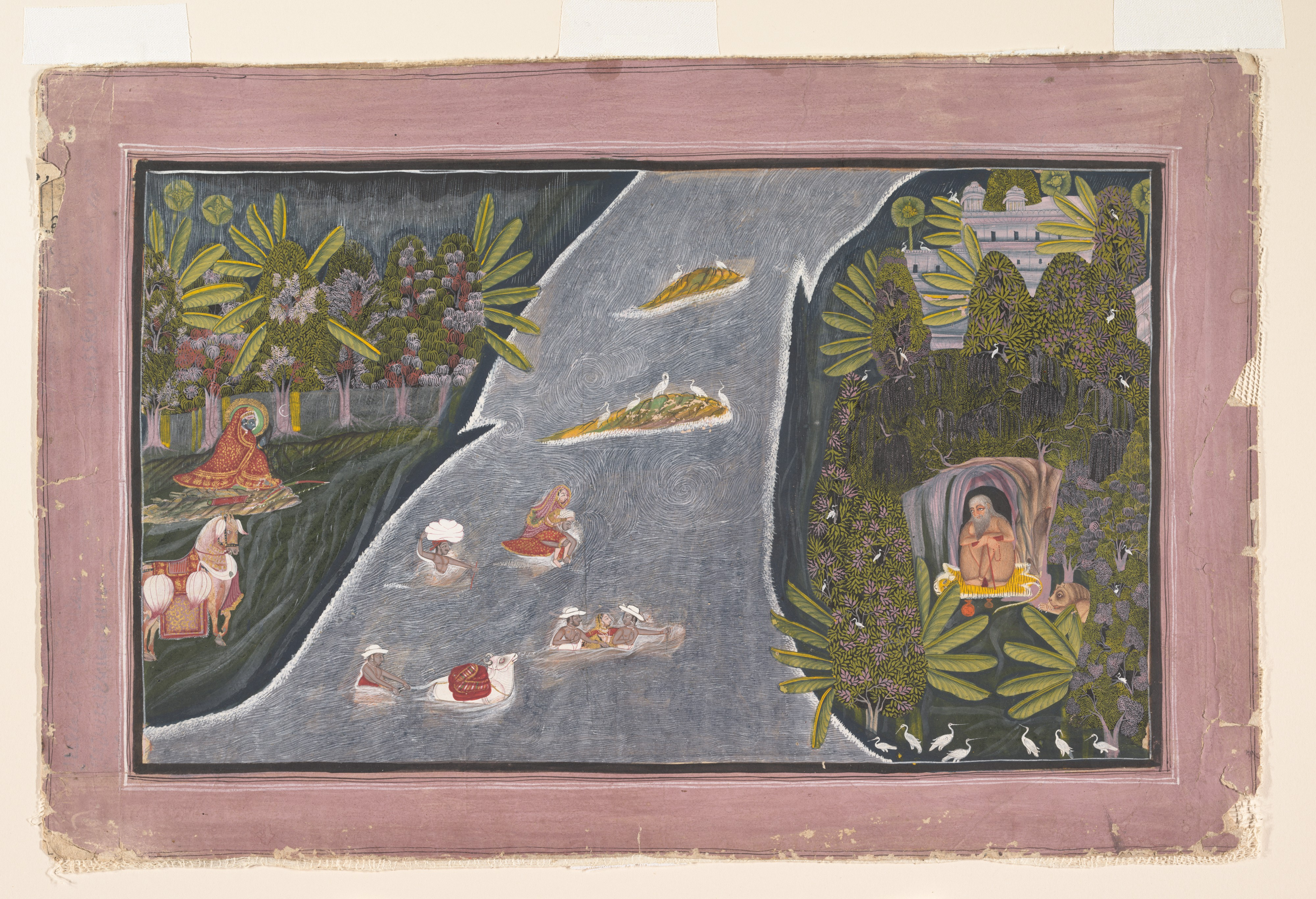
Чокха. Радга переправляється через річку для Бесід з мудрецем. Деогарх, бл. 1820 р., Музей Метрополітен, Нью-Йорк.
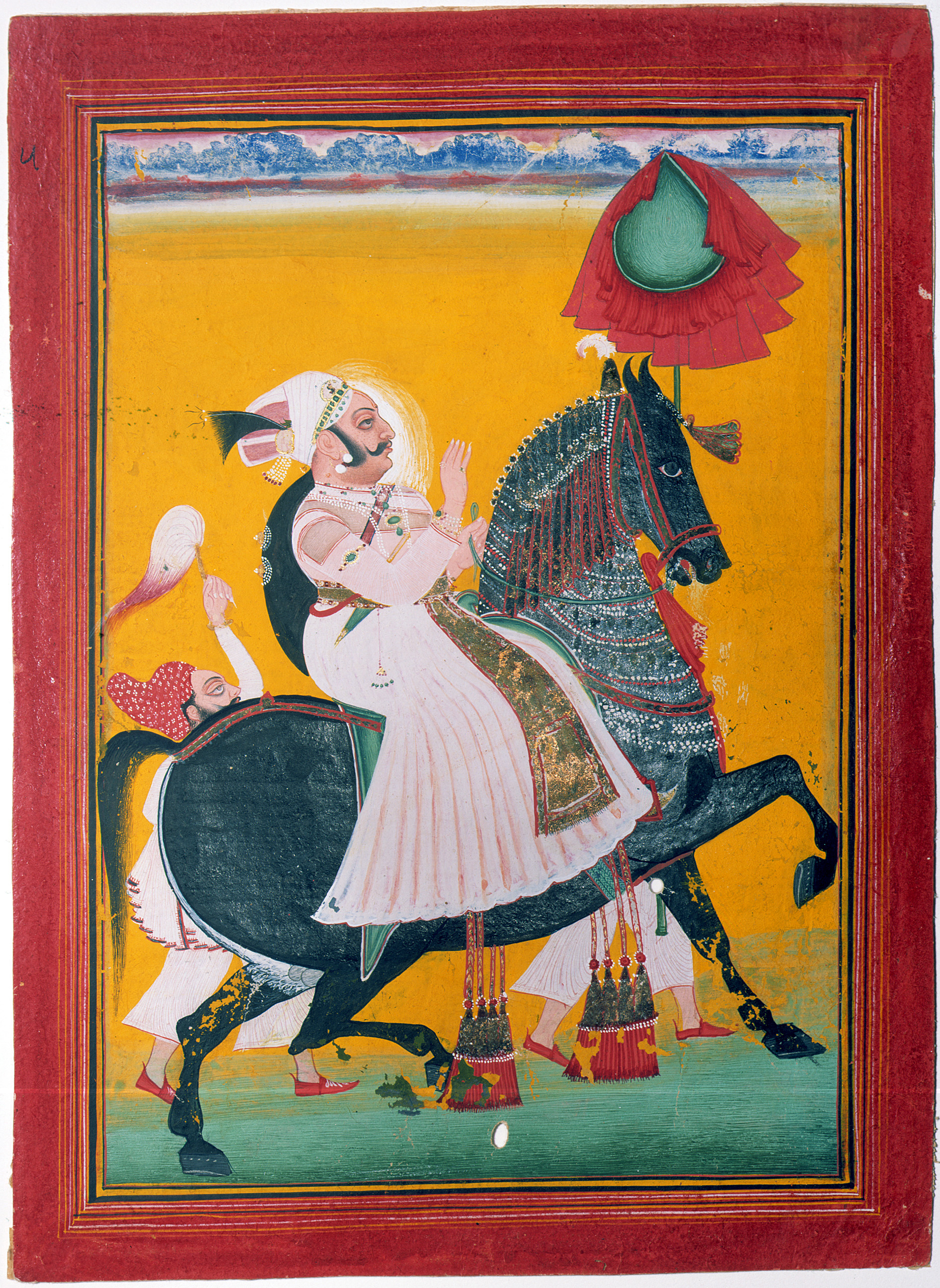
Кавала. Рават Рагху Дас. Деогарх, 1778 р., Музей мистецтва Сан Дієго.
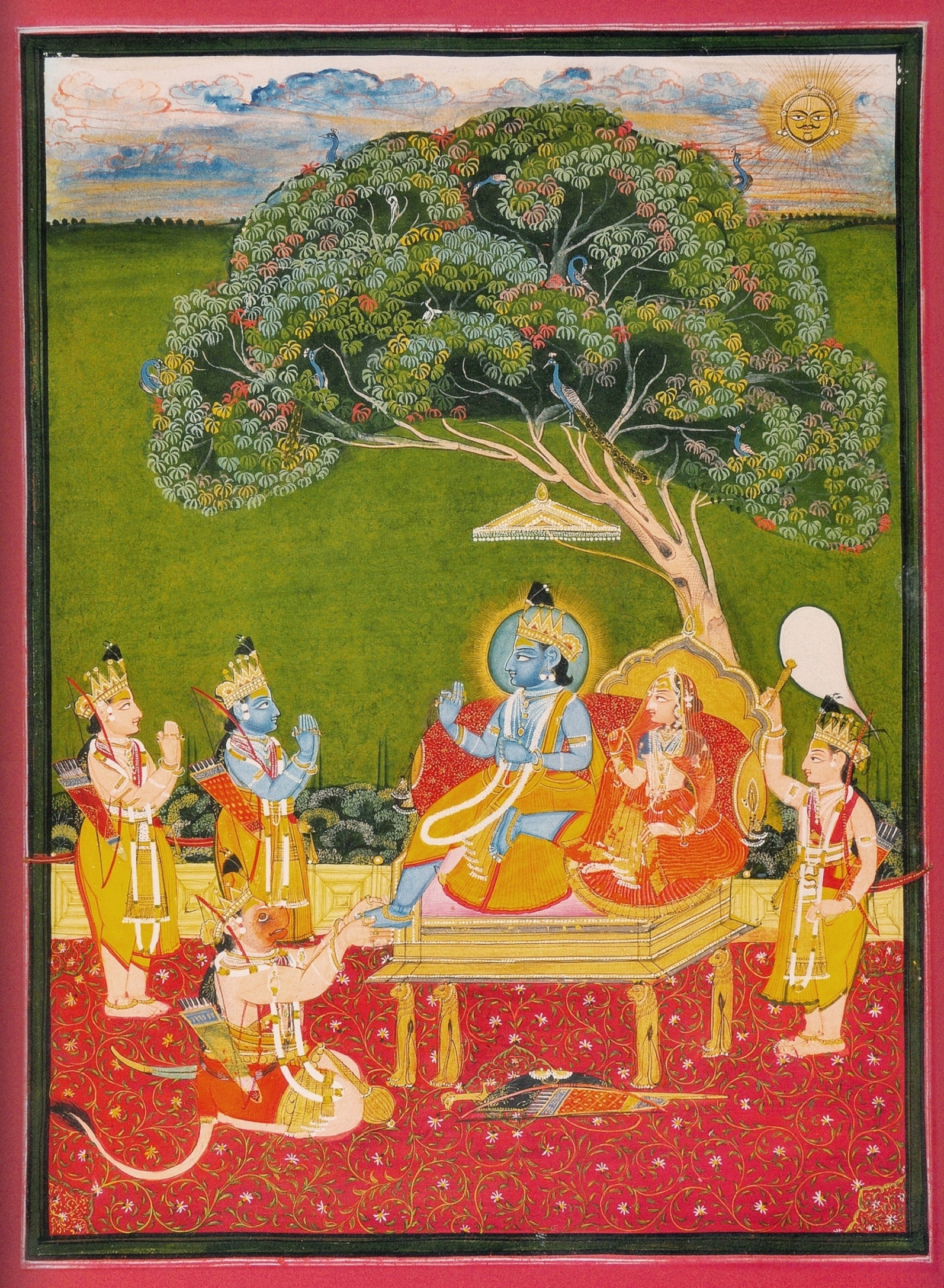
Байджнатх. Рама на троні. Деогарх, 1840 р., Національний музей, Делі.

### Живопис Бунді і Кота

#### Бунді

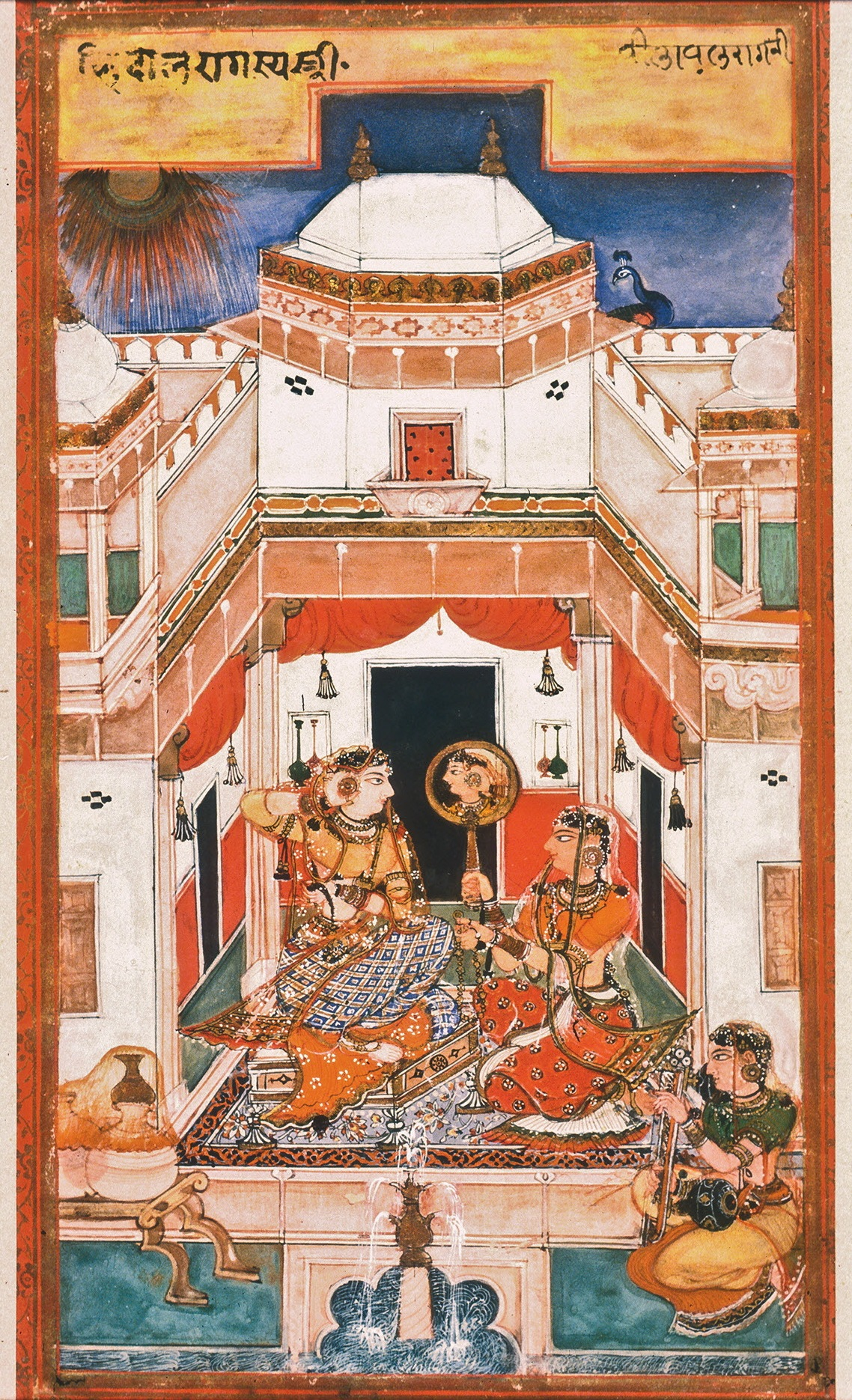
Шейх Хусейн. Вілавал Рагін. Лист із серії «Рагамала з Чунара» датований 24 лютого 1591. Музей Метрополітен, Нью-Йорк.

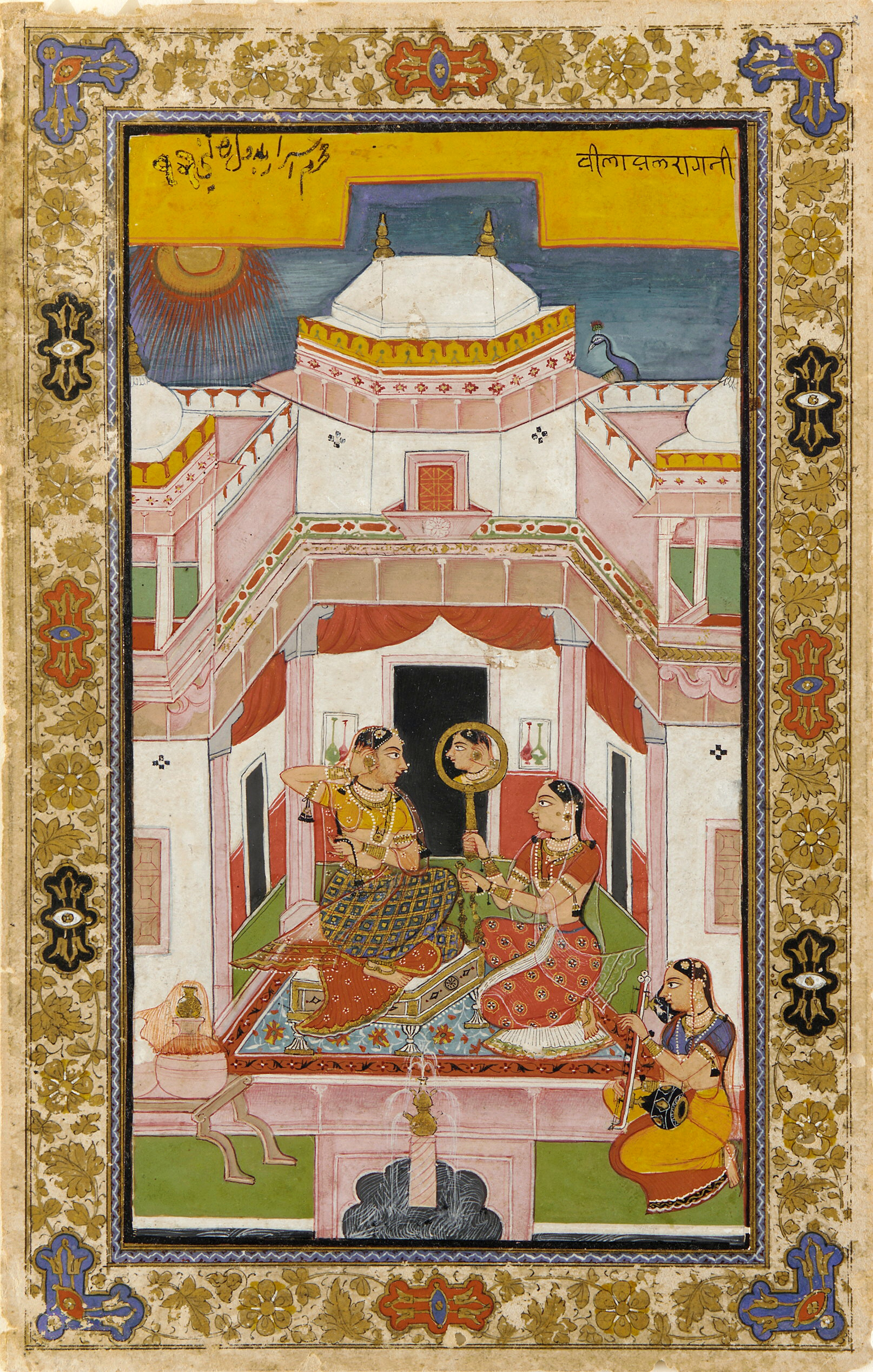
Вілавал Рагін. Лист з рагамали, 1680-90, Галерея Фрір, Вашингтон

Розташовані на південному сході Раджастана князівства Бунді і Кота до 1624 року були єдиною державою. Їми управляли дві різні гілки клану Хада (у зв'язку з чим Бунді, Кота і деякі з довколишніх районів об'єднують під загальною назвою «землі Хадоті», а живопис називають «Школа Хадоті»). Рання історія Бунді, або як його називали в давнину — Вріндаваті, відома з панегіричних балад. Після того, як Могольська імперія набрала силу, правитель Бунді Сурджан Сінгх (1554-85) в 1569 році пішов на службу до могольських імператорів, служив їм вірою і правдою, за що йому був подарований титул Рао Раджа і переданий у володіння округ Чунар під Бенаресом.
Самим раннім свідченням існування живописної школи в Бунді є мініатюри серії «Рагамала», створені в Чунарі в 1591 році. Над ними працювали три художника — Шейх Хусейн, Шейх Алі і Шейх Хатім, які, як повідомляє напис на звороті, були учнями могольських майстрів Абд ас-Самад а і Миру Сеїда Алі. Ці художники, котрі навчалися у провідних майстрів могольскої кітабхани, опинившись в Бунді, піддали трансформації всі звичні пейзажні і портретні елементи могольського стилю, яким вони навчилися в могольській майстерні. В мініатюрах можна бачити суміш могольських прийомів, сефевідського орнаментів і традиційно індійської тематики і специфіки. Поля оформлені арабесками і картушами; також змінився формат аркуша (він став більш витягнутим по вертикалі). Для фонів використана пишна рослинність і прикрашена кахлями архітектура. Типовим стало зображення обличчя в профіль з підкреслено повними щоками.
Могольський вплив продовжився в правління Ратана Сінгха (1607-31), який служив імператору Джахангіра і отримував з його рук нагороди — він був командиром могольської армії під час військової кампанії в Деканові. Син Ратана Сінгха, Рао Чхаттарсал (1631-58), захоплювався живописом і запрошував до двору художників. Живопис Бунді в цей період перебувала під впливом стилю, виробленого в Чунарі наприкінці XVI століття (тобто стилю «Рагамали» з Чунар). Художники, які працювали у Чхаттарсала, створювали численні твори на тему «Рагамала» і «Крішна ліла».

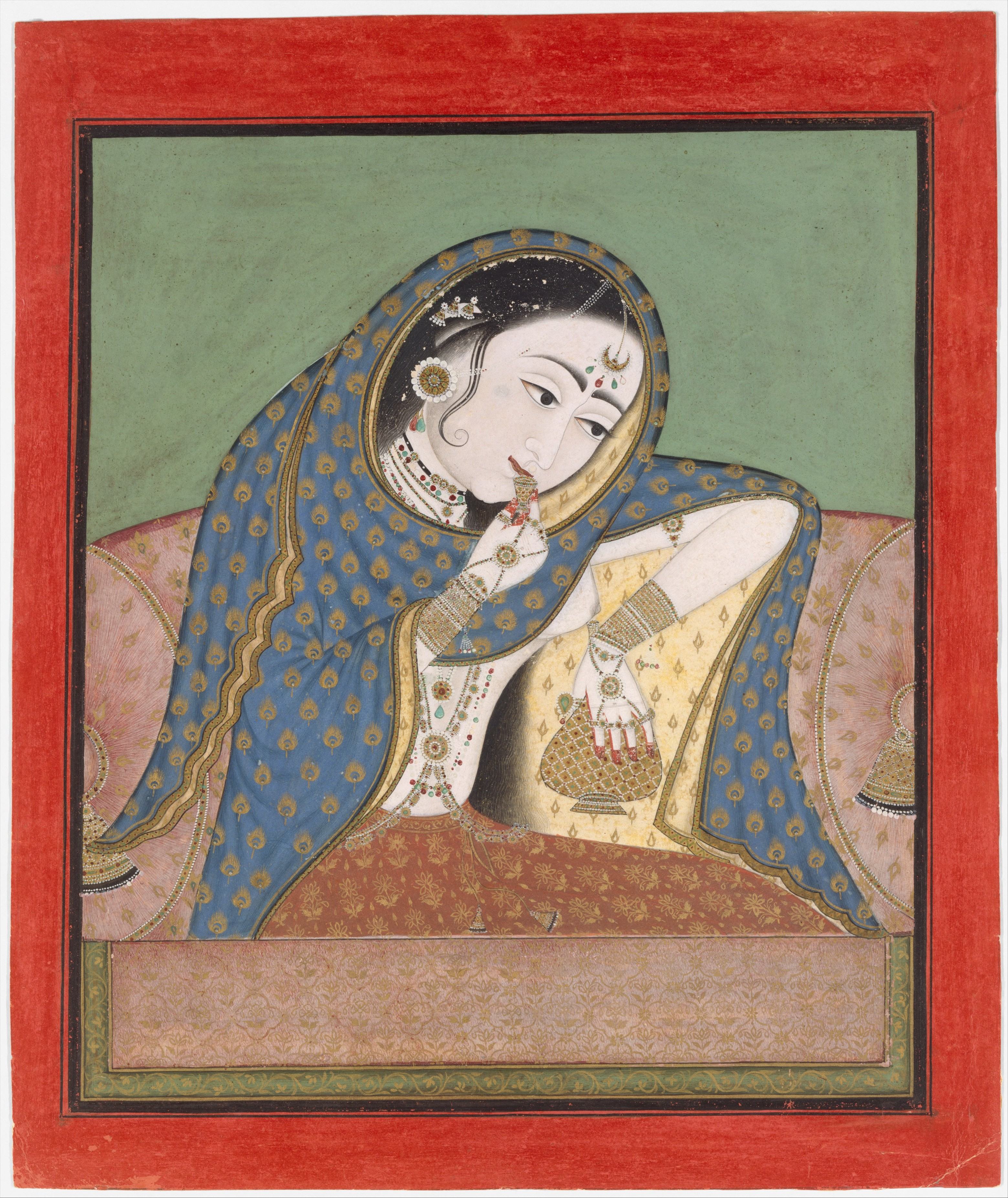
Нудьгуюча дама. бл. 1610 р., Музей Метрополітен, Нью-Йорк
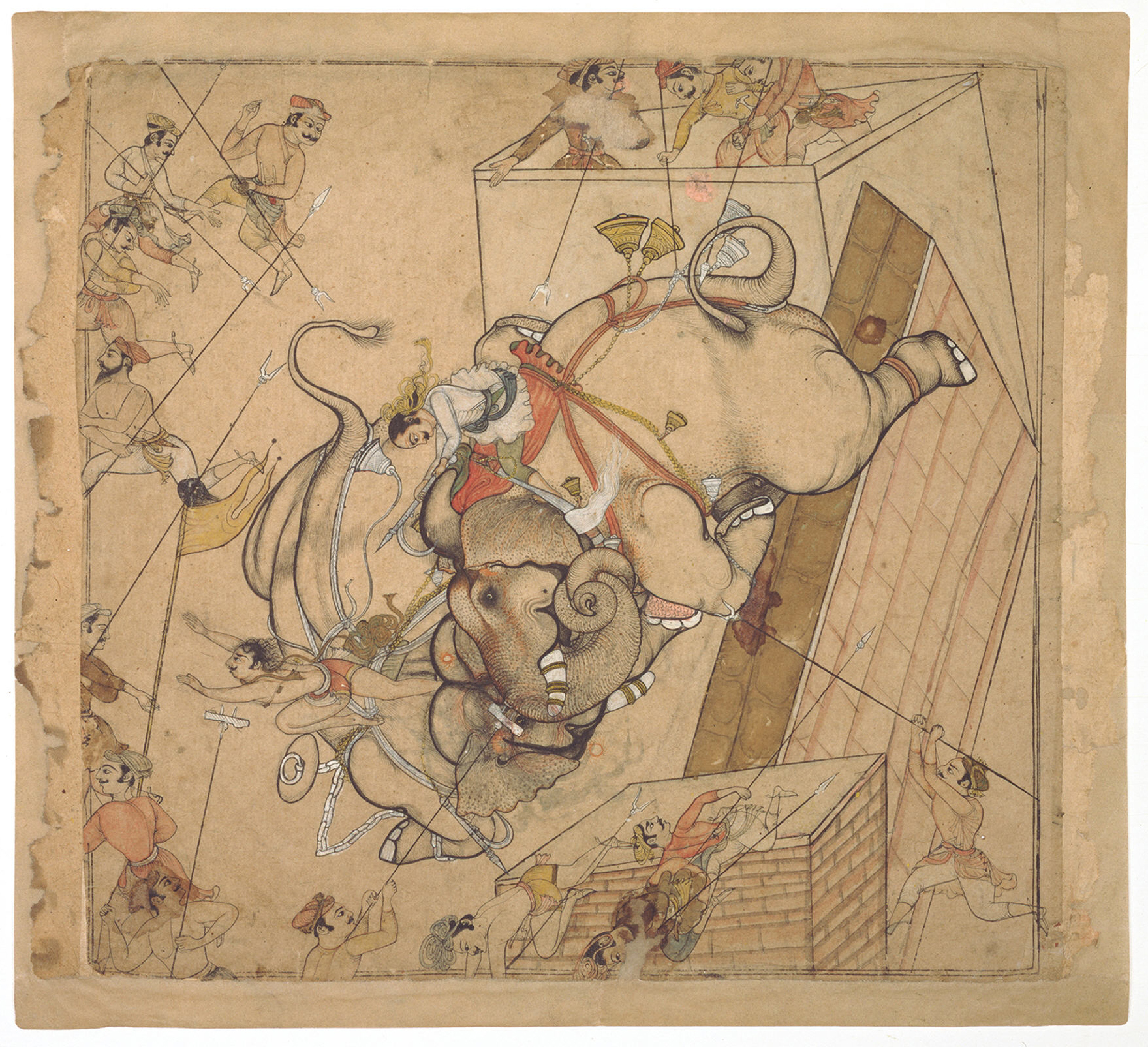
Майстер Хада. Битва слонів. бл. 1610-20 рр., Музей мистецтва, Філадельфія
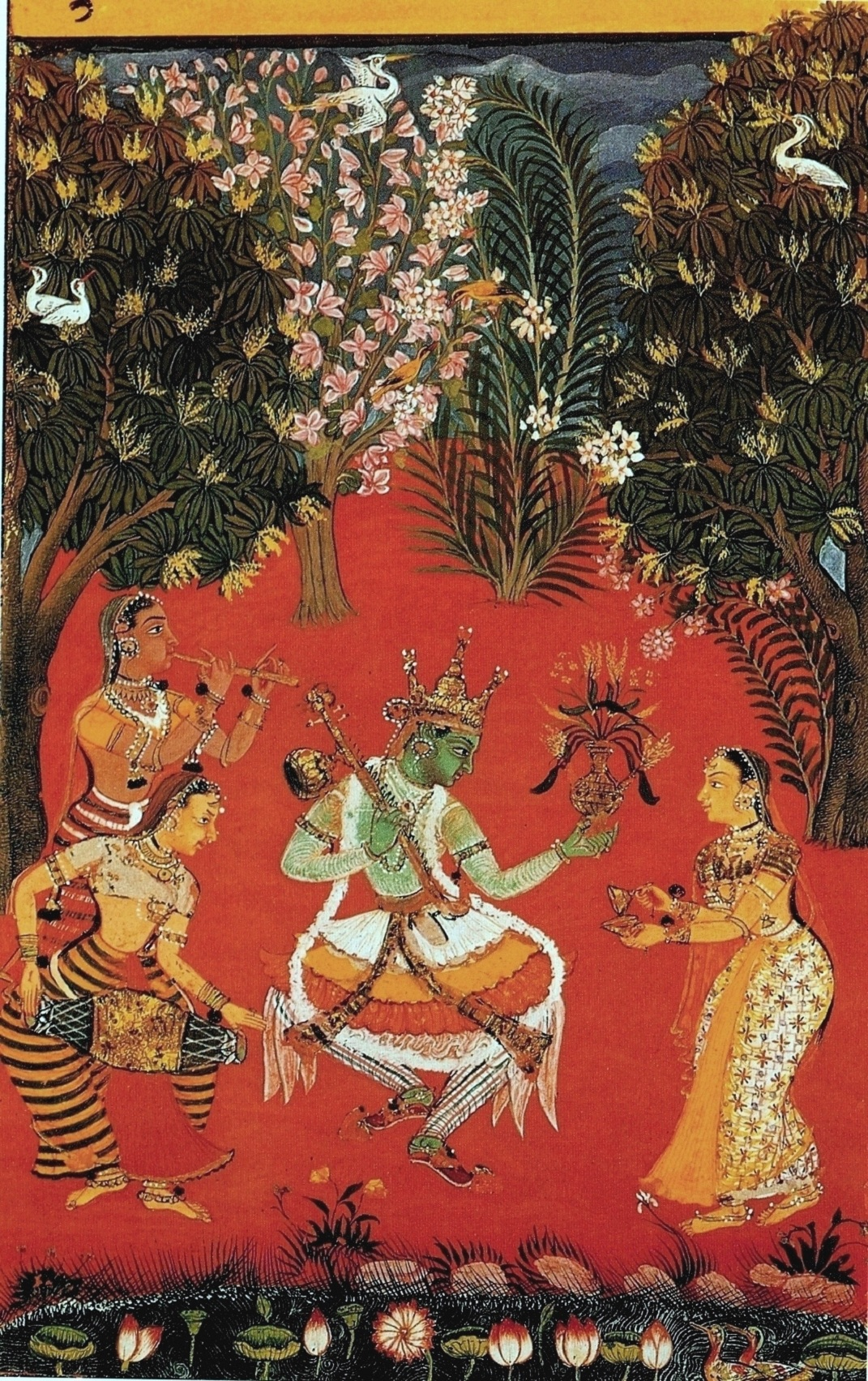
Рага Васант. 1-ша пол. XVII століття. Берлін, Державні музеї.
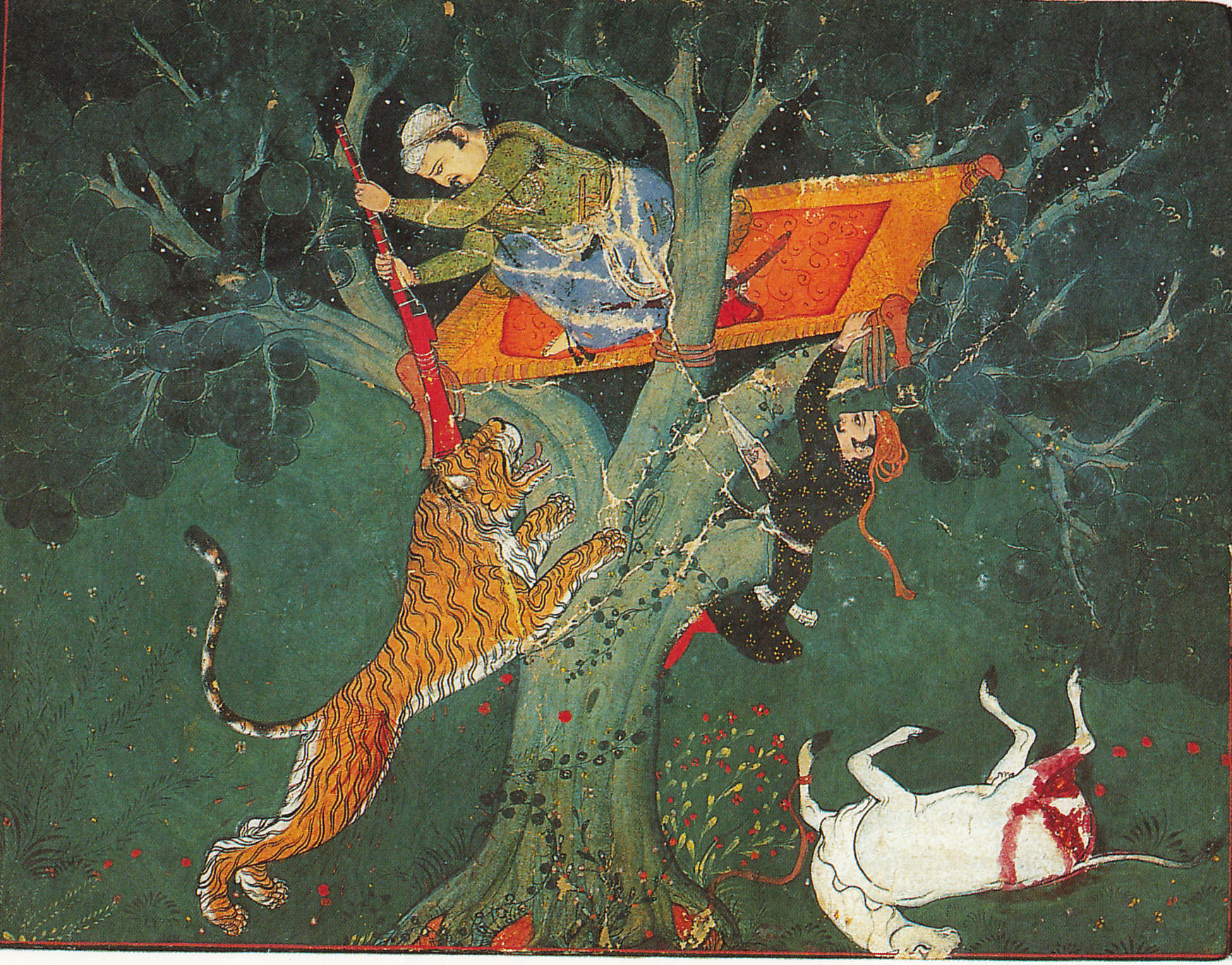
Майстер Хада. Тигр, який напав на князя Радж Сінгха вночі. бл. 1620 р., Музей мистецтва, Гарвард.
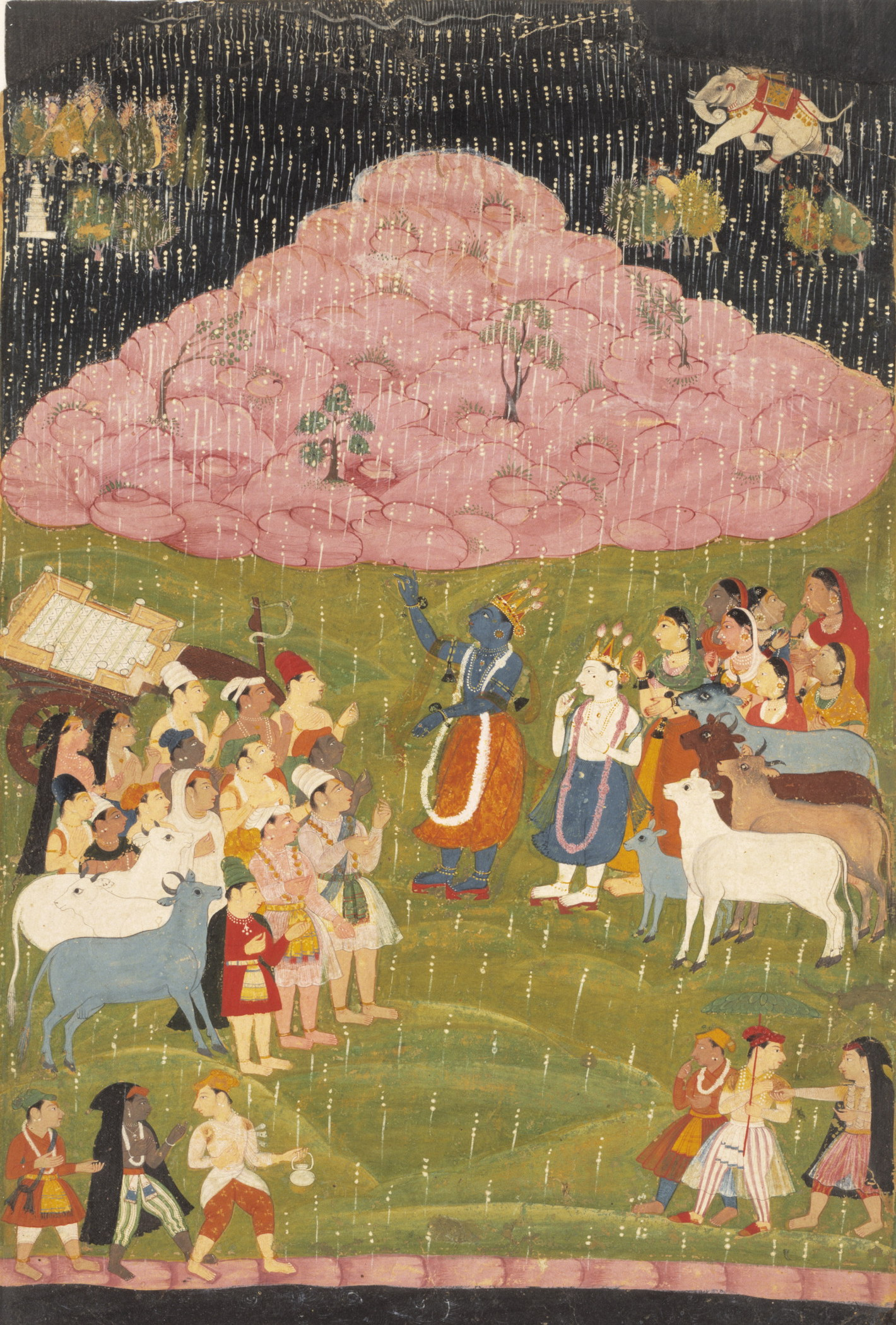
Крішна підіймає гору Говардхан. Іл. до "Бхагават пурани", бл. 1640 р., Музей Вікторії і Альберта, Лондон
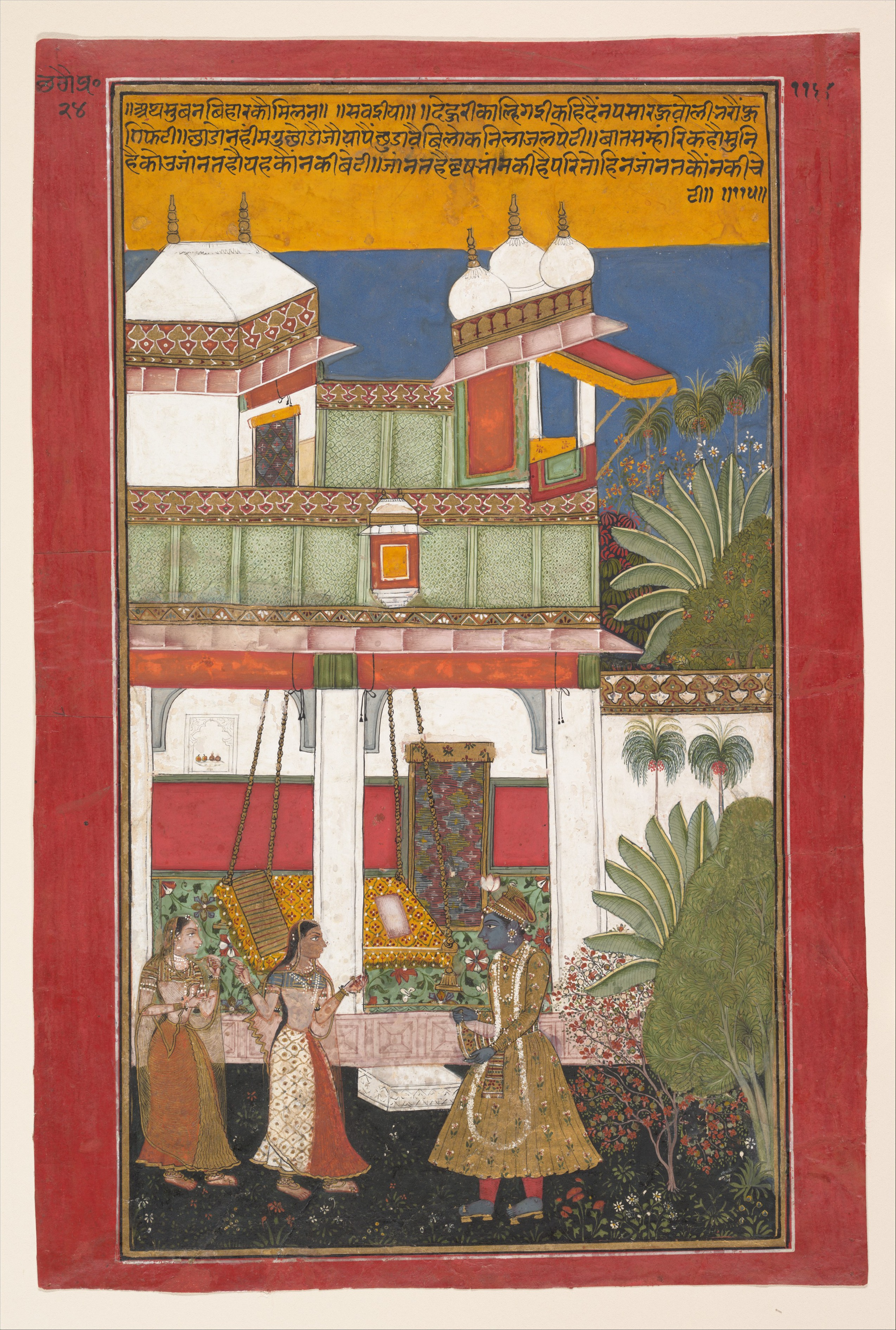
Сторінка з розрізненого манускрипту "Расікапрія". 1660-70 рр., Музей Метрополітен., Нью-Йорк

В цілому., XVII століття було часом розквіту школи Бунді. Особливо ліричними були мініатюри, створені в другій половині цього століття. Фоном для самих різних сцен служили квітучі дерева, що символізували достаток і щедрість природи. Палітра стала більш яскравою і будувалася на протиставленні інтенсивних хроматичних нюансів. Мініатюри, що мають дату і можливість атрибуції, свідчать про те, що князь Бхао Сінгх (1658-82), довгі роки прожив в Аурангабаді (Декан), куди могольський імператор Аурангзеб призначив його губернатором, був великим покровителем живопису. Деякі картини його часу, що зображують насолоди в саду гарему, спираються на могольські першоджерела і відрізняються тонким ліризмом, особливо в моделюванні дерев і квітучих кущів. Дослідники припускають, що Бхао Сінгх міг запросити або залучити до роботи Деканських художників, традиція яких включала особливо поетичне зображення рослинності. Можливо також і те, що придворні художники з Бунді були в свиті свого патрона під час його служби в Декані, де вони змогли познайомитися з особливостями місцевої школи. При Бхао Сінгхі стали створюватися портрети і сцени «історичних зустрічей» правителів.
Протягом XVII століття тематика картин все більш розширювалася, поряд з літературними творами стала ілюструватися княже життя і різні придворні події: випадки на полюванні, князівські розваги і придворні вистави, а також сцени княжих дарбар (офіційних прийомів). Майстрам місцевої школи, таким як Донд'я Сурджан Мал, Ахмад Алі, Рам Лал, Шрі Крішан, Садху Рам добре вдавалися сцени з серій «Рагамала» і «Барахмаса» (в останній, особливо присвячені сезону дощів), ілюстрації до «Бхагават Пурани», сюжети з життя гарему. Дуже поетично виглядають різні нічні сцени під місяцем.
У правління князя Анірудха Сінгха (1682—1696) стилістика творів змінилася. Цей князь супроводжував імператора Аурангзеба під час його Деканської військової кампанії (1678 р.). У його правління в 1690 році, була створена серія мініатюр «Рагамала», яка цілком базується на класичному циклі «Рагамала» з Чунара. Однак у неї є ряд особливостей, які відрізняють серію від попередника: тілесна плоть в ній недостатньо добре модельована, змінені інтер'єри та декорування архітектури. Ця серія-копія, ймовірно, відображає бажання художника при всьому вираженні поваги до традицій «Рагамали» «осучаснити» другорядні деталі, з'єднавши минуле з сьогоденням.
Стиль живопису зазнав чергових змін на початку XVIII століття. У правління Рао Будхен Сінгха (1696—1735) була створена серія мініатюр на тему «Расікапрія» (1700—1725 рр., Нац. Музей, Делі); їм притаманні більш яскраві барвисті ефекти і більш вишукані композиційні прийоми. Правління цього князя було вкрай трагічним і складним. Він кілька разів позбавлявся трону, Джайпур і Кота захопили частину територій його князівства, а сам Будхен Сінгх, зрештою, помер у вигнанні. Його син Умед Сінгх зміг відновити князівство тільки в 1743 році за допомогою маратхів. Після цих подій держава Бунді так ніколи більше й не змогла оговтатися. Незважаючи на ці події, живопис в князівстві продовжував розвиватися, і до другої половини XVIII століття, на думку експертів, досяг свого зеніту. Складалося безліч портретів, сцен слонячих боїв, випадків на полюванні, малюнків-портретів вершників, було створено безліч серійних мініатюр на теми «Рагамала», «Барахмаса», «Бхагават Пурана» і «Расікапрія». Особливо ліричними були мініатюри з зображеннями дам, які, незважаючи на деяку важкість осіб та тулуба, виглядають чарівно.

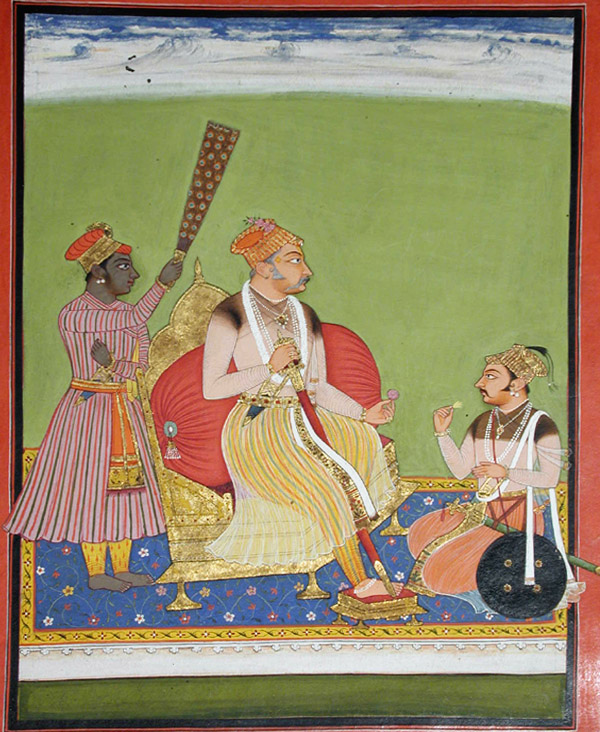
Князь Бхао Сінгх. бл. 1670 р., Музей мистецтва Сан Дієго
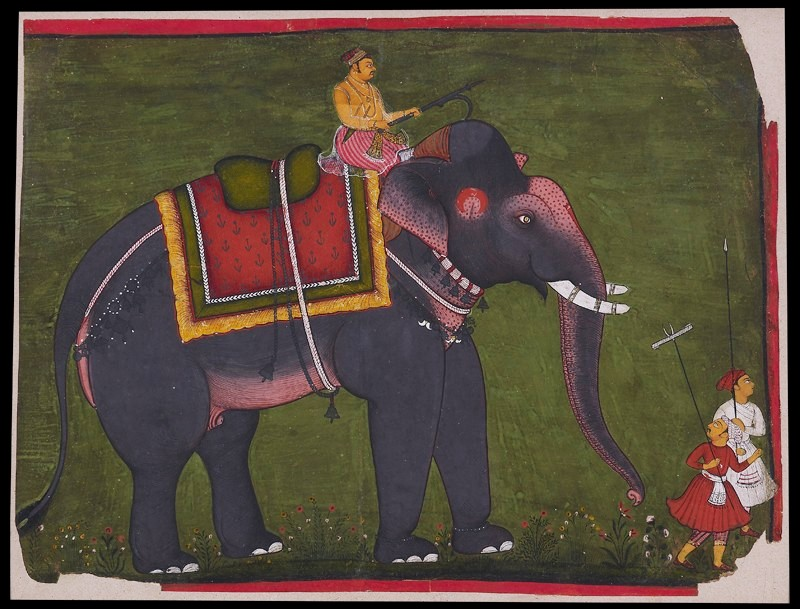
Князь Бхао Сінгх верхи на слоні. бл. 1675 р., Музей Ашмолеан
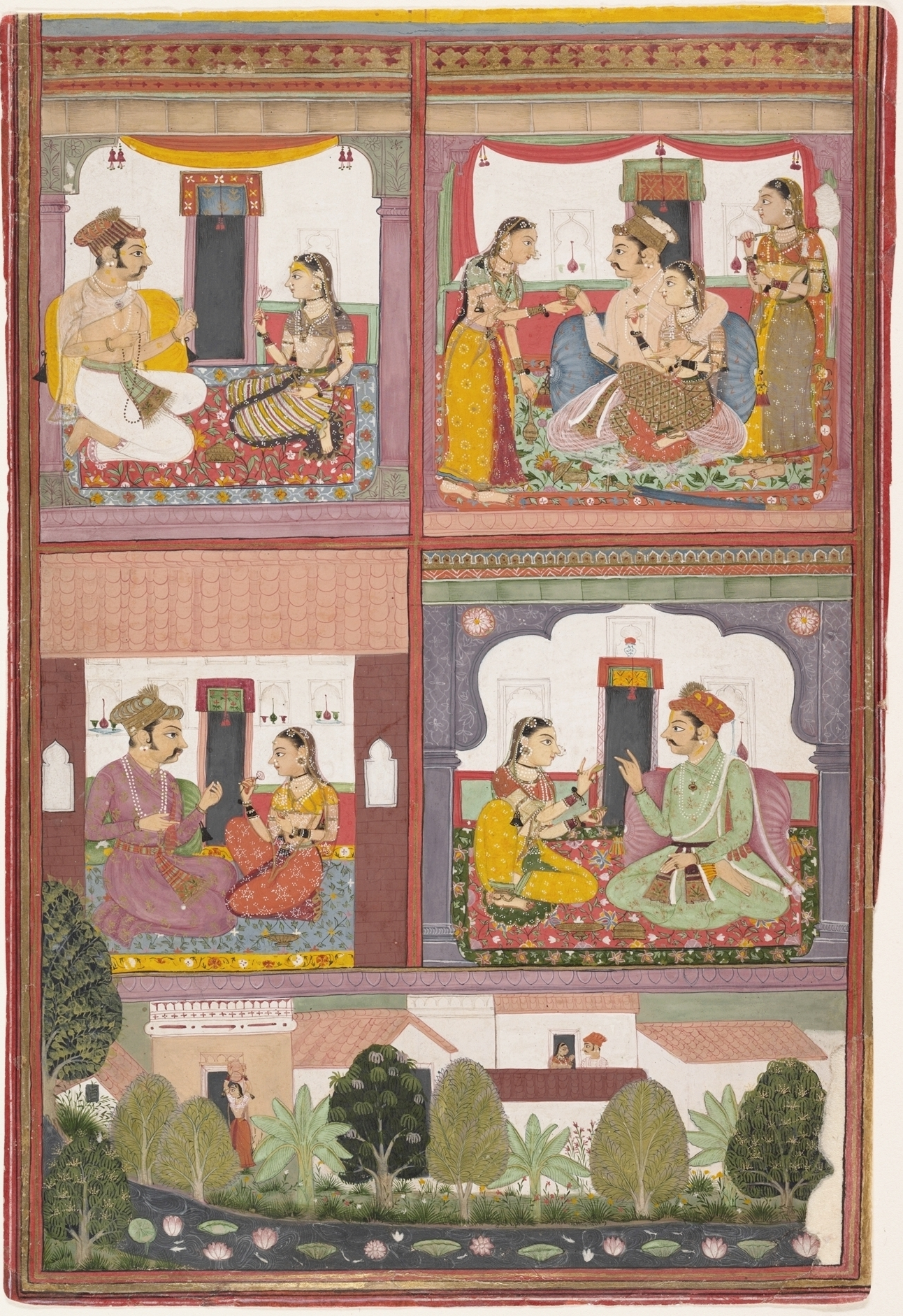
Чотири любовних сцени. Сторінка з "Расікапріі", бл. 1700 р., Музей Метрополітен, Нью-Йорк
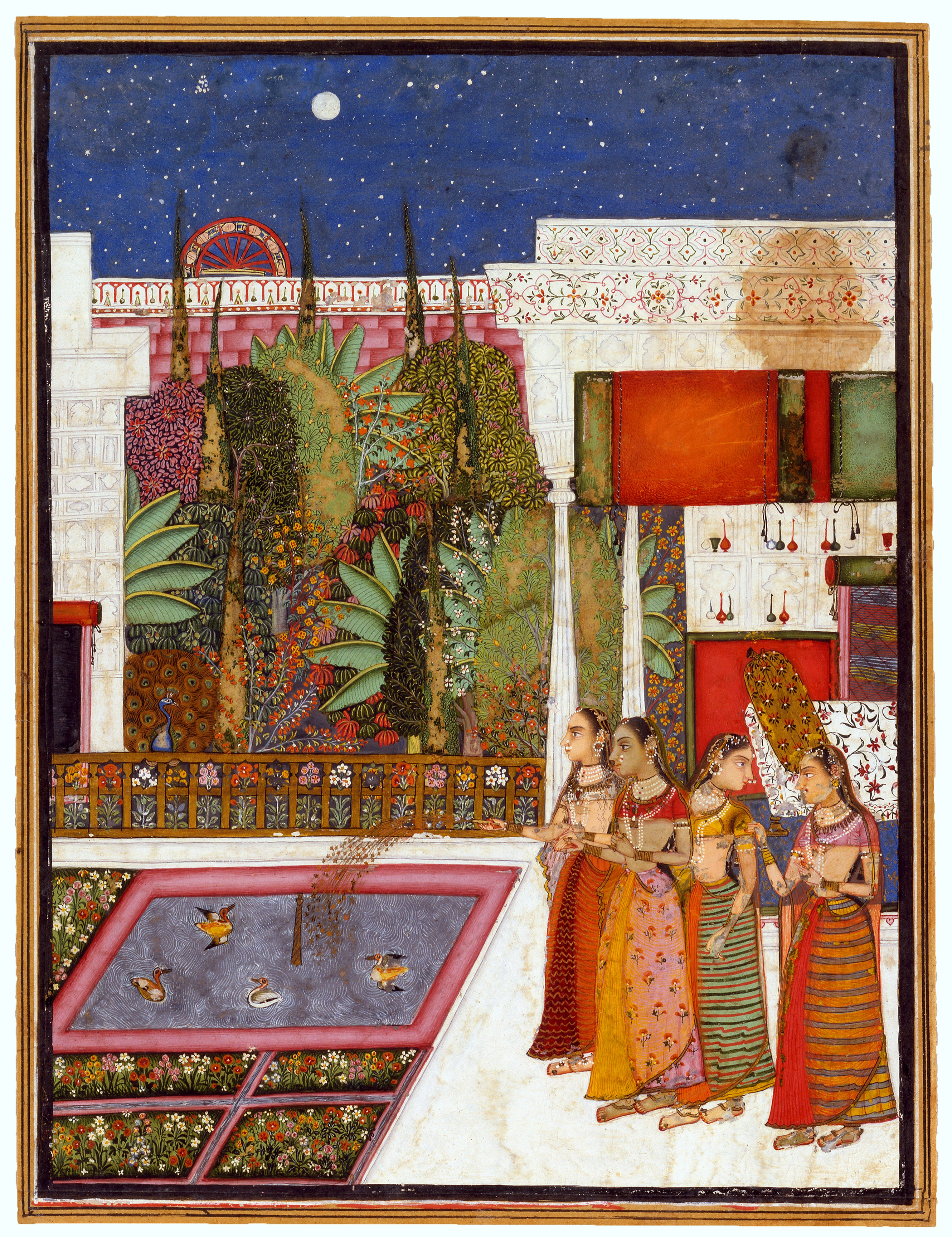
Чотири дами в палацовому саду. сер. XVIII ст., Колекція Давіда, Копенгаген
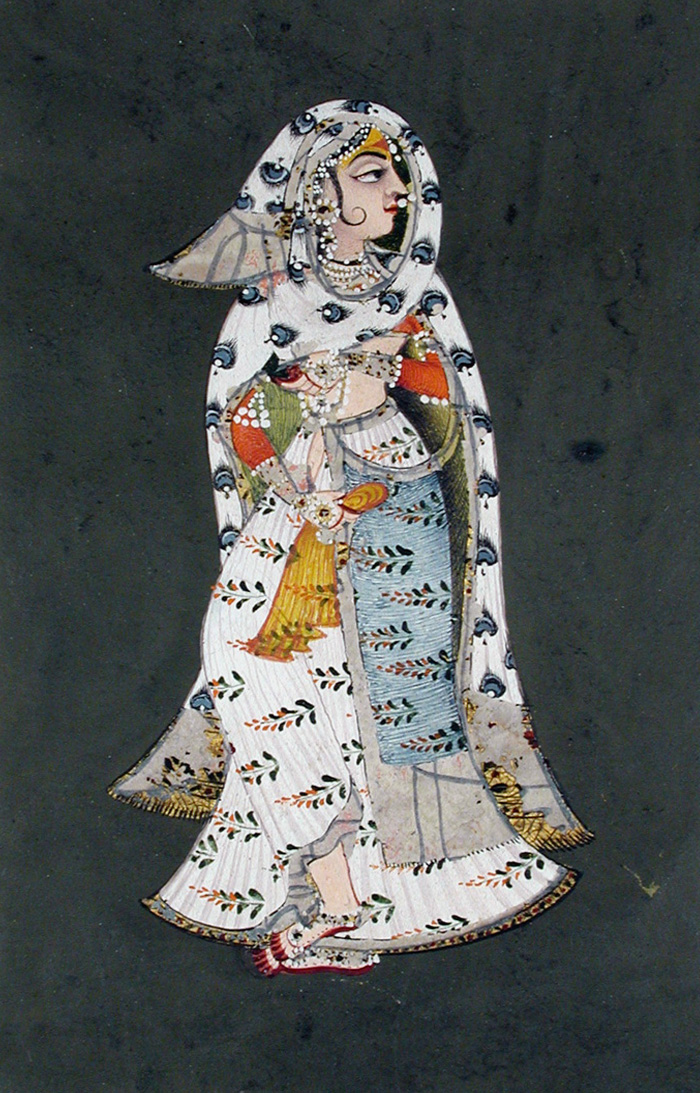
Дама в квітчастому сарі. XVIII ст., Музей мистецтва Сан Дієго.
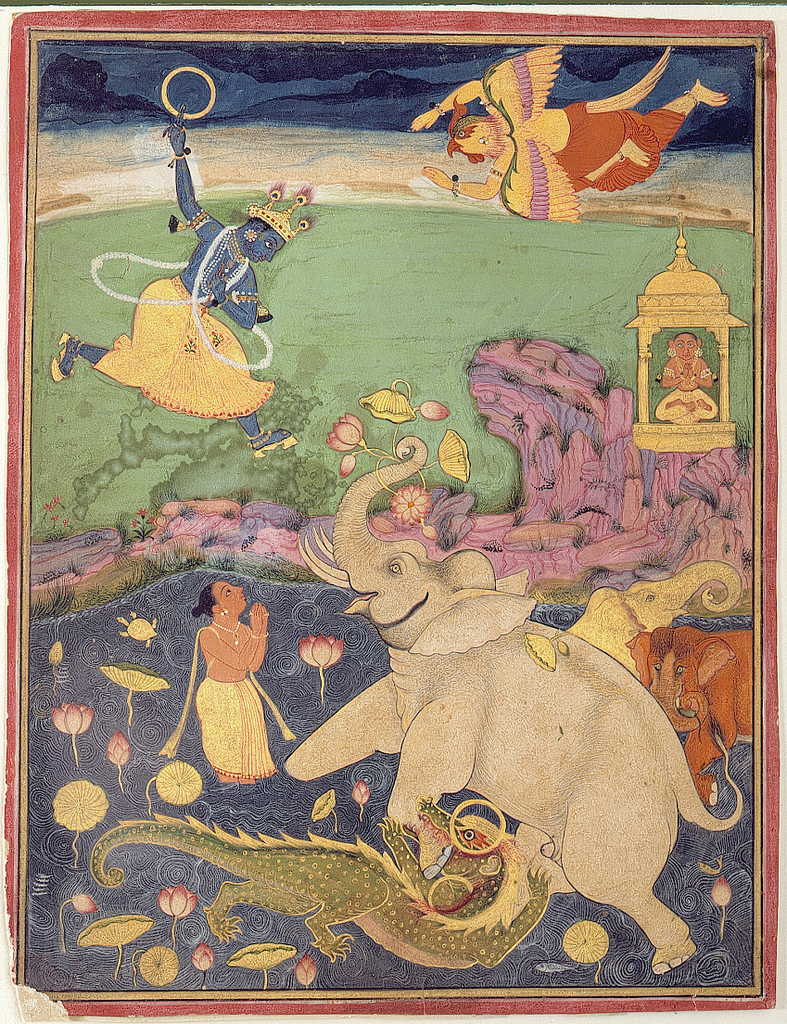
Порятунок царя слонів. бл. 1770 р., Музей мистецтва Сан Дієго.
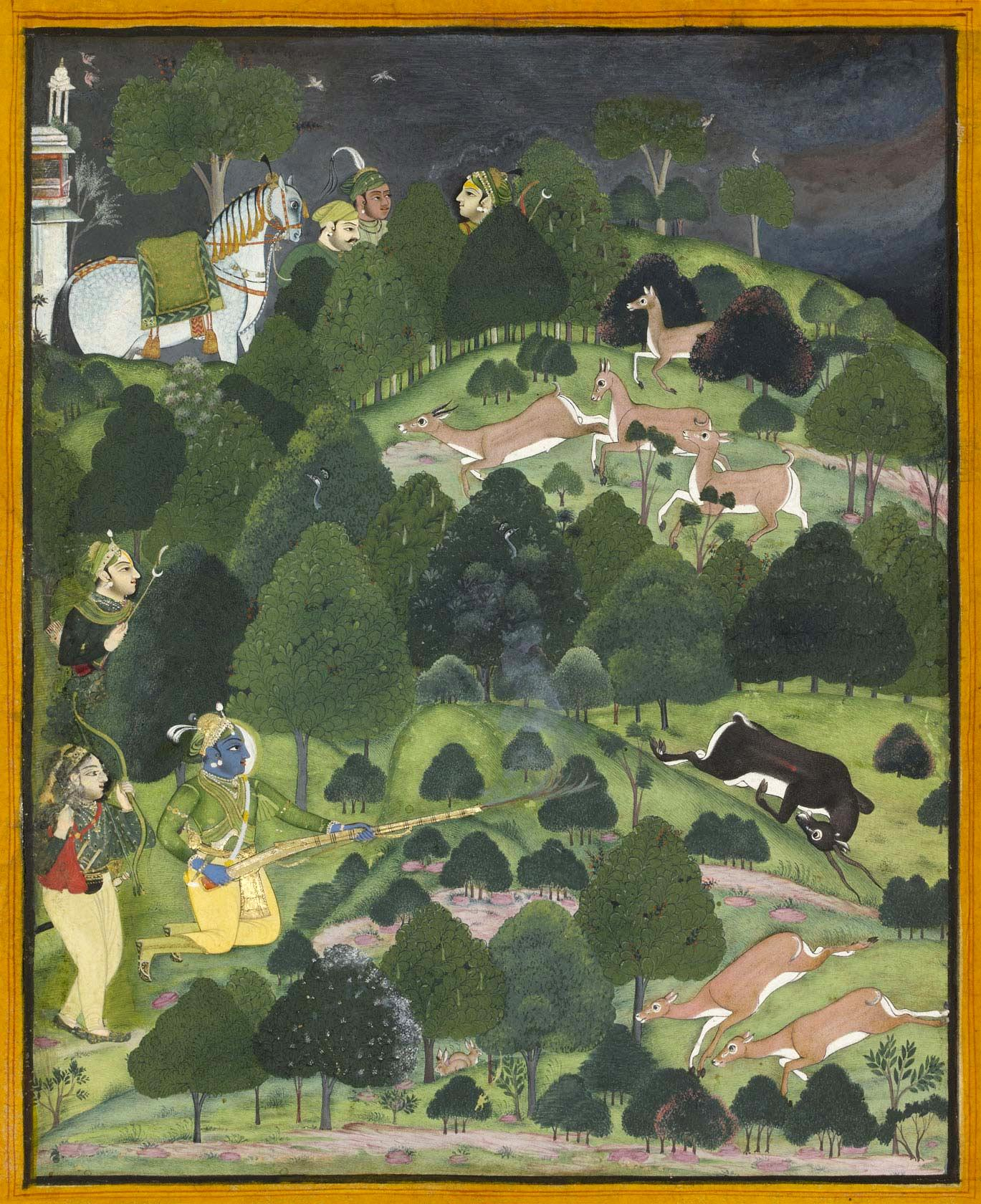
Крішна полює на чорну газель. 1770-75 рр., Збори Франчески Галловей
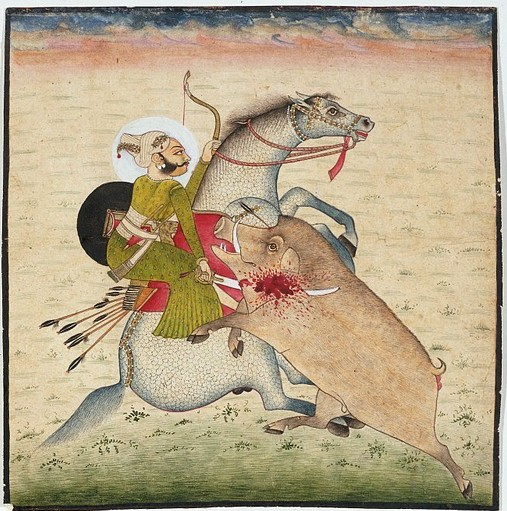
Князь Умед Сінгх вбиває кабана. бл. 1790 р., Музей Вікторії і Альберта, Лондон.

На початку XIX століття живопис Бунді пережив швидку деградацію. Мініатюри в цей період занурювалися в поєднання темних і тьмяних тонів; стиль Бунді став втрачати свою жвавість і оригінальність, скочуючись до нудної одноманітності і повторів.
У князівських палацах Бунді збереглося досить багато настінних розписів XVII—XVIII століть, які були сучасниками мініатюр, і своєю стилістикою перегукуються з ними.

#### Кота

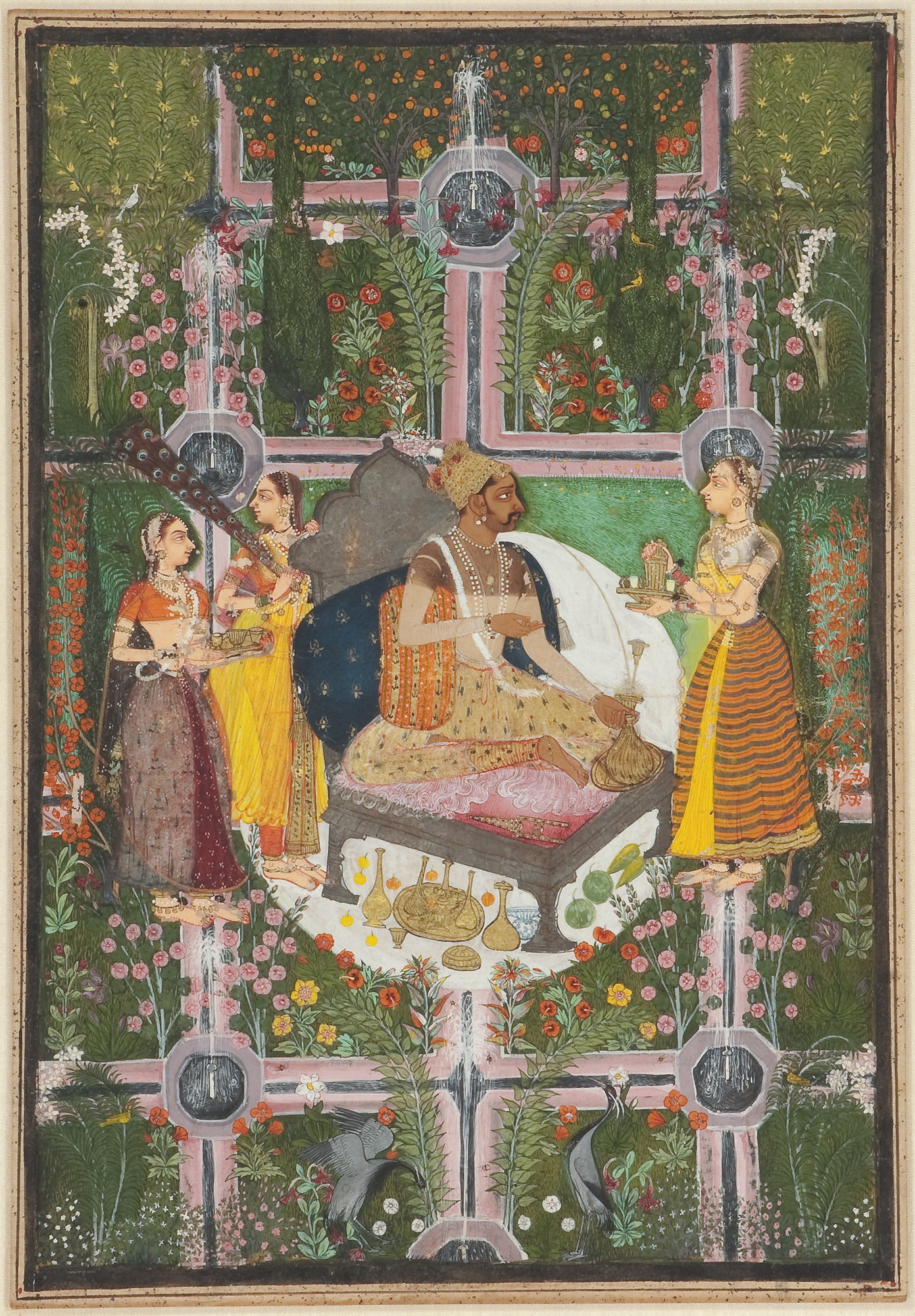
Майстер Хада. Рао Джагат Сінгх в саду. 1660 р., Приватне зібрання.

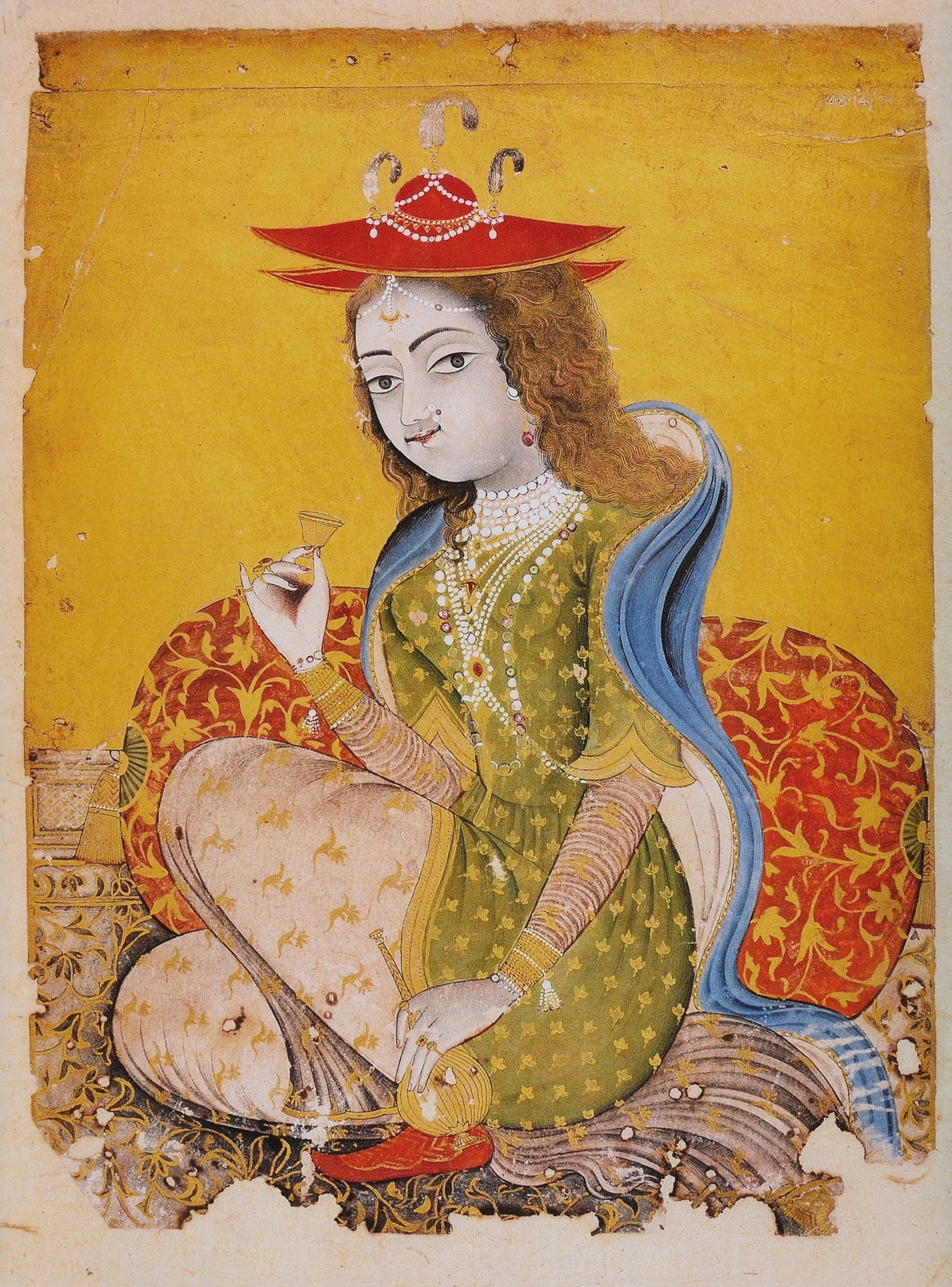
Портрет європейки. 1750-60 рр., Національний музей, Делі.

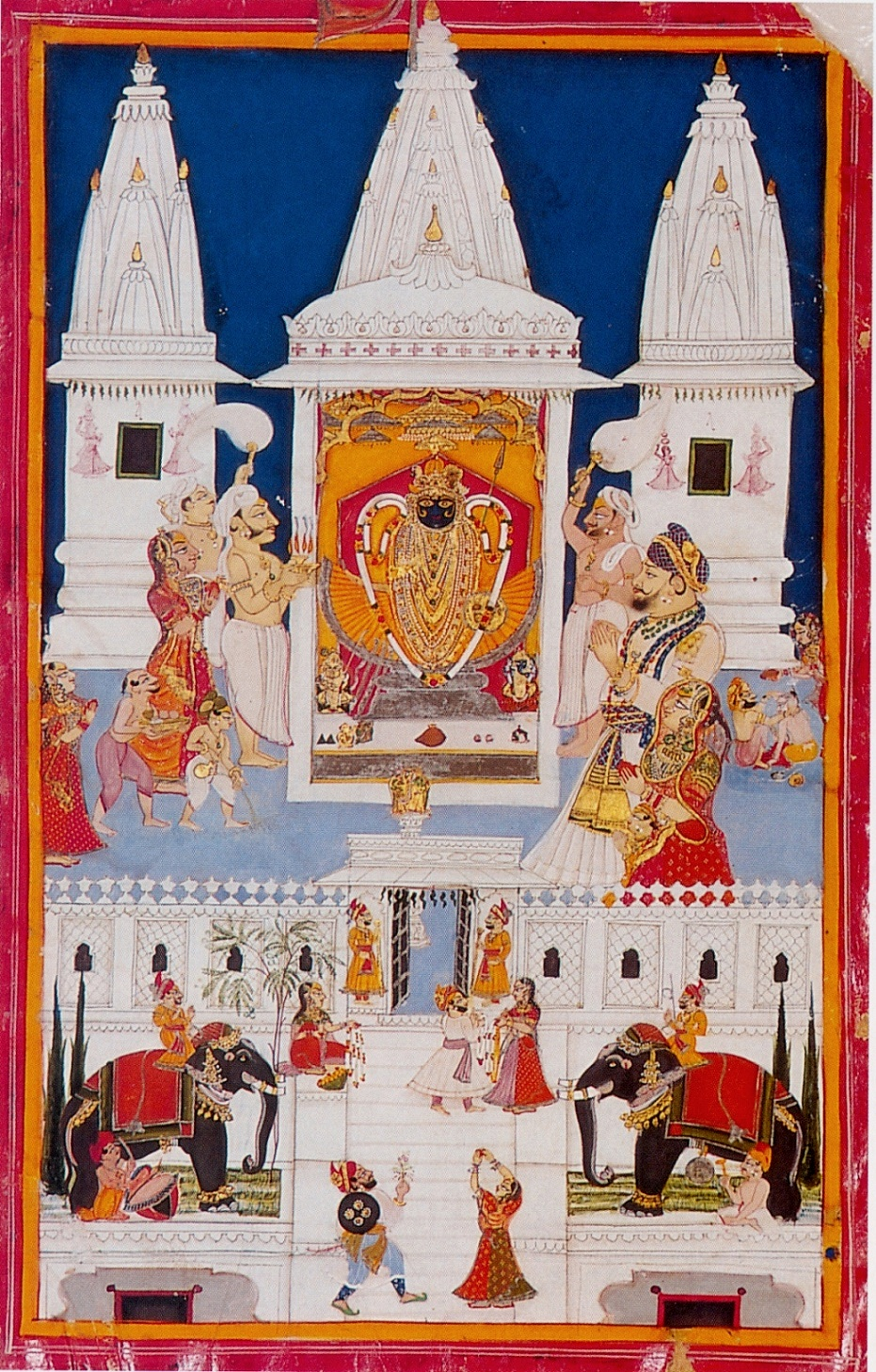
Махараджа Рам Сінгх II відвідує Шрайн Дакорджі в Прабха. бл. 1830 р., Збори Бхарат Кала Бхаван.

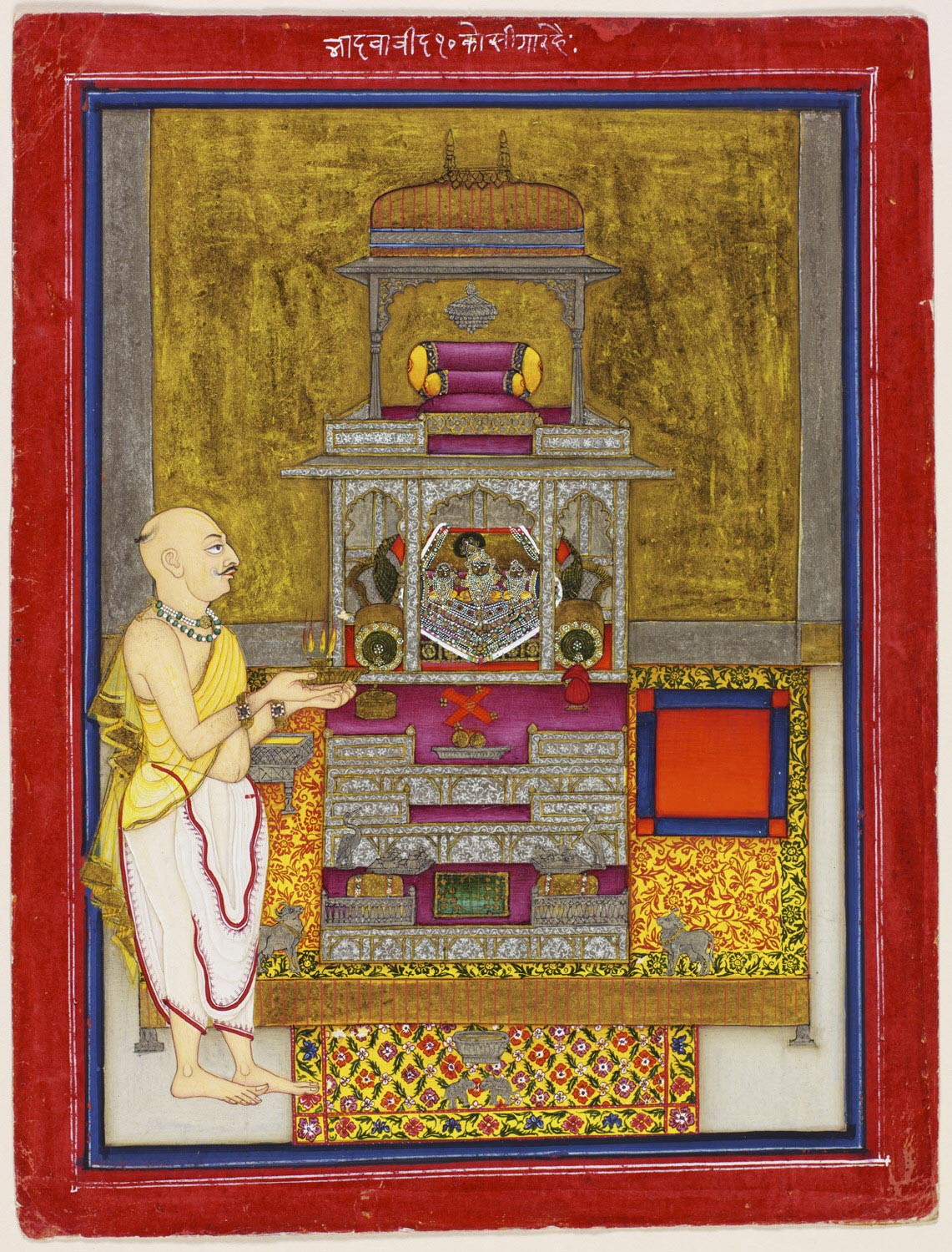
Махарай Кішор Сінгх здійснює обряд Бріджраджі (ніч перед народженням Крішни). бл. 1830-40 Філадельфія, Музей мистецтва

Держава Кота стало окремою територією в 1624 році після того, як могольский імператор Джахангір розділив князівство Бунді, подарувавши південну його частину — Кота, Рао Мадх'я Сінгху (1631—1648) в подяку за хоробрість, проявлену ним при придушенні заколоту принца Хуррама. Однак згодом принц Хуррам подружився з Мадх'я Сінгхом, і ставши імператором Шахджаханом (1628—1658) затвердив його в 1631 році правителем цієї частини Бунді за вірну службу.
Живопис Кота був «відділений» від школи Бунді в 1952 році, коли в лондонському Музеї Вікторії та Альберта пройшла виставка колекції Андерсона, в ході аналізу якої вчені змогли виділити особливі риси, притаманні школі Кота. Проте до цих пір ряд фахівців вважає живопис Кота якимось «суб-стилем» живопису Бунді, тобто її відгалуженням, яке зберігає в своїй основі якусь загальну вихідну матрицю, незважаючи на те, що найкращі живописні роботи 18 — поч. 19 століть демонструють абсолютно оригінальні досягнення місцевих художників.
Засновник правлячої в Кота гілки династії Хада — Рао Мадх'я Сінгх (1631-48), і особливо його онук Рао Джагат Сінгх (1658-83) були великими шанувальниками живопису. В їх правління частина художників з Бунді перебралася в Кота, поступово на княжу службу, у зв'язку з чим ранній стиль знаходився під сильним впливом манери, прийнятої в Бунді. Мініатюристи слідували напрацьованим перш прототипам, додаючи лише невеликі варіації. Анонімний художник, що працював при дворі в 1631—1660 роках, названий американським експертом Міло Бічем «Майстер Хада», створював портрети Рао Джагат Сінгха і сцени з битвами слонів. Його манера, на думку експертів, визначила розвиток місцевого живопису принаймні до першої половини XVIII століття.

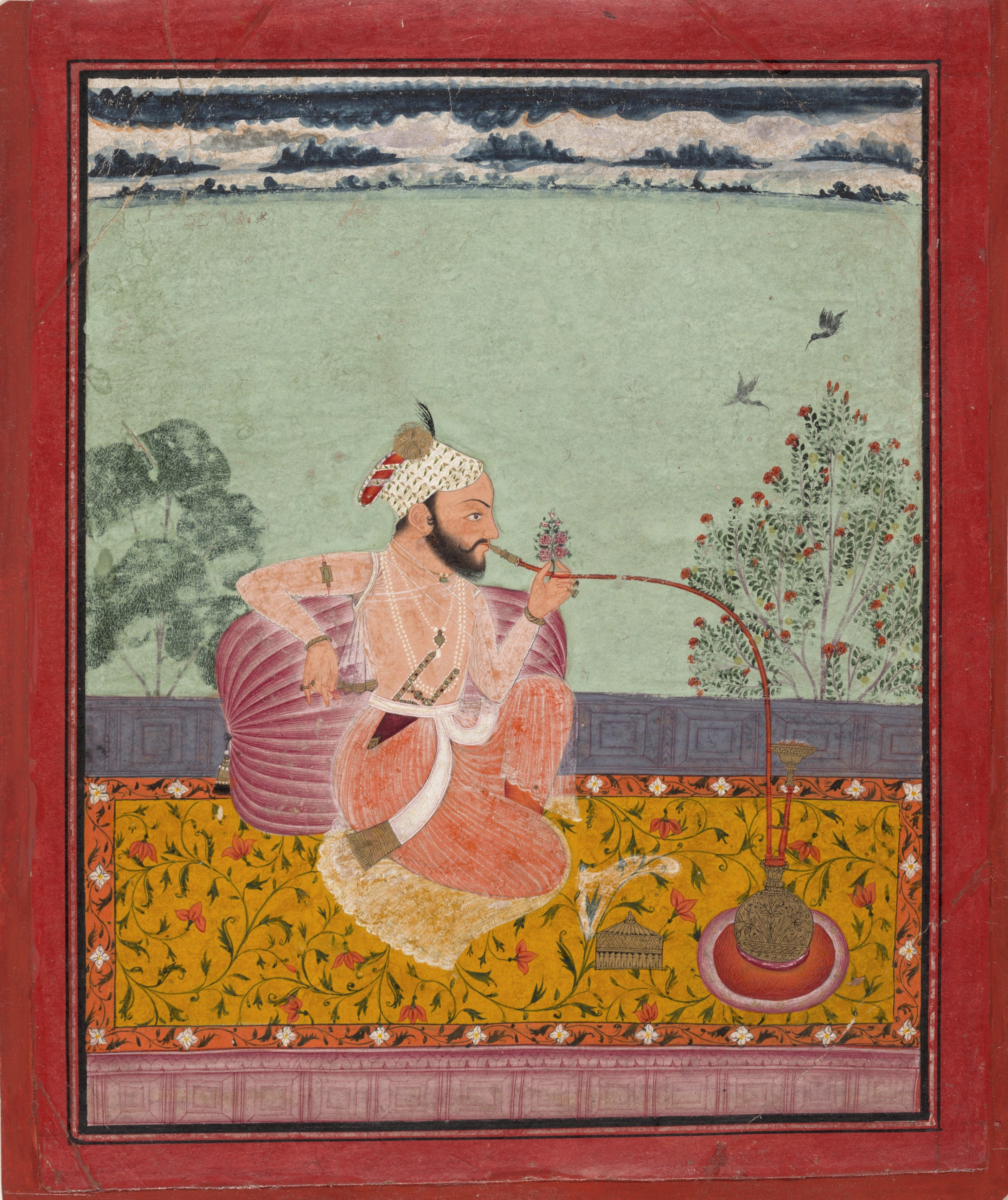
Раджа, що палить кальян (хукка). 1690-1710 рр., Музей Метрополітен, Нью-Йорк
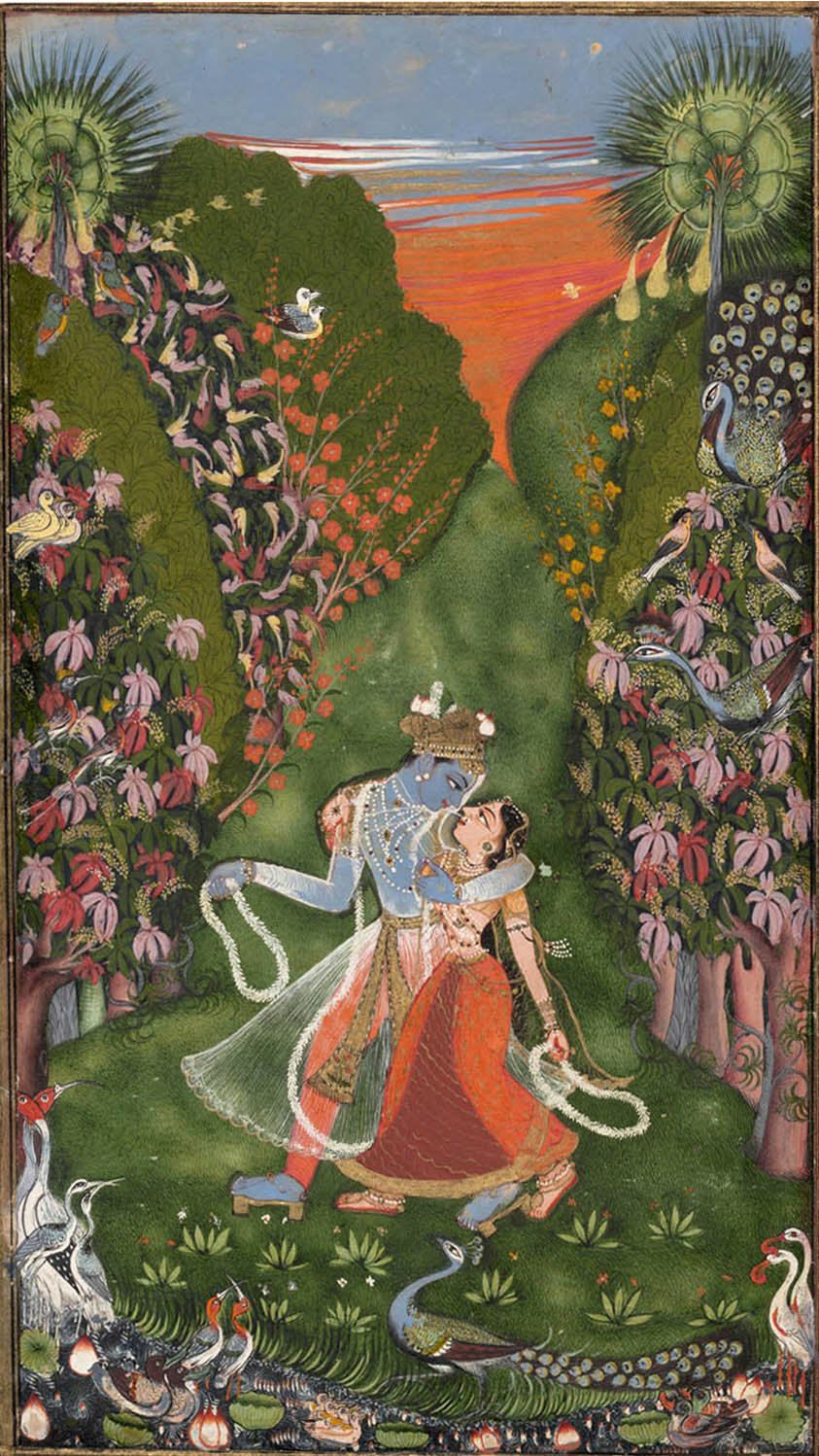
Радха і Крішна в квітучому гаю. бл. 1720 р., Музей Метрополітен, Нью-Йорк
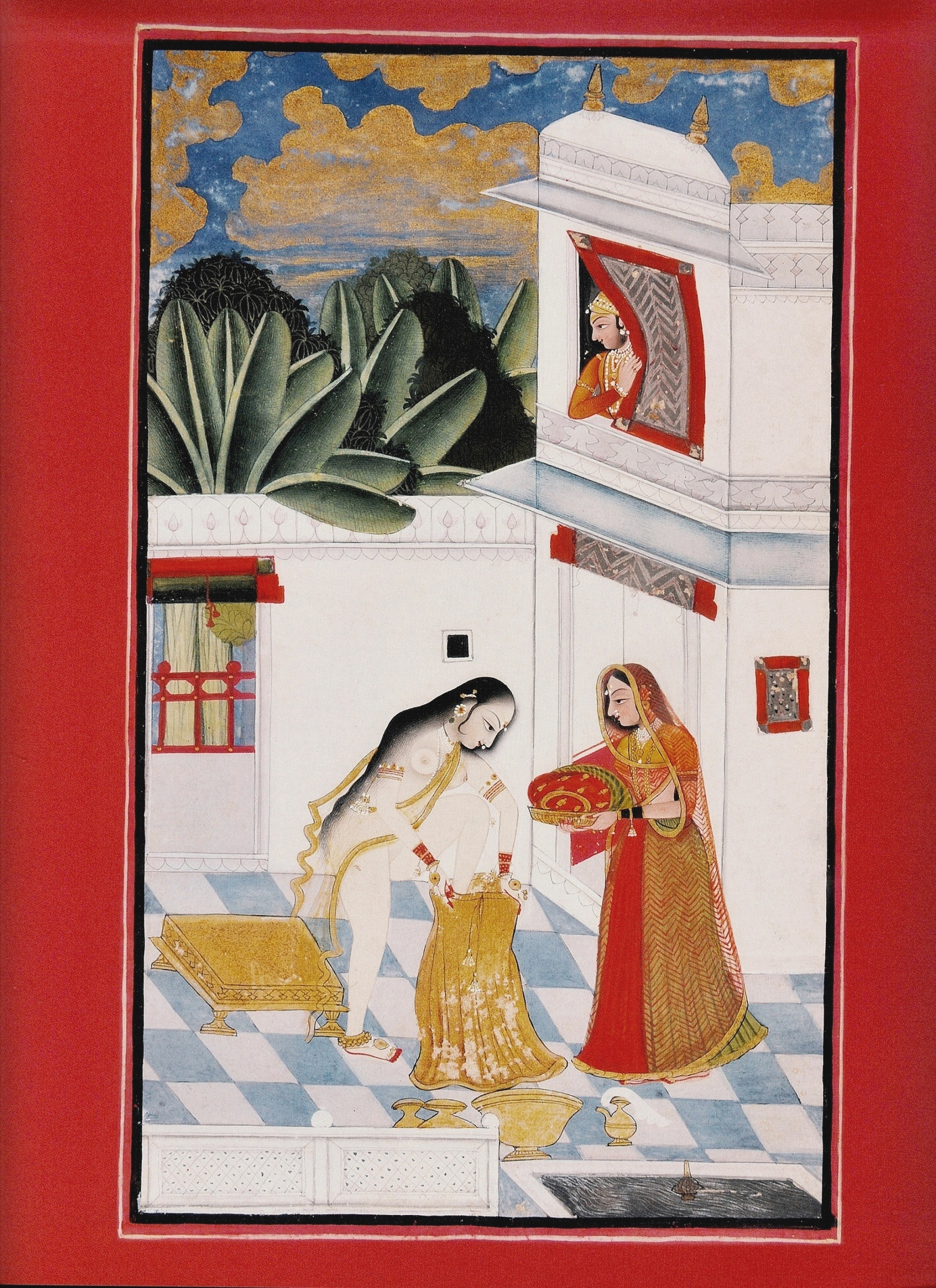
Герой, що милується голою красунею. бл. 1770, Національний музей, Делі
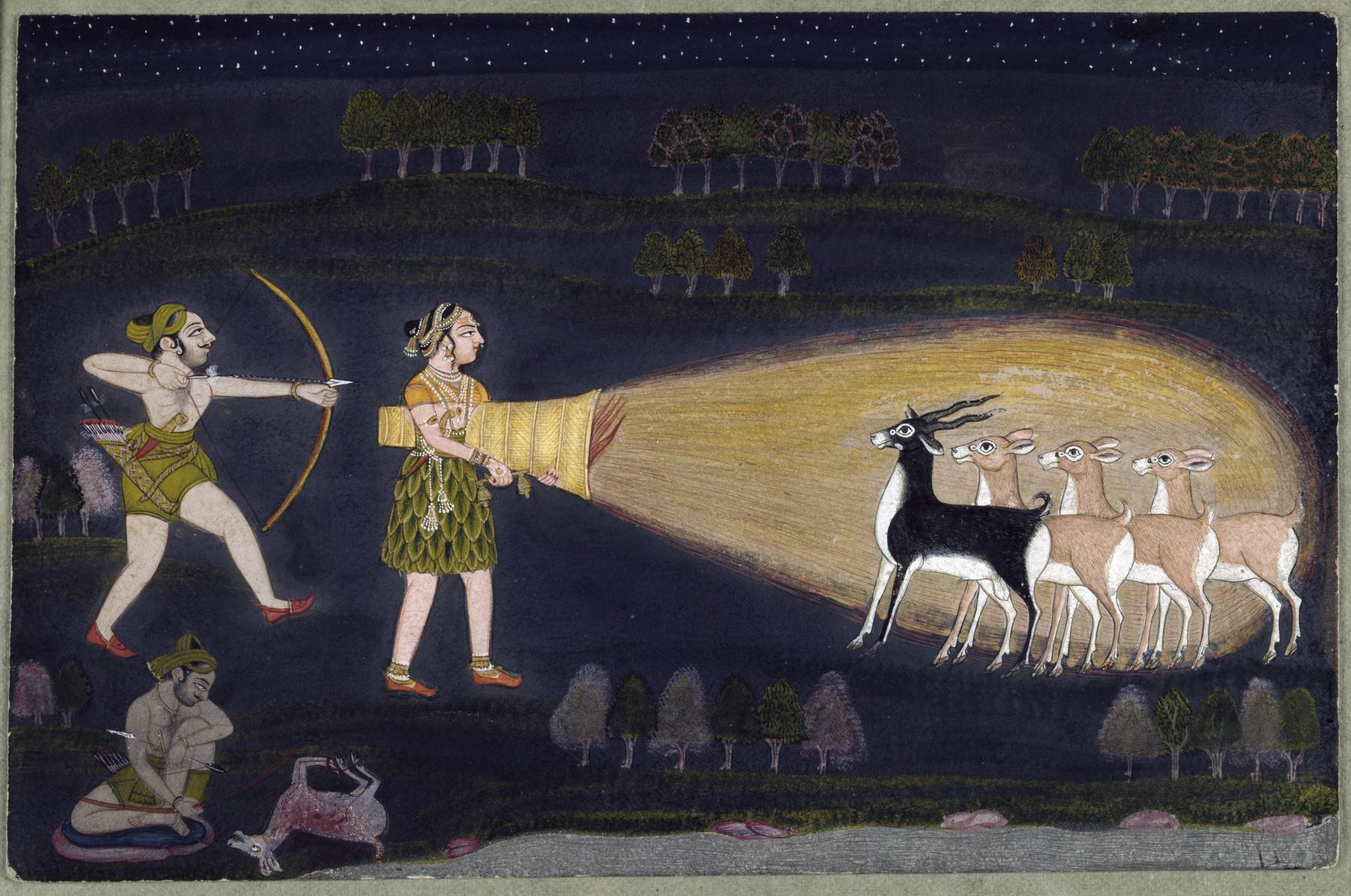
Нічне полювання на антилоп. бл. 1775 р., Музей Уолтерса, Балтимор
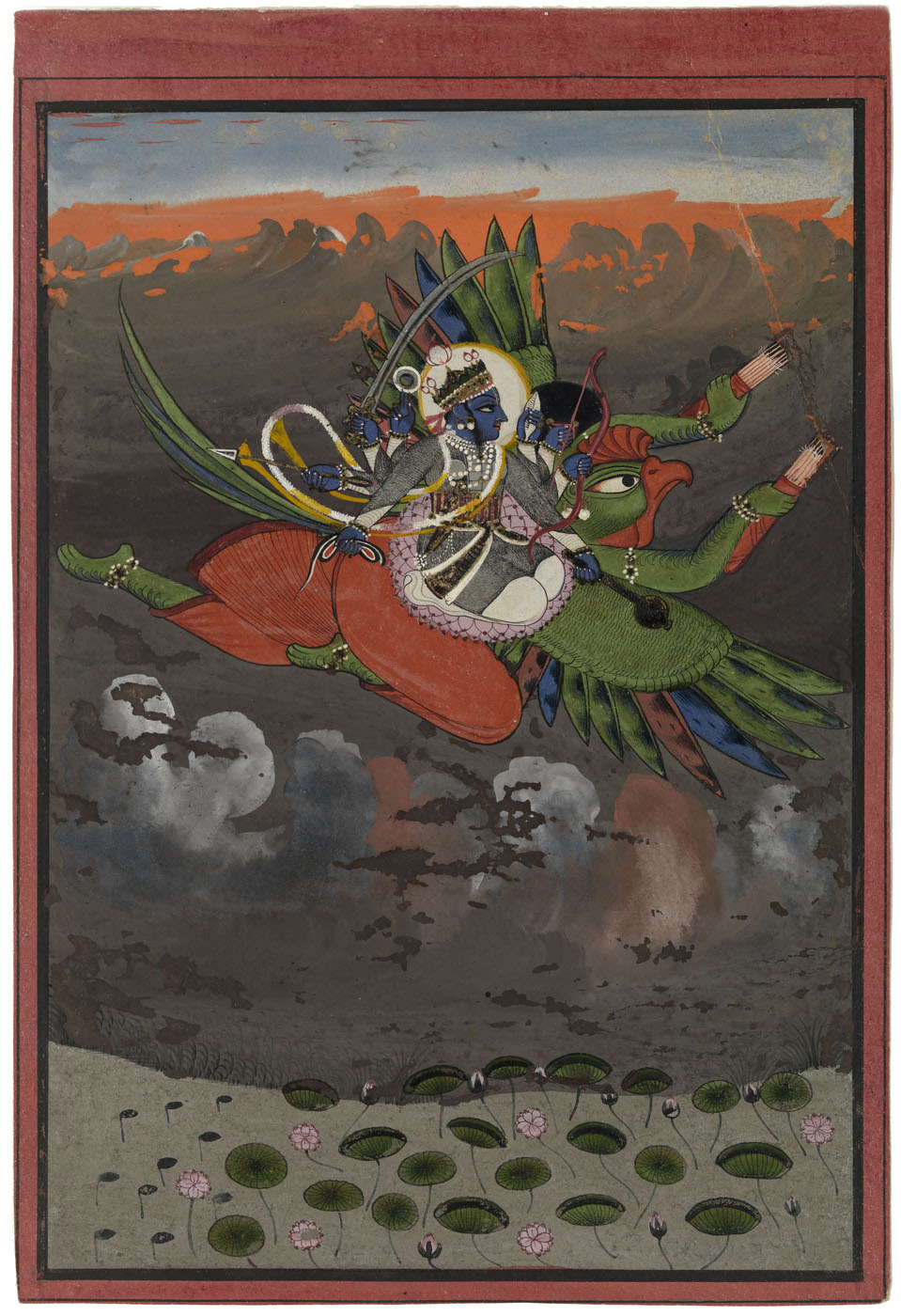
Гаруда несе Вішну через грозове небо. 1775, Збори Фроста.

Надалі живопис Кота став більш самостійним, однак, сам процес його розвитку від другої половини XVII до середини XVIII століття дуже бідно документований: існує лише невелика група мініатюр, які мають написи авторів, серед яких є імена Нідж і Шейха Тадж, що створювали прекрасні сцени полювання. У XVIII столітті в мініатюрах Кота з'явився новий тип особи — з округлим чолом і гладко накладеними тінями. Також став зображуватися тваринний світ.
Особливістю живопису Кота було те, що в рамках цієї школи великий розвиток отримав жанр зображення князівського полювання. В Кота цей жанр знайшов особливо нетривіальний образ, часом нагадує картини французького примітивіста Анрі Руссо. Кілька анонімних майстрів створювали мініатюри на цю тему під впливом робіт придворних живописців Нідж і Шейха Тадж. Художники, що супроводжували своїх патронів в мисливських експедиціях, мали можливість спостерігати тварин у природних умовах. Вони створювали великоформатні мініатюри-картини на яких зображувався мисливський заповідник (румнас) і запам'ятовувалися особливо яскраві події, що трапилися на полюванні. Найбільш ранні сцени полювання були створені під час правління Рао Рам Сінгха (1697—1707).
 
Махарай Бхіме Сінгх (1707—1720) був ревнивим кришнаїтом і приділяв велику увагу культовим практикам бхакті. Він присвятив місто і свій палац Крішні, побудував новий храм, і навіть змінив своє ім'я на «Крішна дас» (тобто «раб Крішни»). Імпульс, доданий князем цій релігійній течії, мав широкий резонанс в Раджастані, як у політичному, так і в художньому сенсах. У його правління стали ілюструватися епізоди з життя Крішни (Крішна-Чарітра); закладена ним релігійна і художня традиція підтримувалася за його наступників.
 
У правління Махарай Дурджан Сінгха (1723—1756) поряд з крішнаїтськими сюжетами була продовжена мисливська тематика, яка у князя знайшла надзвичайну популярність. В 1770—1819 роках Умед Сінгх I був одним з найбільш влучних стрільців і завзятих мисливців свого часу. З не меншим задоволенням він протегував живопису і привертав художників для фіксації своїх мисливських подвигів. У той час княже полювання була вельми важливим державним ритуалом. Загоничі гнали дичину з глибини джунглів до місця, де на деревах розміщувалася команда з рушницями. Іноді по дичині стріляли зі спеціальної баржі на річці Чамбал. Після вдалого полювання князь влаштовував свято з врученням нагород тим, хто особливо відзначився. Нагородами були «дошалас» (шалі), «сіропас» (почесний одяг) і просто гроші. Раджі замовляли своїм художникам картини на мисливські теми, які були чимось на зразок фотохроніки придворного життя, проте придворні живописці створювали глибоко поетичні твори, зображуючи таємничі джунглі і диких звірів так, що буденні події ставали схожими на казку.
На початку XIX століття зал прийомів князівського палацу в Кота був розписаний сценами на тему Крішна-ліла (епізоди з життя Крішни). Від цього часу також дійшли крішнаїтські рукописи, проілюстровані придворними художниками. На сорока п'яти сторінках однієї з них («Валлабхатсава-Чандріка») можна бачити 38 мініатюр із зображеннями Валлабхачар'ї і його семи синів, а також картини свят річного циклу.
 
За довгим правлінням Умед Сінгха I (1770—1819) наставав нестійкий період правління Махарай Кішор Сінгха (1819-27). Його конфлікт з власним прем'єром Раджраною Залім Сінгхом привів до того, що князь пішов у вигнання і оселився при святилищі Шрі Натхджі в Натхадварі. Художники, що супроводжували його, або місцеві майстри, створили кілька великоформатних картин-мініатюр, навіяних релігійними святами і візитами до святих місць.
 
При Махарай Рам Сінгхе II (1827-65), на думку істориків мистецтва, живопис Кота досяг піку свого розвитку; він перейшов в фазу, відзначену об'єднанням всіх раніше напрацьованих формальних елементів і створенням стилю з помітною драматичною нотою. Безліч картин було присвячено придворним церемоніям, свят чи сценам богослужіння, в яких головним персонажем був сам Рам Сінгх II. Безсумнівним фаворитом залишалася тема великого княжого полювання. У деяких мисливських картинах можна бачити дам, які займаються цим чоловічим спортом.
 
На звороті однієї з таких робіт, датованої 1781 роком, зберігся напис, що повідомляє про суму в 4000 рупій, коні і п'яти золотих браслетах, які були вручені князем Умед Сінгхом I (1770—1819) художнику Ахейраму як визнання його високої майстерності. Існує ще один запис того часу про нагороду в 1000 рупій, пару золотих браслетів і комплект почесною одягу «сіропас» (він складався з головного убору, кушака, тканини для туніки і штанів), які були вручені «Мусаввір» Чорпалу за зображення полювання на тигра. Махарай Рам Сінгх II (1827-65) теж обдаровував нагородами своїх живописців, збереглося кілька документів, які повідомляють про приводи для цих подарунків та їх склад.
Зрушення інтересу від пластичного живопису до лінійного малюнку, що стався в Кота в другій половині XIX століття, зазвичай пов'язують з поступовим відходом з життя художників, знайомих з прийомами могольської живописної техніки. Пізніша історія Кота була відзначена хаосом і бездарним управлінням, що в підсумку призвело до фактичного розділу князівства на більш дрібні територіальні одиниці, який влаштовував місцевих феодалів. Разом з цими подіями зник і єдиний стиль Кота.

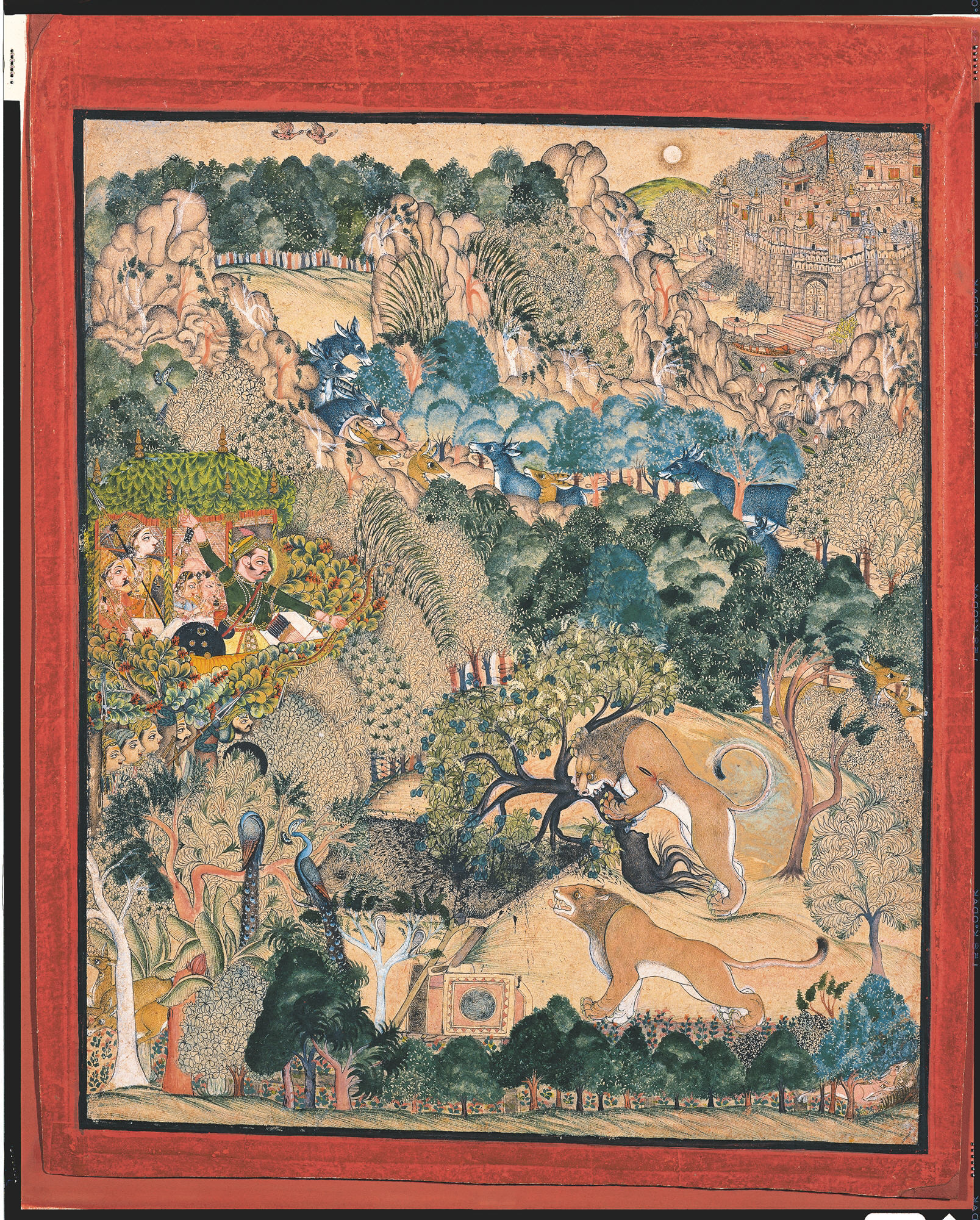
Рам Сінгх I полює у Макундгарха. бл. 1690, Приватне зібрання.
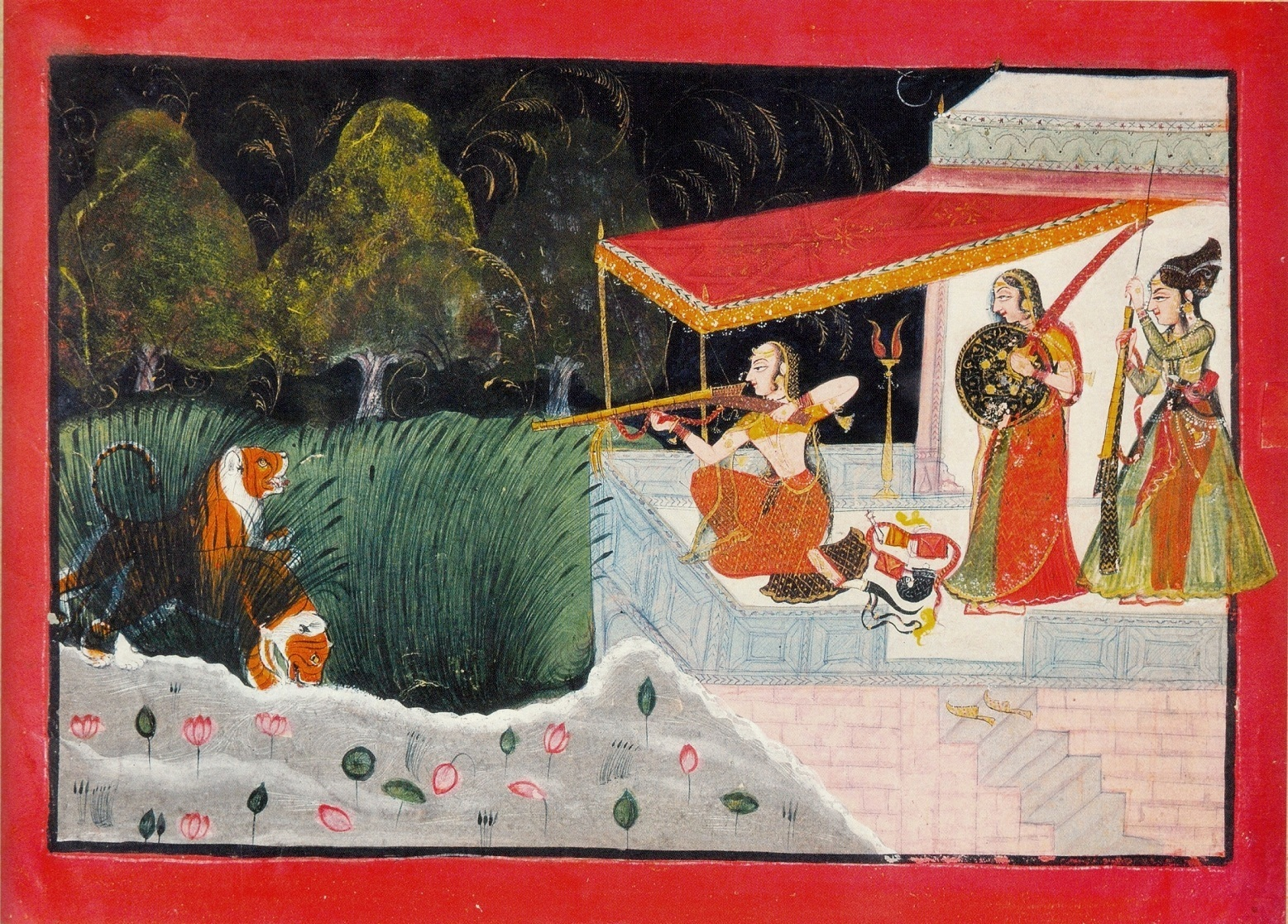
Дами на полюванні. 1750-60 рр., Національний музей, Делі
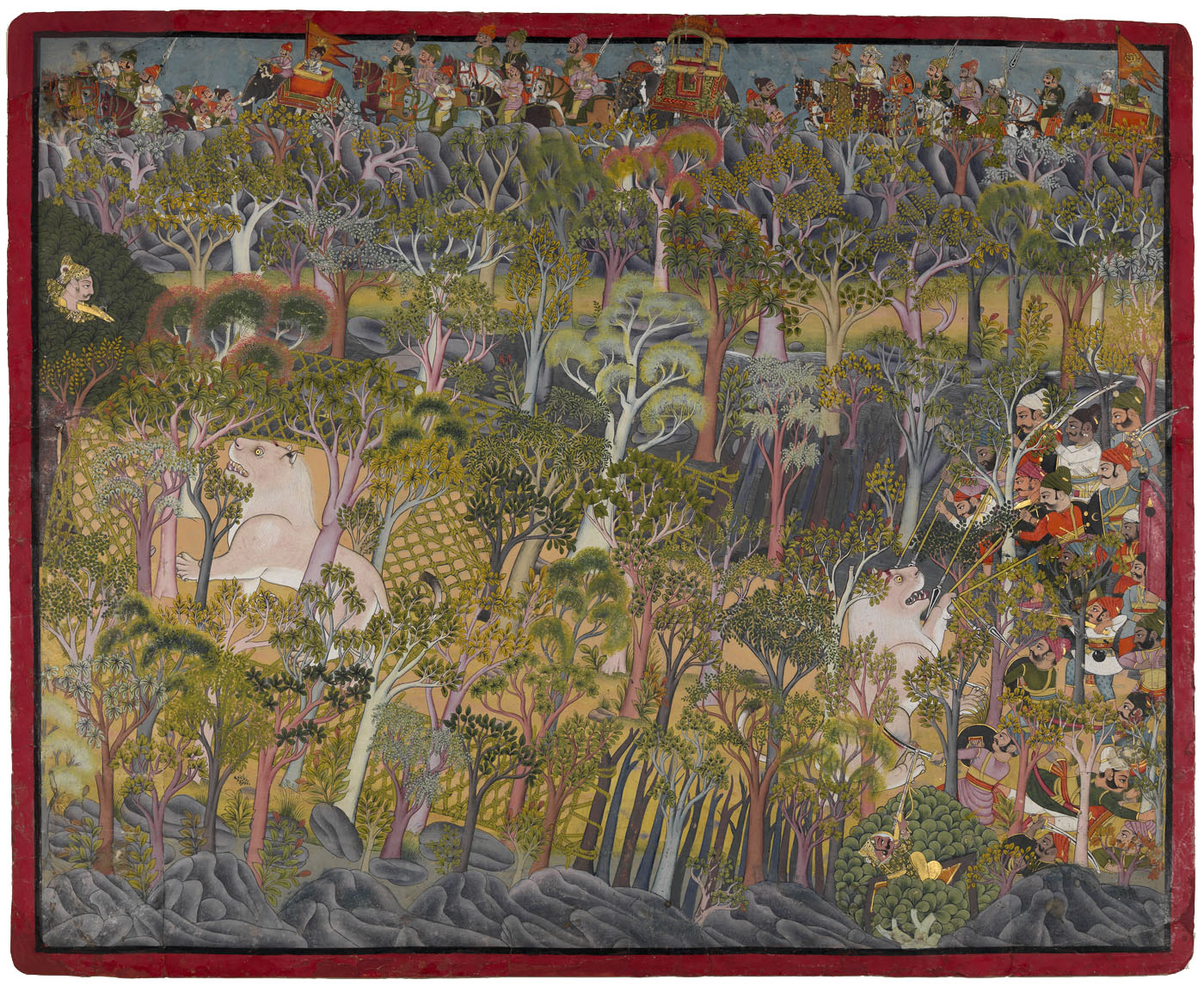
Чатери Гумани. Махараджа Умед Сінгх I полює на левів. 1779 р., Музей Коледжу Вільямса, Уільямстаун.
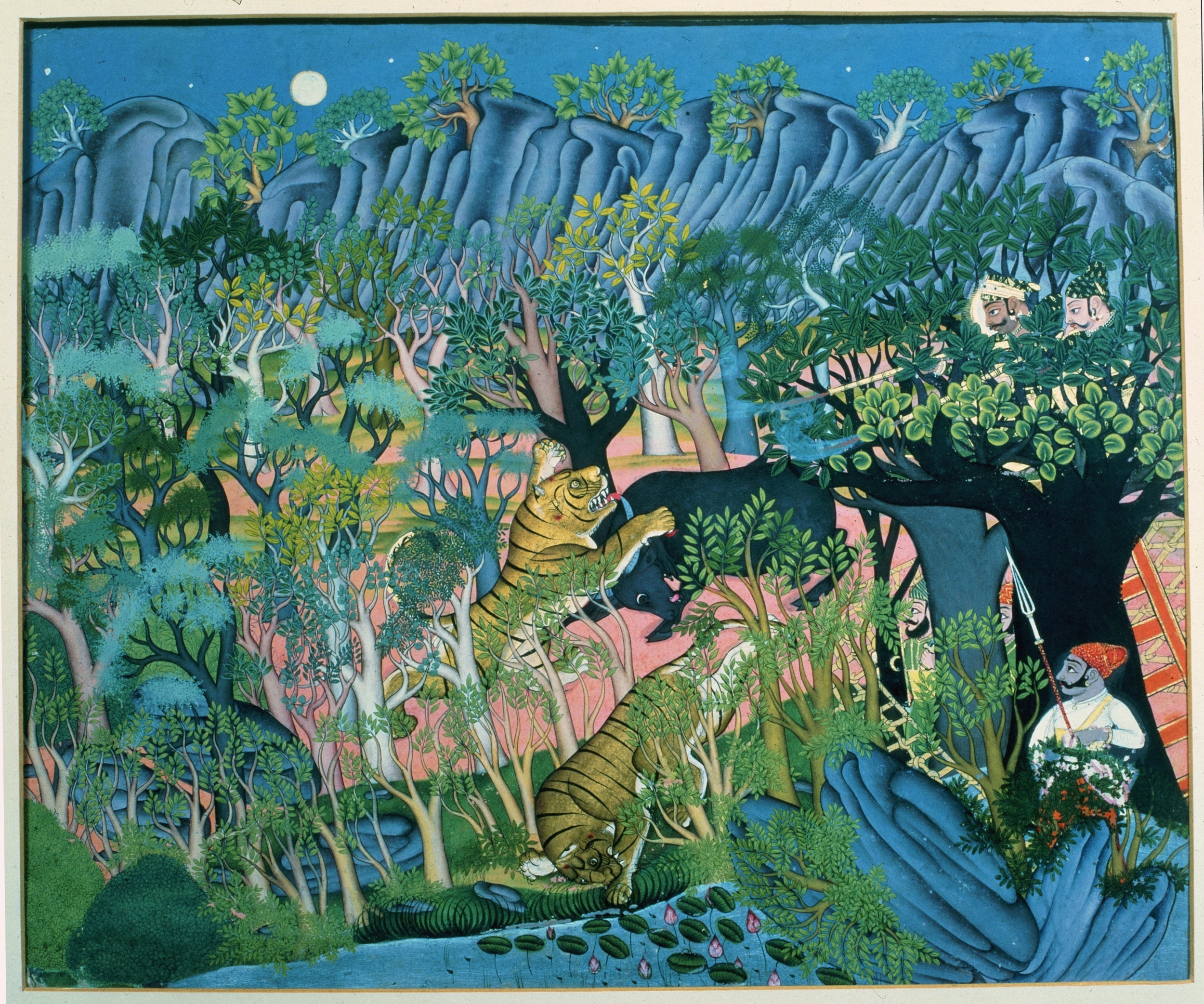
Нічне полювання махараджі Умед Сінгха I. 1790 р., Музей Вікторії і Альберта, Лондон
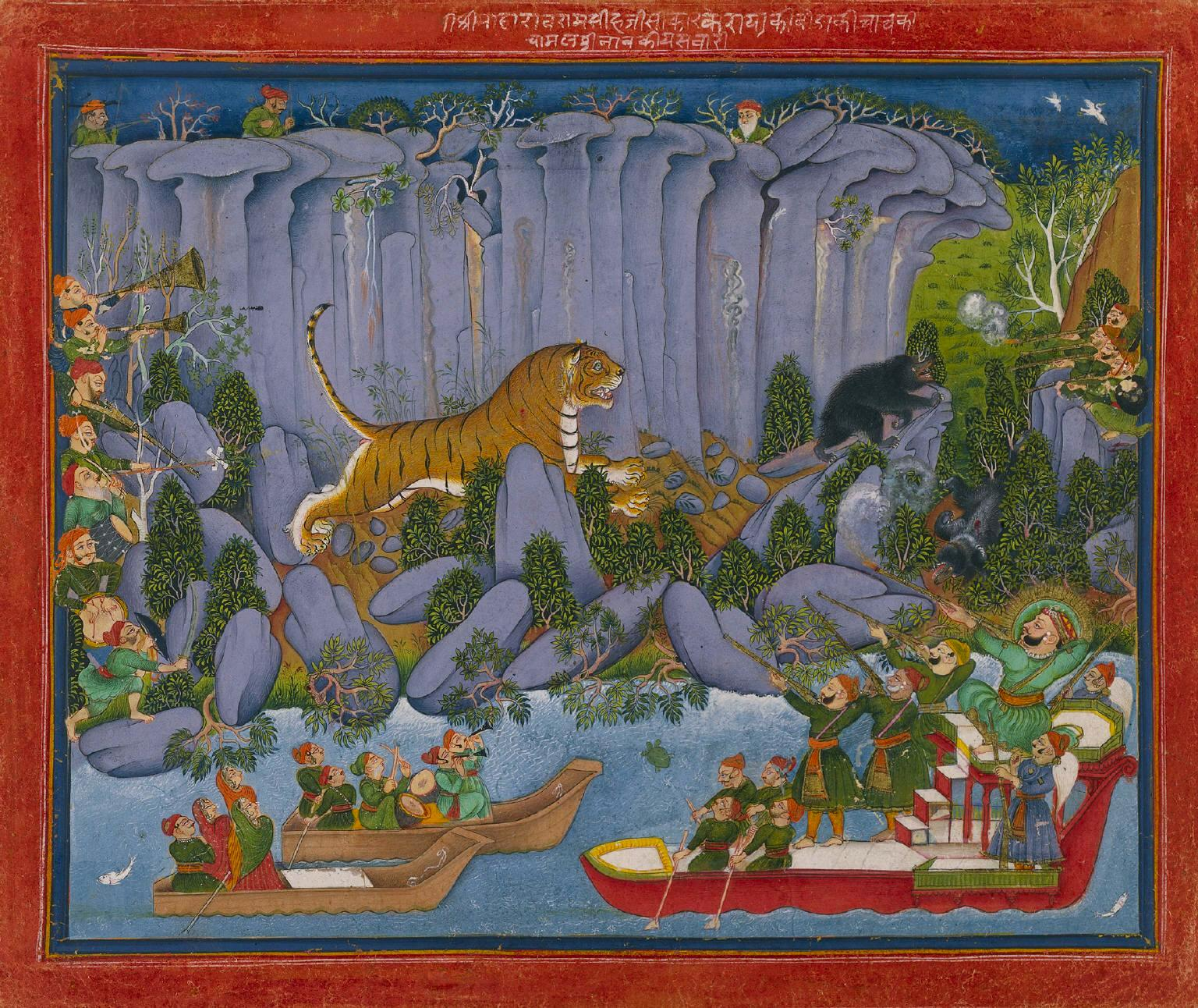
Рам Сінгх II полює на тигра. бл. 1830-40 рр., Музей мистецтва, Клівленд
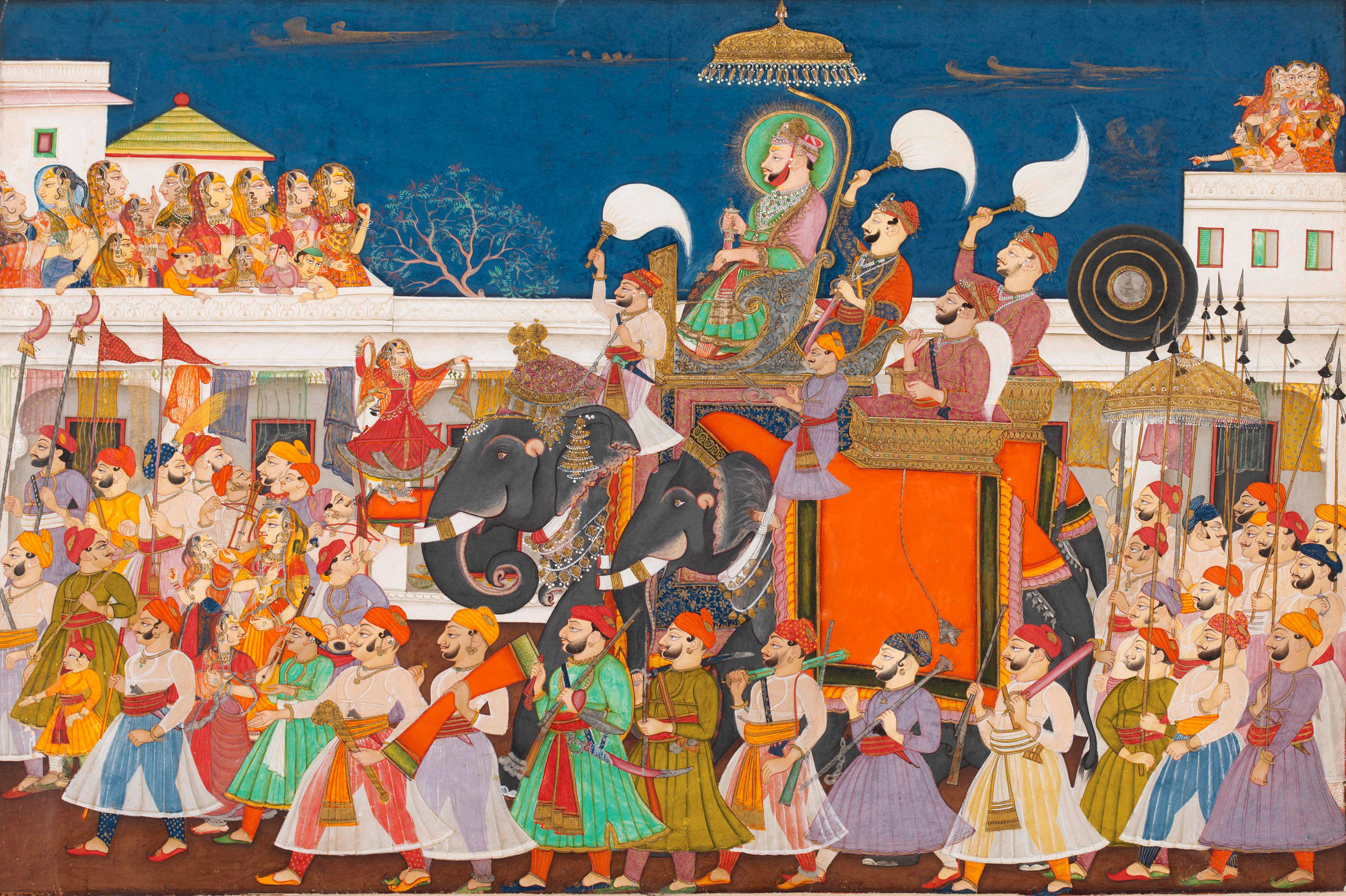
Процесія Махараджі Рам Сінгха II. бл. 1850 р., Музей Вікторії і Альберта, Лондон
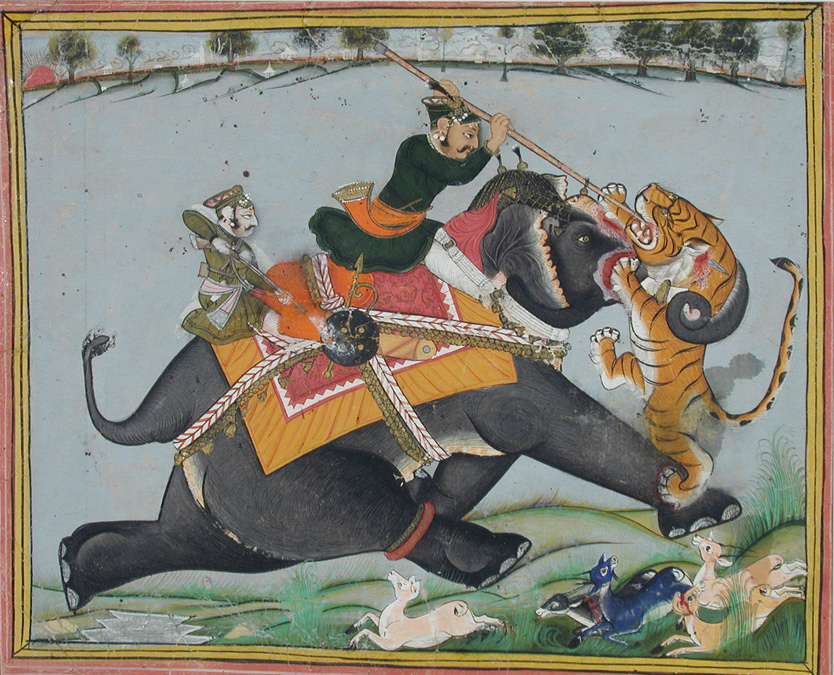
Рам Сінгх I відображає напад тигра. бл. 1860 р., Музей мистецтва Сан Дієго
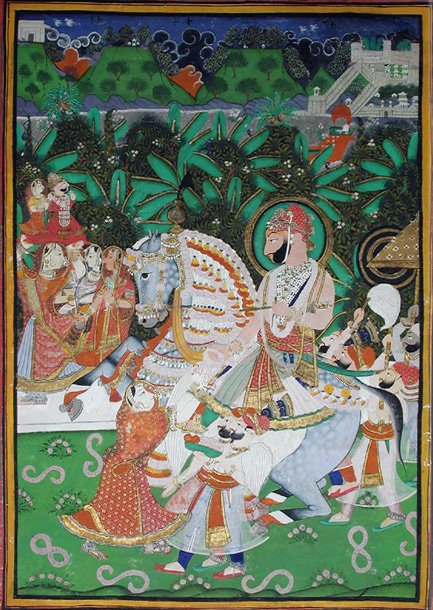
Раджа Чаттарсал відправляється на свято Гангаур. бл. 1870 р., Музей мистецтва Сан Дієго.

### Живопис Джайпура

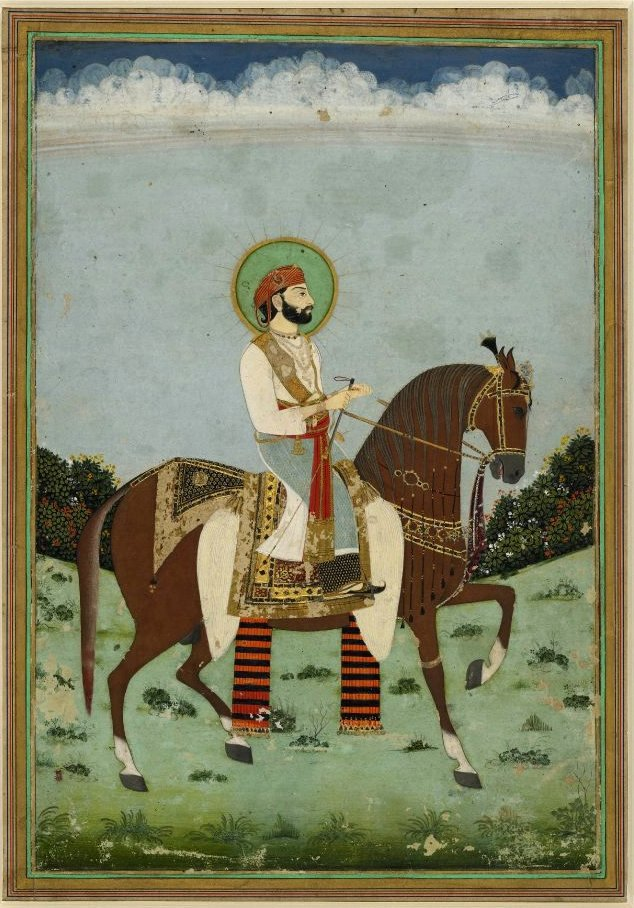
Махараджа Саваї Джай Сингх II. бл. 1725, Британський музей, Лондон

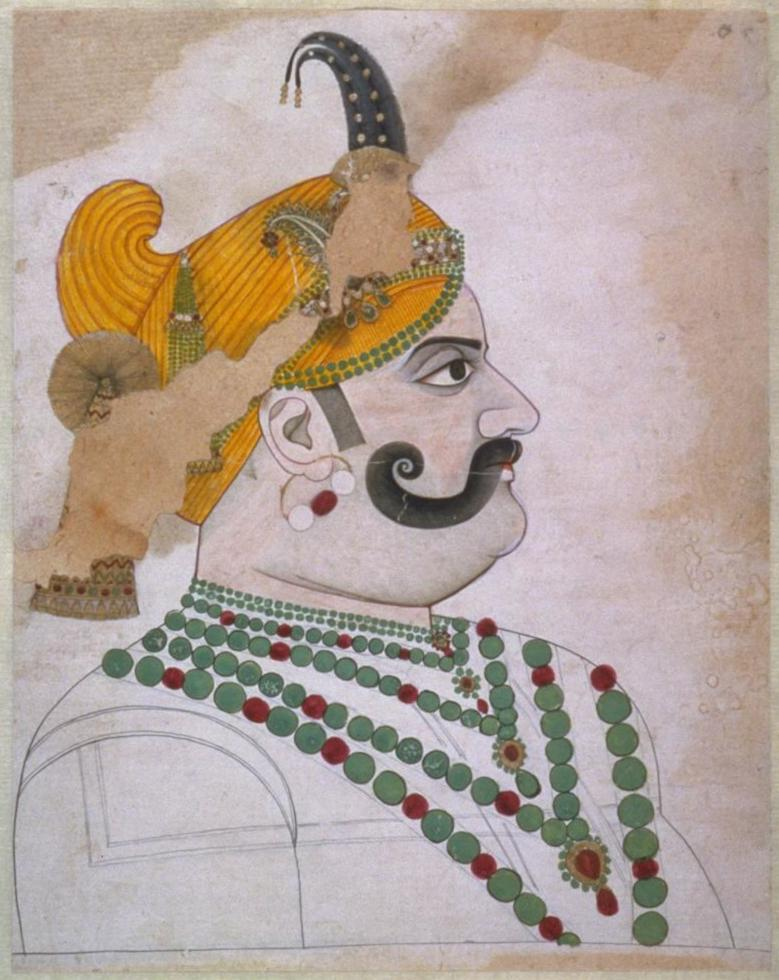
Махараджа Саваї Мадх'я Сінгх. 1760 р., Музей мистецтва Сан Франциско

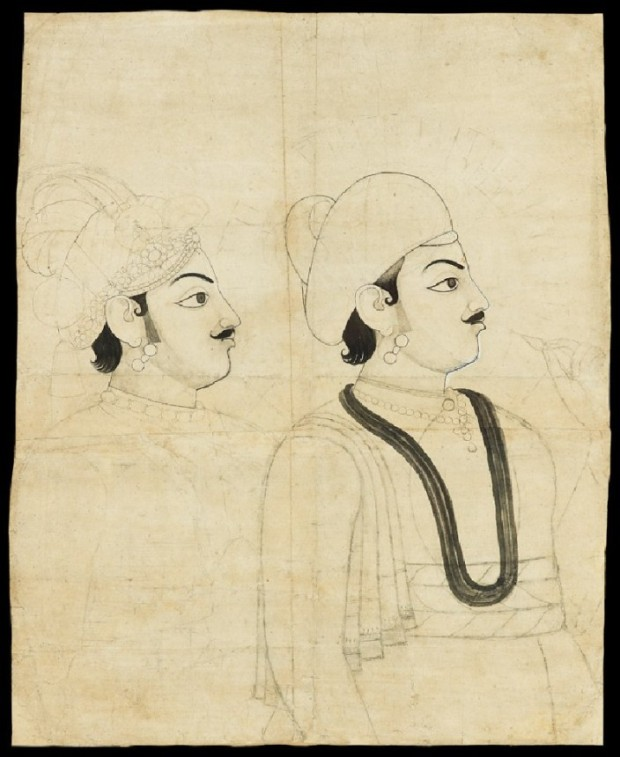
Сахіб Рам. Портрет Махараджі Пратап Сінгха. бл. 1790 р., Музей Ешмолеан, Оксфорд

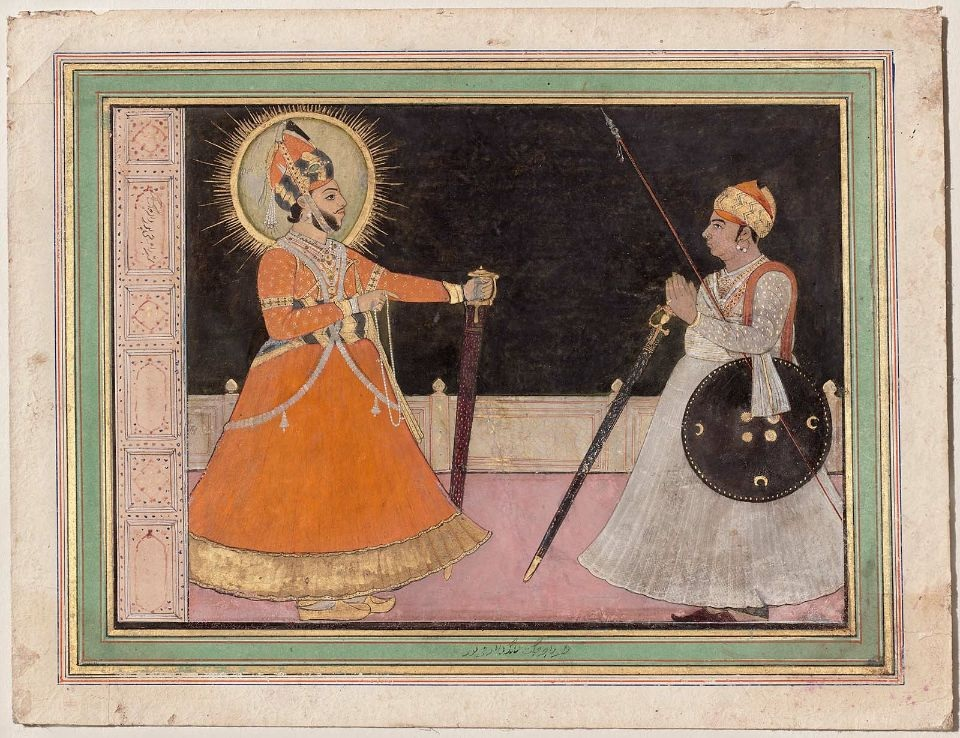
Портрет Махараджі Джагат Сінгха з офіцером. 1810 р., Музей витончених мистецтв, Бостон.

Князівство, столицею якого в 1728 році стало місто Джайпур, здавна називалося Дхундхар і з самої своєї появи в X столітті управлялося династією (кланом) Каччава. На початку XVI століття столицею князівства стало місто Амбер, головна фортеця якого була побудована ще в XII столітті.
Справжній розквіт держави каччавів почався при радже Біхар Мале (1548-73), який віддав свою дочку Маріам Замані в дружини могольському імператору Акбару (вона стала матір'ю наступного імператора — Джахангіра). Весілля відбулося в 1562 році; каччави, таким чином, стали родичами моголів і перед ними відкрилися широкі перспективи. Брат Маріам Замані — Раджа Бхагвандас (1575-92) став одним з наймогутніших вельмож Акбара. Наступний Джайпурський правитель Раджа Ман Сінгх (1592—1614), очолював Могольську армію і здобув безліч перемог (у тому числі і над самими раджпутами). Він був призначений губернатором всіх східно-індійських провінцій і отримав від Акбара титул «Мірза Раджа» (тобто був прирівняний до могольського принца крові).
Блискучу кар'єру при могольському дворі зробив Раджа Джай Сінгх I (1622—1667), високоосвічений аристократ, який знав чотири мови, який служив з 16-ти років у Джахангіра, Шах Джахана і особливо у Аурангзеба, якому він допоміг перемогти брата-суперника — Дару Шукоха, і розправитися з Шиваджі. Правда, перед тим, у імператора Джахангіра він на деякий час впав у немилість через те, що побудував в Амбері розкішні палаци Джай Мандір и Сукх Нівас, які нічим не поступалися імператорським будівлям в Агре і Фатехпур Сикрі. Зате Шах Джахан, захоплювався раджпутами, доручив йому управління всіма територіями Декана.
Великим державним діячем був Саваї Джай Сінгх II (1700—1743), який служив у Аурангзеба (від якого отримав прізвисько «Сава» — «один з чвертю», так як імператор Аурангзеб передрікав, що він на чверть перевершить своїх попередників; після цього всі його спадкоємці стали додавати почесний титул «Сава» до свого імені, бажаючи перевершити свого попередника на чверть хоча б в титулі. Він створив план нового міста відповідно до правил регулярної забудови, і за 8 років за допомогою бенгальського архітектора Відьяхара Чакраварті побудував його і зробив своєю столицею. Цим містом став названий на його честь Джайпур. Згодом так стали називати все князівство. Саваї Джай Сінгх, крім того, збудував обсерваторію і прославився як видатний індійський астроном. Будучи розумним і вмілим політиком, він успішно зберігав своє князівство незалежним у важкі часи занепаду і розпаду імперії моголів. З 1818 року князівство Джайпур стало британським протекторатом і навіть під час повстання сипаїв (1857 р.) користувалося великими привілеями, зберігаючи вірність Великій Британії.
Джайпурский живопис представлений досить великою групою мініатюр, чи не найпоширеніших. В XVIII-му — на початку XIX століть Джайпурські мініатюри експортувалися в усі куточки Індії. Джайпурські художники-монументалісти, славилися мистецтвом фрески по свіжому вапняку (арайєш), працювали в різних частинах північної Індії, вносячи різноманітність в місцеві стилі.

#### Амбер
Розквіт Джайпурського живопису припадає на XVIII століття. Проте до цього в старій столиці князівства — Амбері існувала школа живопису, що володіла деякими місцевими особливостями. З одного боку, в ній очевидна сильна залежність від могольського стилю, що легко пояснити родинними зв'язками з моголами (дослідники відзначають, що за швидкістю засвоєння могольських художніх прийомів місцеві художники йшли в Раджастані попереду інших), з іншого боку, в живописі Амбера відчувається глибокий зв'язок з народним мистецтвом.
У XVI—XVII століттях в столиці князівства і при більш дрібних дворах місцевих аристократів ілюструвалися джайнські тексти. В XVII столітті серед раджпутів поширився вішнуїзм у формі шанування його восьмого аватара — Крішни, і художниками Амбера було створено безліч творів на теми, які вважають «традиційно» раджпутськими — «Рагамала» і «Крішна ліла» (життя Крішни), створювалися мініатюри до книги «Расікапрія». Місцевою особливістю можна вважати ілюстрації до поеми «Біхарі Сатсаі» («Сімсот віршів Біхарі»), яку написав для Раджі Джай Сінгха I (1622-67) поет Біхарі, коли жив при його дворі в Амбері. Збереглися залишки фресок, створених на початку XVII століття в палаці і мавзолеях при Раджі Ман Сінгхе (1592—1614). На них можна бачити персонажів в могольських костюмах, які зображені в традиціях місцевого простонародного живопису. Незважаючи на те, що з 1728 столиця була перенесена в місто Джайпур, частина художників залишилася в Амбері. Невелика місцева школа продовжувала існувати в XVIII і XIX століттях, а живопис в новій столиці, куди переїхав двір, у великій мірі була продовженням мистецтва Амбера.

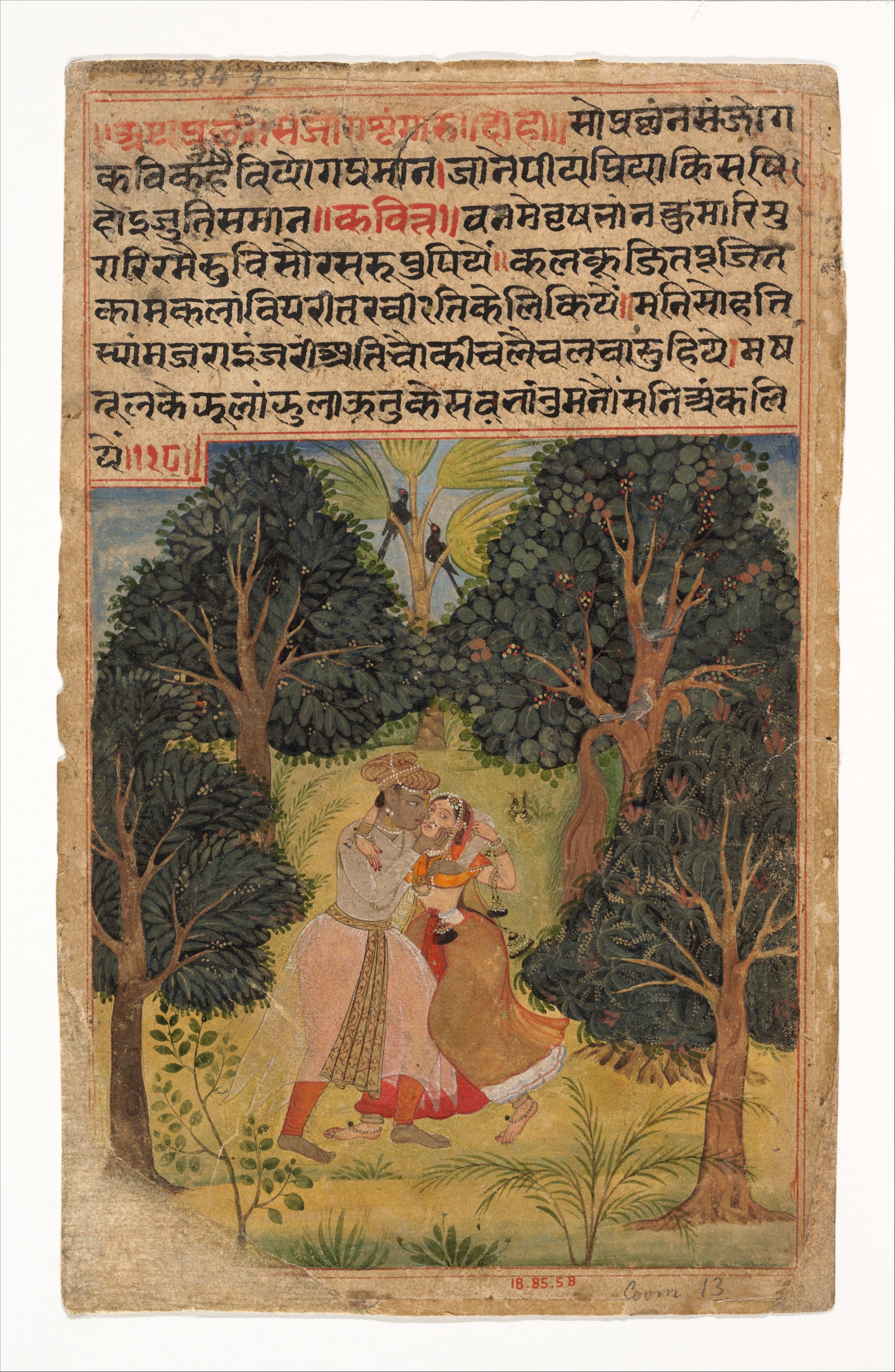
Крішна і Радха. Сторінка з "Бостонської Расікапріі". Амбер, бл. 1610 р., Музей Метрополітен, Нью-Йорк
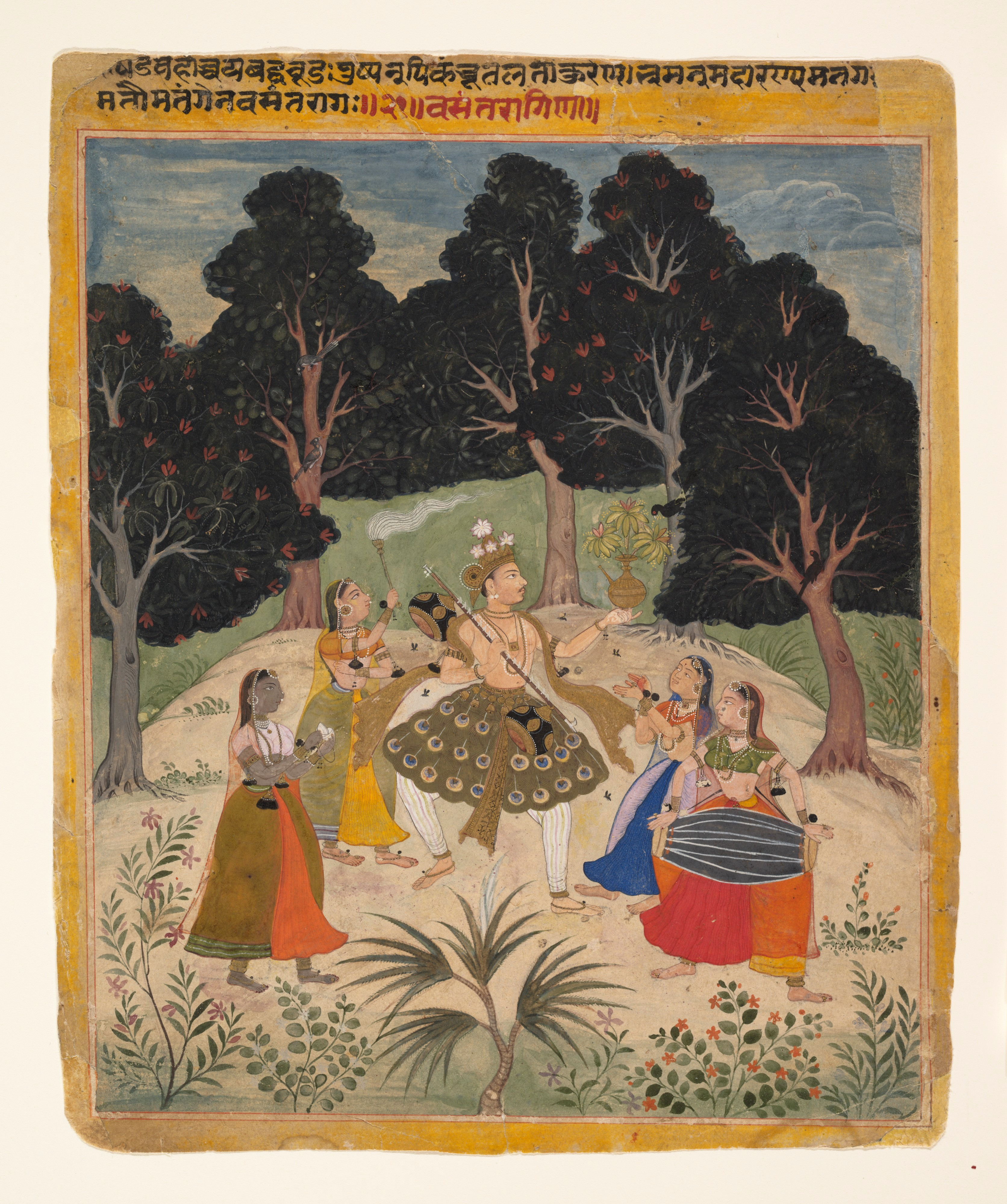
Васанта Рагін. Лист із серії "Рагамала". Амбер, поч. 17 ст., Музей Метрополітен, Нью-Йорк
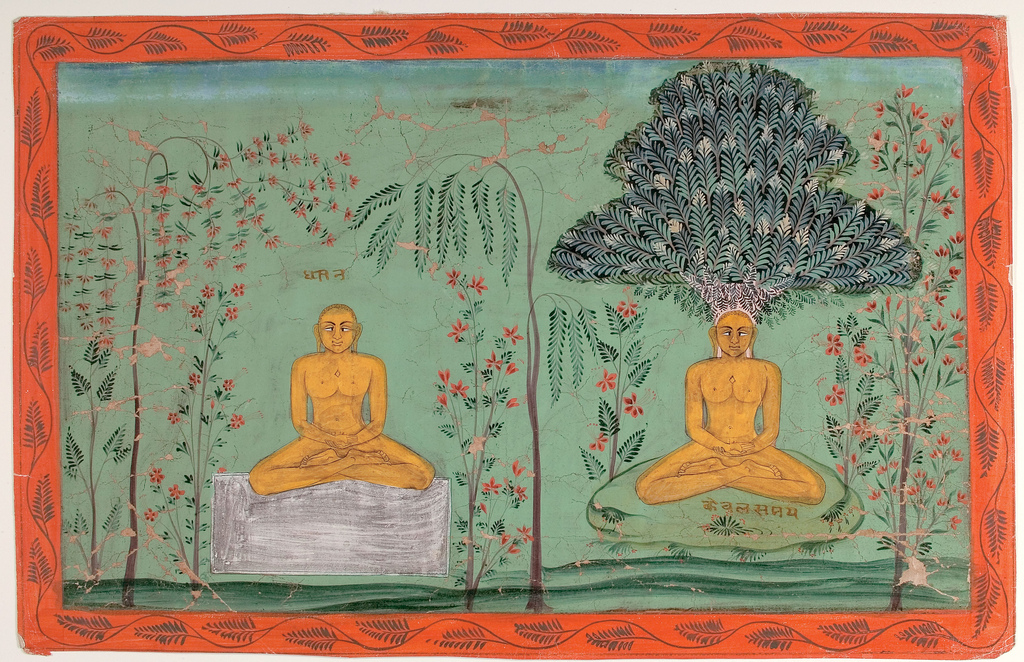
Рішабханатха в двох фазах медитації. Амбер, бл. 1680 р., Музей мистецтва Сан Дієго.
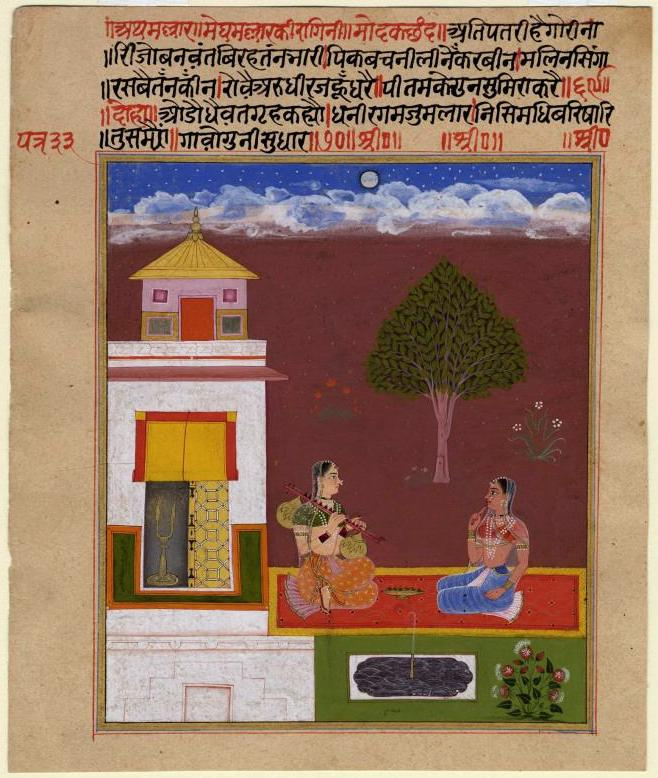
Дама яка грає на віні (Малларе Рагін). Амбер, бл. 1680 р., Музей мистецтва Сан Франциско
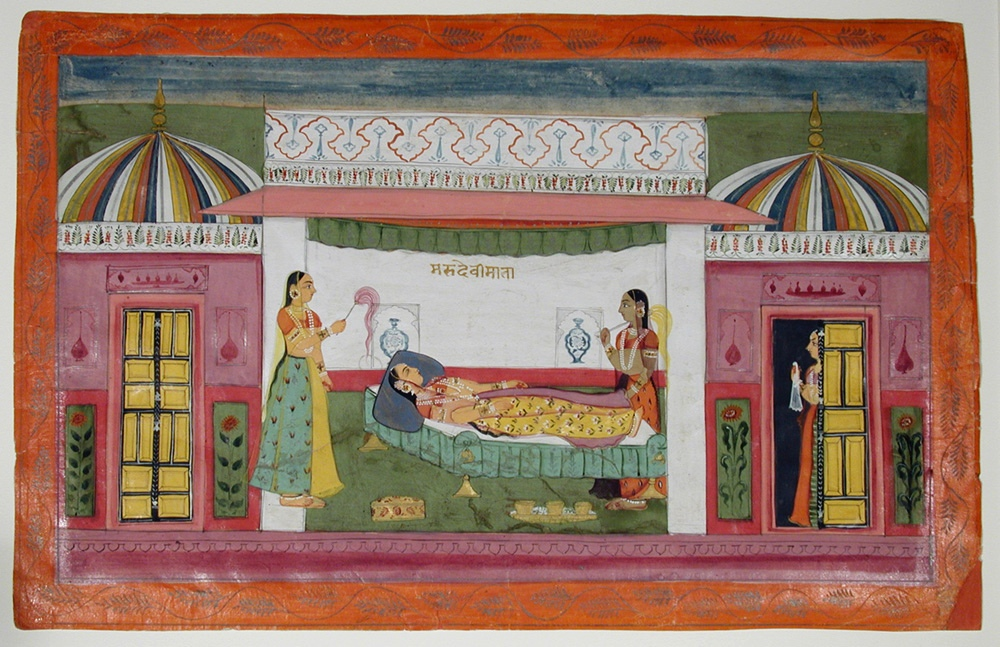
Спляча Деві і двоє слуг. Амбер, бл. 1680 р., Музей мистецтва Сан Дієго.
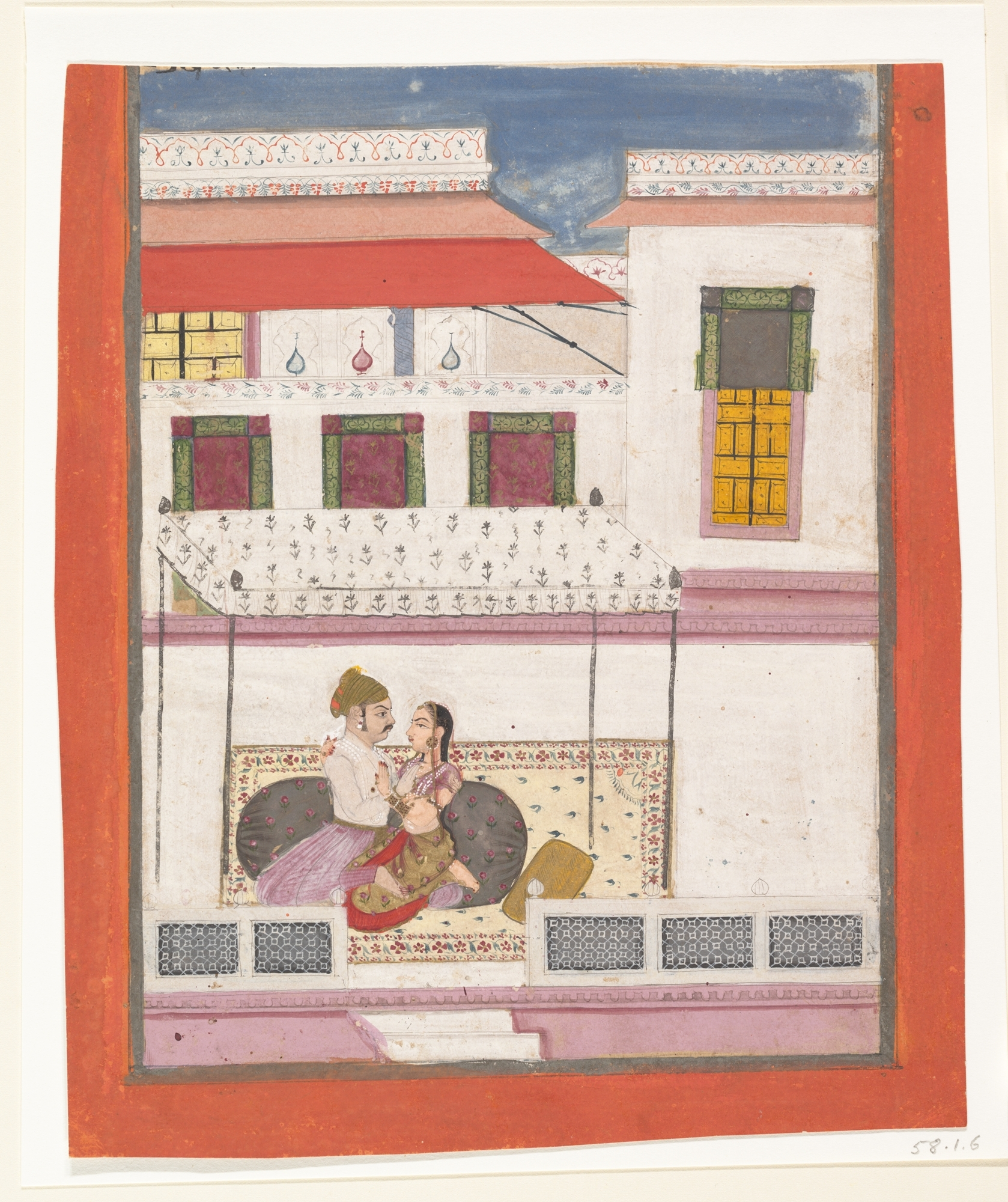
Рага Десакар. Амбер, бл. 1820 р., Музей Метрополітен, Нью-Йорк

#### Джайпур

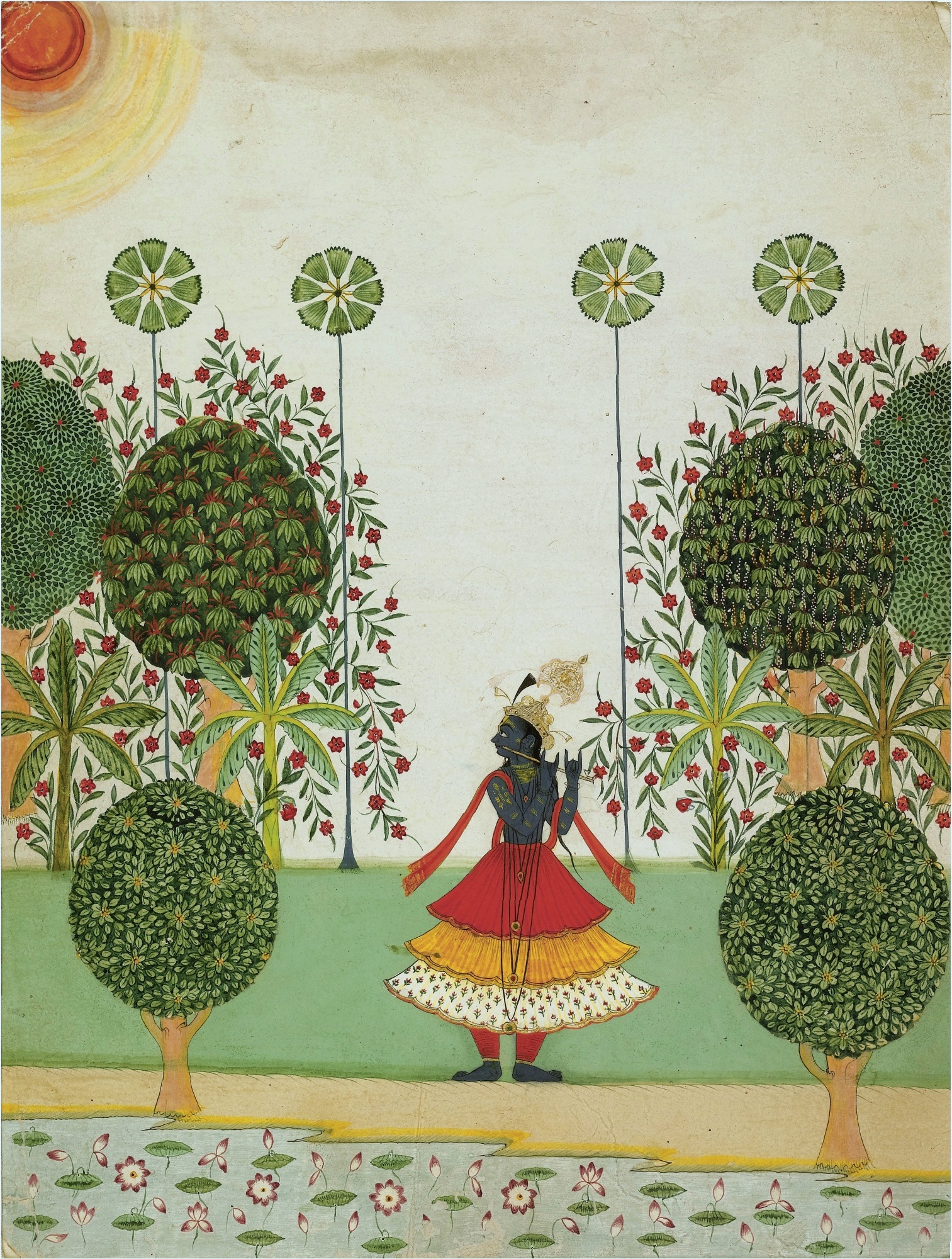
Крішна, який грає в лісі на флейті. Джайпур, 1720—1740 рр., Музей мистецтва Гарвардського Університету

Серйозні стилістичні зміни в мистецтві князівства, як правило, були пов'язані з приїздом художників з могольської імператорської майстерні. Дослідники відзначають кілька таких етапів. До перших десятиліть XVII століття характерною ознакою живопису Амбера були м'які, обтічні форми, які художники надавали могольським елементам, підпорядковуючи їх стилістиці місцевого простонародного живопису. Наступна фаза пов'язана з правлінням Джай Сінгха I (1622—1667), вона була відзначена появою композиційних прийомів, архітектурних деталей, манери зображення людських фігур і всяких другорядних елементів, які були характерні для кінця правління імператора Джахангіра (1605-27) та періоду правління Шах Джахана (1627-58). Джай Сінгх I був колекціонером перських килимів і могольського живопису, однак, незважаючи на могольський вплив, живопис при ньому як і раніше зберігала фольклорний дух. Композиції в цей час були простими, а жіночі обличчя набули тонкість і витонченість у виконанні. Ця стилістика в загальних рисах продовжилася і під час правління Саваї Джай Сінгха II (1700—1743) — будівельника нової столиці, великого любителя і покровителя живопису. При його дворі працювали художники Мохаммад Шах, в мініатюрах якого переважав вплив могольської школи, і Сахіб Рам, довгожитель Джайпурського живопису — його творча кар'єра тривала понад п'ятдесят років.
У XVIII столітті під патронажем Саваї Ішвари Сінгха (1743-51) і Саваї Мадх'я Сінгха (1751-68) виник новий стиль, в якому вплив сучасної їм могольської стилістики став більш прямим і безпосереднім. Композиції складалися з кількох пересічних площин; моделювання людських фігур виконувалося часом занадто темними тонами, які робили їх млявими. Обидва правителя взяли участь у налагодженні та систематизації роботи «суратхане» (художня майстерня), а також провели ревізію величезної колекції живопису, зібраної їх попередниками. Художники при них забезпечувалися якісним дорогим папером, а для того щоб підсилити ефект розкоші і пишноти княжих портретів, їх прикрашали справжніми перлами і кришталем, закріпленими на папері. Портрети часто виконувалися в натуральну величину, іноді на бавовняній тканині. Тематикою мініатюр служили сюжети з міфології і «Рагамали», ілюструвалася астрологія, а також різні кумедні випадки, романтичні сюжети і еротика. Під час правління двох цих князів при дворі продовжував працювати один з найкращих Джайпурських майстрів портрета — Сахіб Рам. Йому належить кілька портретів, виконаних в кооперації з іншими колегами — Рамджі Дасом і Говіндом (серед них чудовий портрет Ішвари Сінгха, виконаний спільно з художником Чандрасом). Портретом займалися також Хіра Нанд і Трілок. Інша тематика представлена в творах художника Лала Чітара, який прославився картинами із зображенням тваринного світу (особливо птахів), і мисливськими сценами.
На загальну думку, пік розвитку Джайпурського живопису припав на час правління Махараджі Саваї Пратап Сінгха (1778—1803). Він отримав князівський трон в 14 років (злі язики стверджували, що він прийшов до влади завдяки тому, що його зведений брат загинув в дорожній події, а весь інцидент був підлаштований його властолюбною матір'ю, яка в результаті стала регентшею при малолітньому правителі, і керувала справами до 1787 року). Період його правління іноді називають «золотим століттям Джайпурського живопису». Князь був великим поціновувачем мистецтва, талановитим музикантом і композитором, а також поетом і пристрасним прихильником вішнуїзму, у зв'язку з чим його найбільше цікавили ілюстрації до релігійних текстів. Він мав звичку, вбравшись Крішною, виконувати божественний танець створення світу — «Расамандала», в хороводі якого брали участь його наложниці, що виконували роль гопі — пастушок, закоханих в свого пана. Художники увічнили ці ритуали-вистави, зображуючи Пратап Сінгха в образі Крішни, як під час танцю, так і при виконанні інших ролей Крішни, взятих з сюжетів «Крішна ліли». Махараджа побудував обширну майстерню, в якій працювали такі майстри, як Гопал, Удай, Хукма, Джіван, Рамасевак, Лакшман і ін. В цілому більше п'ятдесяти художників. З її стін виходили сотні творів, серед них ілюстрації до «Бхагават пурани», «Рамаяни», «Деві Махатме» і «Рагамале».
В XIX столітті Джайпурська школа поступово занепадала; її основними ознаками стали яскраві, не пом'якшені тони і побіжна обрисовка фігур. Ця манера, постійно відтворюючись, стала стандартом. За часів Саваї Рам Сінгха (1835—1880) деякі художники засвоїли прийоми поширеного в Індії XIX століття «живопису Ост-Індської компанії» або спиралися на фотографії як на творче джерело.

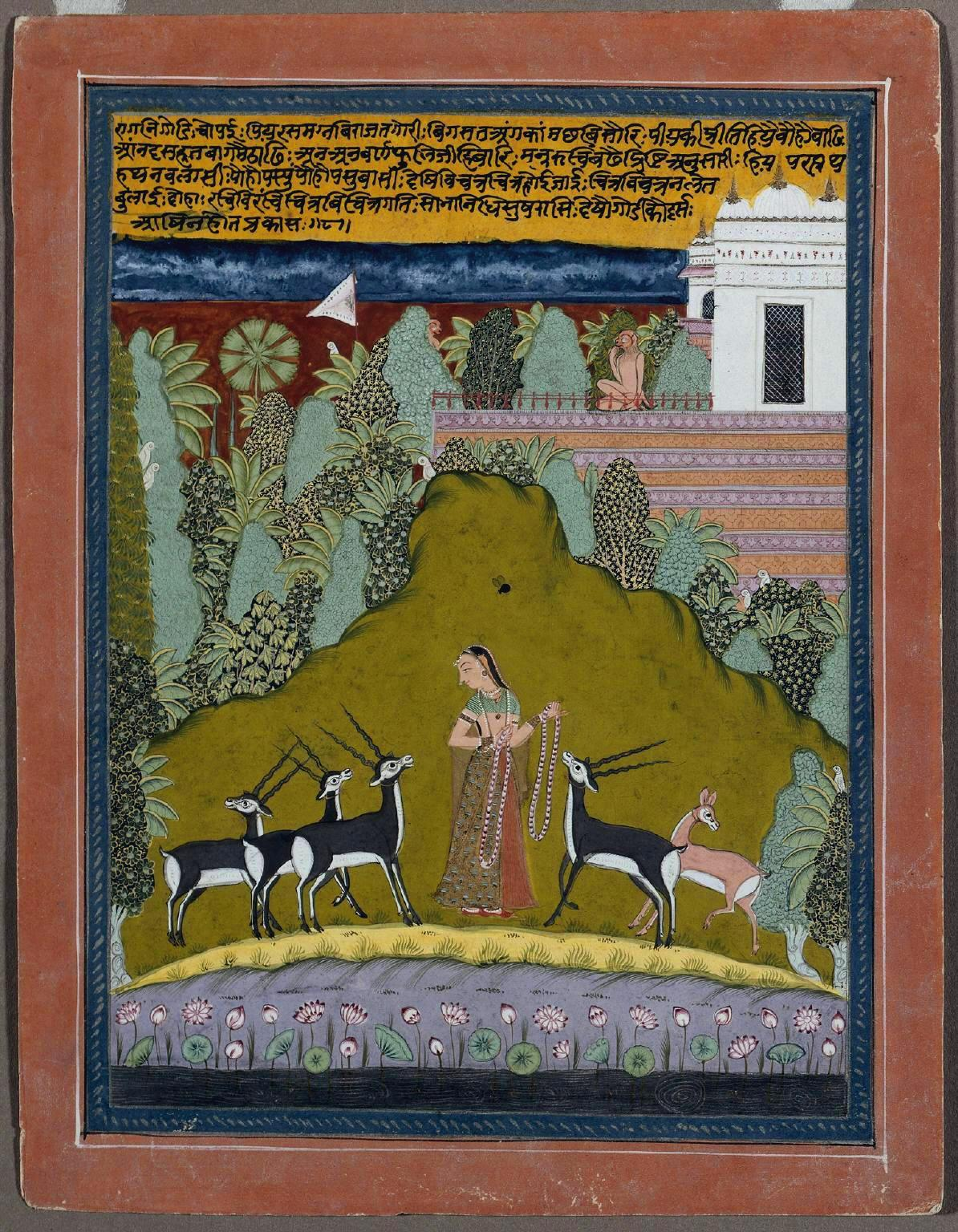
Гауді Рагін. Джайпур, 1700-1725 рр., Музей мистецтва, Клівленд
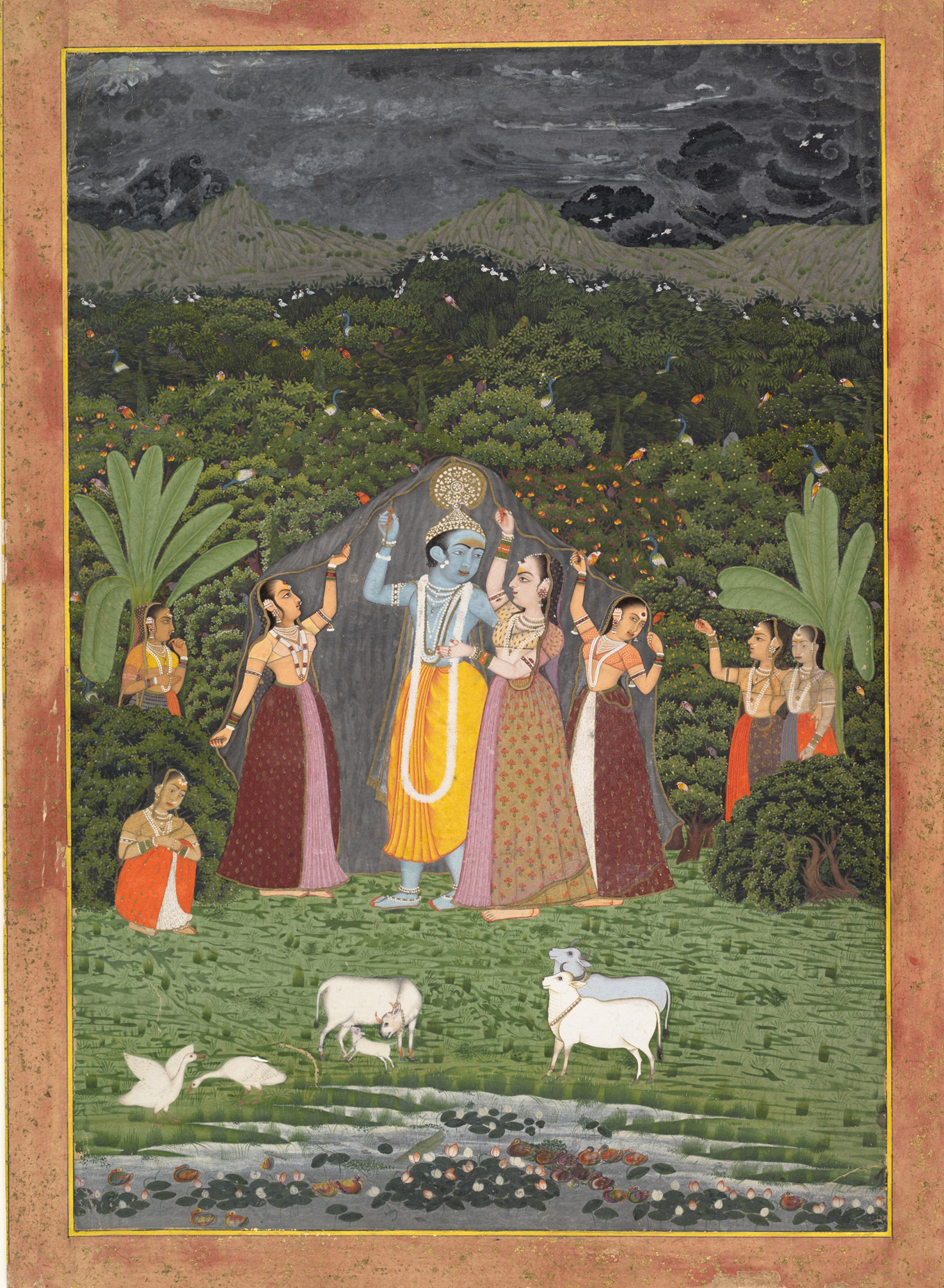
Крішна і гопі, які укрилися від дощу. Джайпур, бл. 1760 р., Музей Метрополітен, Нью-Йорк
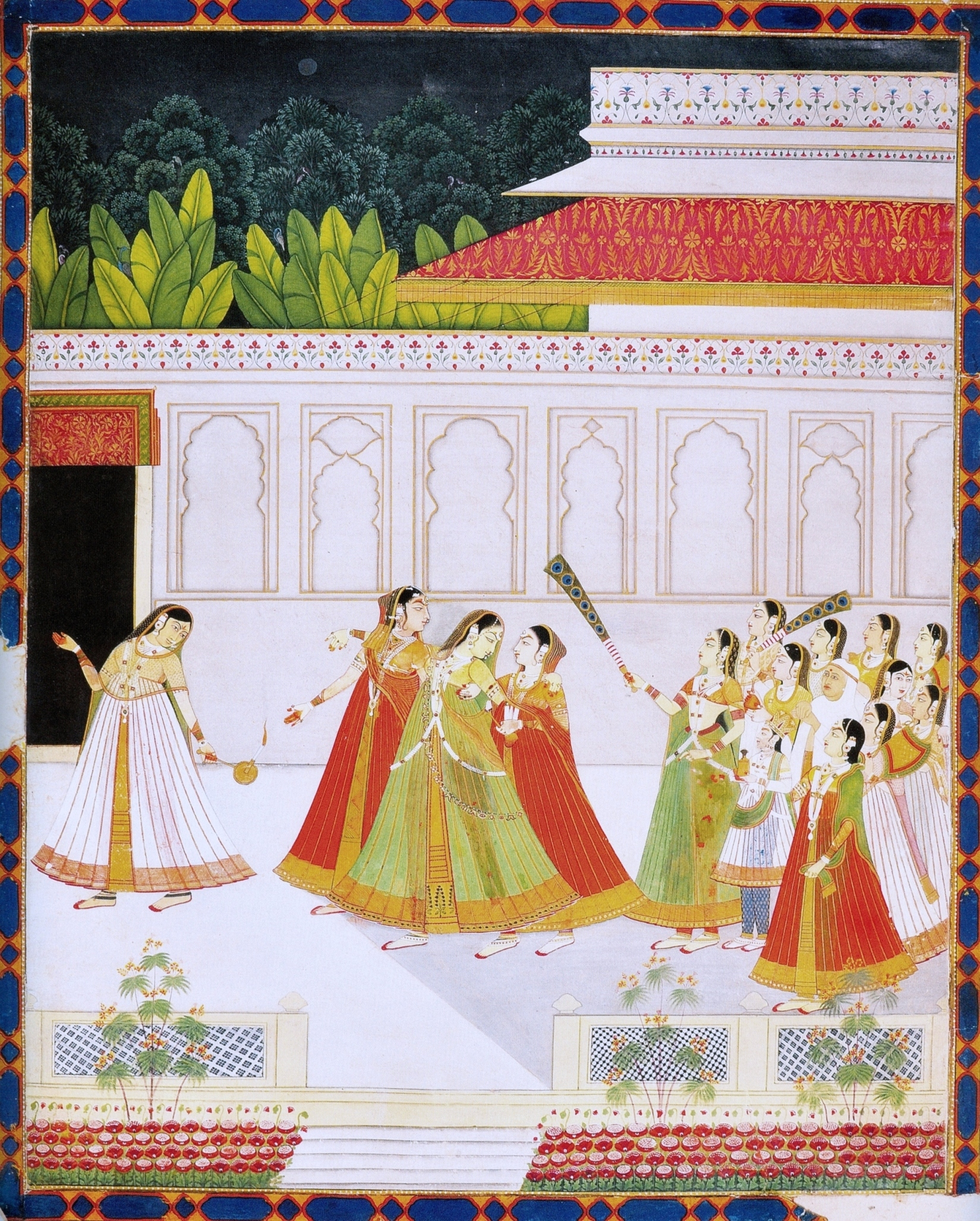
Новенька в княжому гаремі. Джайпур, кін. 18 ст. Національний музей, Нью Делі
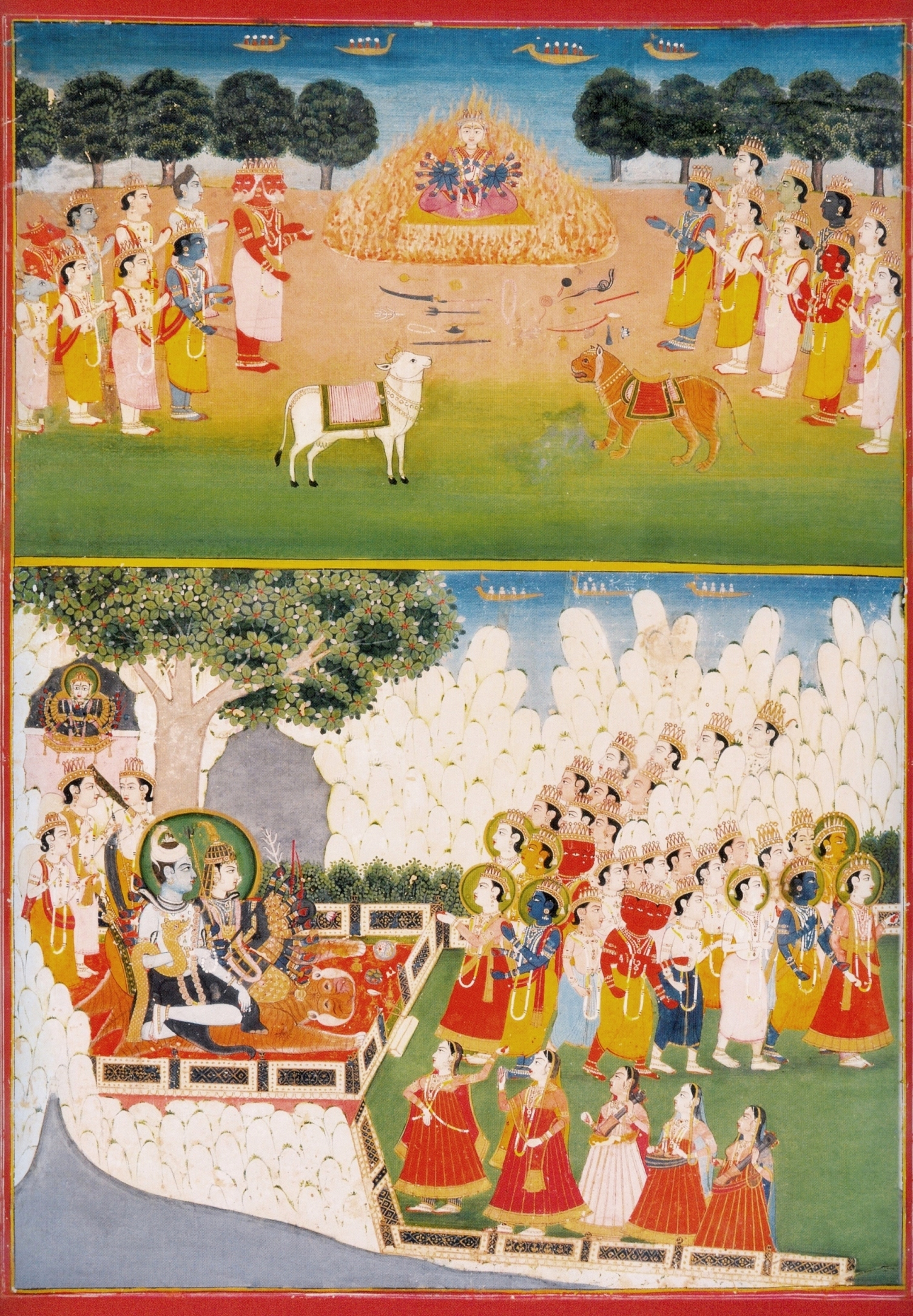
Боги підносять зброю Деві. Джайпур, бл. 1800 р., Національний музей, Нью Делі
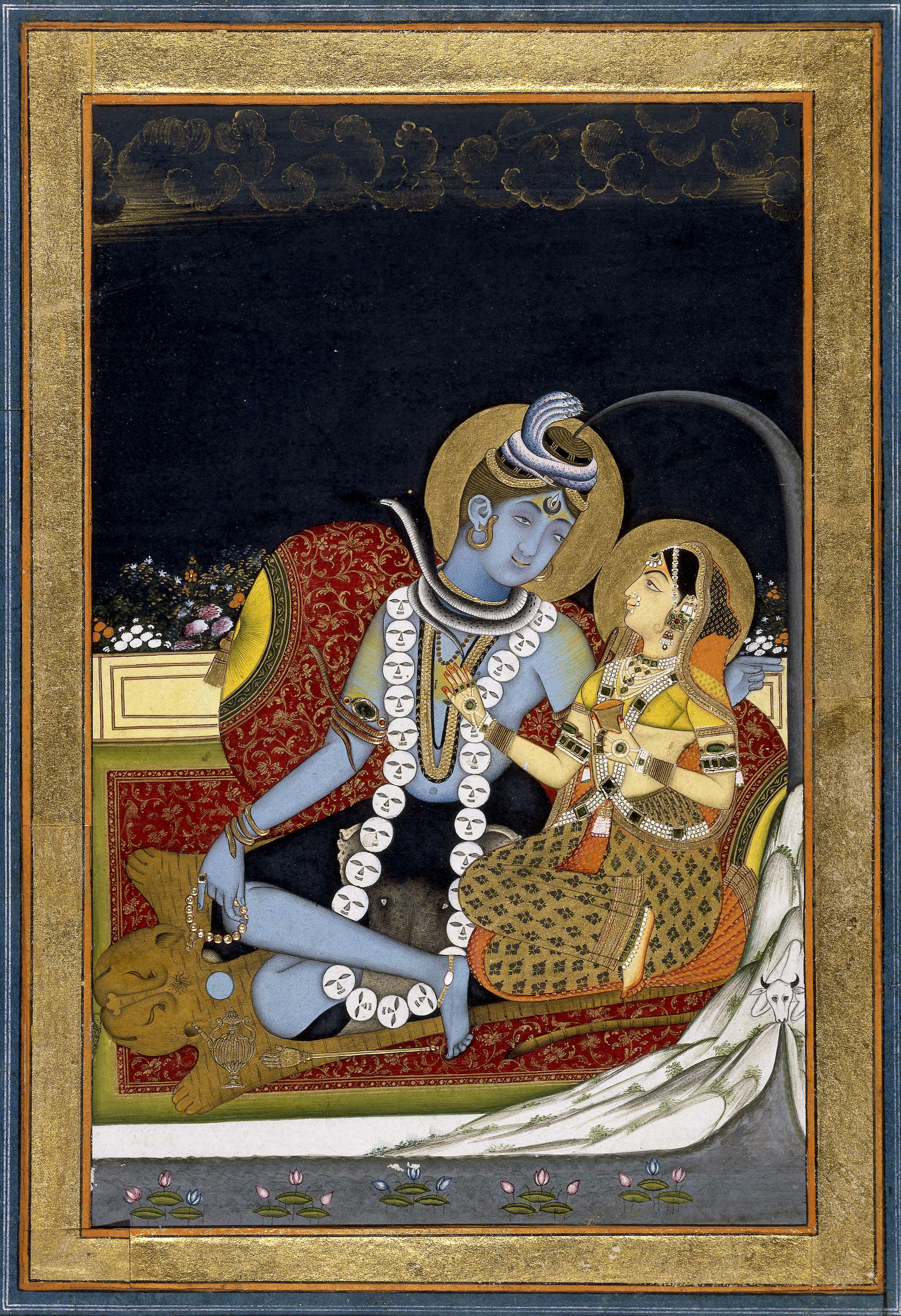
Шива і Парваті, що сидять на терасі. бл. 1800, Британський музей, Лондон
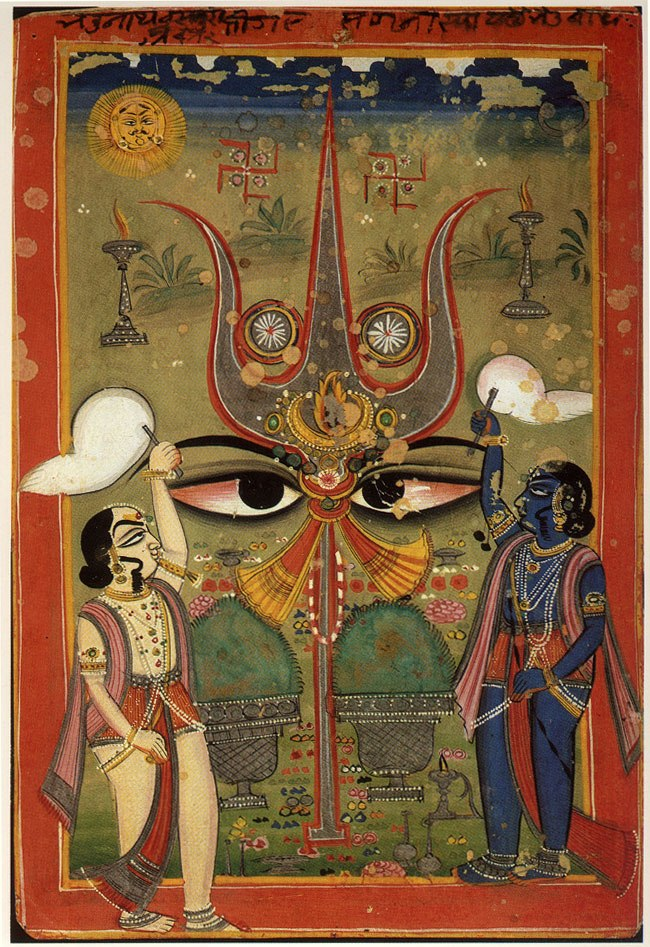
Поклоніння тризубу, символу Шиви. Джайпур, 1775-1800, Приватне зібрання.
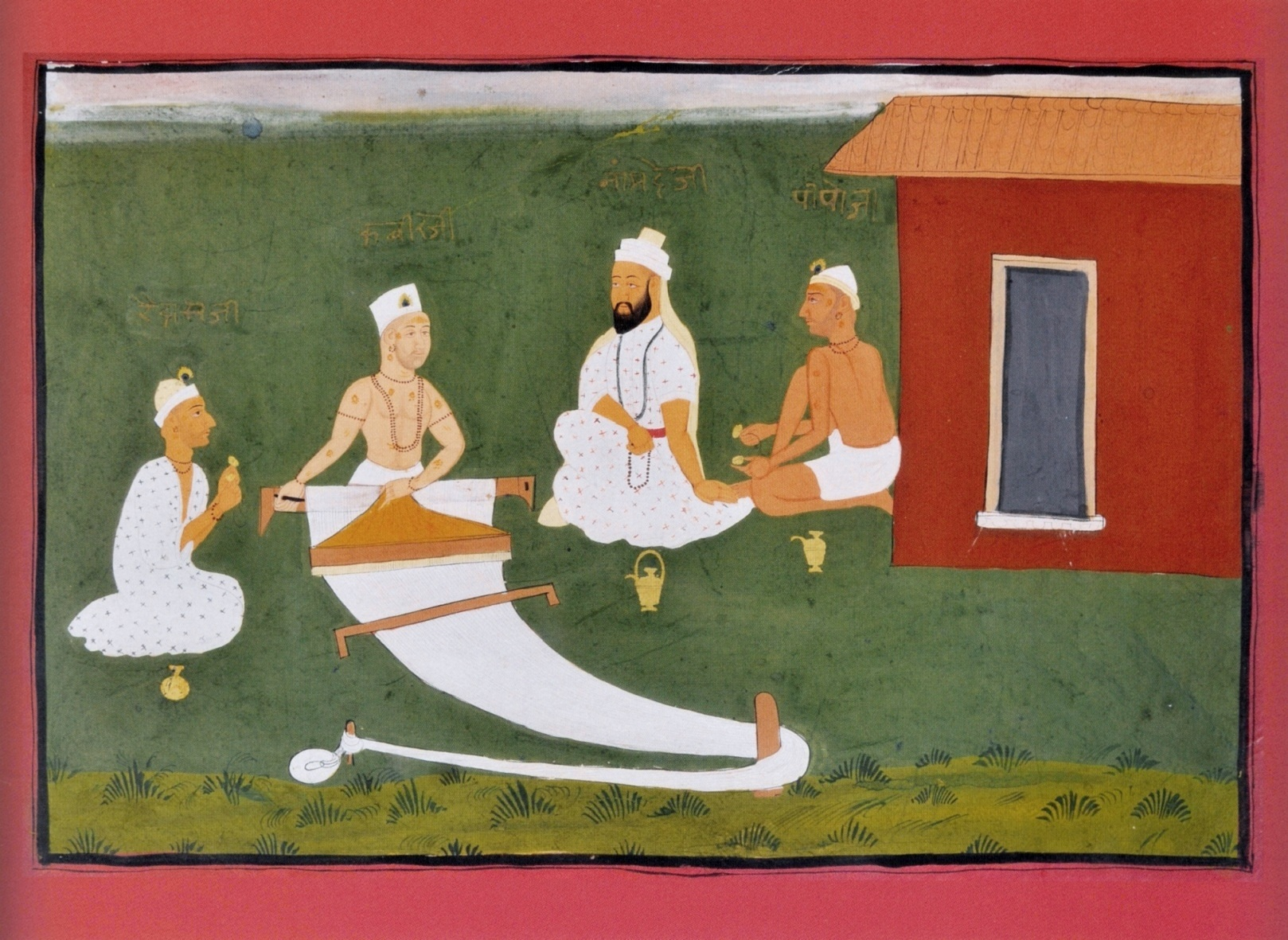
Святий Кабір з Намдевою, Райдасом і Піпаджі. Джайпур, поч. 19 ст., Національний музей, Нью Делі
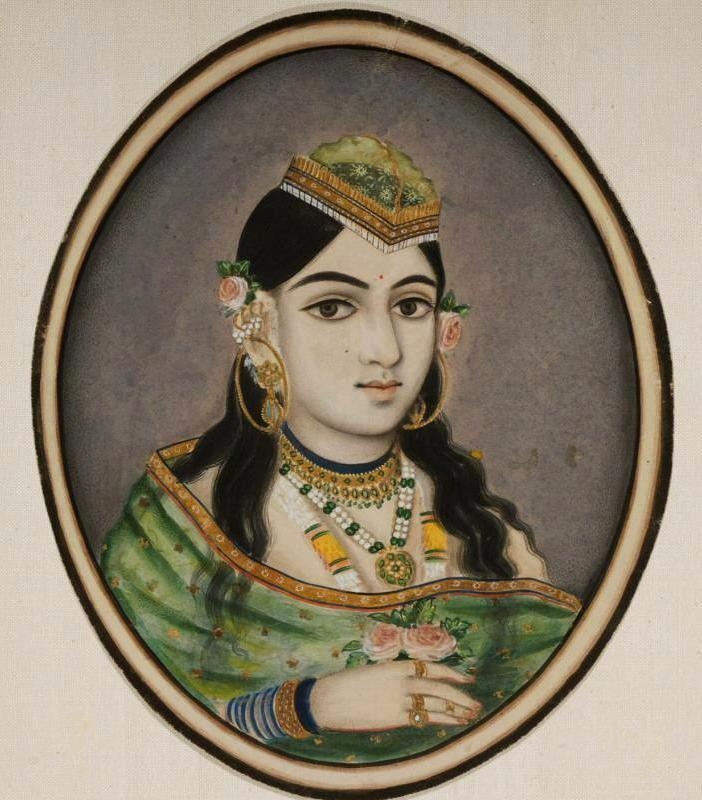
Наложниця Махараджі Саваї Рам Сінгха, вбрана для весняного свята. Джайпур, 1860-70 рр., Музей мистецтва Сан Франциско.

#### Алвар

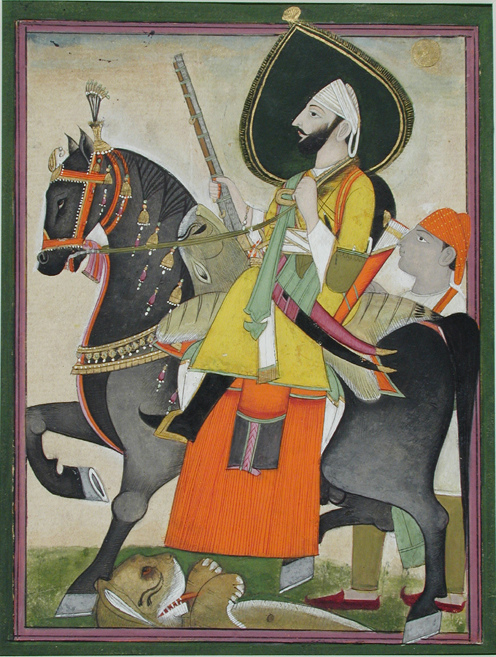
Рао Раджа Бакхтавар Сінгх, переможець лева. Алвар, бл. 1800 р., Музей мистецтва Сан Дієго

Живопис князівства Джайпур був зосереджений виключно і тільки в столиці держави, але розвивалася також у сусідніх центрах, в яких проживали сім'ї феодалів, пов'язаних узами спорідненості зі столичною династією Каччава. Місцевий живопис в Ісарді, Малпурі, Самоді і Караулі випробовував вплив столичних стилів. Ще одним місцем, де Джайпурська школа проявила себе, було прикордонне князівство Алвар, засноване представниками однієї з гілок клану Каччава наприкінці XVIII століття в результаті розпаду імперії моголів. Тут при двох правителях — Рао Раджа Пратап Сінгхе (1756-90) та його сина Рао Раджа Бакхтавар Сінгхе (1790—1814) виникла невелика місцева школа (або суб-стиль), яка, судячи з усього, була наслідком приїзду в Алвар двох художників з Джайпуру, яких звали Шив Кумар і Дхалу Рам. Вони прибули близько 1770, коли Рао Раджа Пратап Сінгх побудував форт Раджгарх, зробивши його своєю столицею. Дхал Рам був майстром фрески (йому приписують керівництво розписом «скляного палацу» Шиш Махал; згодом він був призначений главою придворного музею). Шив Кумар, як припускають, через деякий час повернувся в Джайпур. В мініатюрах і фресках місцеві художники відображали сцени княжих прийомів, сюжети присвячені Крішні і Радхі, Рамі і Сіті, Наяку и Наїкі і т. д. Раджа Банні Сінгх був особливо претензійний у своїх політико-культурних амбіціях. Для того, щоб продемонструвати найвище заступництво мистецтву і піднятися в цьому відношенні до рівня могольских імператорів він бл. 1840 запросив до себе ведучого делійського художника Гулам Алі Хана, який в кооперації з місцевим майстром Балдевом проілюстрував «Гулістан» Сааді (1840-53 рр., Урядовий музей, Алвар).

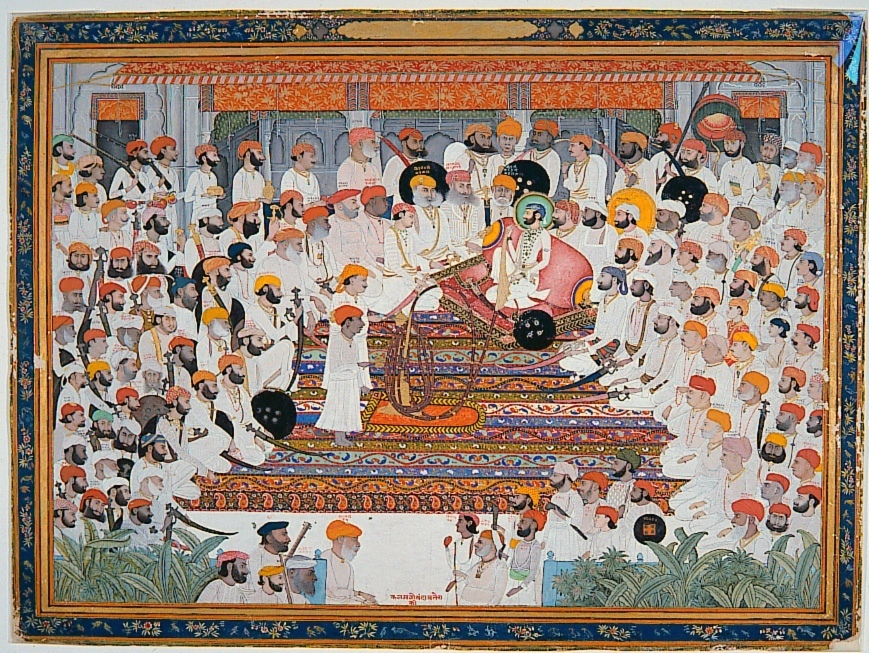
Дарбар Раджі Бакхтавар Сінгха, правителя Алвара. бл. 1810 р., Музей мистецтва Сан Дієго
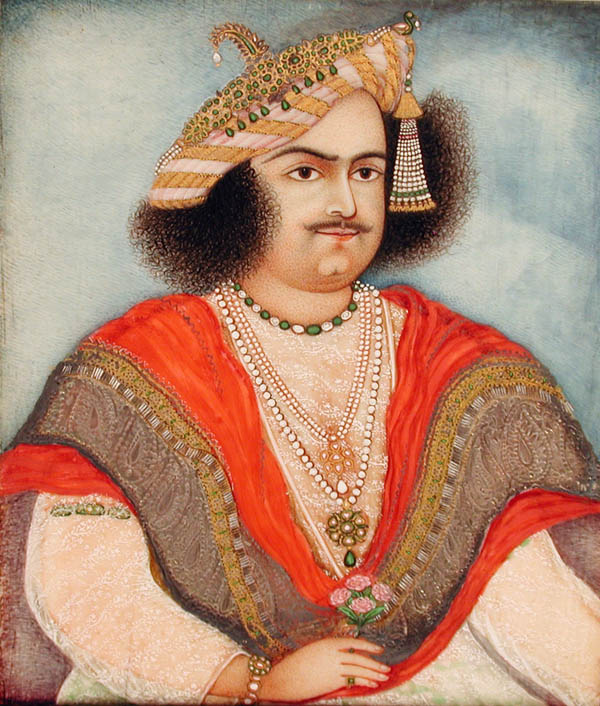
Маратх в червоній шалі. Алвар, бл. 1820 р., Музей мистецтва Сан Дієго
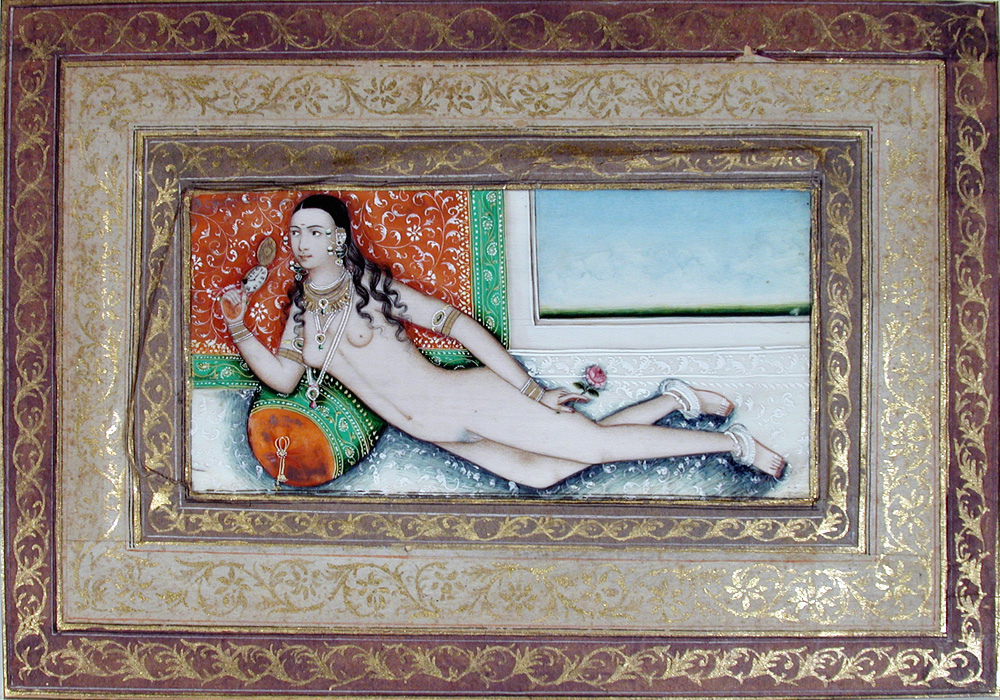
Одалиска з європейськими годинами. Алвар, бл. 1825 р., Музей мистецтва Сан Дієго
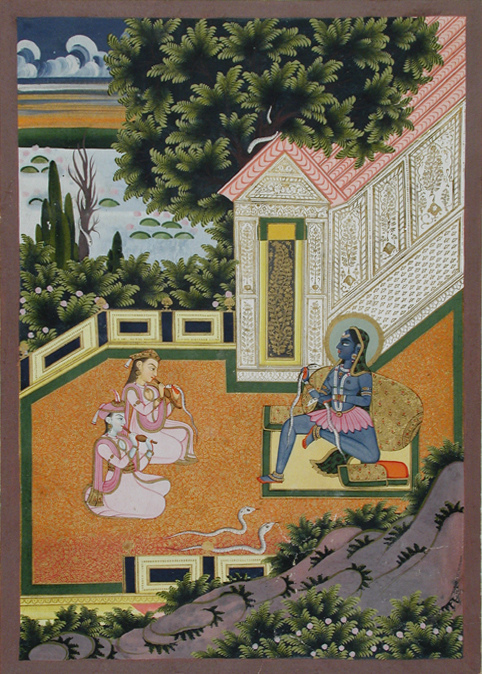
Асварі Рагіні. Алвар, бл. 1850 р., Музей мистецтва Сан Дієго
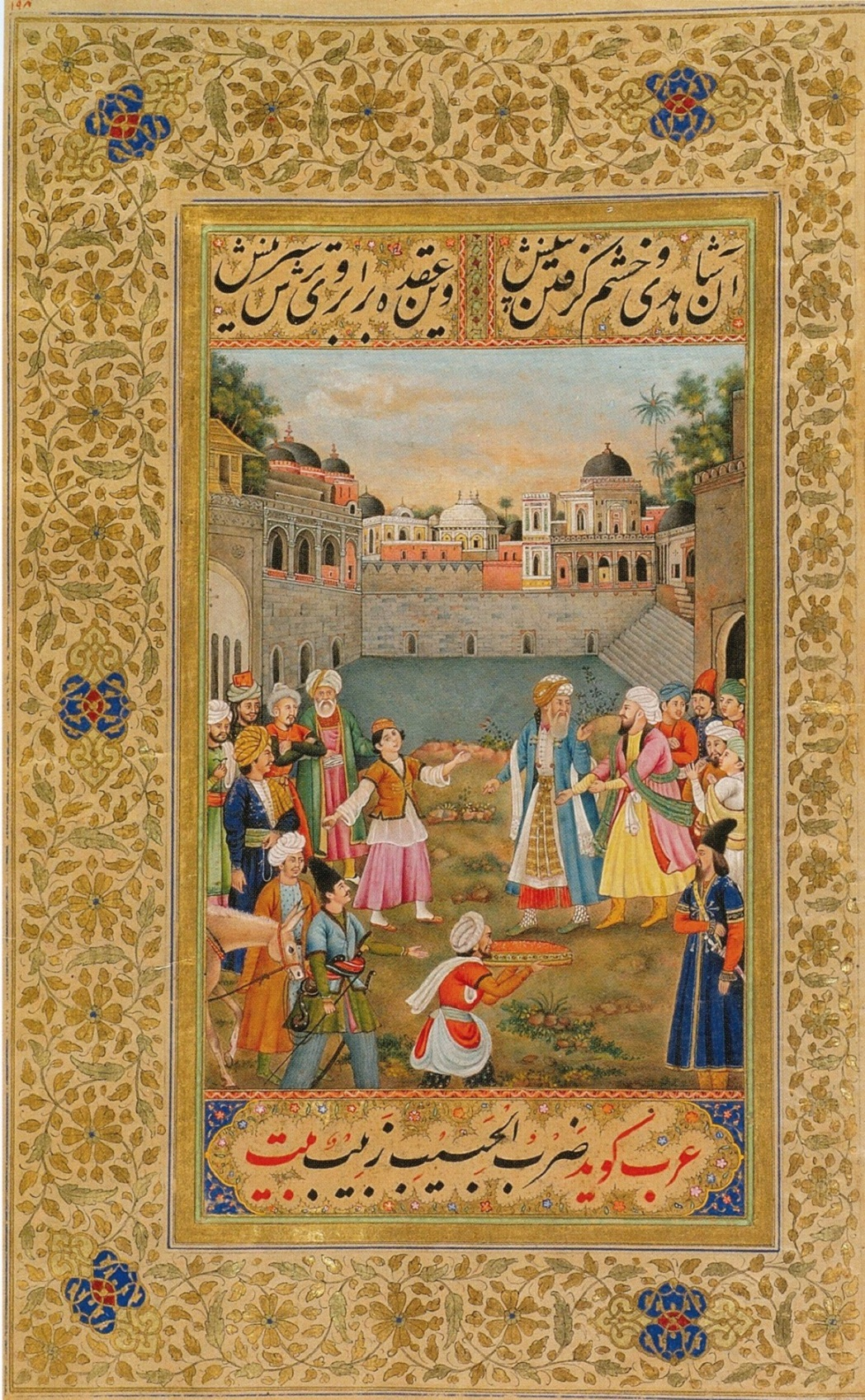
Гулам Алі Хан. Сторінка з "Гулістана" Сааді. 1840-53 рр., Урядовий музей, Алвар.

### Живопис Марвара (Джодхпура)

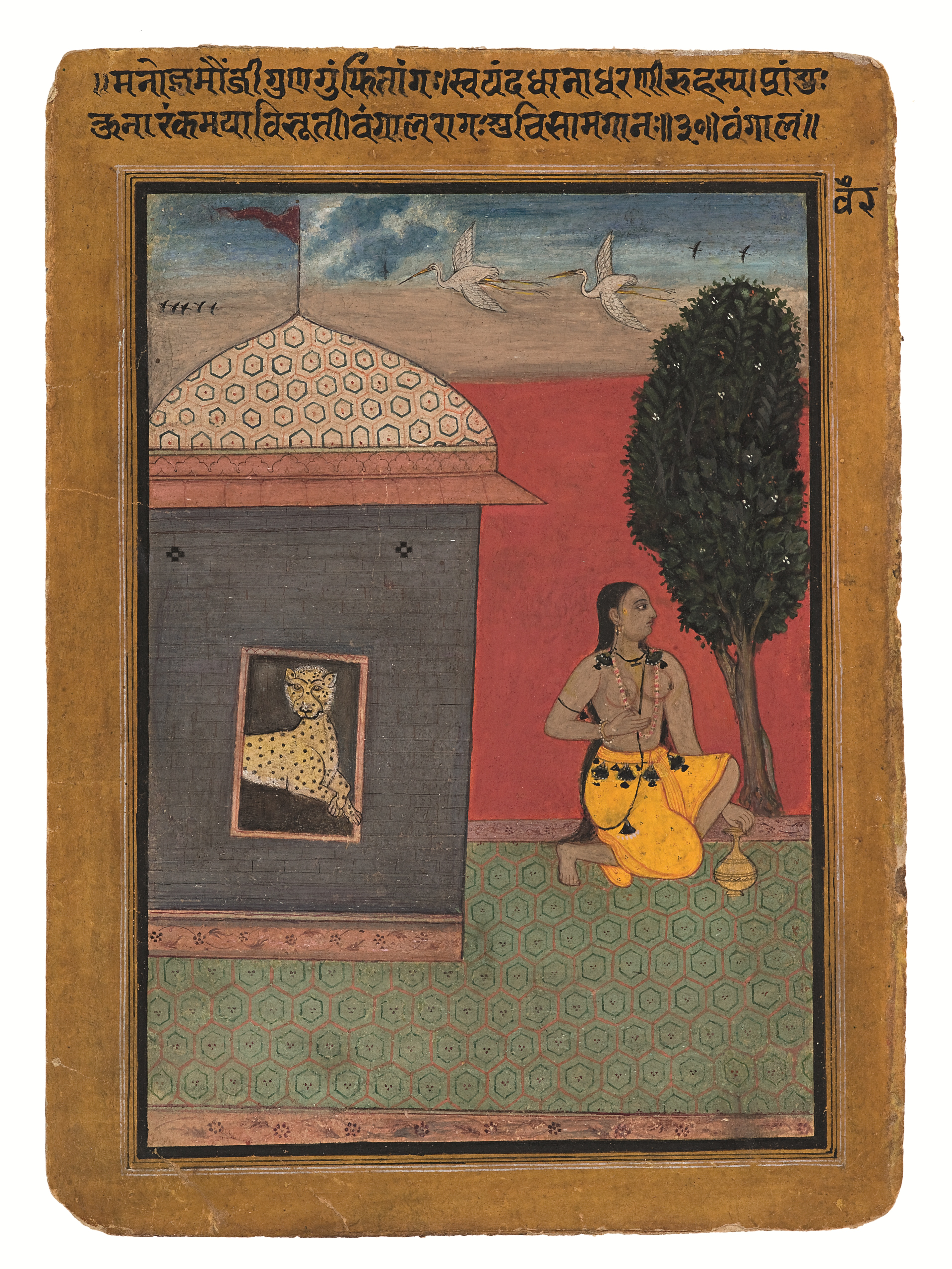
Вангала рагини. ок. 1605г, Коллекция Клаудио Москателли.

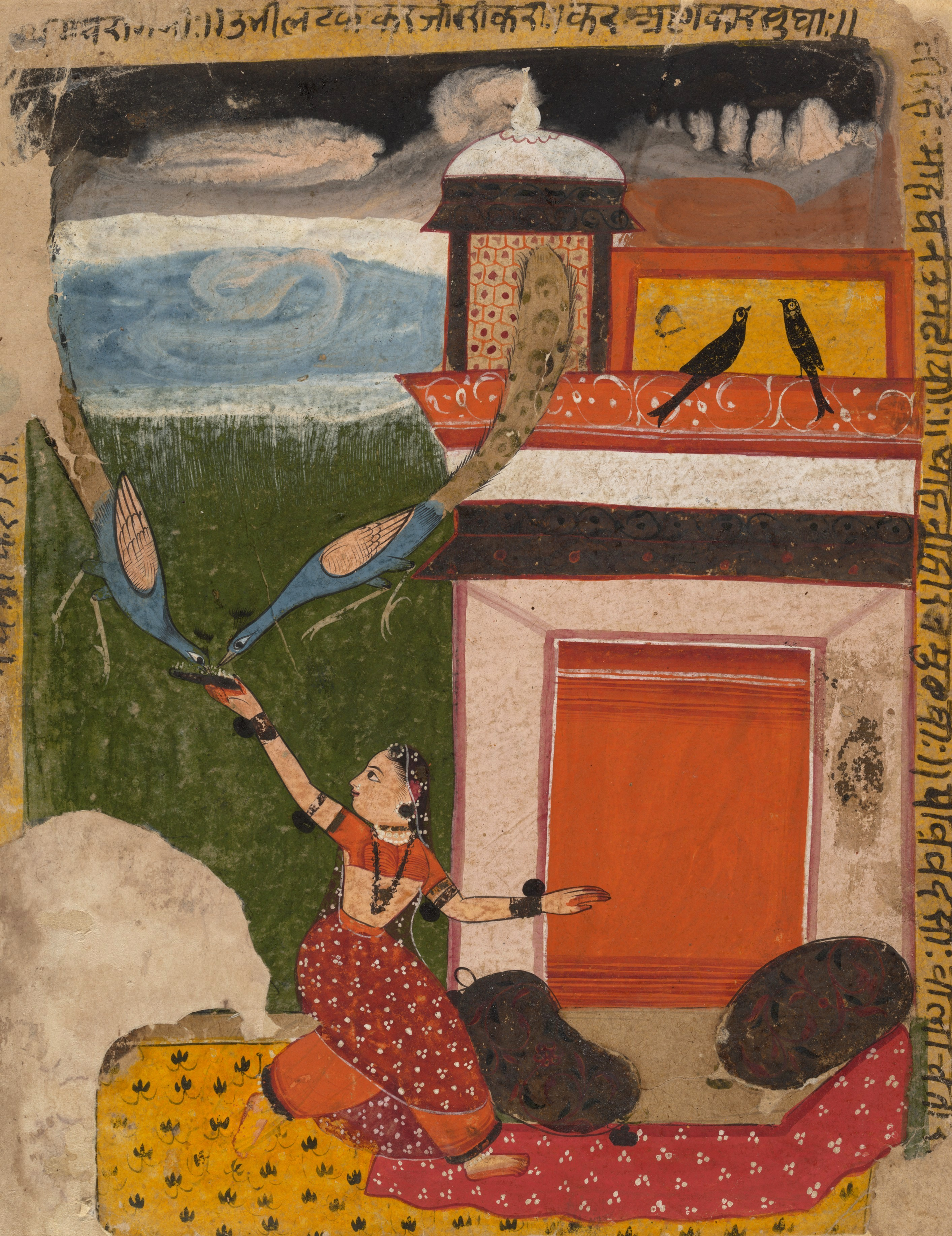
Мадхумадхаваі рагіні.1640-50 рр., Музей Метрополітен, Нью-Йорк

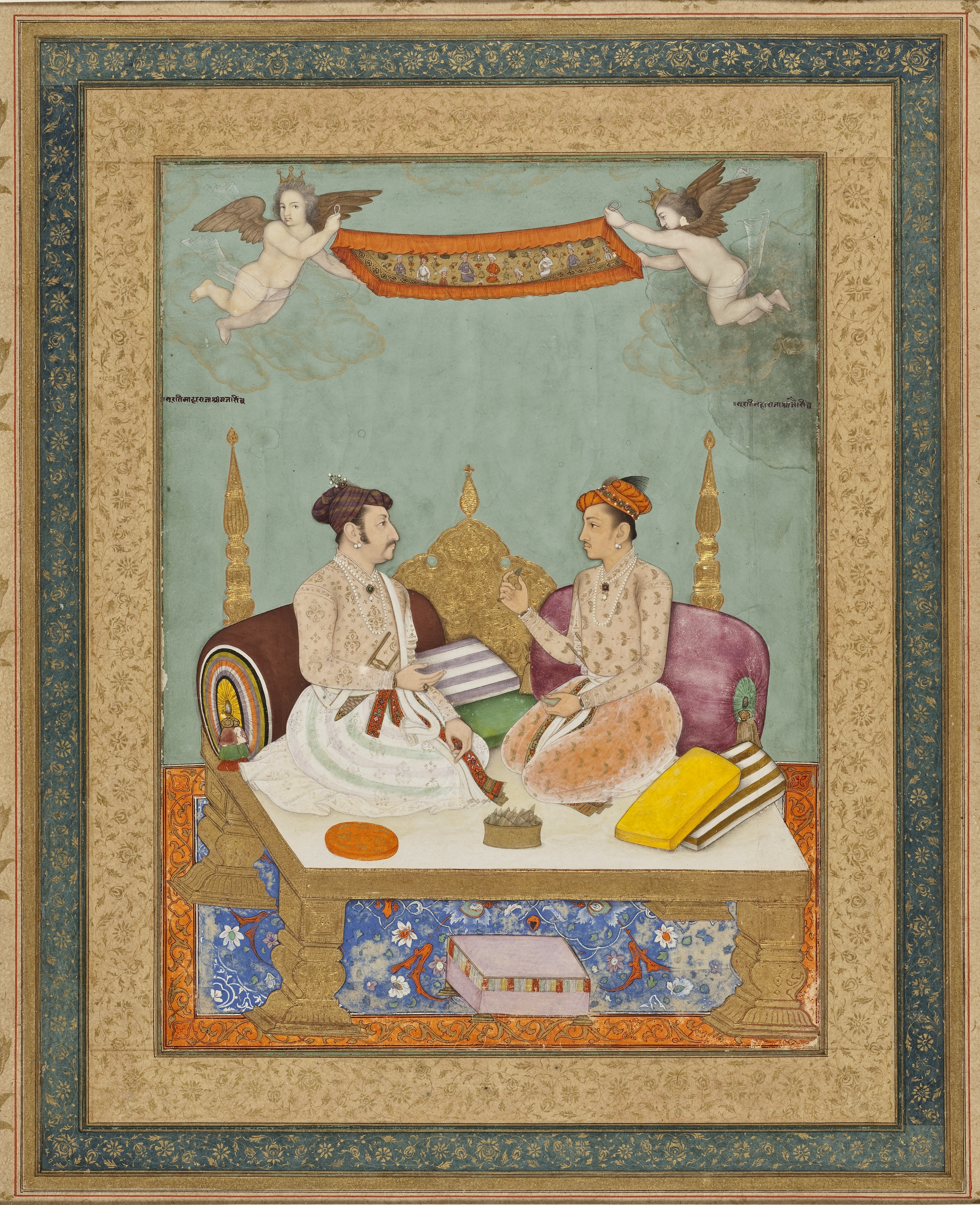
Бічітр. Гадж Сінгх і Шах Шуджа. бл. 1638 р., Лос Анджелес, Музей округу.

Марвар — це спотворене «Марувар», що означає «Країна Мари», тобто «країна смерті». Історики вважають, що така назва закріпилася в зв'язку з тим, що князівство розташовувалося в місцевості, більшу частину якої займає пустеля Тар (хоча сучасні історики стверджують, що в XIII—XVI століттях умови життя там були значно м'якше). Державу Марвар створили представники раджпутського клану Ратхор, які прийшли в ці місця з Бадауна, після того, як були витіснені мусульманським завойовником Кутб-уд-Діном (припускають, що ратхори є нащадками династії Раштракутів). Князівство засновано в XIII столітті (традиційна дата — 1226 рік).
Суворі природні умови виховали в марварцях витривалість і невибагливість, вони вважалися самими хоробрими і войовничими з усіх раджпутів. Рання історія їх князівства мала скромний початок; проте до XVI століття воно зміцнилося і посилилося достатньо для того, щоб зайняти важливе місце серед інших раджпутських держав. В 1549 п'ятнадцятий правитель клану ратхорів Рао Джодха заснував місто Джодхпур, в який була перенесена столиця (згодом так стали називати все князівство). Він же був і засновником першої придворної художньої майстерні в Джодхпурі. Наприкінці століття Раджа Удай Сінгх (більше відомий як Мота Раджа, тобто «товстий раджа», правив в 1583-95 рр.) видав свою дочку Джодха Баі за могольського імператора Акбара. Родинні зв'язки з моголами позитивно позначилися, як на добробуті краю, так і на його культурному житті.
Мальовнича традиція цих місць йде в глибокі століття. У ранньому середньовіччі територія Марвара належала державі династії Гурджара-Пратіхарів, відомій своїми культурними досягненнями. Пізніше, в XIII—XV століттях в цьому районі Індії існувало розвинене виробництво джайнських манускриптів. Джайнські мініатюри з книг, написаних на санскриті і апбхранш, були основним джерелом виникнення марварського художнього стилю. Після того, як Рао Джодха в середині XVI століття зміцнив державу, художники його майстерні відродили стилістику джайнської, гуджаратської мініатюри, а також мініатюри книг на апбхранш, надавши їм нову форму. Велика роль у становленні марварської школи належить князю Рао Малдео (1532-68), який був великим любителем і покровителем мистецтва. Створений під його опікою ілюстрований примірник «Уттарадх'яни Сутри» (Барода, Музей), незважаючи на всю умовність і примітивність зображень, являє собою видатний твір ранньої марварської художньої традиції. Від цього періоду збереглися також залишки фресок в палаці Чаукхела.

#### XVII століття
Великим любителем мистецтва був Раджа Шур Сінгх (1595—1620). Від його часу збереглося безліч картин, що зберігаються нині в Музеї м. Бароди і в приватній колекції Санграма Сінгха. Серед книг, проілюстрованих під його заступництвом, виділяється історичний твір «Дхол Мару». У 1623 році, при наступному правителі князівства Гадж Сінгхе (1620-38) була створена серія ілюстрацій до «Рагамали» (Збори Санграма Сінгха). Ця серія, що складається з 37 мініатюр, була створена в Палі, головному комерційному центрі Марвара. Дослідники вважають її найбільш раннім прикладом сформованої джодхпурської художньої ідіоми, представленої в її фольклорному варіанті. Мініатюри мають горизонтальний формат, фігури на них відрізняються вигадливими особливостями, в роботі відчувається жвавість, проте пігменти грубі і накладені неохайними мазками.
Іншим прикладом джодхпурського живопису є мініатюри до віршів Сурсагара (Барода, Музей) і ілюстрований примірник «Расікапріі» (Барода, Музей), виконані в середині XVII століття. Їм притаманні більш акуратний малюнок і хитромудрі орнаменти.
Одночасно з цим виконаним в простонародному стилі мистецтвом створювалися чудові портрети Гадж Сінгха (1620-38), написані в найкращих традиціях могольського реалізму — його зображували в віконці «джарокха», або таким, що сидить на тронному узвишші з могольським принцом Шахом Шуджа (останній портрет був написаний могольським художником Бічітром). До цієї ж, інспірованої могольскою манерою, групи належать незакінчені портрети Джасвант Сінгха (1638-78), що засідає в дарбар в оточенні придворних — в них ясно помітні реалістичні елементи, притаманні живопису епохи імператора Шах Джахана (1628—1658). Невідомо, де були створені ці портрети, в Делі чи Джодхпурі.
 
Джасвант Сінг (1638-78) був великим шанувальником мистецтва і мав високий інтелект. У його правління Марвар перетворився на важливий центр кришнаїтського культу бгакті, який став однією з головних тем місцевого живопису. Джасвант Сінгх, будучи довгий час на службі у моголів, і поріднившись з ними, виразно віддавав перевагу могольському стилю. Однак період могольського домінування не був тривалим, так як міцного засвоєння могольської манери не відбулося, і, врешті-решт, надалі в джодхпурському живопису знову стала переважати споконвічна схильність до лінійного малюнку в поєднанні з абстрагованою кольоровою гамою.

#### XVIII століття
Махараджа Аджіт Сінгх (1679—1725) прийшов до влади в результаті довгого протистояння з моголами. Імператор Аурангзеб хотів звернути його в іслам, але клан ратхорів довго ховав юного раджу, героїчно борючись і ведучи партизанську війну проти моголів кілька десятиліть. Після того, як Аджіт Сінгх в 1688 році пройшов обряд «тіка Даур», він офіційно став правителем Джодхпура. Ратхори остаточно вигнали моголів зі своїх земель тільки через 20 років після смерті Аурангзеба, що трапилася в 1706 році. Незважаючи на настільки героїчний і напружений час джодхпурський живопис в ці часи переживав період розквіту. Темами творів були різні поетичні тексти, Расікапрія, Гіта Говінда, різні сюжети з придворного життя, сцени полювання, фестивалі, зображення урочистих процесій, портрети раджей і їх васалів.
У правління Абхай Сінгха (1725-51) і Бакхат Сінгха (1751-52) заступництво художникам стало чи не найбільш улюбленою розвагою правителів. У міру ослаблення могольської імперії і тиску з її боку, раджпути все більш насолоджувалися плодами мирного життя, одним з наслідків якої стало зростання естетичних і гедоністичних нахилів правлячої еліти.
Бакхат Сінгх, бравий генерал, зіпсував свою репутацію вбивством власного батька Аджіт Сінгха (в політичних цілях). Старший брат Абхай Сінгх (1725-51) відіслав його в місто Нагаур, де той правив у 1725-51 роках. Правління Бакхат Сінгха ознаменувалося помітним пожвавленням в мистецтві і літературі. Він перебудував нагаурський палац в Могольському стилі, заклав розкішні сади, і організував для себе придворну художню майстерню, що займалася, в основному, створенням картин, темами яких були його князівські розваги та задоволення. Художники його ательє розробили особливу чуттєву естетику, відображаючи в нетипово великих картинах палацову архітектуру і багаті, райські сади раджі, написані ніжними світлими тонами. У 1751 році він зайняв трон у столиці — Джодхпурі, ставши правителем всього Марвара, однак царювати йому довелося недовго: в 1752 році Бакхат Сінгха отруїла племінниця в помсту за вбивство свого діда Аджіт Сінгха.
Особливий джодхпурський стиль виник під час правління Махараджы Віджаї Сінгха (1752-93). Його правління припало на бурхливі десятиліття, коли Могольська імперія інтенсивно руйнувалася, а її колишні данники ставали незалежними князями і царями. Віджаї Сінгх підтримував стосунки з сусідніми раджпутськими правителями, які розділяли його пристрасну відданість індуїстським божествам Вішну, Рамі і Крішні. Князь публічно оголосив, що присвячує себе культу Крішни, побудував два храми на його честь, заборонив м'ясо та спиртні напої. Одним з його указів було неухильна вимога підкреслено шанобливо звертатися до сільських пастухів, іменуючи їх «Владика полів» («джагірдарс»), тому що Крішна колись був пастухом.
Майстерня Віджаї Сінгха створювала монументального формату рукописи, які ілюструвались темами «ліли» (спонтанної любовної гри); Рама або Крішна в них розміщувалися в пишно квітучих ландшафтах. Ці картини демонструють, як художники Віджаї Сінгха розширювали і збагачували тематику та художні прийоми, що залишилися у спадок від його батька Бакхат Сінгха. На відміну від звичайних манускриптів, які зручно брати в руки, великі фоліанти Віджаї Сінгха, ймовірно, виставлялися напоказ (їх тримали так, щоб під час богослужіння всі бачили сюжет картини, в той час як пов'язані з нею вірші розспівувались, або читалися вголос). Пастельна палітра цих творів була продовженням традиції, закладеної Бакхат Сінгхом.
 
Ще однією особливістю марварського живопису другої половини XVIII століття був обмін художниками між Джодхпур і Біканера, де правила ще одна гілка династії Ратхорів. Деякі з майстрів переїжджали з Біканера в Джодхпур, інші робили навпаки.

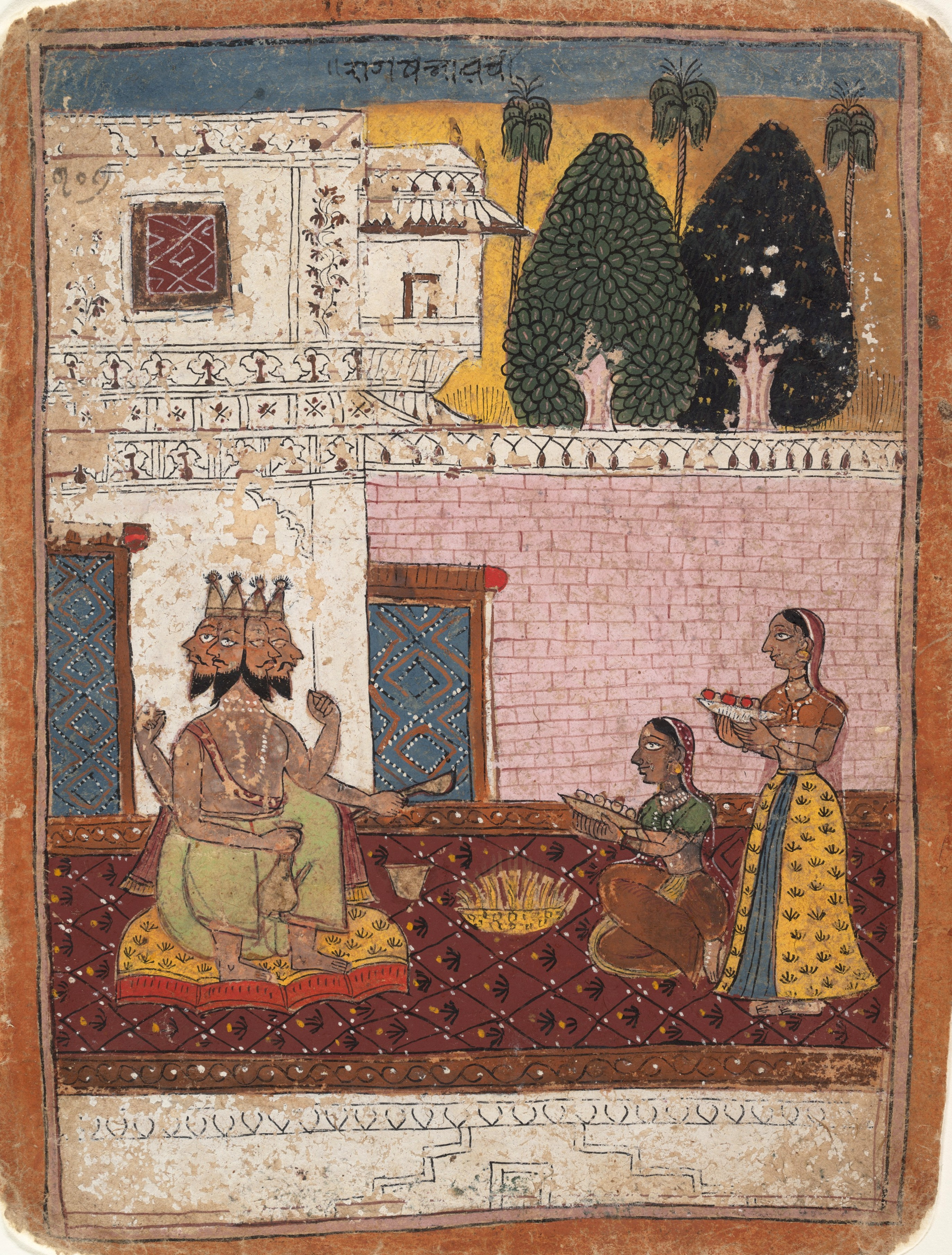
Кхамбаваті Рагіні. 1700-1725 рр., Музей Метрополітен, Нью-Йорк
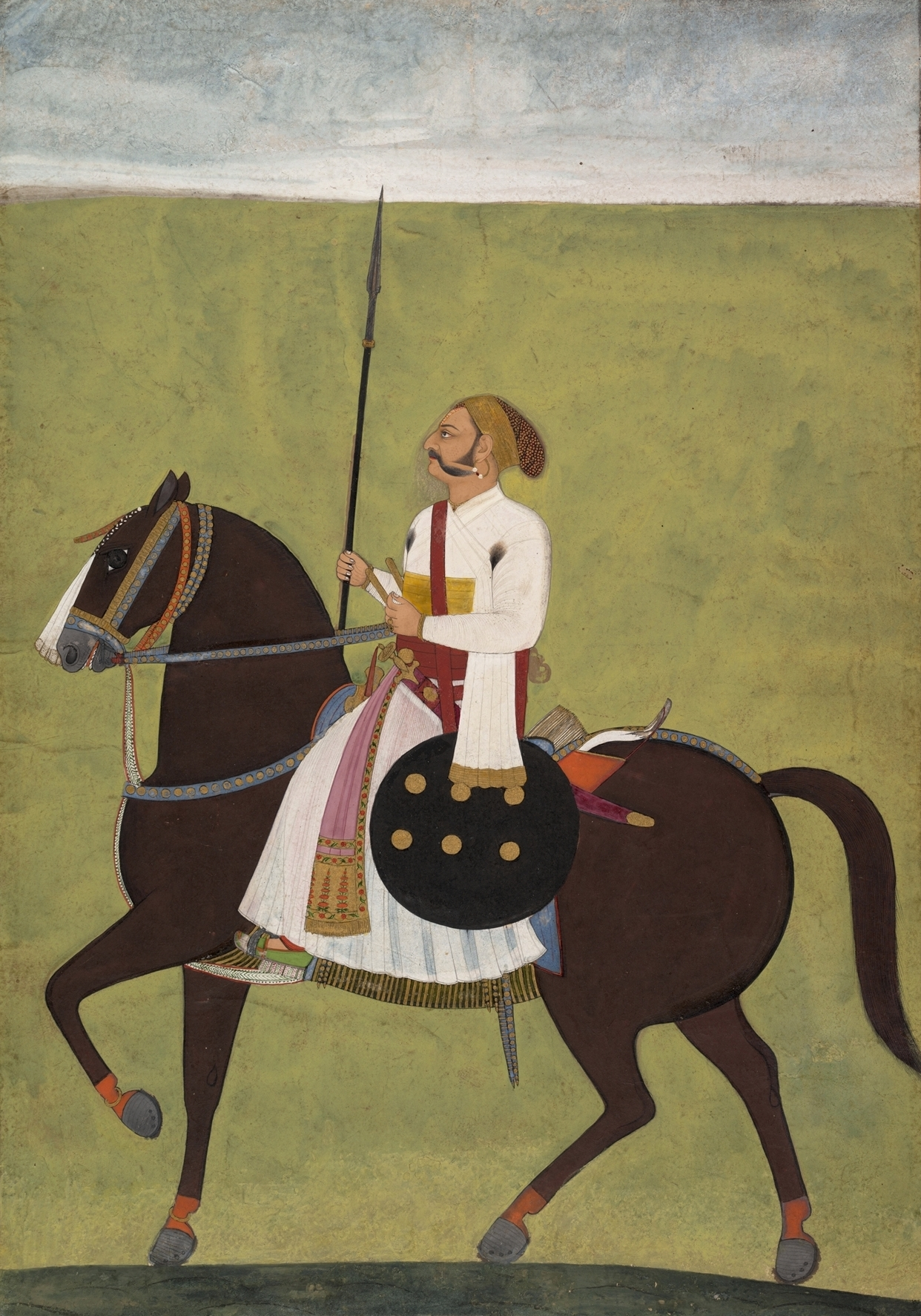
Дальчанд. Кінний портрет вельможі. 1720-30 рр., Музей Метрополітен, Нью-Йорк
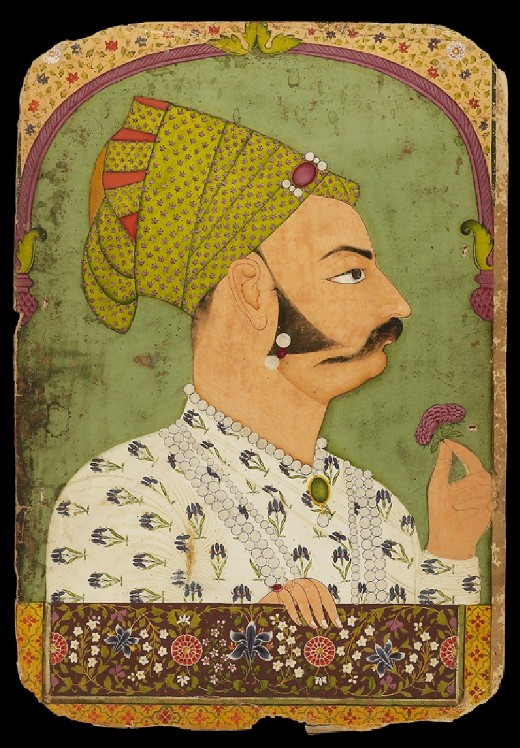
Махараджа Нагаур Бакхат Сінгх. бл. 1735, Музей Ашмолеан
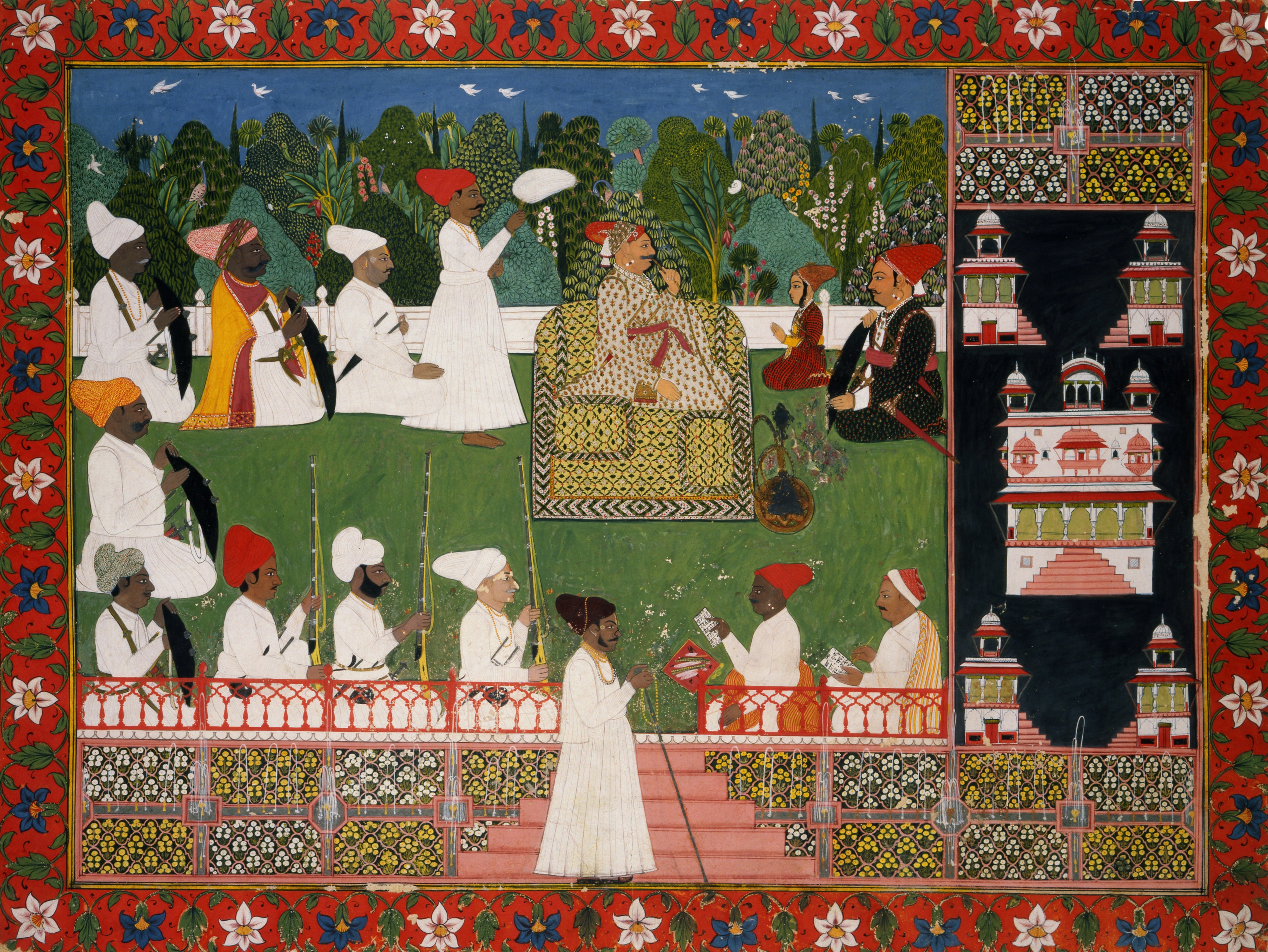
Махараджа Аджіт Сінгх. 1740-50 рр., Колекція Давіда, Копенгаген
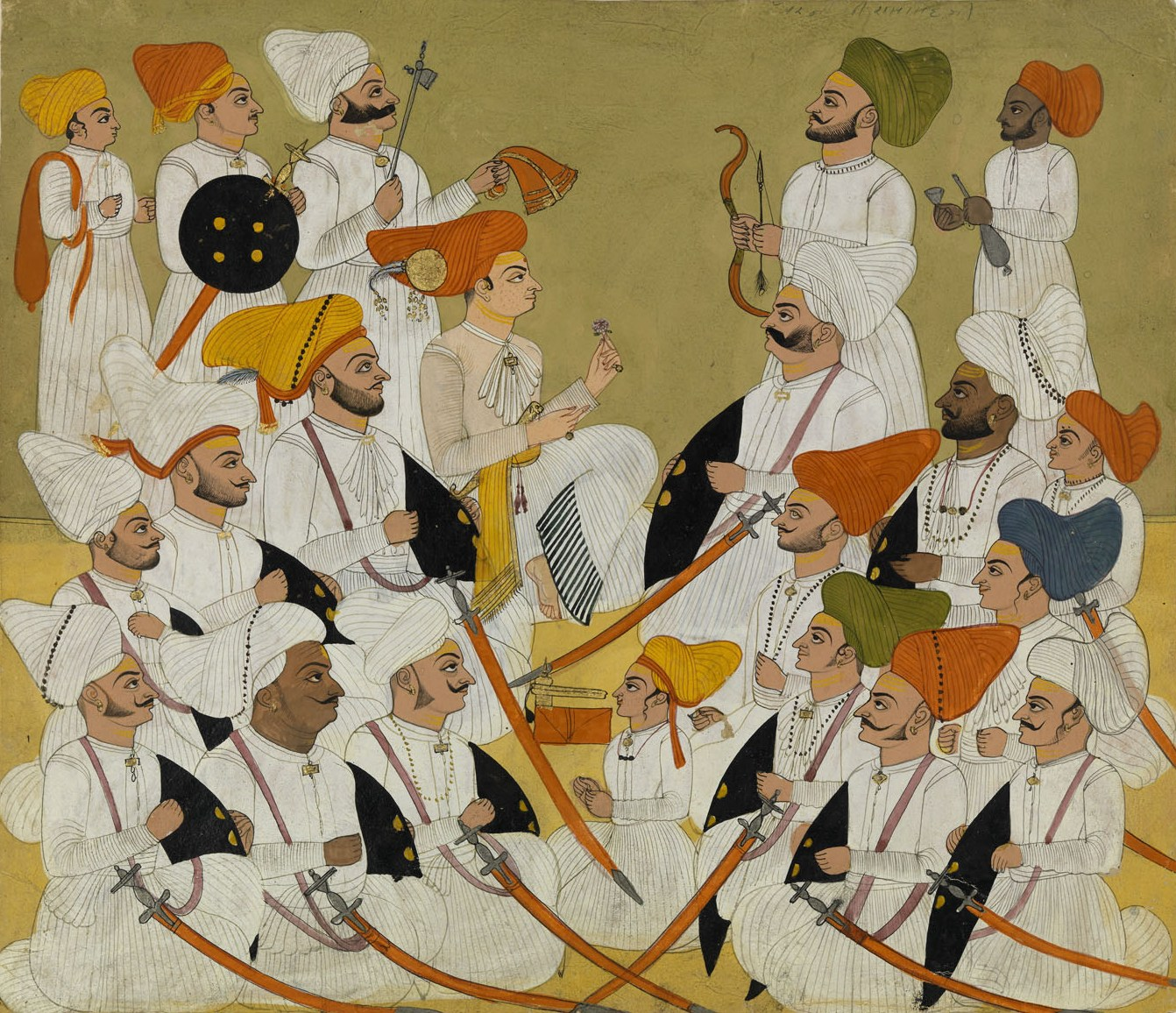
Дарбар Кунвара Рам Сінгха. 1745-50 рр., Збори Хорейса Фроста.
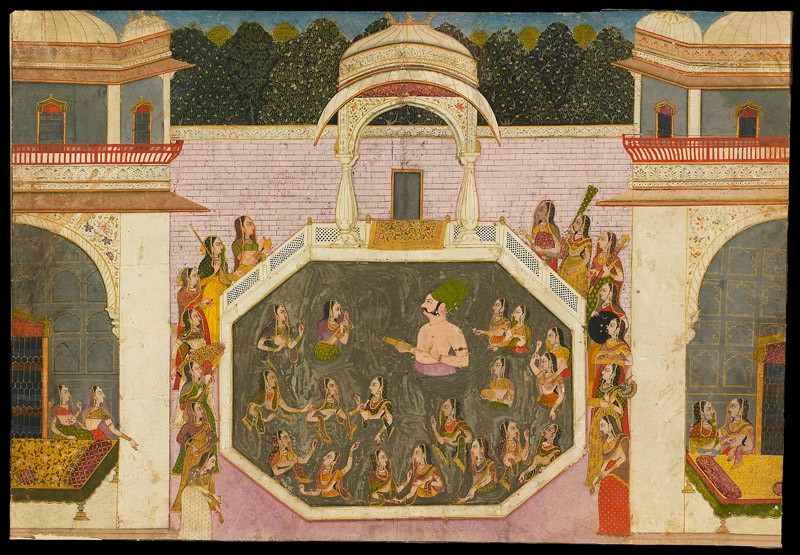
Віджаї Сінгх купається з дамами. бл. 1760 р., Музей Ашмолеан
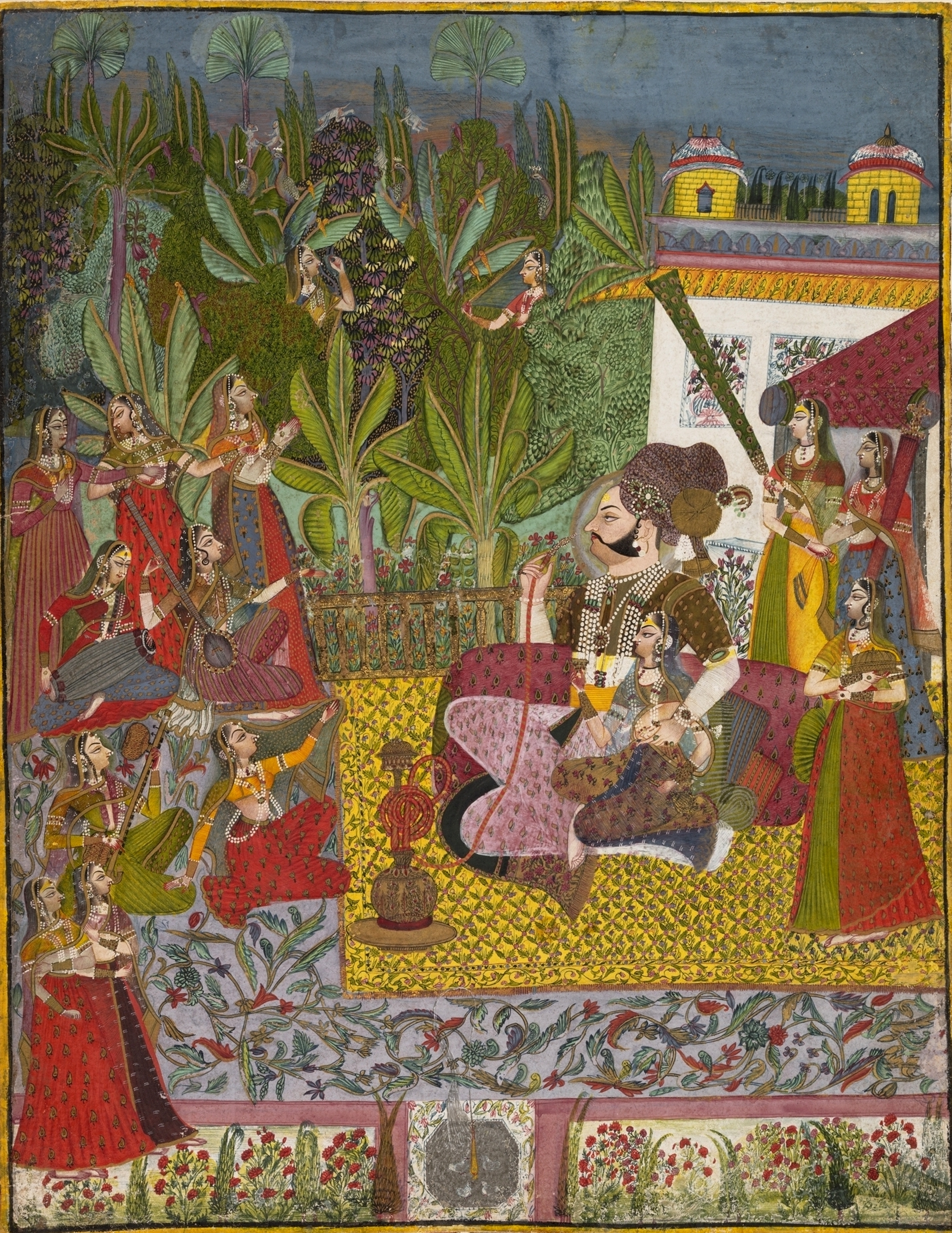
Віджаї Сінгх в гаремі. бл. 1770 р., Музей Метрополітен, Нью-Йорк
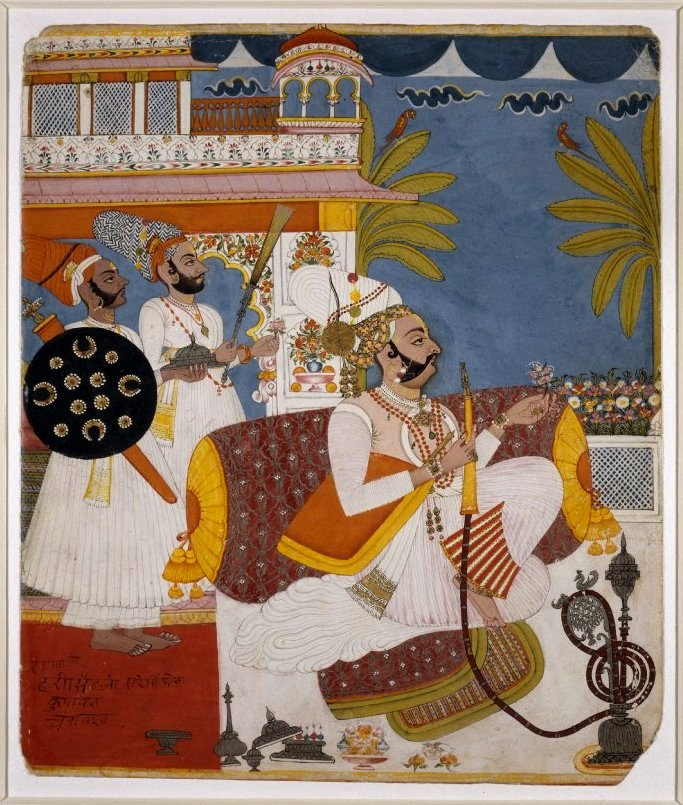
Портрет Раджі Харі Сінгха. бл. 1770 р., Британський музей, Лондон
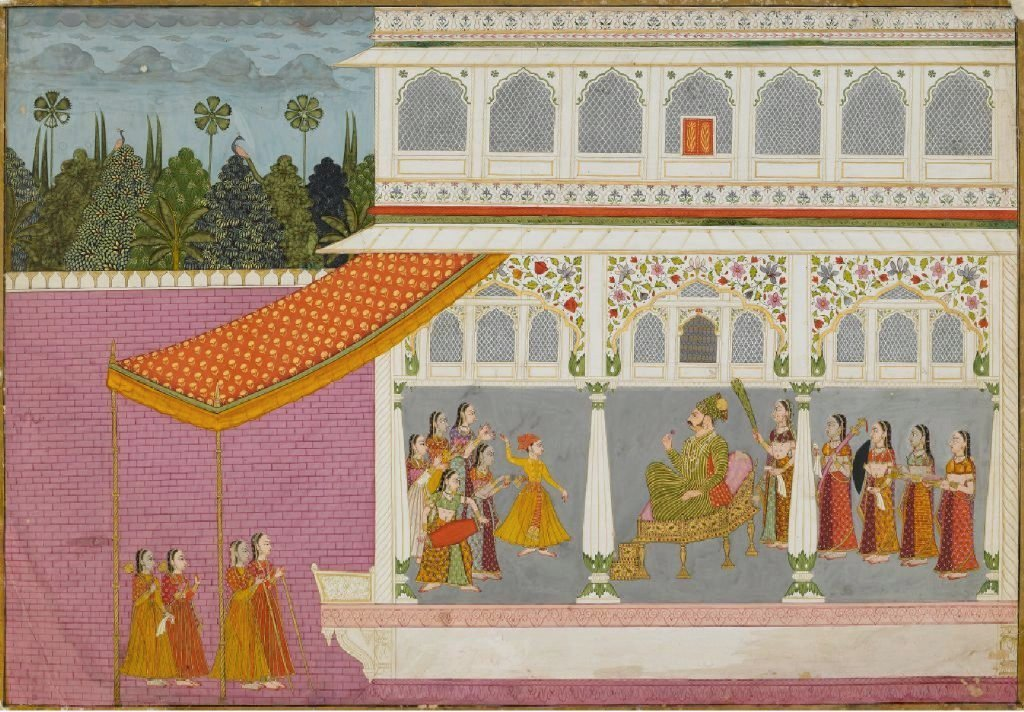
Бакхат Сінгх дивиться на танцювальну виставу в палаці. 1737 р., Мехрангарх, Музей.
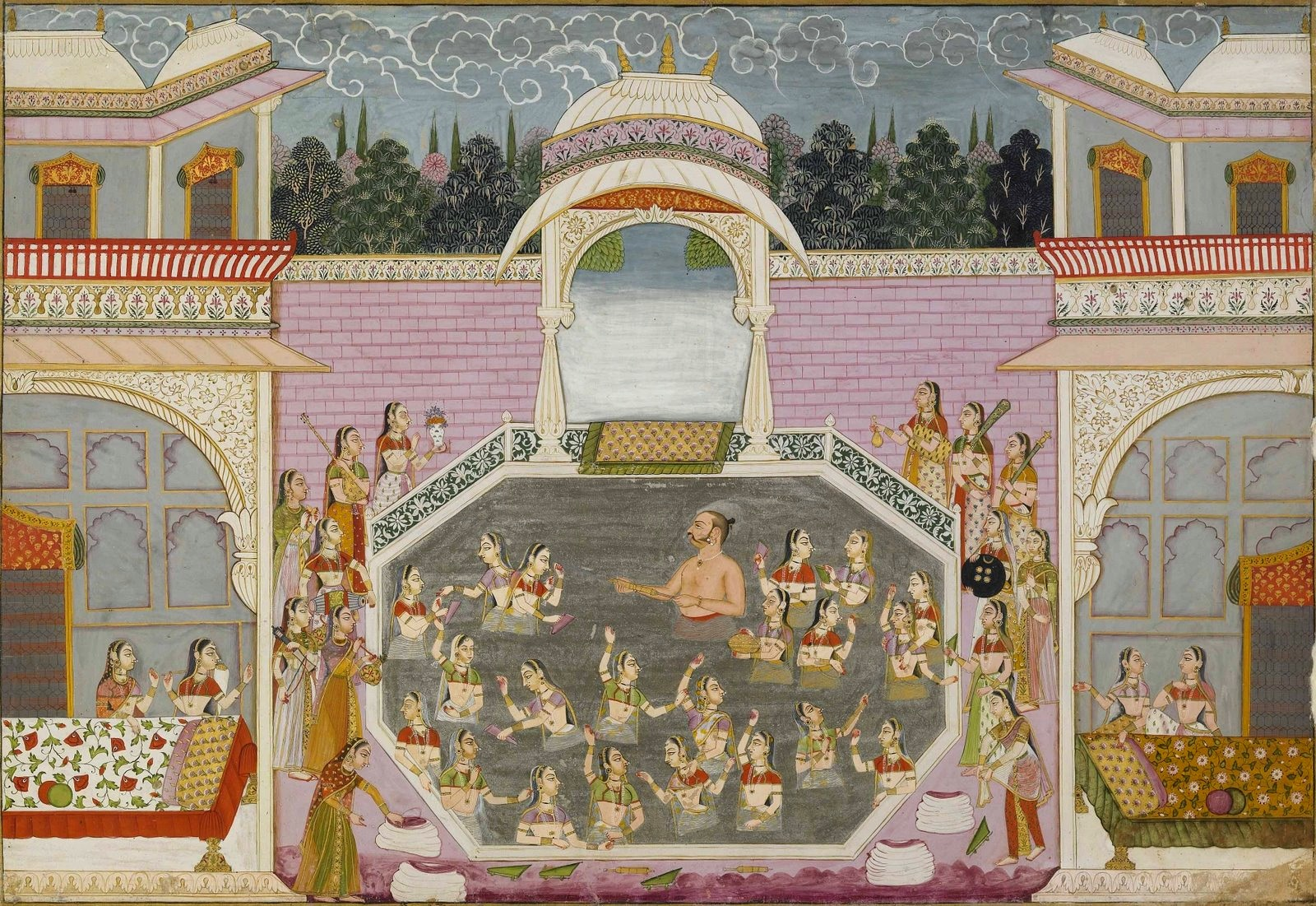
Бакхат Сінгх розважається під час свята Холі. бл. 1748-50 рр., Мехрангарх, Музей.
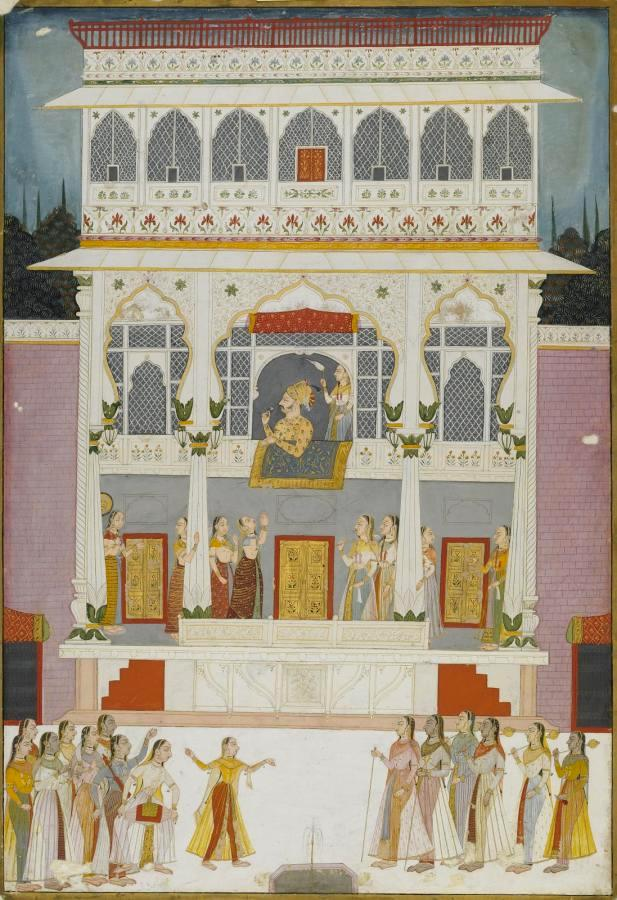
Бакхат Сінгх в віконці "джарокха". бл. 1737 р., Мехрангарх, Музей.
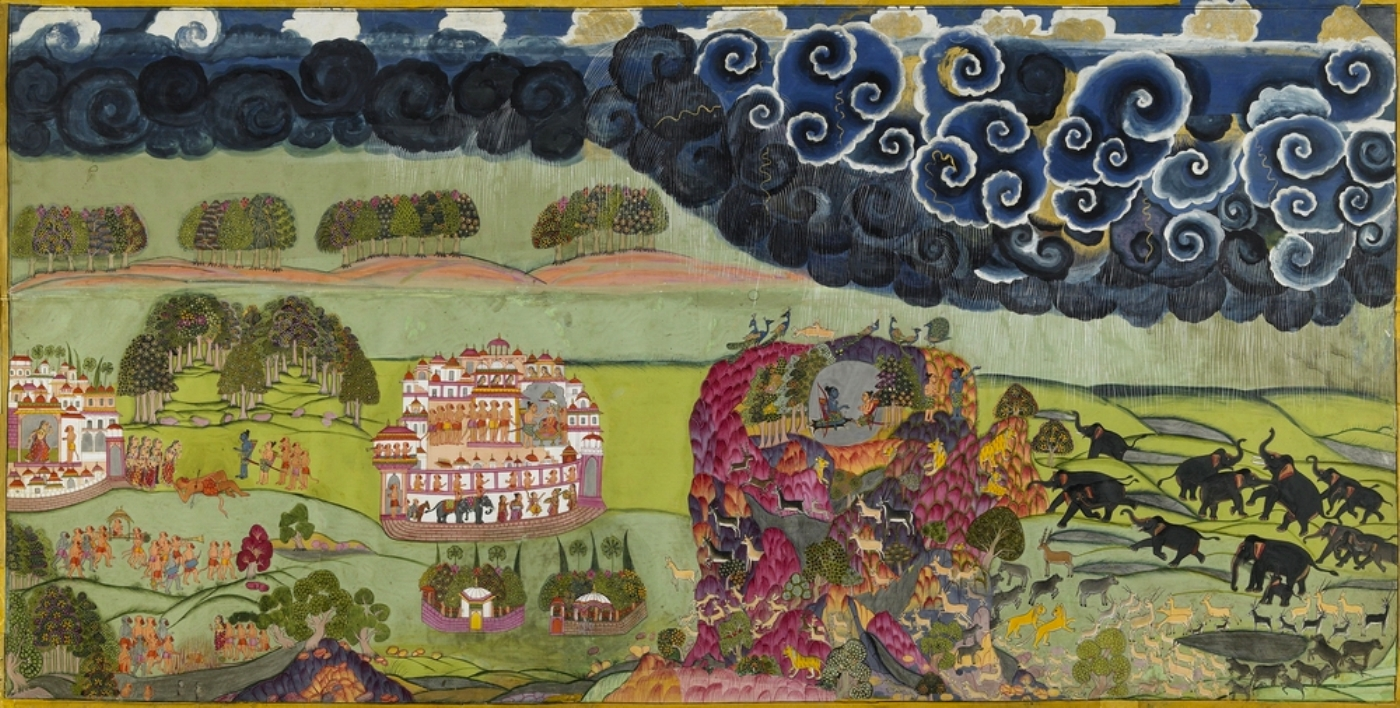
Ілюстрація з "Рамчарітманаса" Тулсідас. бл. 1775 р., Мехрангарх, Музей.
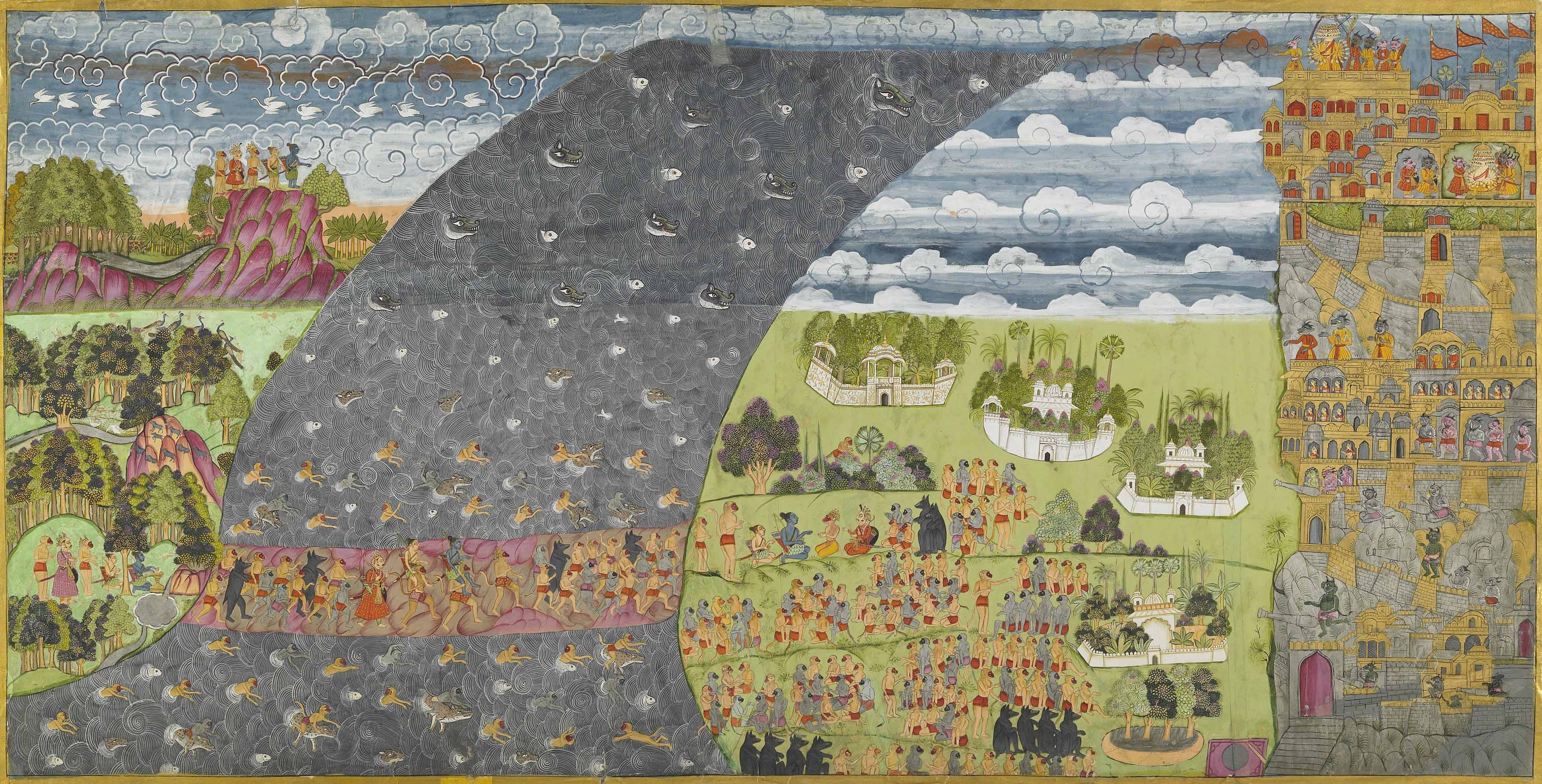
Армія Рами, яка досягла берегів Ланки. бл. 1780 р., Мехрангарх, Музей
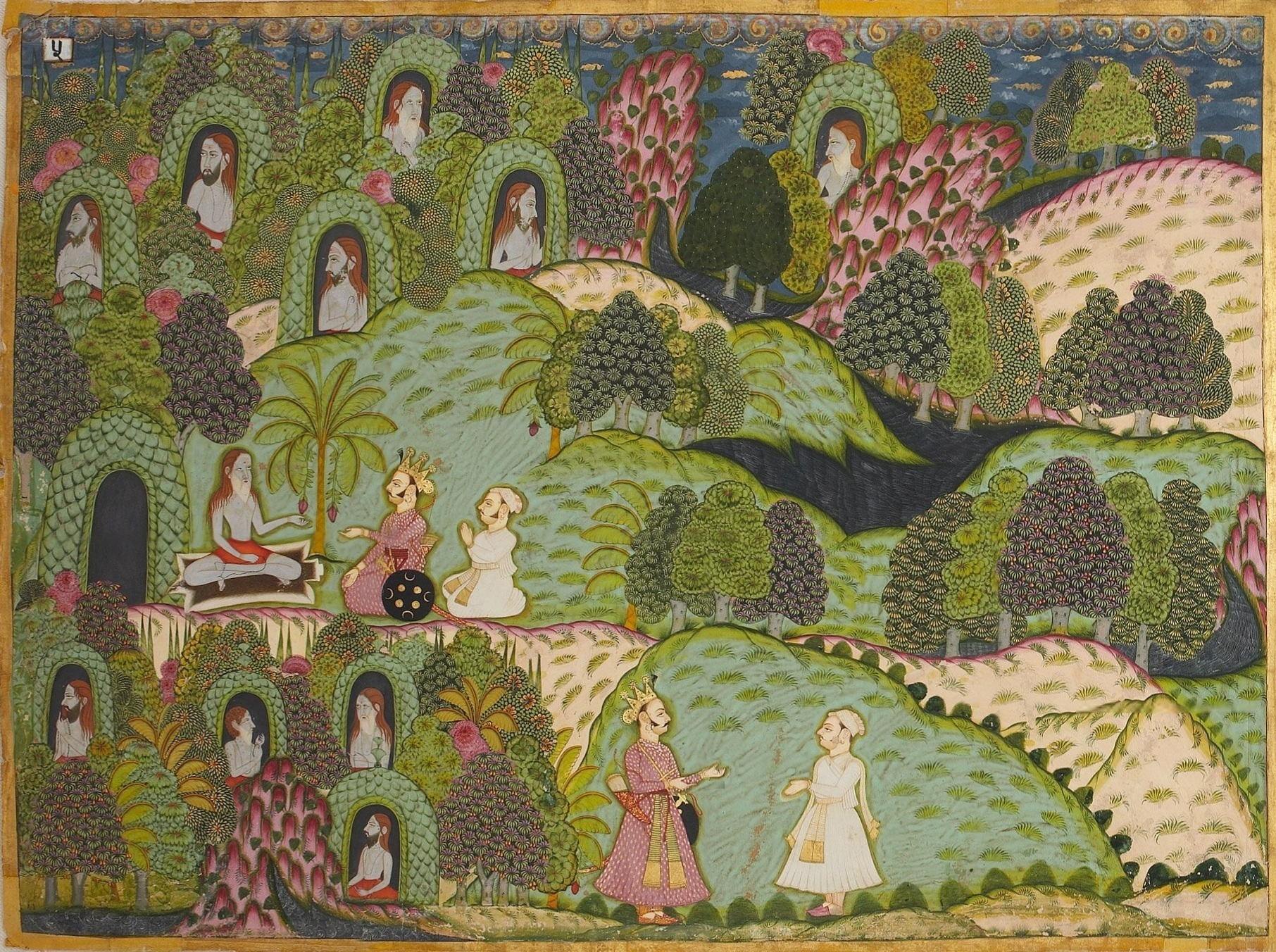
Ашрам мудреця Марканд і Молочний океан. бл. 1780-90 рр., Мехрангарх, Музей
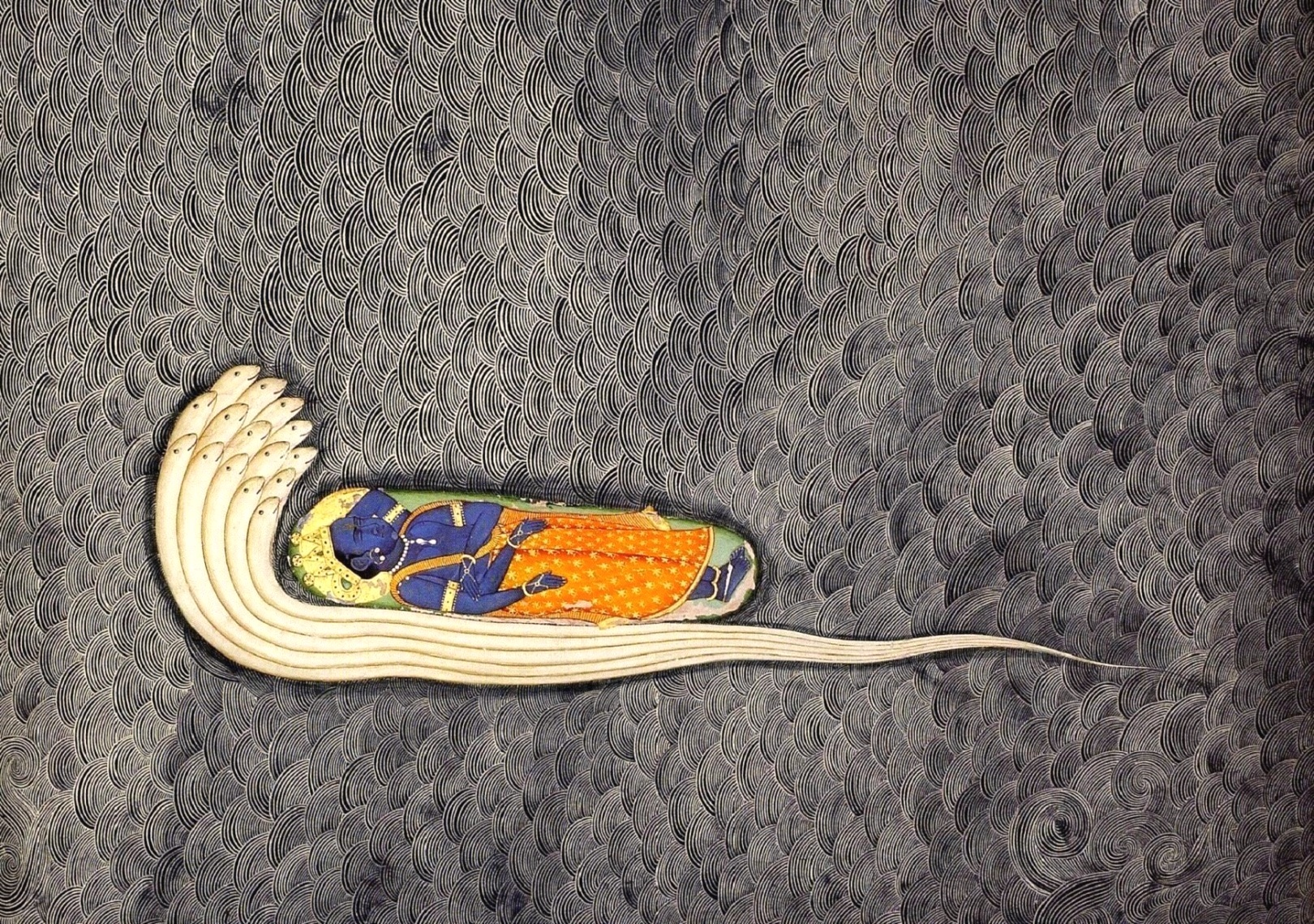
Вішну відпочиваючий на змії Ананта. бл. 1780-90 рр., Мехрангарх, Музей

#### XIX століття

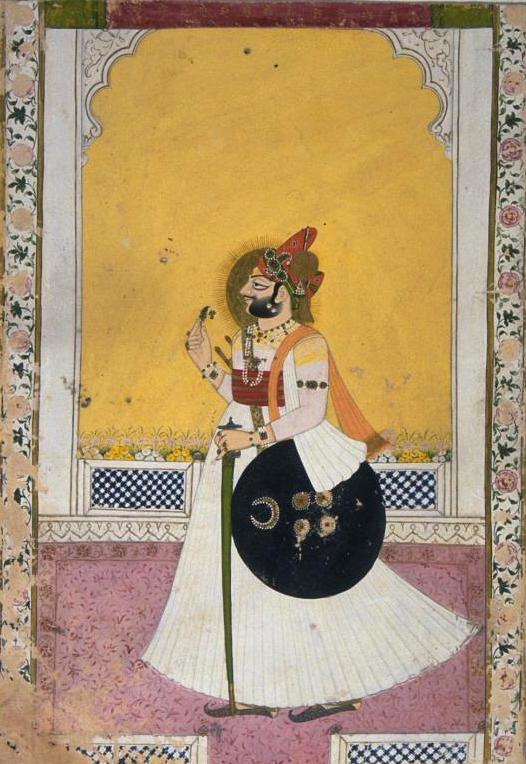
Портрет Ман Сінгха. 1820-40 рр., Музей мистецтва Сан-Франциско

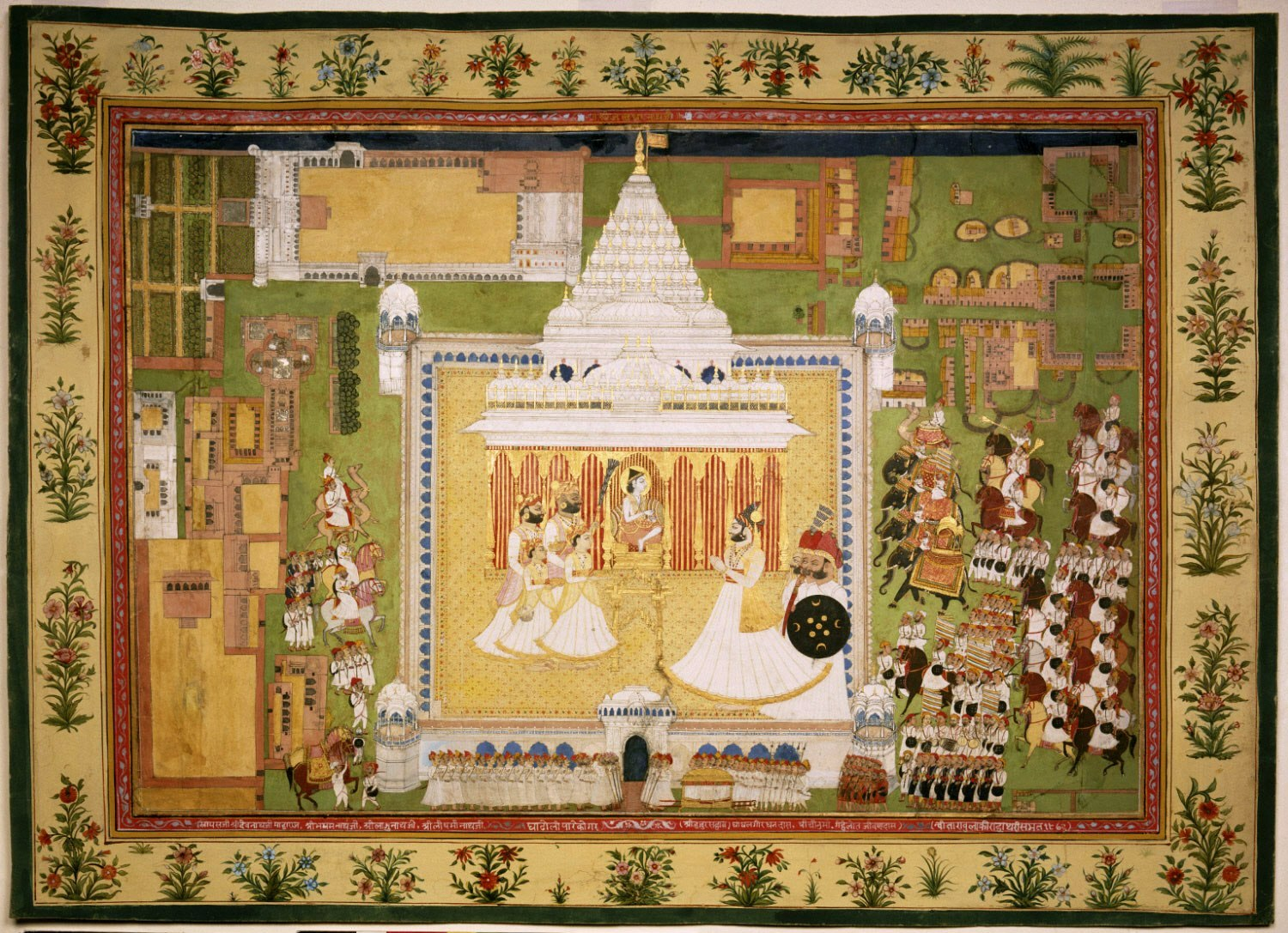
Булакі. Махараджа Ман Сінгх поклоняється статуї Джаландхарнатха, 1815, Філадельфія, Музей мистецтва.

У правління Ман Сінгха (1803-43) джодхпурський стиль досяг своєї вершини. При цьому князі відбулася різка зміна державного культу, чому сприяли обставини його життя. Коли помер його батько Махараджа Віджаї Сінгх (1752-93), юному князю було всього 10 років. Кермо влади князівством і опікунство над спадкоємцем взяв на себе його дядько Бхіме Сінгх. Він відправив законного спадкоємця у фортецю Джалор, нібито, для його ж безпеки, в той час як сам не хотів випускати владу зі своїх рук, і плекав надію усунути Ман Сінгха. У 1803 році Бхіме Сінгх приступив до облоги фортеці Джалор, і коли Ман Сінгх хотів вже здатися, до нього з'явився духівник, аскет-йог з напівзабутої секти Натха з «посланням» від одного із засновників секти Джаландхарнатха, що жив в XII столітті, в якому той радив зібратися з духом і не поспішати, оскільки незабаром князь буде правити не тільки фортецею Джалор, але всім Марваром. Було це чудом або збігом (чи аскети-Натхо змогли організувати вбивство), але через кілька днів Бхіме Сінгх несподівано помер, і влада перейшла до Ман Сінгха.
Після настільки чудесного порятунку князь осипав секту натхів багатьма милостями: розпорядився про будівництво храмів у столиці та в провінційних центрах, субсидував твір і видання натхської літератури, а своїм художникам віддав розпорядження написати більш 1000 картин, присвячених натхам. Девнатх і чотири його брата, які здійснювали управління сектою, отримали багаті земельні наділи, зайняли високі посади по всій території князівства і отримали в управління одну десяту частку доходів держави. У натхів були свої суди і збройні сили. Існуюча до того віра в магічні здібності натхів була посилена тепер їх багатством і владою. Натхи по суті стали живими святими, і Ман Сінгх вимагав від підданих поклоніння цим святим. Все це тривало протягом майже 40 років правління Ман Сінгха, викликаючи невдоволення брамінів і аристократів, багато з яких втекли з країни, і призвело, зрештою, до втручання англійців, які в 1839 році вигнали сімейство натхів.
Після того, як гедоністичний культ Крішни був замінений аскетичним культом натхів, перед художниками були поставлені нові завдання. Натхи були прихильниками Хатха-йоги, визнавали бога Шиву і сповідували вчення, в рамках якого є цілий ряд абстрактних істин. Художникам необхідно було висловити ці абстракції за допомогою візуальних засобів. Так з'явилися ілюстрації до Шива-пурани, в яких художники змогли на свій манер візуалізувати поняття абсолюту і появу першоелементів (причому, візуальне вираження поняття «абсолюту» — порожній простір картини, закрашене золотою фарбою; подібне прочитання мало чим відрізняється від картин Малевича або Джозефа Алберса). Ці ілюстрації мали досить великі розміри (бл. 50×120 см). З'явилося безліч портретів одного із засновників секти натхів — йога Джаландхарнатха. Ілюструвалися різні перекази, пов'язані з історією марварів і секти натхів, а також основні постулати Хатха-йоги. Одним з провідних художників, що створював картини на теми Хатха-йоги, був мусульманин Булак. Іншим майстром, який створив безліч картин на історичні і міфологічні теми був Амардас Бхатті. Прекрасні ілюстрації до «Шива-пурани» були написані художником Шівдасом. Поряд з релігійною тематикою художники створювали картини на теми з княжого життя: дарбар, сцени полювання, портрети, незважаючи на те, що Ман Сінгх часто вів спосіб життя затворника. Князь Ман Сінгх дуже піклувався про якість фарб, тому твори тієї пори зберегли первісний чудовий колорит.
 
Художні традиції джодхпурської майстерні підтримувалися деякий час його наступником князем Такхт Сінгхом (1843—1873). Проте з середини XIX століття оригінальний художній стиль Джодхпура все більш занепадав, витіснявся фотографією, або художниками, які працювали в «стилі Ост-Індської компанії», такими, наприклад, як Нарсінгх.

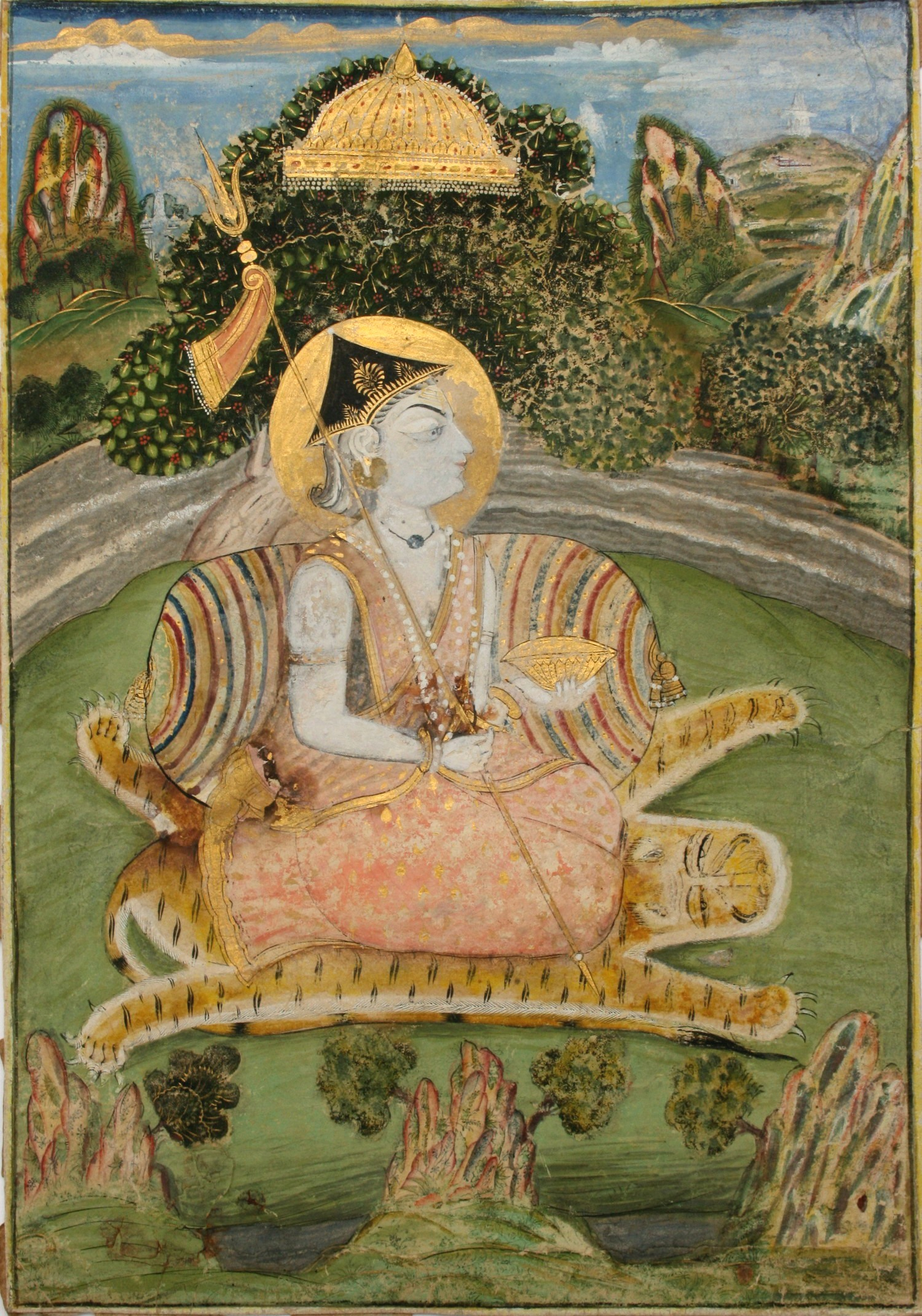
Джаландхарнатх. бл. 1820 р., Приватне зібрання, Лондон
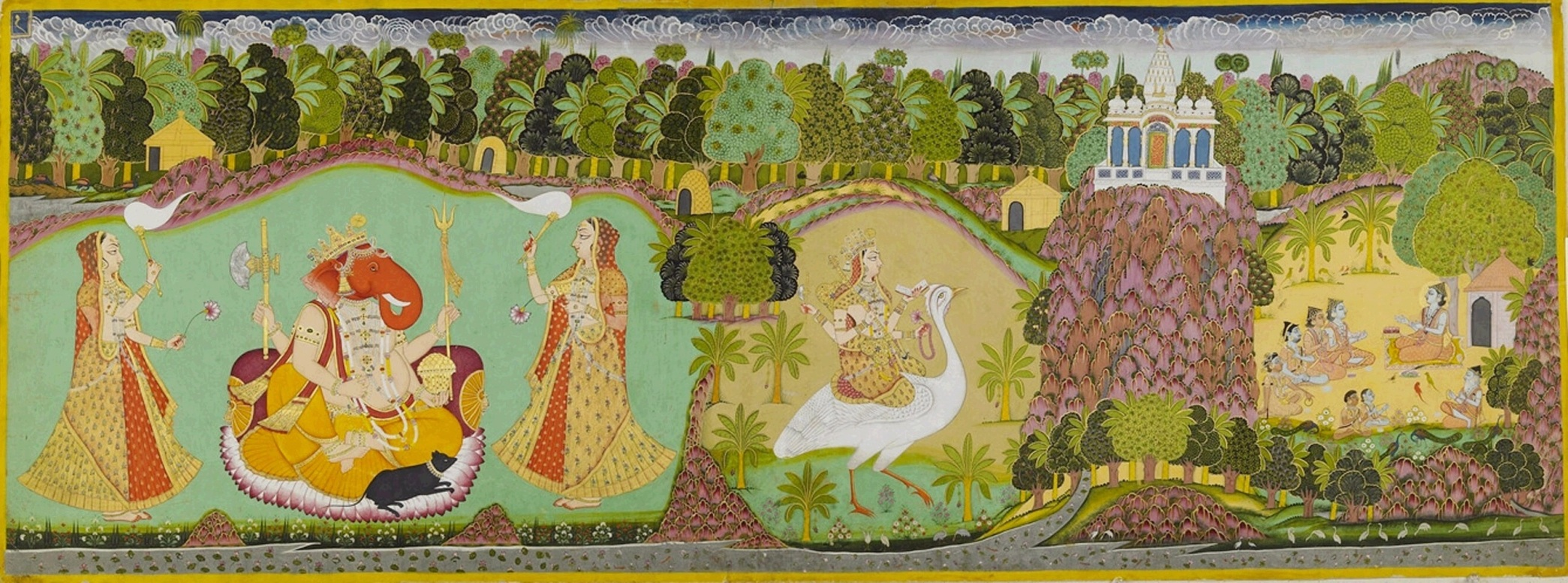
Амардас Бхатті. Ганеша, Сарасваті і Джаландхарнатх. бл. 1825 р., Мехрангарх, Музей.
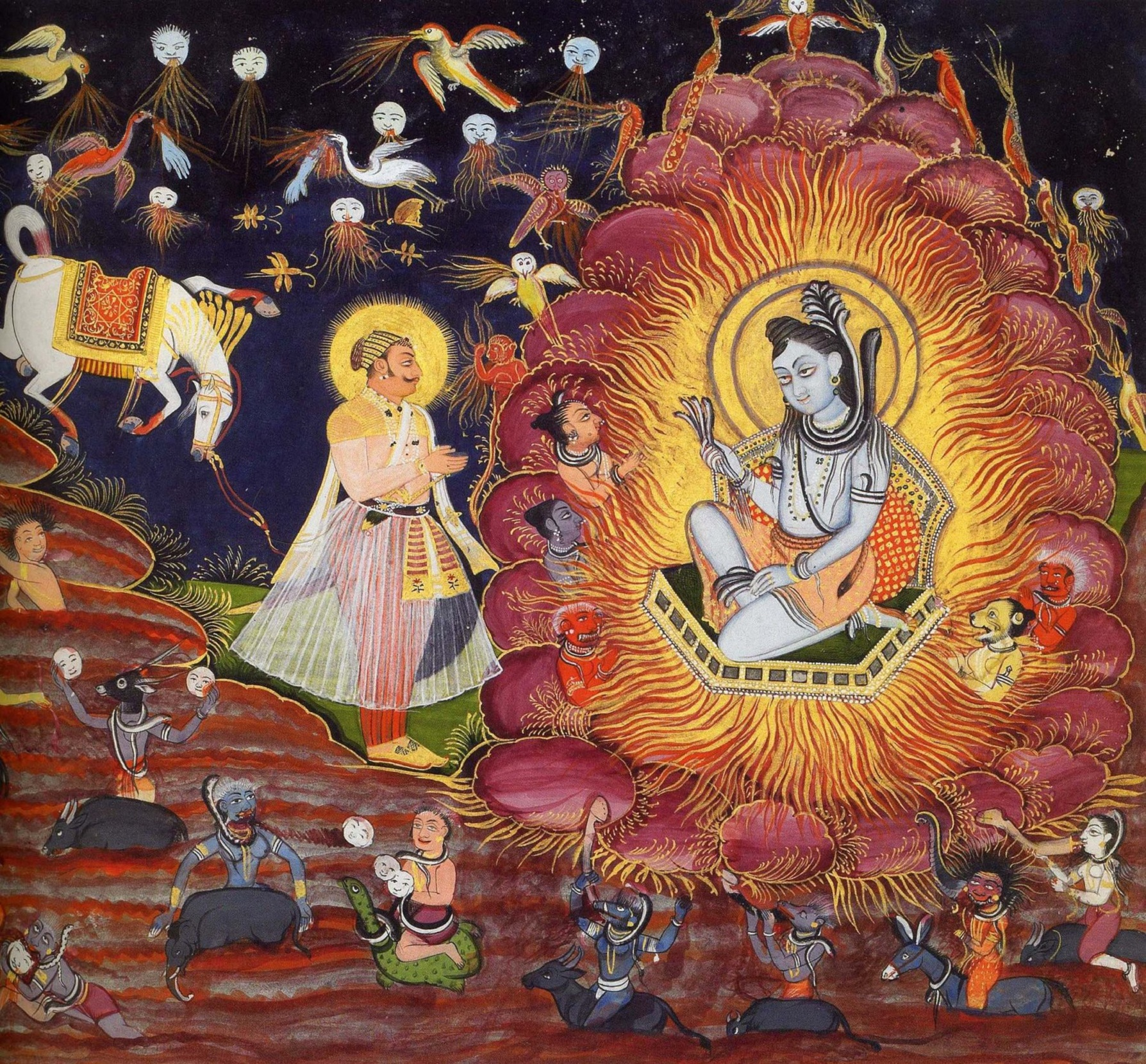
Амардас Бхатті. Принц Субуддхі зустрічає Шиву в лісі ілюзій. Мехрангарх, Музей.
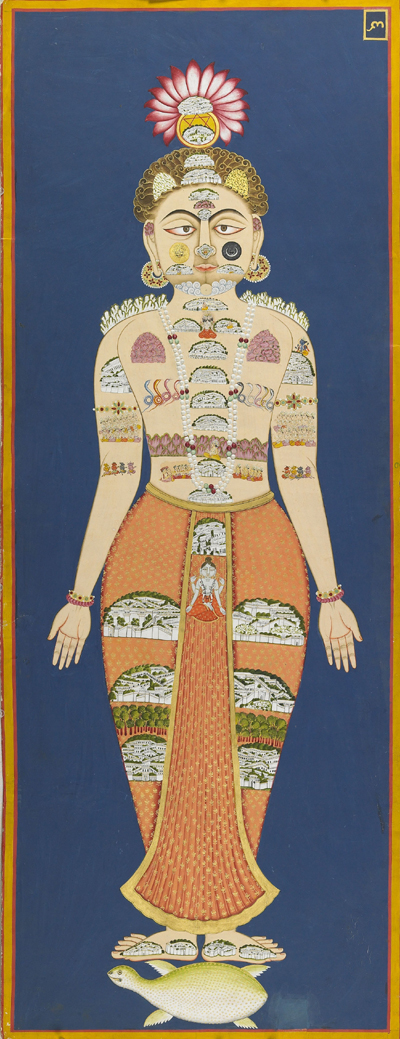
Булакі. Еквівалентність тіла і Всесвіту. 1824 р., Мехрангарх, музей
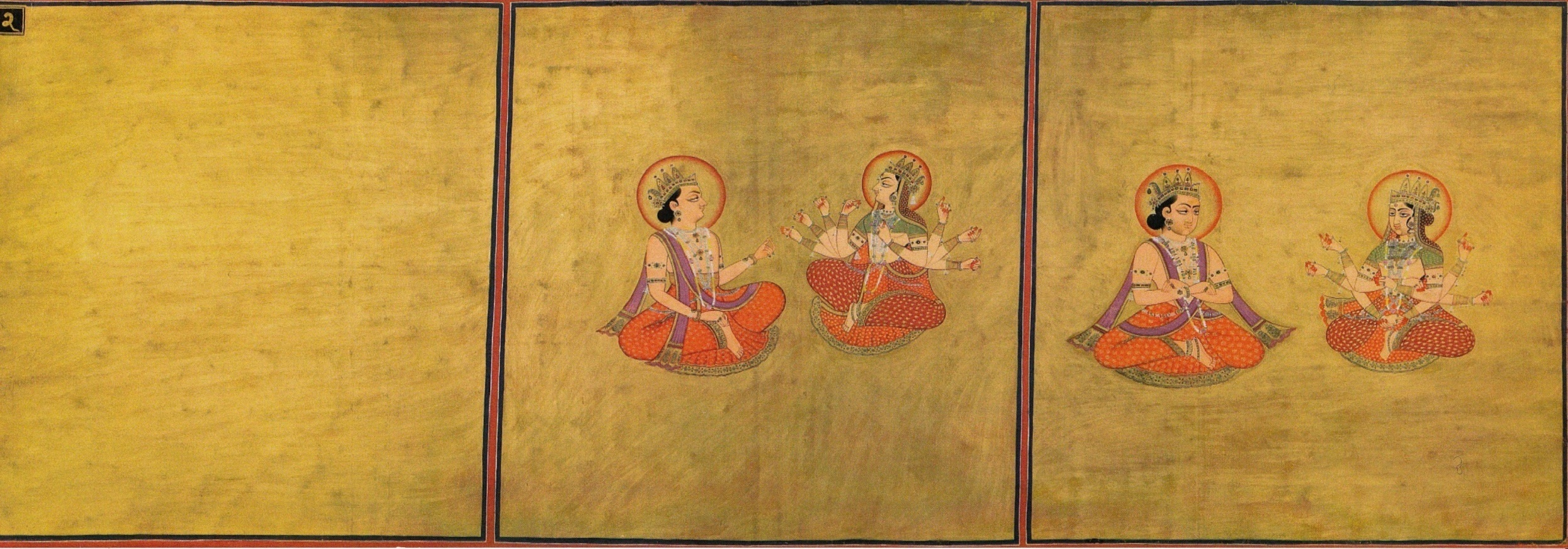
Шівдас. Абсолют. Виникнення духу. Виникнення матерії. 1828 р., Мехрангарх, Музей
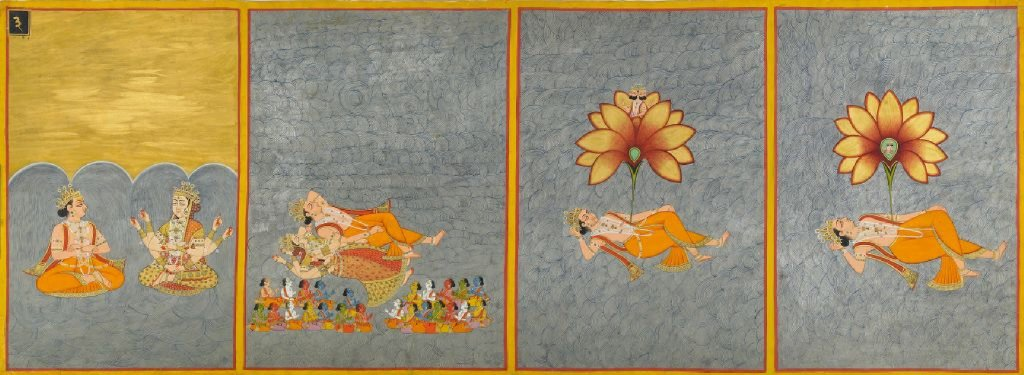
Шівдас. Виникнення Космічного океану і першоелементів. 1828, Мехрангарх, Музей.
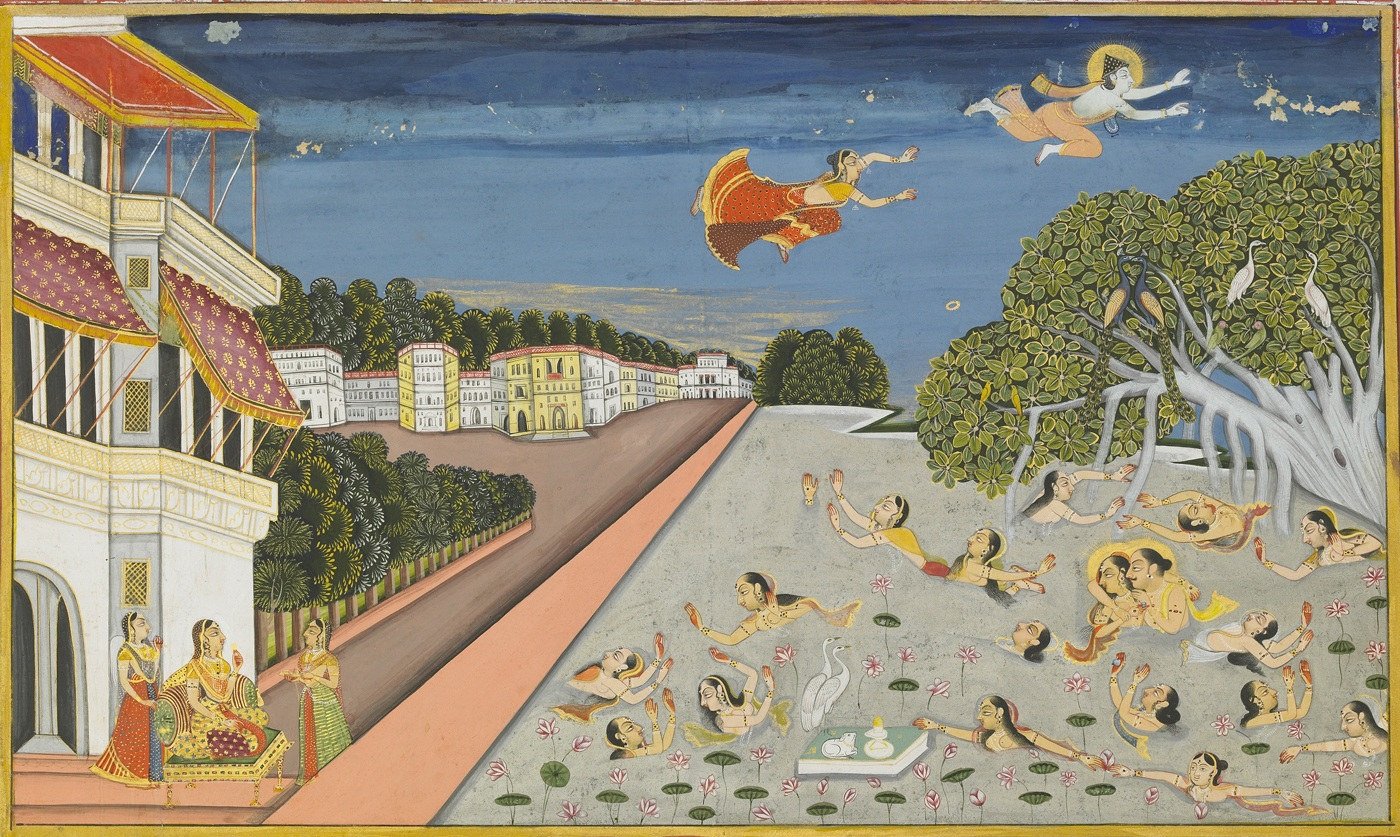
Амардас Бхатті. Джаландхарнатх і принцеса Падміні пролітають біля палацу царя падам. 1830 р., Мехрангарх, Музей.
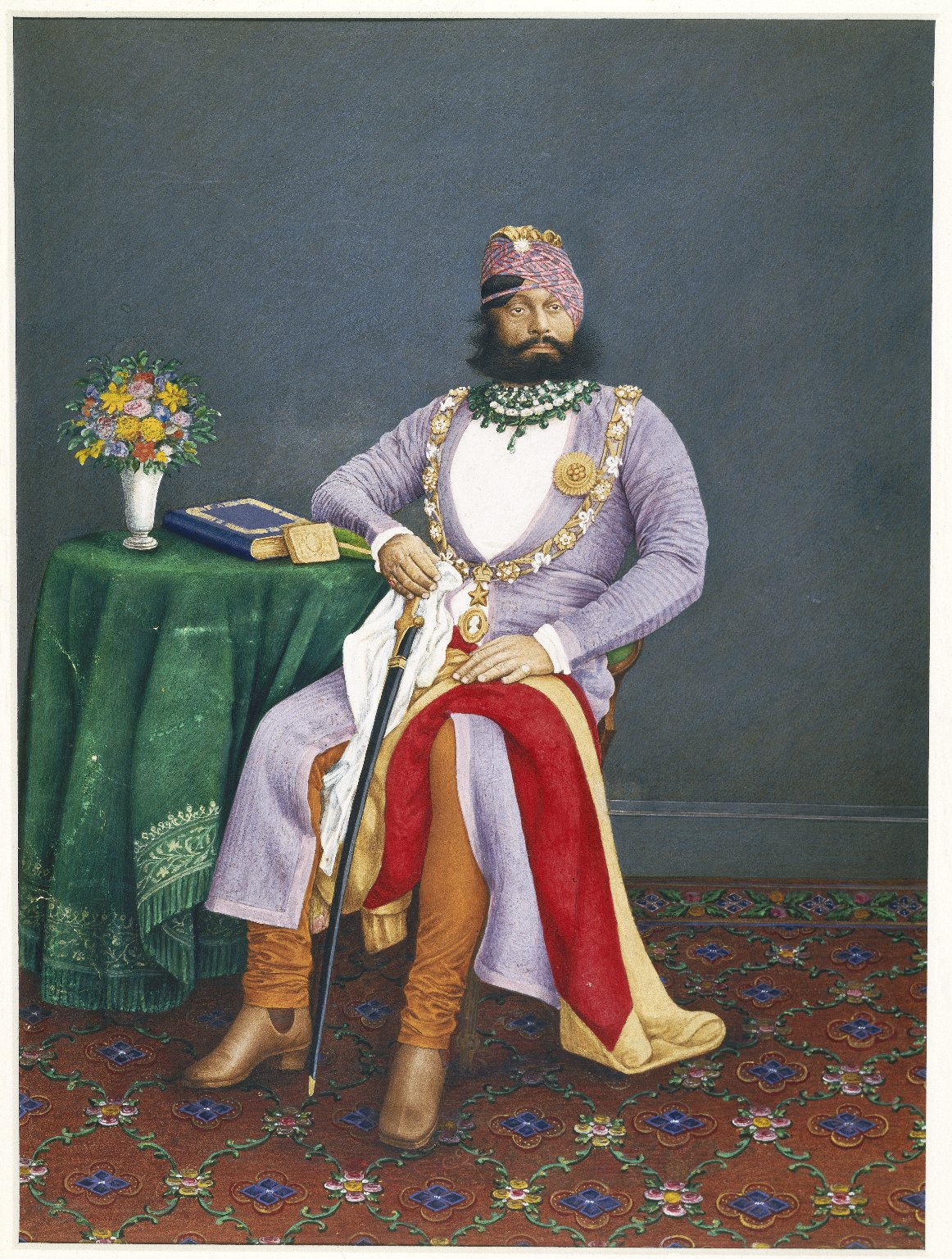
Нарсінгх. Портрет Махараджі Джасвант Сінгха II. бл. 1880 р., Музей Брукліна.

### Живопис Кішангарха

#### Перші правителі

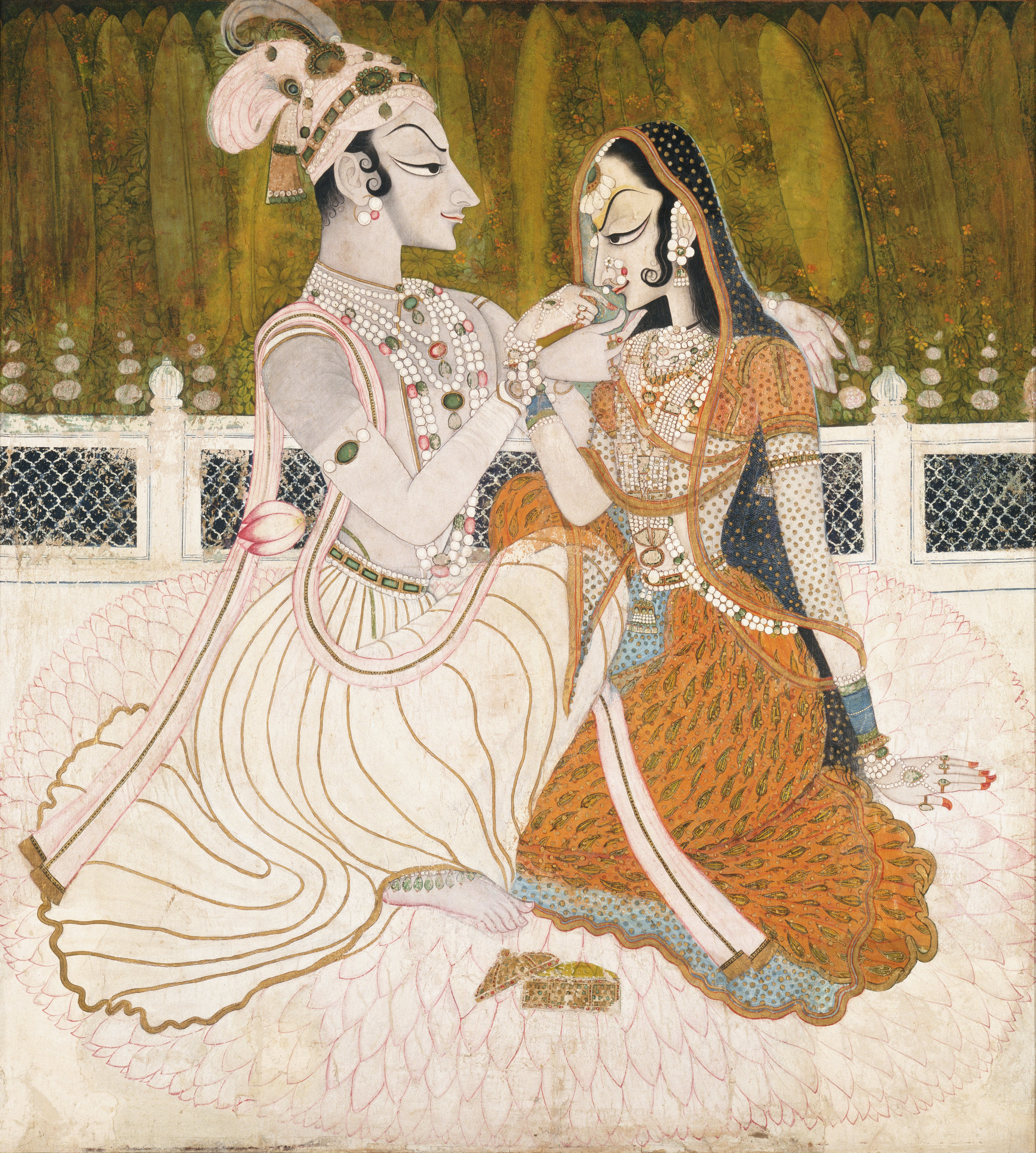
Крішна і Радха. бл. 1750, Музей мистецтва, Філадельфія

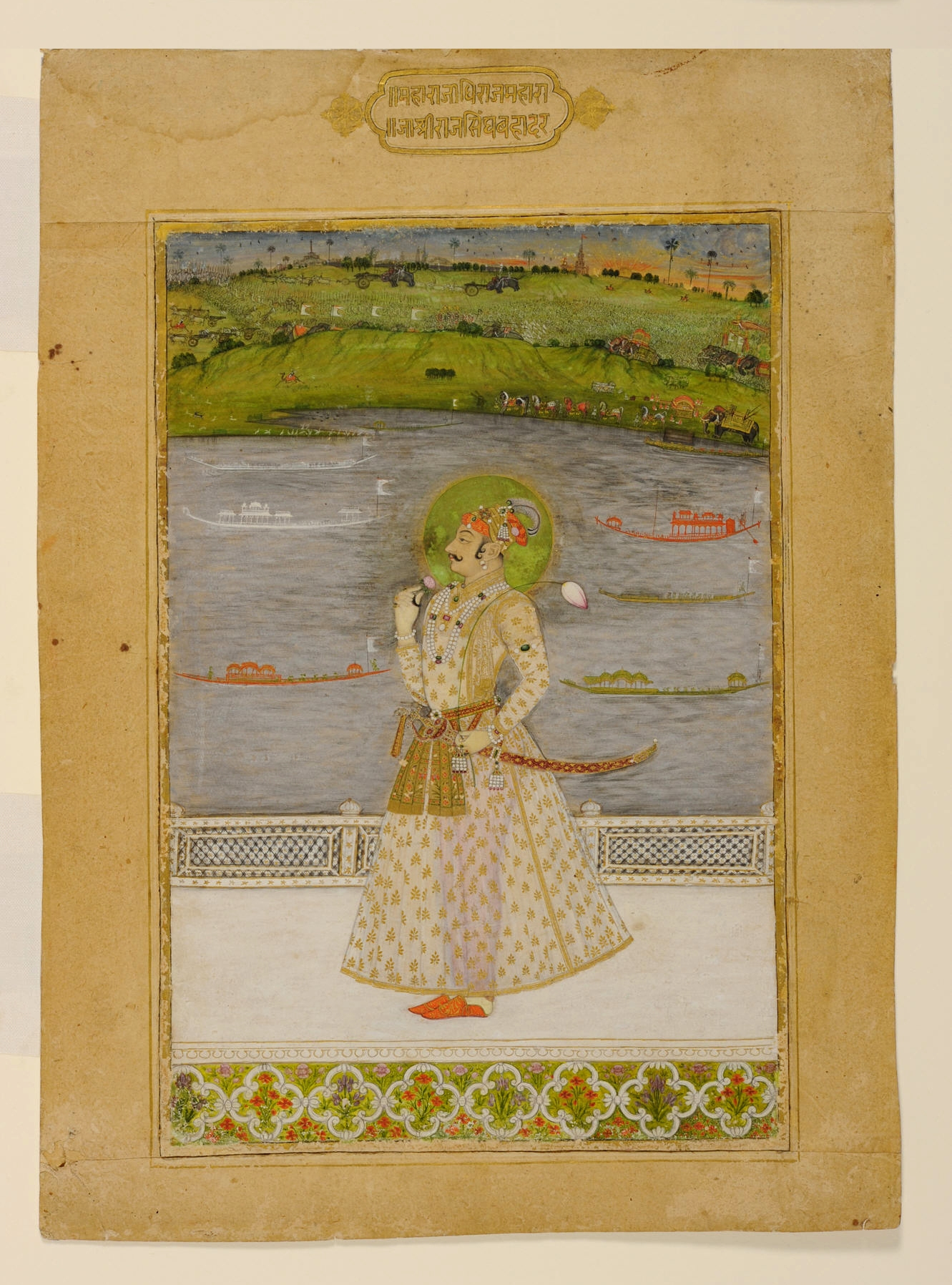
Бхаванідас. Радж Сінгх на терасі. 1728, Колекція Сідх.

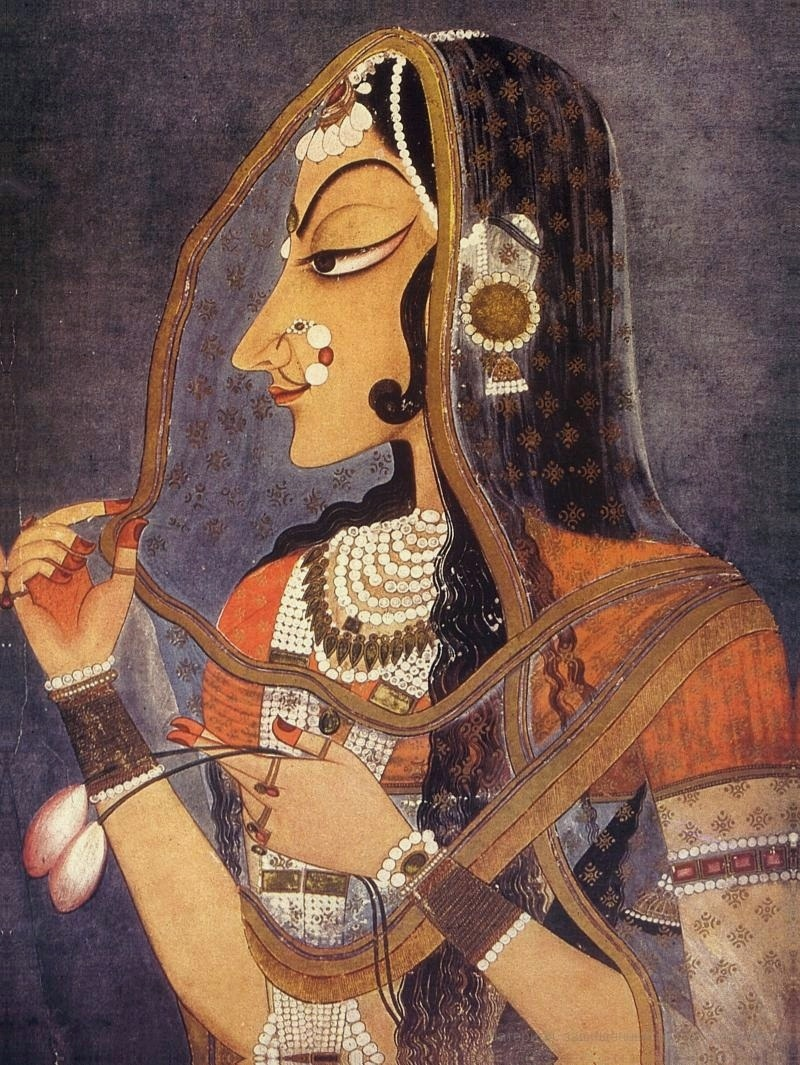
Ніхаль Чанд. Радга (Лазні Тхані) бл. 1750 р., Національний музей, Делі.

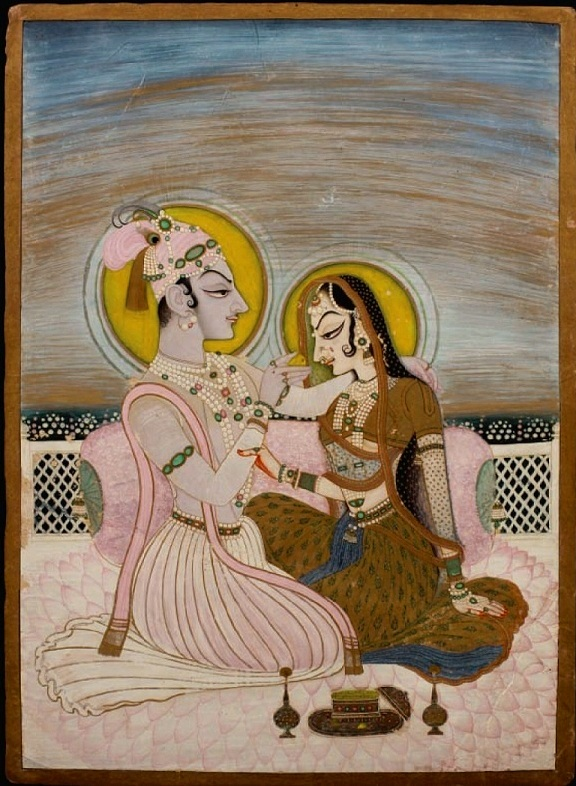
Ніхаль Чанд. Савант Сінгх і Бані Тхані в образі Крішни і Радхі. бл. 1760 р.

Ніхаль Чанд. Радга і Крішна на човні любові. бл. 1750 р., Національний музей, Делі.

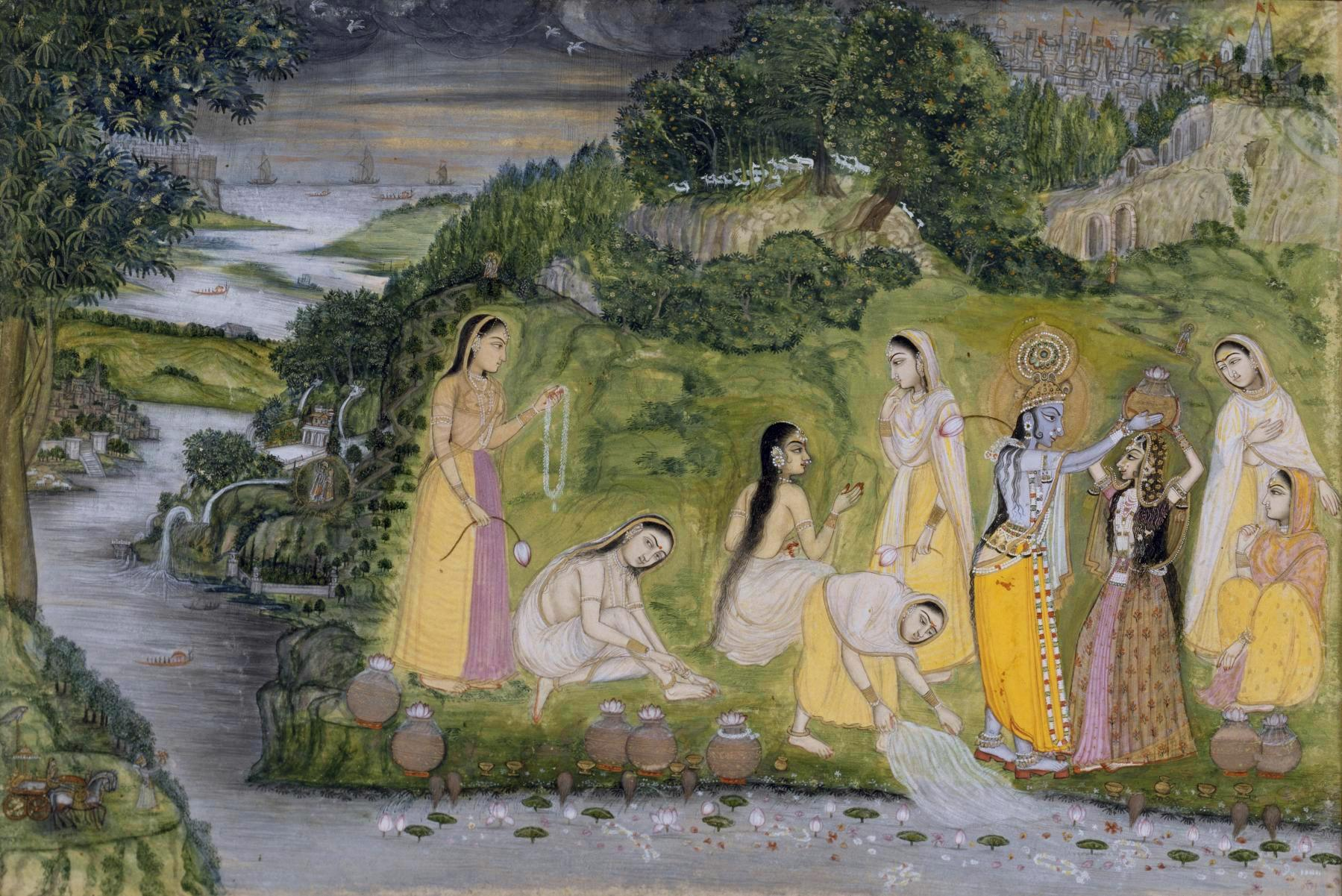
Любовні ігри на березі річки. Крішна, Радга і гопі. 1750-75 рр., Музей Уолтерса, Балтімор.

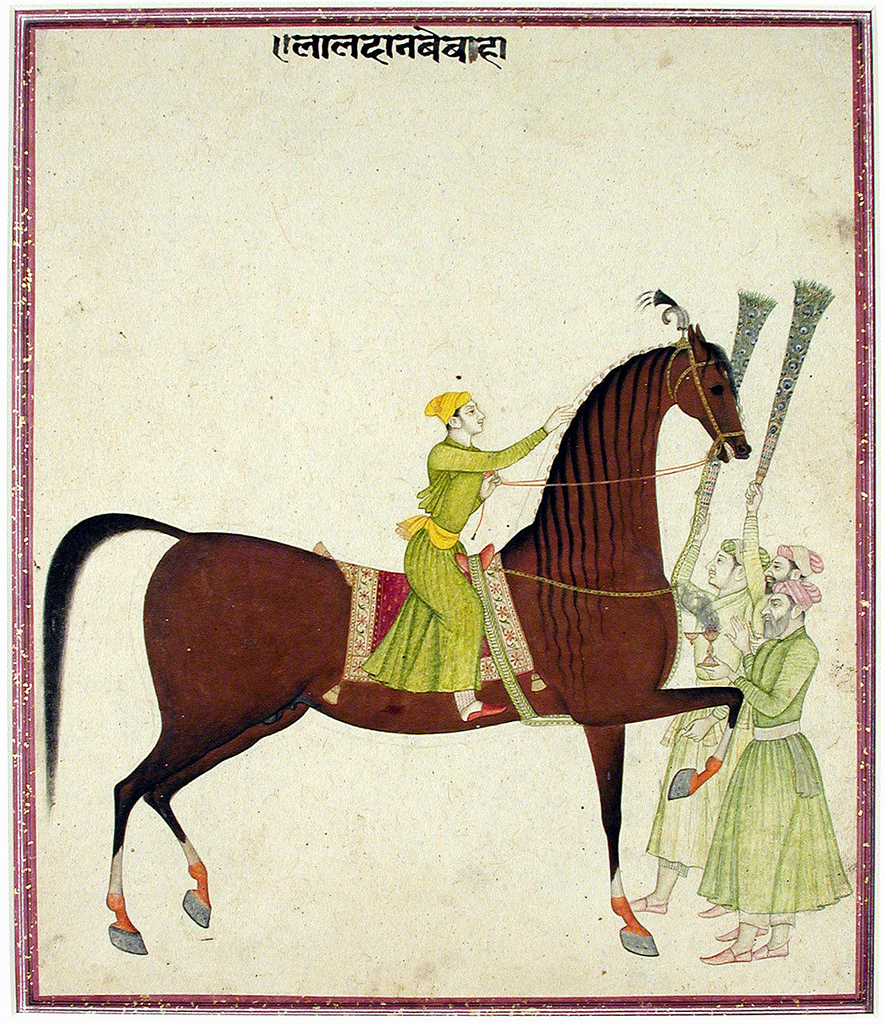
Жеребець Лалдхан Бехада. бл. 1780 р., Музей мистецтва Сан-Дієго.

Держава Кішангарх була заснована в 1609 році Кішан Сінгхом (1609—1615), князем з Джодхпура. Він збудував фортецю біля озера Гундалао, яке часто можна бачити на творах кішангархського живопису, а посеред озера павільйон, в який можна потрапити тільки на човні. Цей правитель заснував і першу художню майстерню при своєму дворі.
Територія князівства, розташована між Джайпуром і Амбером, в XVII—XVIII століттях була квітучим краєм. Раджа Руп Сінгх (1643—1658), п'ятий правитель династії, побудував місто Рупнагар і зробив його своєю столицею. Цей князь володів рідкісним інтелектом і благородним серцем. Подібно своїм попередникам, він був прихильником вішнуїтського культу Крішни, секти «Пуштімарга», заснованої Валлабхачар'єю, і дотримувався життєвих правил цього віровчення. При ньому перші художники стали в різних варіаціях зображати Крішну і Радху, надаючи релігійному міфу риси реальності.
Його спадкоємець, Раджа Ман Сінгх (1658—1706) був талановитим поетом і покровителем мистецтва. Наставником князя в поетичній творчості був прославлений поет Брінда. Будучи членом вішнуїтської секти, Ман Сінгх серйозно цікавився особливостями культової практики бгакті. Поступивши на службу до моголів, він брав участь у військових кампаніях в Декані і дослужився до вельми високого становища (мансаб 3000). Ман Сінгх був сучасником могольського імператора Аурангзеба, мусульманина, різнився релігійною нетерпимістю, заборонив при своєму дворі музику і живопис, після чого частина столичних художників, у пошуках заробітку, перебралася в Кішангарх. Від часу правління Ман Сінгха збереглося кілька картин-мініатюр, що зберігаються в Кішангарх.
Син Ман Сінгха — Радж Сінгх (1706—1748) також відіграв важливу роль у становленні і розквіті культури князівства. Подібно до свого батька, він пішов на службу до моголів, відзначився надзвичайною відвагою і хоробрістю, отримавши в різних боях в цілому шістнадцять ран. Це був талановитий поет і літератор, в якому сильна релігійність поєднувалася з артистичним складом розуму. Творчі устремління батька виховали в ньому любов до мистецтва, музики та літератури (його перу належать книги «Бахувілас» і «Распаянаяк»). У правління цього князя значно пожвавилося виробництво мініатюр. При його дворі працювали художник Гірдхардас, а також Бхаванідас, який приїхав в Кішангарх приблизно в 1719 році, покинувши столичну майстерню могольського імператора Фаррухсійяра (1713-19). Син Бхаванідаса — Дальчанд, що починав творчу кар'єру разом з батьком при Могольському дворі, пізніше теж перебрався в Кішангарх. Ці живописці вважаються засновниками кішангархської школи. Деякі мініатюри того часу зображують Радж Сінгха в оточенні дам приблизно так само, як це робилося при зображенні Крішни і гопі. Подібні твори, в яких крішнаїтська міфологія, шанування правителя і повсякденна реальність зливалися воєдино, стали відмітною ознакою кішангархського стилю, які мали продовження при наступниках Радж Сінгха.

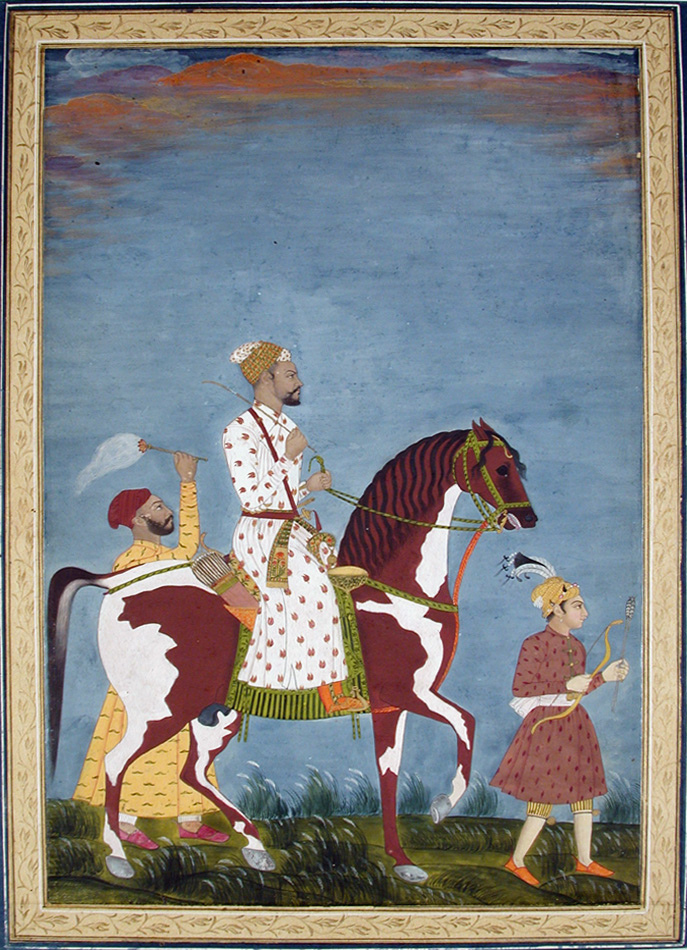
Вельможа-мусульманин. бл. 1680 р., Музей мистецтва Сан Дієго.
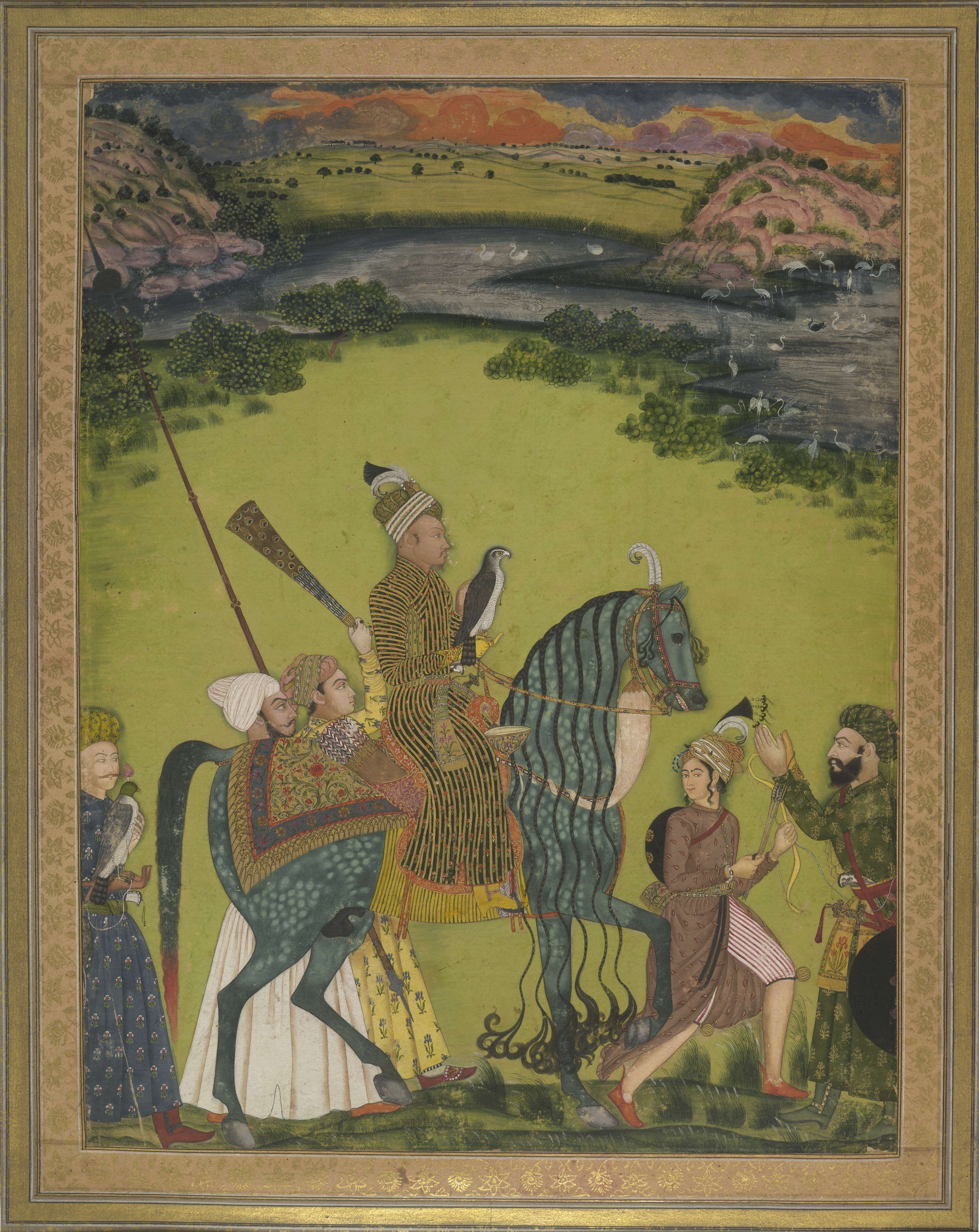
Туркменський воїн Атачін Бек Бахадур Калмик верхи. поч. XVIII ст., Британський музей.
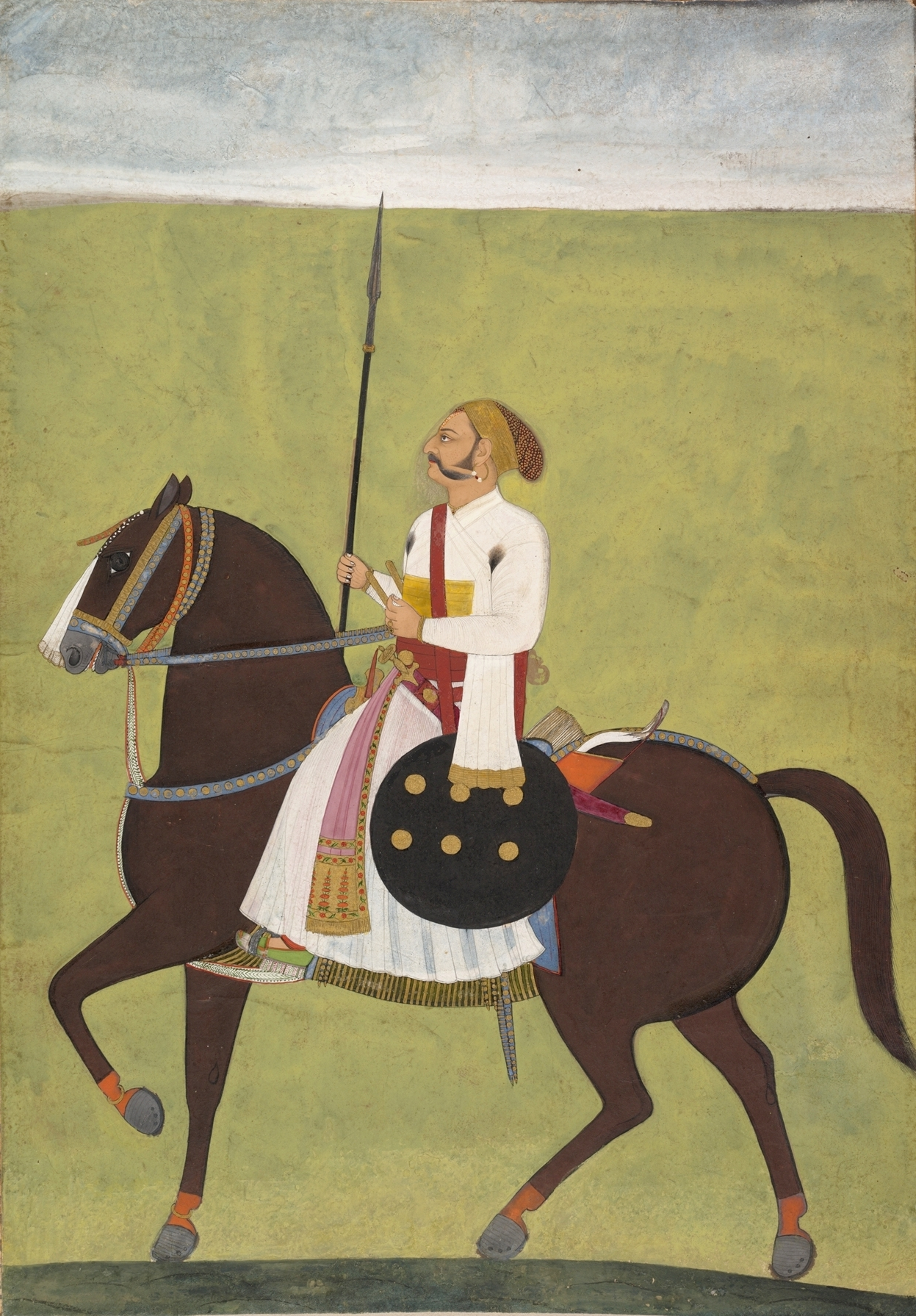
Дальчанд. Кінний портрет вельможі. 1720-30, Музей Метрополітен, Нью-Йорк
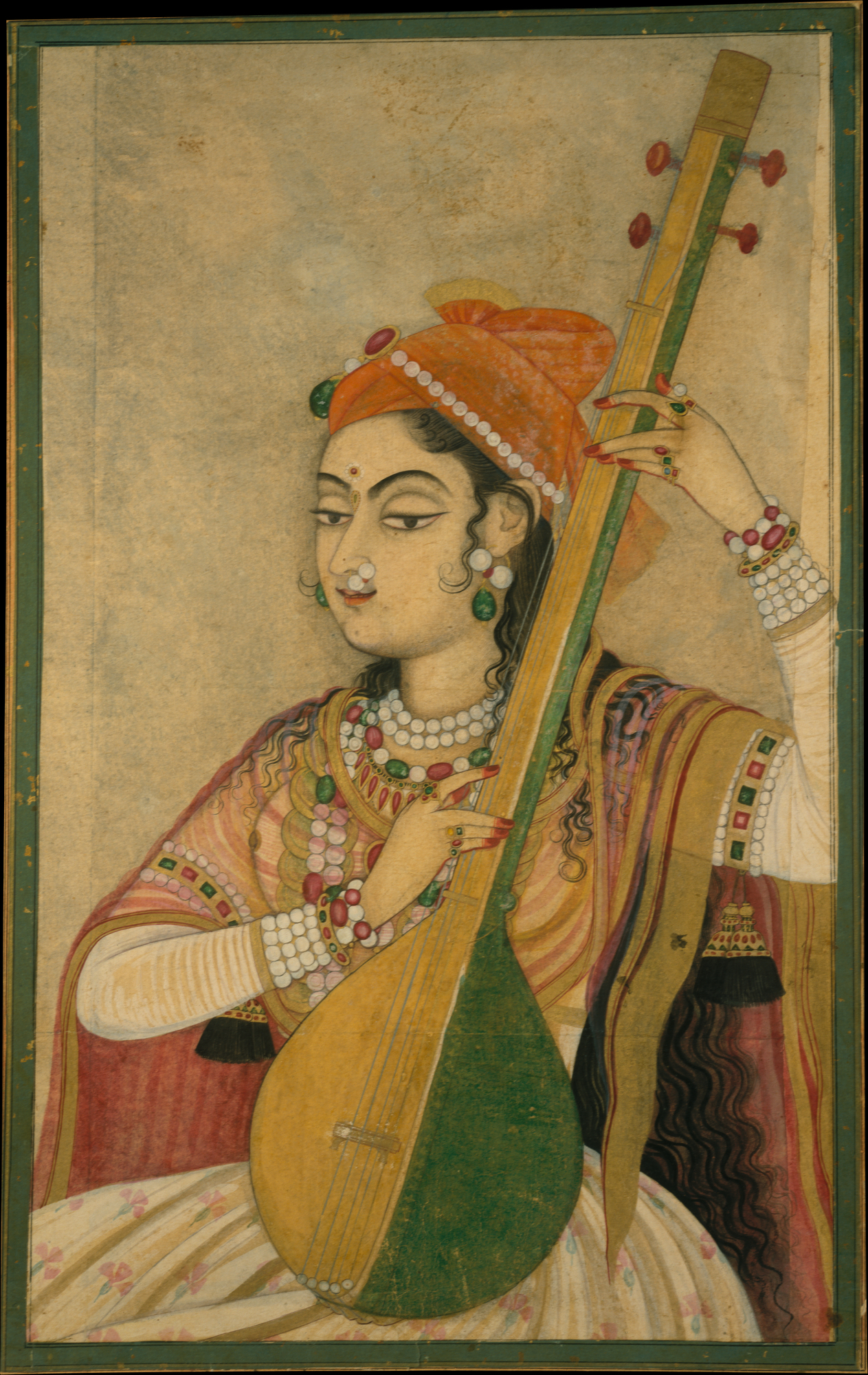
Дама, яка грає на танпурі. бл. 1735 р., Музей Метрополітен, Нью-Йорк
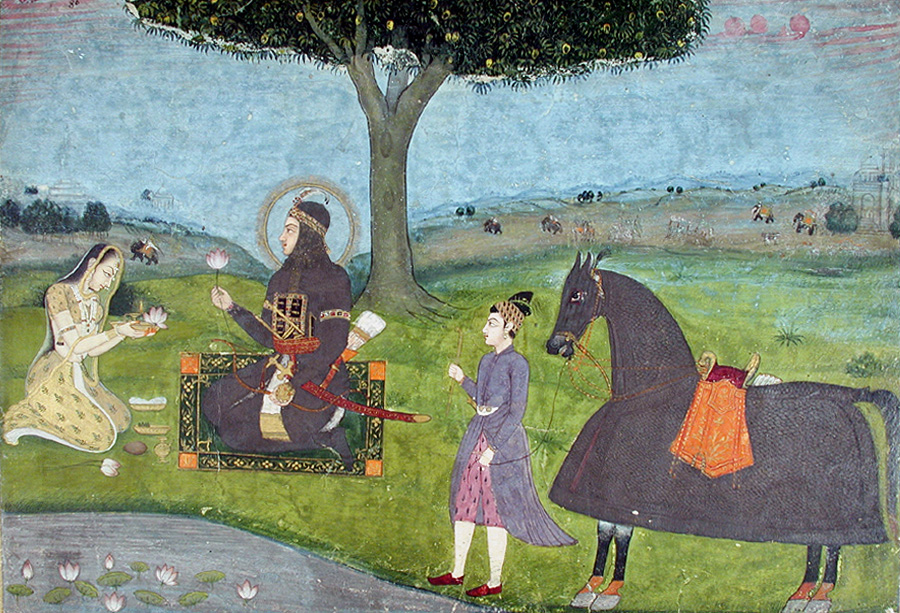
Вельможа, що поклоняється Калки під деревом. бл. 1765, Музей мистецтва Сан Дієго
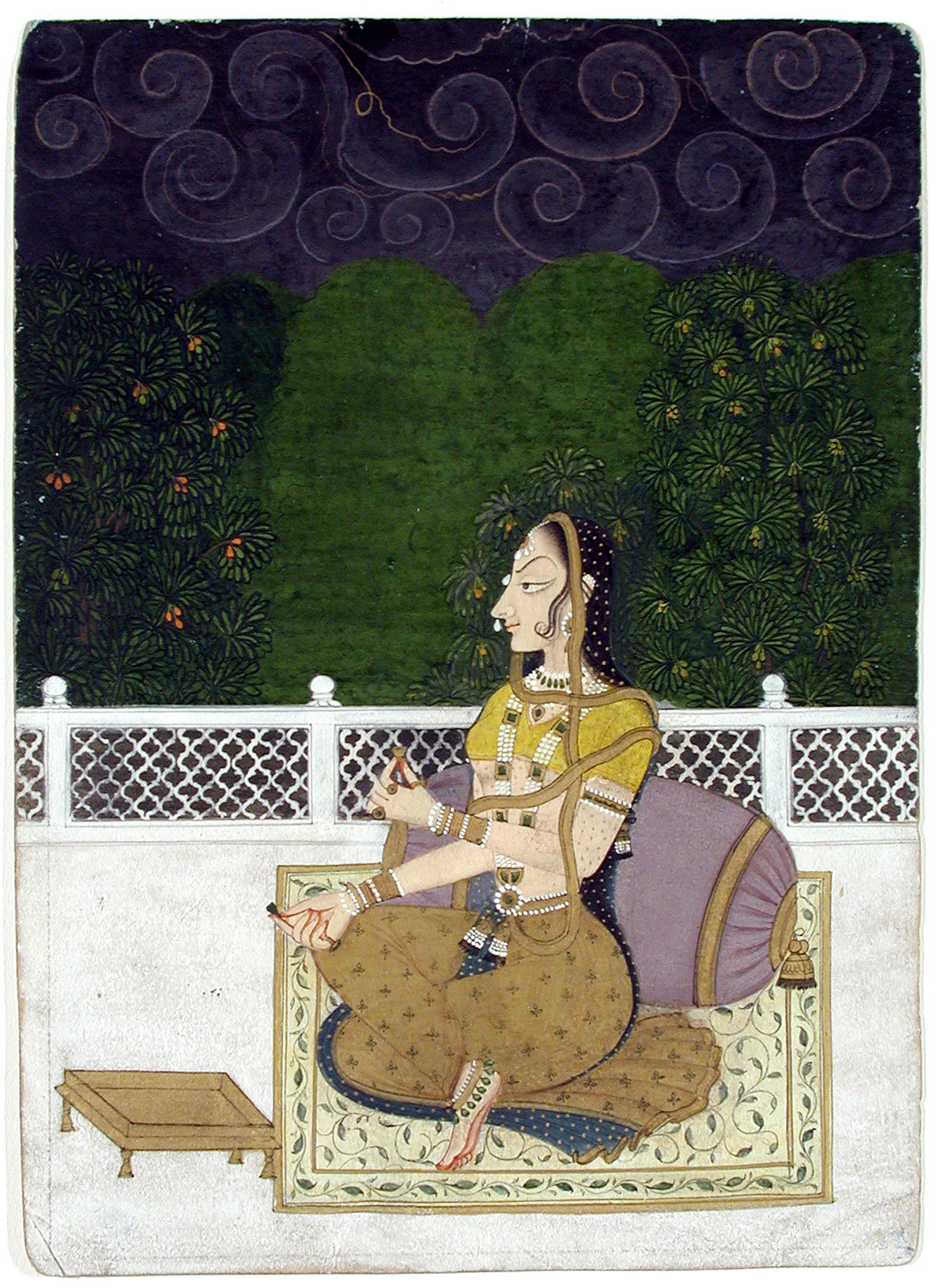
Портрет дами, що сидить. бл. 1775, Музей мистецтва Сан Дієго

#### Раджа Савант Сінгх і Бані Тхані
Справжній розквіт кішангархського живопису пов'язують з ім'ям Раджі Савант Сінгха (1748—1765). Це був старший син Радж Сінгха і його дружини Махаранджі Чхаттур Кунварі Сахіба. Слідом за своїми попередниками Савант Сінгх поступив на службу до моголів, і в молодості часто бував при дворі імператора Мухаммад Шаха (1719—1748), де панували веселощі і розгул. Проте з віком він все більше часу став присвячувати релігії, сповідуючи в Кішангарху вішнуїзм і беручи участь у священних ритуалах бгакті. У 1748 році помер його батько, і Савант Сінгх з Делі поспішив в Кішангарх, але, незважаючи на те, що його сходження на престол схвалив сам імператор Мухаммад Шах, не зміг успадкувати князівство, оскільки молодший брат Бахадур Сінгх узурпував владу, захопивши трон. Савант Сінгх звернувся до імператора за допомогою, але допомогли йому маратхі на чолі з Шамшером Бахадуром. Незважаючи на всі спроби, його війська не змогли захопити столицю — Рупнагар. У підсумку Савант Сінгх погодився розділити князівство на три частини (1756 р.). Він отримав Рупнагар, а Кішангарх і Какреді дісталися його братам. Через деякий час він передав кермо влади своєму синові Сардар Сінгху (1757—1766), і, зберігши всі титули та почесті, зі своєю дружиною віддалився від мирської суєти в священне місто Вріндаван, де і помер 21 серпня 1765.
Савант Сінгх був великим поціновувачем мистецтва і талановитим поетом. Взявши літературний псевдонім Нагарідас («Нагара» — одне з імен бога Крішни, «дас» — раб, тобто «раб Крішни»), він написав безліч віршів, що прославляють Крішну і Радху. Між 1723 і 1754 роками були складені три основних збірки його поезії — «Маноратха Манджаро», «Расіка Ратнавалі» і «Біхар Чандрика». У віршах домінує релігійна тематика, але разом з тим описуються особливості кожної пори року, тісно пов'язані з храмовими ритуалами — вони створювалися для виспівування під час різних релігійних церемоній. Савант Сінгх був не тільки поціновувачем мистецтва. Взявши собі в наставники художника Ніхаль Чанда, він сам малював мініатюри — в колекції правлячої династії Кішангарха збереглися роботи з його підписом.
Велику популярність здобула історія кохання Савант Сінгха до своєї «Радхе» — Расік Біхарі, більше відомої в Індії як Бані Тхані (тобто «вишукано одягнена»). Вона стала символом краси, розуму, витонченості і гарного смаку, а її зображення, створене придворним художником Ніхаль Чанду, індуси сприймають як шедевр індійського національного портрета. Ніхто не знає її справжнього імені. Перш ніж стати «Безсмертною Бані Тхані» Расік Біхарі була рабинею при дворі могольського імператора Мухаммад Шаха. Мачуха Савант Сінгха — Банкаватаджі придбала її собі в гарем в 1731 році на роль «Гаяна», тобто співачки. Припускають, що мачуха привезла її з Делі в Кішангарх не пізніше 1739 (в цей рік Надір Шах розорив Делі). Невідомо, коли князь Савант Сінгх вперше побачив Бані Тхані, але між ними спалахнула любов, незважаючи на вісімнадцятилітню різницю у віці. Вона писала вірші на враджа-бхаш'я, взявши собі псевдонім Расік Біхарі, і виконувала ритуальні балади на честь бога Крішни. Подібно до своїх вінценосних попередників Савант Сінгх був членом вішнуїтської секти «Пуштімарга», і разом зі своєю коханою ревно служив аватарі Вішну — богу Крішні. Бані Тхані пішла за чоловіком, коли він у 1757 році пішов у Вріндаван, і померла через рік після його смерті. Її образ в Кішангарх став еталоном для зображення коханої Крішни — Радхі. Цей образ відтворюється в Індії досі, а ім'я Бані Тхані стало культовим.

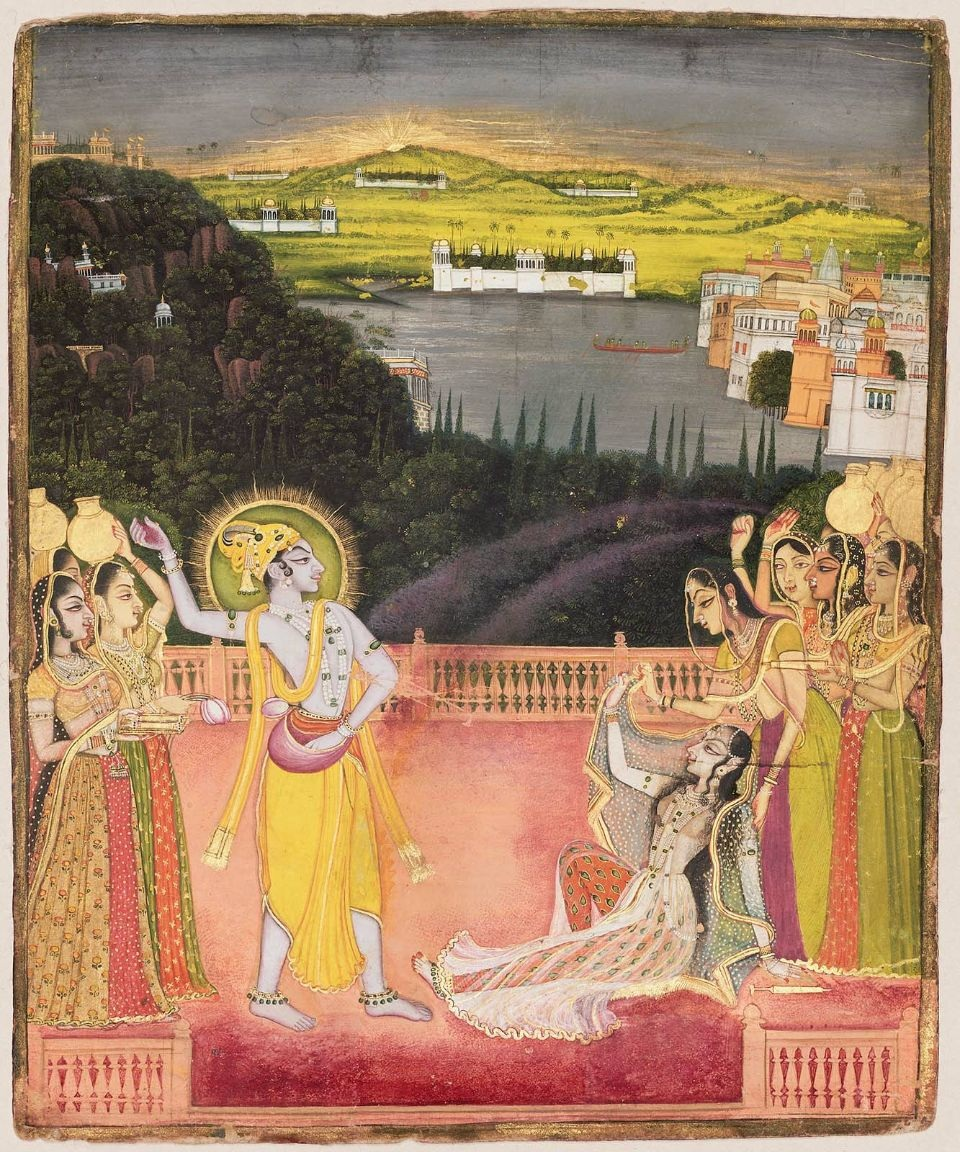
Ніхаль Чанд. Крішна з Радгою і гопі святкує Холі. 1750-60 рр., Бостон, музей витончених мистецтв.
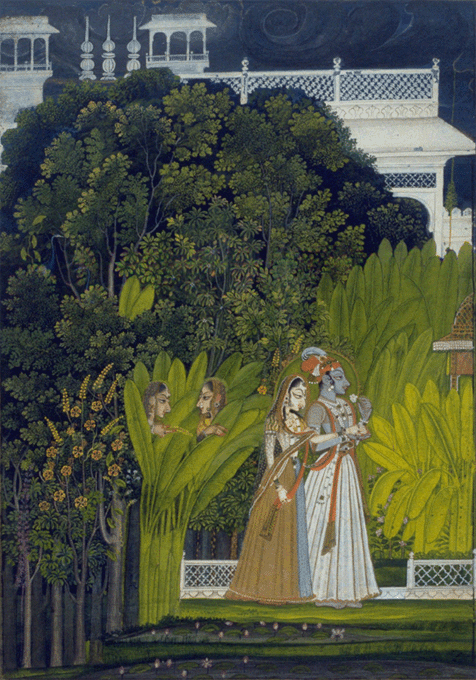
Ніхаль Чанд. Раджа Савант Сінгх і Бані Тхані в образі Крішни і Радхі .. бл. 1760 р., Музей образотворчого мистецтва, Сан-Франциско.
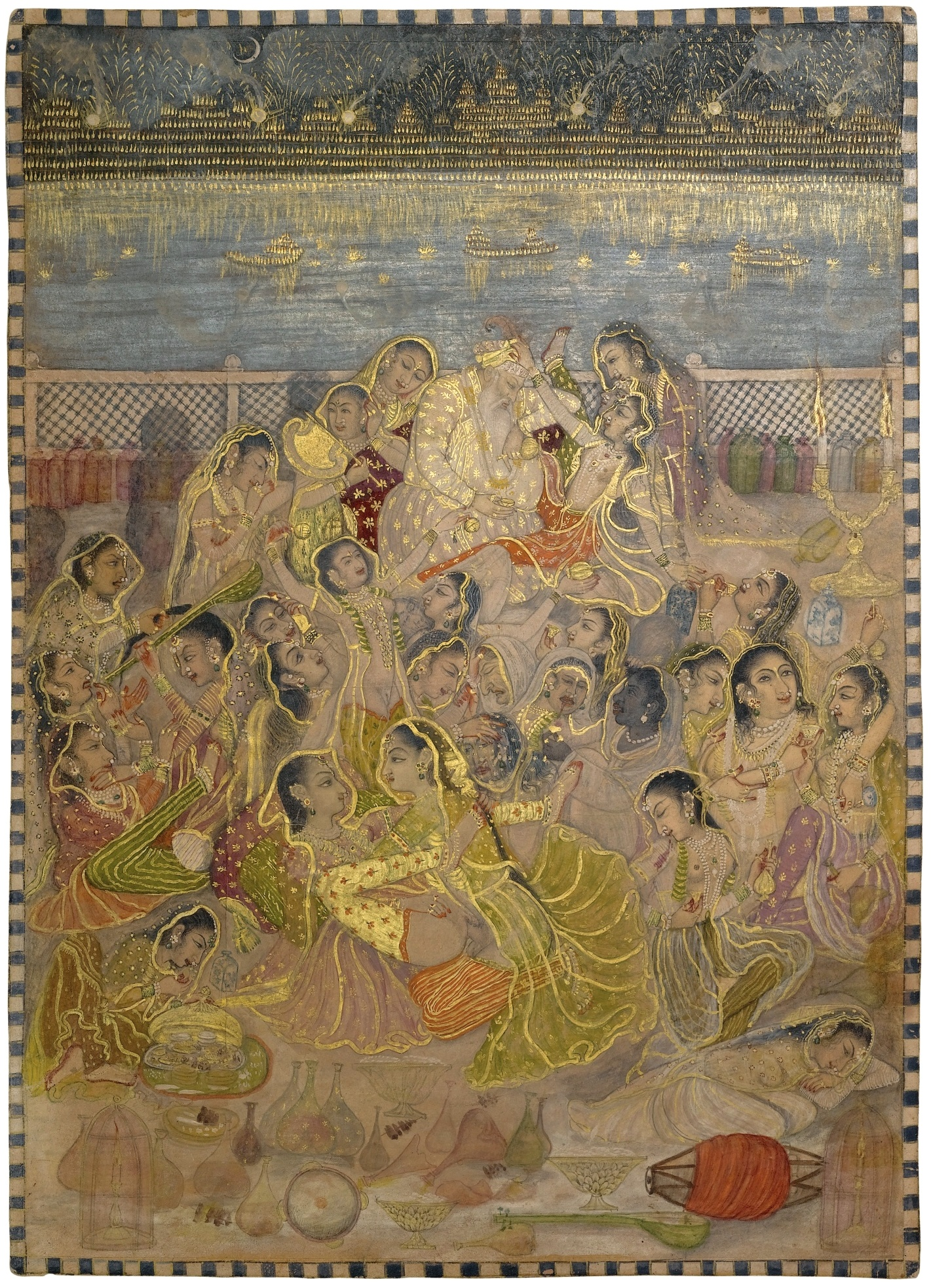
Ніхаль Чанд. Під світлом Місяця і феєрверків. бл. 1740, Колекція С. К. Уелча.
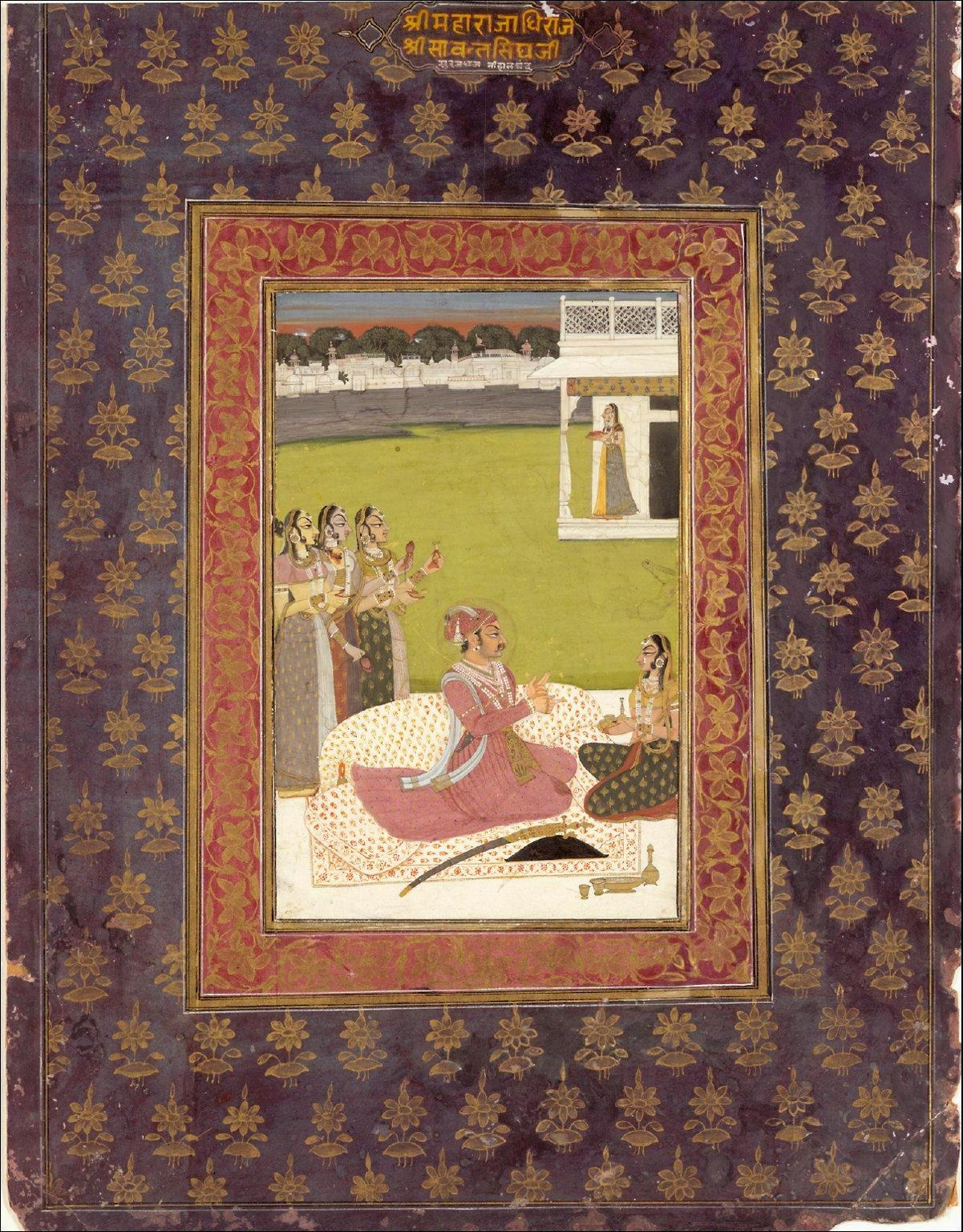
Портрет Савант Сінгха і Бані Тхані. бл. 1750 Музей мистецтва, Клівленд.
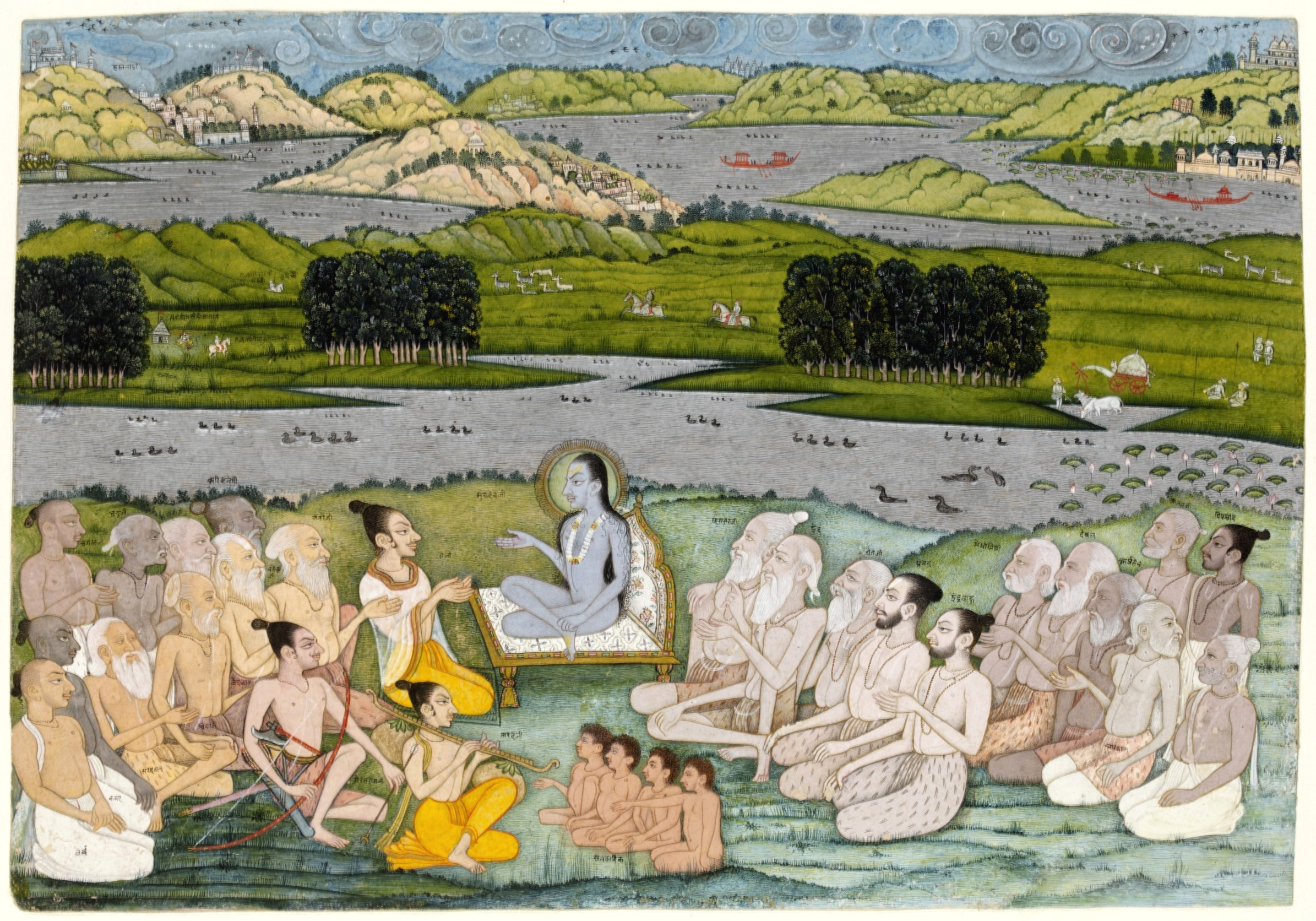
Мудрець Шукадева звертається до царя Парікшіту. бл. 1760 р., Музей Вікторії і Альберта, Лондон
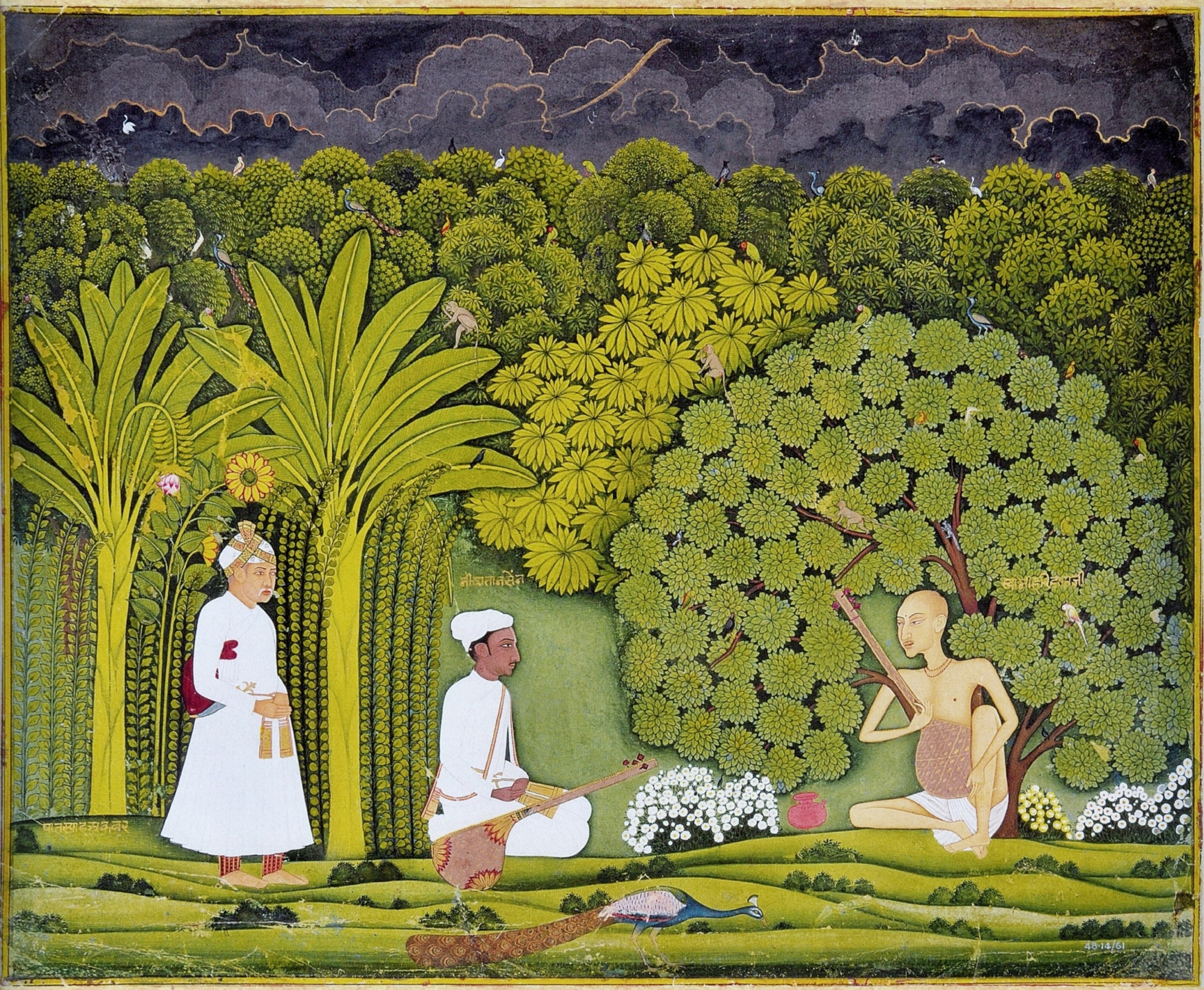
Акбар і Тансен слухають Харідаса. бл. 1750 р., Національний музей, Делі.

#### Розвиток стилю
На відміну від Мевар або Бунді у кішангархської школи не було довгого періоду визрівання, яке в раджпутському живописі зазвичай обумовлювалося імпульсом, отриманим від художників з майстерень могольських імператорів. Замість цього за основу були взяті, з одного боку, подовжена стилізація фігур, характерна для живописної манери, що існувала в кінці правління імператора Аурангзеба, з іншого боку, використовувалися ліричні аранжування, прийняті у художників, що працювали в ательє імператора Мухаммад Шаха — все це було модифіковано і пристосоване до тематики релігійних поем Нагарідаса (тобто Раджі Савант Сінгха).
Портрети в Кішангарха були досить звичайними, наприклад, портрети Радж Сінгха (1706-48) створені художником Бхаванідасом витримані в манері, прийнятої в той час в ательє могольських імператорів. Настільки ж стандартними були і ранні портрети Савант Сінгха, коли він був ще принцом, створені в 1740-х роках — на них він стоїть в повний зріст на тлі пейзажу, фігура подовжена, навколо голови сяє золотий німб. Однак інші сюжети, ті, що пов'язані з культом Крішни, зазнали в Кішангарху цікаву трансформацію: Крішна в мініатюрах постає не так пастушим божеством, який переміг безліч демонів, скільки світським принцом, вельми досвідченим в тонкощах любовних ігор. Подібним же чином і його кохана Радха з «покірної служниці» була перетворена в повноправну принцесу. Відповідно було змінено і місце дії: для цього використовувалися палацові ансамблі кішангархського форту в самих різних варіаціях. У деяких мініатюрах Крішна і Радха зображувалися на водному просторі: озеро Гундалао дуже нагадувало, і тому символізувало, річку Ямуна. Кохані Крішна і Радха з очима у формі лотоса з'являлися на човні посеред озера в супроводі розкішно одягнених слуг в блідому світлі осіннього місяця, або в ще більш драматичних сутінках з темними хмарами на небі. Дослідники вважають, що Савант Сінгх і Бані Тхані, будучи адептами культової практики бгакті, таким чином ототожнювали себе зі своїм божеством, ментально зливаючись з ним під час ритуалів, і візуально втілюючи це в мініатюрах.
Мисливські сцени Кішангарху відображають зовсім іншу сторону придворного життя. Деякі з правителів живили велику пристрасть до полювання і віддавали розпорядження про влаштування мисливських заповідників. В порівнянні з прекрасними сценами полювання, створеними в Кота, кішангархські мініатюри на цю тему менш вигадливі і винахідливі в відображенні буйної рослинності і реалістичного зображення тварин. Існував також жанр кінного портрета правителя, який виконувався досить традиційно.
Автором багатьох творів, присвячених Крішні і Радхі, був художник Ніхаль Чанд, видатний майстер, який очолював придворне ательє Савант Сінгха. Це був потомствений живописець: його батько Бхік Чанд, був сином «Мусаввір» (тобто майстра) Даргамала, а прадід Сурдхадж Мурадж прибув з Делі і служив у Ман Сінгха (1658—1706). Ймовірно, це сімейство передавало у спадок якісь художні навички, знайдені в майстерні могольських імператорів. Ніхаль Чанду приписують винахід типу обличчя з видовженими обрисами, важкими повіками, дугоподібними бровами і тонкою шиєю. Цілком ймовірно, відправним пунктом цього типу була сама Бані Тхані. Цікаво, що існують мініатюри, на яких цей «фізіономічний маньєризм» застосований лише щодо Крішни і Радхі, в той час як інші персонажі мають звичайні особи.
Прийнято вважати, що Ніхаль Чанд більшість своїх шедеврів створив 1735—1757 роках. Пізніше живопис Кішангарха все більш підпадав під вплив стилів інших раджпутських шкіл і поступово схилявся до манери, що узагальнювала ці різнорідні елементи. Дослідники припускають, що Ніхаль Чанд продовжував працювати до 1780 року. Його сини Сітар та Сураджмал якийсь час працювали в майстерні Раджі Сардар Сінгха (1757—1766). Інший талановитий майстер, який трудився приблизно в цей же час, Нанак Рам, також створив безліч творів на теми релігійних поем Нагарідаса. Його спадкоємці Рам Натх і Джоші Свамі писали картини для Раджі Бірад Сінгха (1782-88), захоплюються їхнім талантом. У правління Раджі Кальян Сінгха (1798—1838) настав останній яскравий сплеск кішангархської школи. У його майстернях трудився художник Ладлам Дас, а одним з останніх великих княжих замовлень було створення ілюстрованої копії книги «Гіта Говінда» Джаядева. У правління цього князя поряд з мініатюрами на тему «Крішна ліла» (епізоди з життя Крішни) створювалися вельми виразні картини на сюжети з епосу «Рамаяна».
Надалі характерні ознаки кішангархського стилю усе більш втрачали свій оригінальний характер. Занепад школи особливо виразно проявився в правління Прітхві Сінгха (1840—1880). Після цього оригінальний кішангархський стиль був відданий забуттю. Сучасні художники копіюють мініатюри періоду розквіту цієї школи, імітуючи манеру Ніхаль Чанда в комерційних цілях.

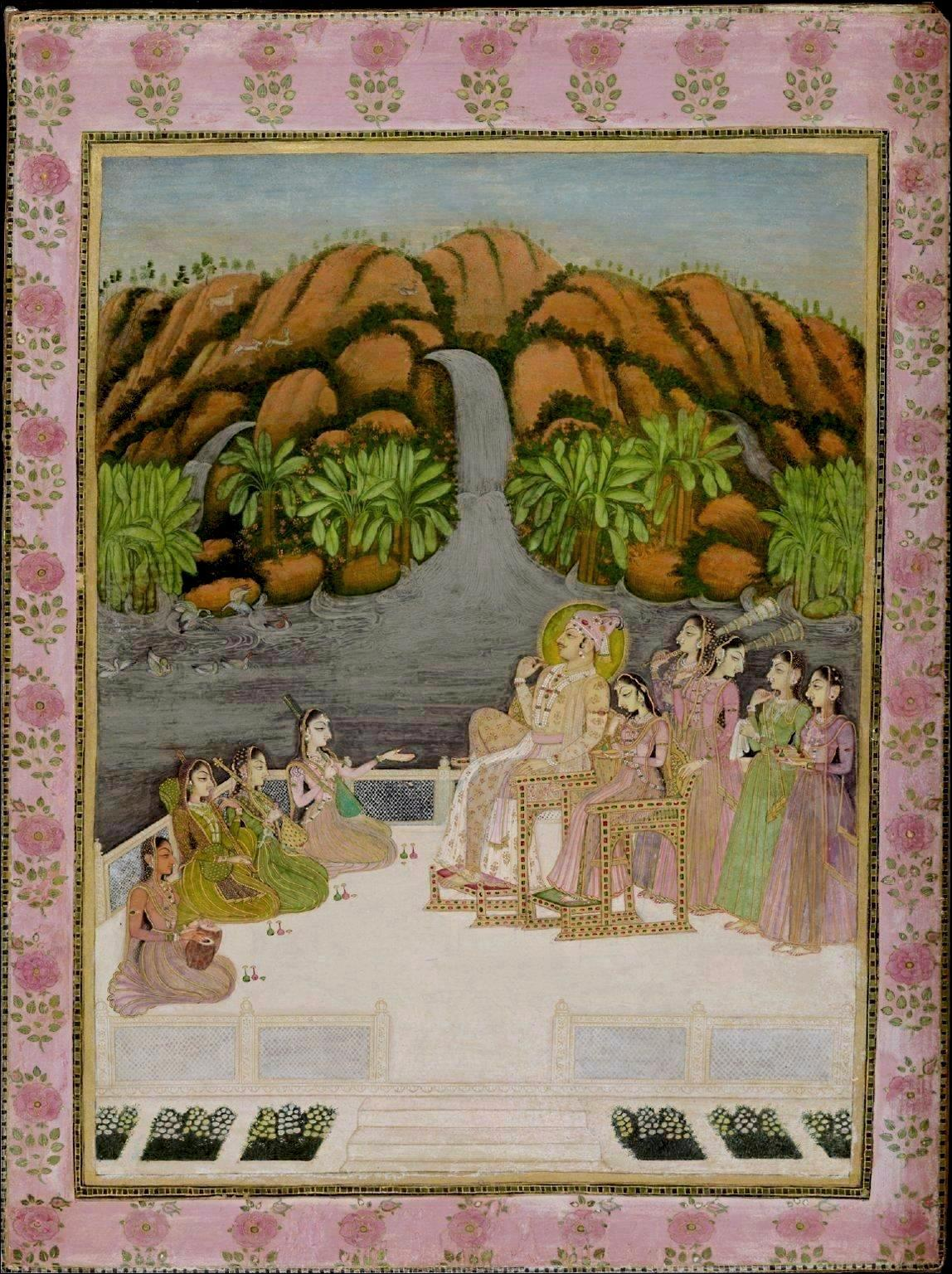
Портрет Раджі Сардар Сінгха. бл. 1760 р., Музей мистецтва, Клівленд
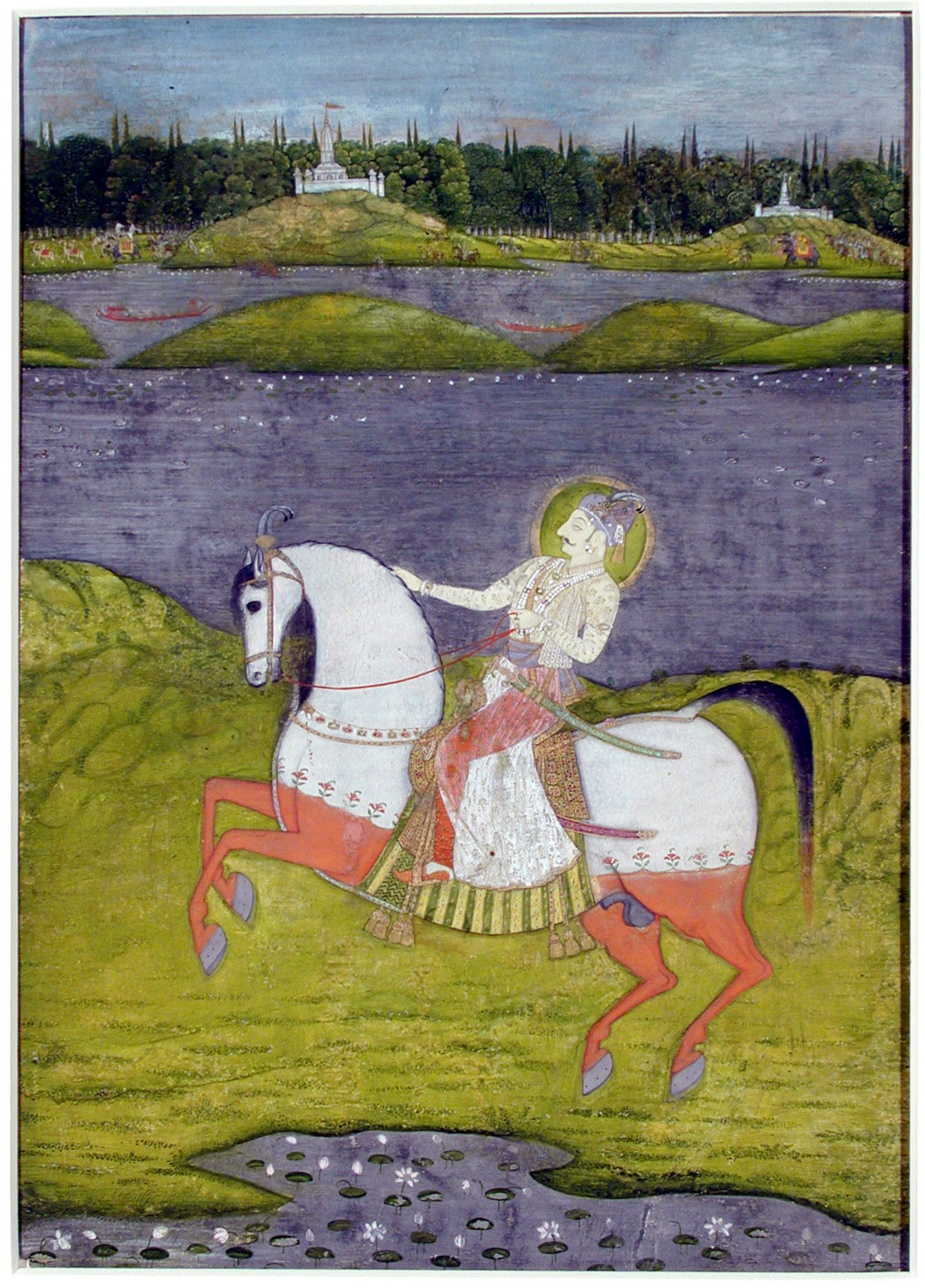
Сардар Сінгх верхом. бл. 1775 р., Музей мистецтва Сан Дієго.
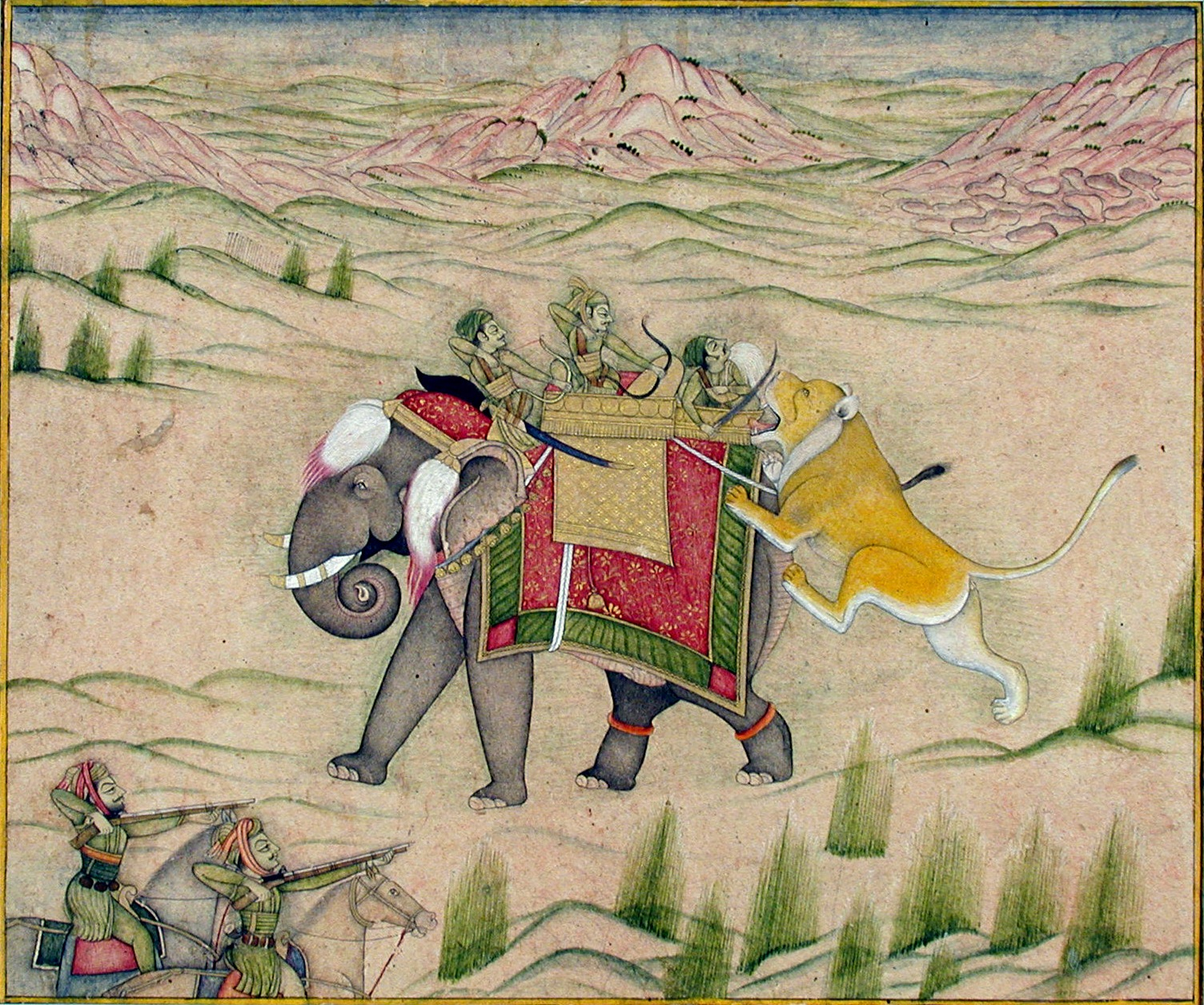
Напад лева. бл. 1810 р., Музей мистецтва Сан Дієго.
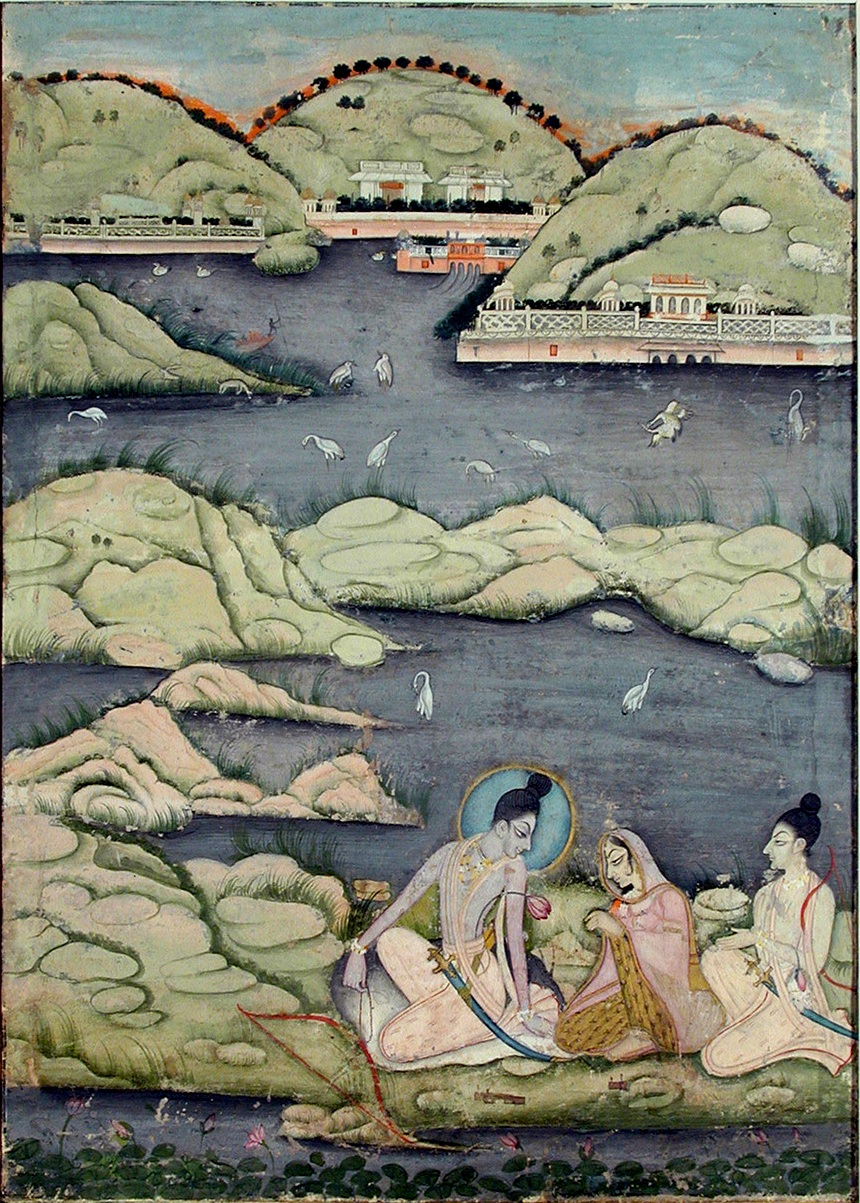
Рама, Сіта і Лакшман на скелястому березі. бл. 1820 р., Музей мистецтва Сан-Дієго.
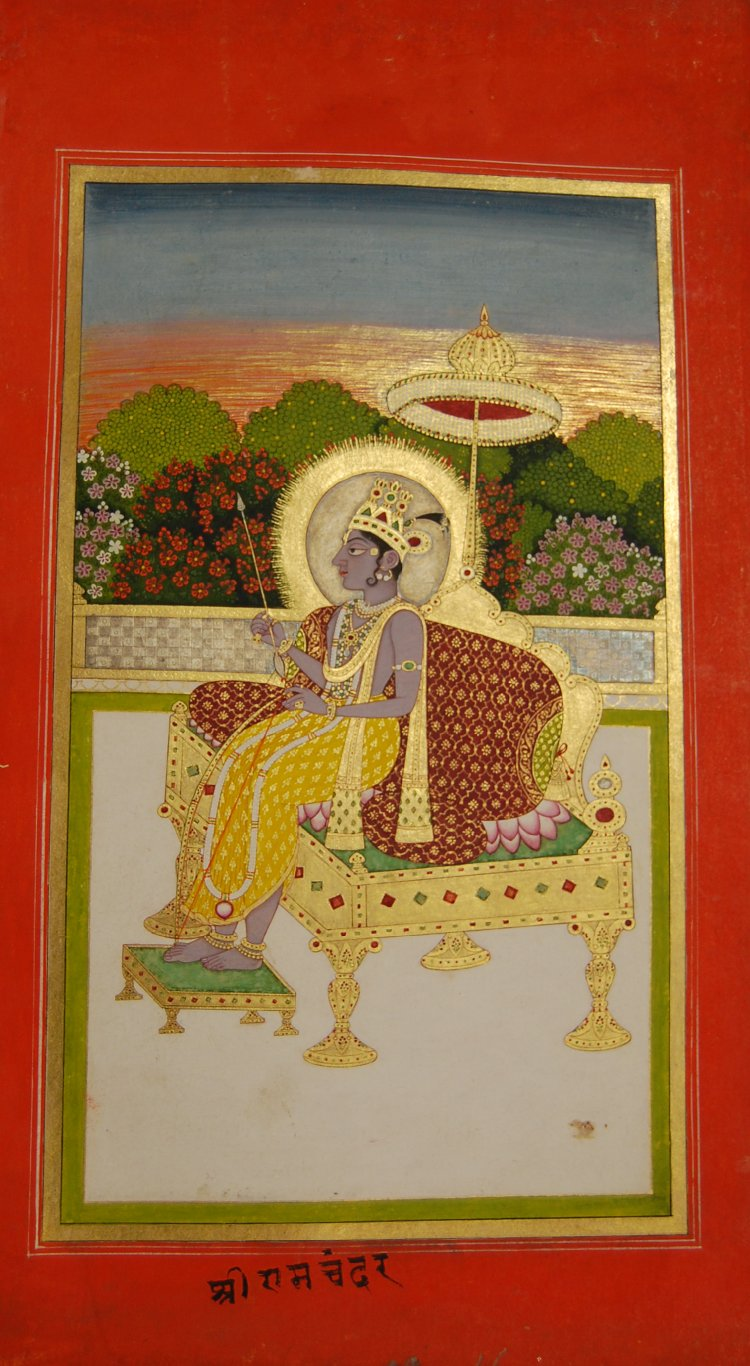
Рама, сьома аватара Вішну. поч. XIX ст., Британський музей
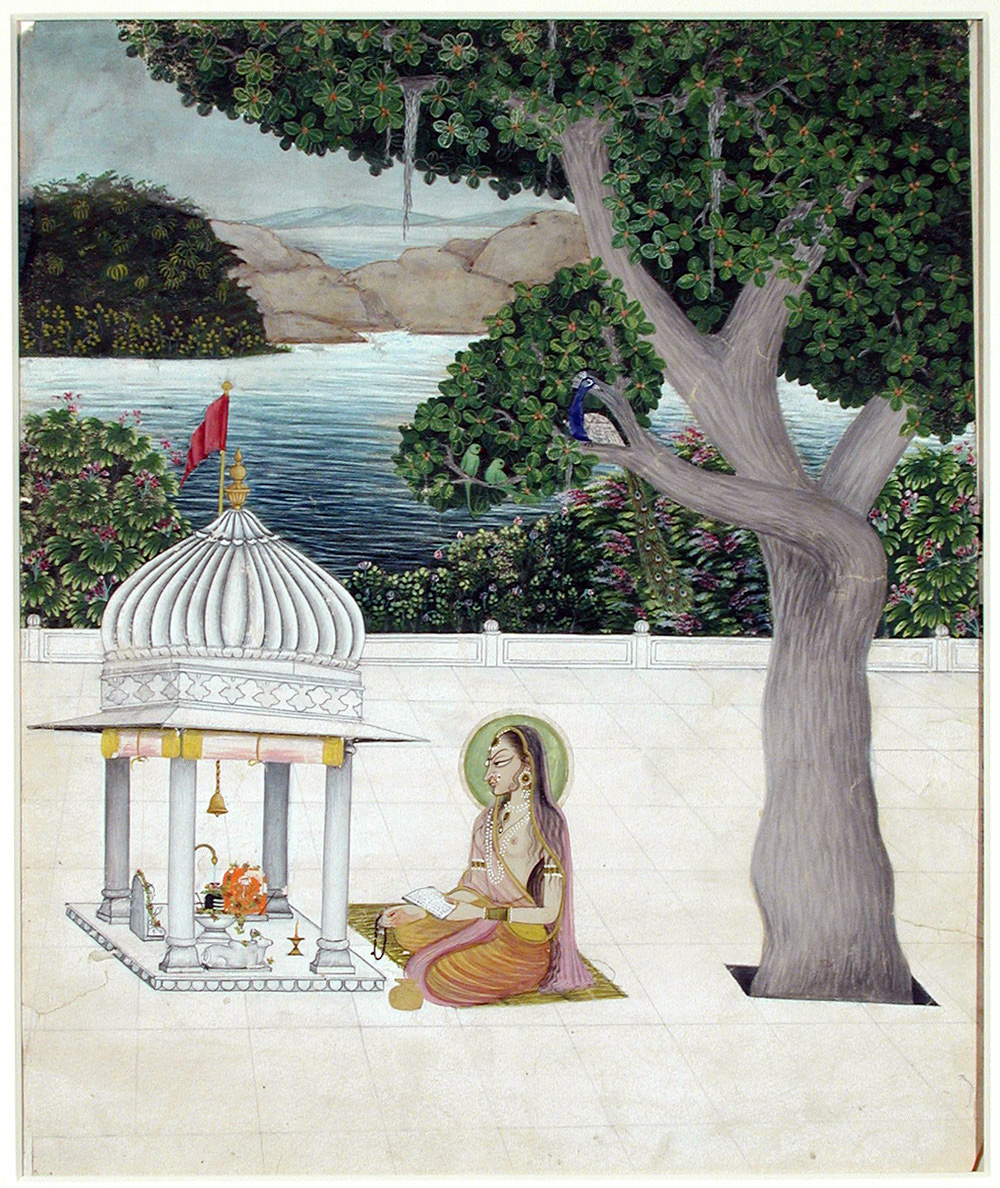
Бхайраві Рагін. Серія «Рагамала». бл. 1870 р., Музей мистецтва Сан-Дієго.